# オスマン帝国外伝〜愛と欲望のハレム〜
『オスマン帝国外伝〜愛と欲望のハレム〜』（オスマンていこくがいでん あいとよくぼうのハレム）とは、2011年から2014年までトルコで放送された歴史宮廷ドラマシリーズである。
トルコ史上の賢帝スレイマン1世とロクセラーナの愛のものがたりを中心に、宮廷内の陰謀やイスラム教の改革風潮、オスマン帝国とオーストリア、ロシア、エジプト、アラビア諸国の覇権争いなども非常に細かく描かれている。
この作品は世界で8億人が視聴したとされる。原題は『Muhteşem Yüzyıl』（ムフテシェム・ユズユル）で、直訳すると「華麗なる世紀」「壮麗なる世紀」「煌びやかな世紀」などを意味し、英題は『The Magnificent Century』である。

## 概要
オスマン帝国の最盛期を築いた第10代皇帝スレイマン1世の治世下の帝都コンスタンティノープル（イスタンブール）のトプカプ宮殿と、そのハーレム（後宮）で繰り広げられた、女たちの嫉妬・欲望・恋愛・プライドによって引き起こされた喧嘩やいじめや陰謀を中心に、それに加えて男たちが行ったヨーロッパ諸国との戦争や権力争い、男の側の恋心も描いた、大河ドラマの超大作。
トルコ語のオリジナル版は、放送時間は1回当たり約90分 - 約150分（約1時間半 - 約2時間半）と尺が長く、全139回。2011年にトルコのショーTV（Show TV）で、2012年 - 2014年にはスターTV（Star TV）で放映されて大ヒットし、多数の賞を受賞した。
主役の皇帝スレイマンは、トルコ人俳優ハリット・エルゲンチュがシリーズを通して、即位から崩御までを演じた。このドラマで皇帝スレイマンと並び重点を置いて描かれるヒュッレム（戦争で家族を殺され一旦は囚われの身となり奴隷となった状態から、献上されハレムに入り皇帝の寵愛を得てのしあがり、ついには皇妃(ハセキ・スルタン)にまで上り詰めた女性ヒュッレム・スルタン）はトルコ系ドイツ人女優メルイェム・ウゼルリが演じ、この作品が大ヒットした結果、一気にスターダムにのし上がった。
日本では、各回を分割して日本語字幕を付したバージョンが制作され、2017年からテレビ放映・ネット配信が開始された。詳しくは、#日本での放送を参照。

## 評価
本作は、史実をもとに大幅に脚色されたフィクションであり、トルコ本国で放映が始まるとともに人気ドラマとなり、高視聴率を記録する大ヒット作となった。中東・東欧・アジア・北米をはじめとする約90以上の国や地域で放送され、全世界で8億人もの視聴者を熱狂させたとされている
。

### トルコなどでの評価・批判・論争
時代劇ドラマというものは、放送局と制作会社が視聴者の趣向に合わせて制作する娯楽作品であり、史実通りのドキュメンタリーではない。本作も史実を題材としながらも視聴者に合わせて大幅に脚色されており、トルコ本国で放映が始まるとともに人気ドラマになっていったが、放送当初から保守層や現在のオスマン家（皇帝スレイマンとヒュッレム妃の末裔）、与党・公正発展党所属の議員や放送当時、首相を務めていたレジェップ・タイイップ・エルドアン大統領からの激しい批判にさらされ、放送打ち切り論まで取り沙汰された ため、演出の一部を変更するなどの対策が取られた。批判や論争には、次のようなものがある。
- スレイマン1世の人物像
道楽好きで女性からの誘惑に弱い人物として描かれている。彼は、ドラマで描かれている姿とは反対に、ハーレムではなく、戦場において一生を過ごした。「このドラマの演出は皇帝だけでなく歴史家への侮辱である[邦訳記事 4]」。
- ドラマへの擁護
初回の放送は、ハレムの暮らしと飲酒が強調され、ゴシップ記事のような内容だった。だが、偏見から遠い歴史学者は「これはテレビドラマだ、ドキュメンタリーではない」と言う。史実どおりに作ったら、ドキュメンタリーどころか、つまらない歴史の授業になるかもしれない。テレビドラマというのは、視聴率と広告収入のために、視聴者の興味を引くような要素に重きを置いて、フィクションをでっち上げるものだ。歴史を学びたいのなら、学者の本を読むことだ[邦訳記事 5]。

## おもなキャストとスタッフ

### メイン・キャスト
ここでは、日本語字幕版において日本語でクレジットされた俳優とその配役をメイン・キャストとして掲げる（表中の数字は、出演したシーズンを示す）。脇役も含めた詳細な配役は、#フル・キャスト を参照。
| 俳優名                            | 出演 | 役名                          | 説明                                                                                              |
| --------------------------------- | ---- | ----------------------------- | ------------------------------------------------------------------------------------------------- |
| ハリット・エルゲンチュ            | 1-4  | スレイマン                    | オスマン帝国第10代皇帝。                                                                          |
| メルイェム・ウゼルリ              | 1-3  | ヒュッレム （アレクサンドラ） | スレイマンの3人目の寵妃。奴隷身分から皇妃(ハセキ・スルタン)にまで上りつめる。                     |
| ヴァーヒデ・ペルチン              | 4    | ヒュッレム （アレクサンドラ） | スレイマンの3人目の寵妃。奴隷身分から皇妃(ハセキ・スルタン)にまで上りつめる。                     |
| オカン・ヤラブク                  | 1-3  | イブラヒム                    | 皇帝スレイマンの小姓頭。奴隷出身ながら、鷹匠頭から後に大宰相の地位に上りつめて権勢を極めるが･･･。 |
| ネバハット・チェフレ              | 1-2  | ハフサ・アイシェ              | スレイマンの母后（ヴァリデ・スルタン）。                                                          |
| セルマ・エルゲチュ                | 1-3  | ハティジェ                    | 皇女で、スレイマンの妹。イブラヒムの妻となる。                                                    |
| ヌル・アイサン (フェッタフオグル) | 1-4  | マヒデブラン                  | スレイマンの2人目の寵妃 で、長男ムスタファの母君。                                                |
| メフメト・ギュンシュル            | 2-4  | ムスタファ                    | 皇帝スレイマンと皇帝妃マヒデブランの間に生まれたただ一人の皇子。                                  |
| ペリン・ベキルオウル              | 3-4  | ミフリマーフ                  | 皇帝スレイマンと皇帝妃ヒュッレムの間に生まれたただ一人の皇女。                                    |
| エンギン・オズトゥルク            | 4    | セリム                        | 皇帝スレイマンと皇帝妃ヒュッレムの間に生まれた二人目の皇子。                                      |
| アラス・ブルト・イイネムリ        | 4    | バヤジト                      | 皇帝スレイマンと皇帝妃ヒュッレムの間に生まれた三人目の皇子。                                      |
| オザン・ギュヴェン                | 3-4  | リュステム                    | 宮殿の主馬頭。皇帝妃ヒュッレムの手足となって動くようになる。                                      |
| フィリズ・アフメット              | 1-3  | ニギャール                    | 後宮女官長で、敬称はカルファ（架空の人物）。                                                      |
| セリム・バイラクタル              | 1-4  | スンビュル                    | 後宮宦官長で、敬称はアー（架空の人物）。                                                          |

### 主要スタッフ
| 原作・脚本     | 第1回 - 第56回                    | メラル・オカイ       |
| 原作・脚本     | 第57回 - 第139回                  | ユルマズ・シャーヒン |
| 監督・演出     | シーズン1 - 3 （第1回 - 第103回） | ヤウムル・タイラン   |
| 監督・演出     | シーズン1 - 3 （第1回 - 第103回） | デゥルル・タイラン   |
| 監督・演出     | シーズン4 （第104回 - 第139回）   | Yağız Alp Akaydın    |
| 監督・演出     | シーズン4 （第104回 - 第139回）   | Mert Baykal          |
| プロデューサー | シーズン1 - 4                     | ティムル・サウジュ   |
| 制作会社       | シーズン1 - 4                     | Tims Productions     |

※制作会社である TIMS PRODUCTIONS（ティムズプロダクションズ）は、2006年にプロデューサーのティムル・サウジュによって設立され、数々の人気ドラマ、映画の制作を手がけているトルコ最大手の制作会社である。

## ドラマの登場人物

### 皇帝の家族や妃達
スレイマン1世
- 登場シーズン:1-4

演 - ハリット･エルゲンチュ
オスマン帝国の第10代スルタン（皇帝）。
史実ではモハーチの戦いや、第一次ウィーン包囲などを敢行してオスマン帝国の最盛期を創出する。
劇中では、道楽好きで女性からの誘惑に弱い人物として描かれる。ヒュッレムの美貌に見とれ、最終的には彼女と法的な結婚をするにまで至る。
シーズン1-2後半までは華々しい遠征の勝利や的確な判断で公正なる政治を行う名君として描かれるが、シーズン3後半からシーズン4は身内の苦悩や皇帝としての使命、持病に悩まされる。
最終的に1566年、ハンガリーのスィゲトヴァールに遠征するためトプカプ宮殿を出たが、二度と戻らずにスィゲトヴァールで陣没する。今際の時に聞こえた言葉はイブラヒムの声であった。

ヒュッレム
- 登場シーズン:1-4

演 - メルイェム･ウゼルリ / ヴァーヒデ･ペルチン
ルテニア人の女奴隷で貧しい司祭の娘。
クリミア・タタール人に捕まり、友人のマリア（ギュルニハル）と共にオスマン帝国へ売られる。ハレム入り後は、その美貌で皇帝スレイマンを我が物にし、最終的にはスレイマンと法的な結婚をして、ハセキ・スルタン（皇后）にまで上り詰める。
シーズン1-2まではヒュッレムが後宮の支配者になるまでの過程が描かれ、シーズン3-4前半はスレイマンの妹たちとの争い、そしてシーズン4後半は自身の息子を皇帝にするべく様々な策を張り巡らせていくことになる。
史実では、ロクセラーナ（ロシア人の女）と呼ばれ、スレイマンと法的な結婚をして史上初めてオスマン帝国の正式な皇后となる。後世のハレムの人々が政治に口を出す原因を作り出した。

母后 ハフサ・アイシェ
- 登場シーズン : 1-2

演 - ネバハット･チェフレ
クリミア・ハン国君主ギレイの娘。
オスマン帝国第9代皇帝セリム1世の元に嫁ぎ、スレイマンを産む。劇中では、ハレムの秩序維持を最優先にし、争い事は望まないため、事件は闇に葬ろうとする。主にマヒデブランと手を組み、ヒュッレムをハレムから追い出そうとする。
劇中でも史実通り、1534年に没し、彼女の死によってヒュッレムを止められる人物はいなくなる。

マヒデブラン
- 登場シーズン:1-4

演 - ヌル･フェタホール
スレイマンの第二夫人。
マニサ赴任時代のスレイマンの寵妃で、スレイマンとの間に皇子ムスタファを授かる。しかしヒュッレムの出現により、スレイマンの愛はヒュッレムに移ってしまう。それでも皇子の母親として唯一の地位を持っていたものの、メフメトを出産したヒュッレムによってその地位もなくなる。
最終的にはスレイマンの不興を買ってしまい、息子と共にマニサへ赴任する。
シーズン1-3は主にトプカプ宮殿でヒュッレムに対抗するためにスレイマンの妹たちと手を組んで様々な策を講じていく。シーズン3後半からシーズン4にかけてはムスタファを次の皇帝にすべくマニサ（後にアマスィヤ）にて尽力する。
シーズン4後半においてムスタファが粛清されると自殺しようとするが思いとどまり、ブルサにて亡きムスタファのために祈り続ける生活を送り、スレイマン、ヒュッレム2人の死を見届けた。
史実では、ほぼ劇中通りだが、ヒュッレムに暴行を加えたという事実はない。

ハティジェ・スルタン
- 登場シーズン : 1-3

演 - セルマ･エルゲンチュ
スレイマンの妹で皇女。
イブラヒムに恋をしており、彼とは両思いだがお互い気持ちを伝えられずにいる。その事を知っているのはギュルフェムだけだったが、ヒュッレムに感づかれる。ヒュッレムとマヒデブランの対立に嫌気がさし、時には皇女としての威厳を見せるが、マヒデブランがヒュッレムに毒を盛ったこともあり、次第にヒュッレムの味方をするようになる。
イブラヒムとは色々あった末に結ばれるが流産や子供の死など悲惨な運命を辿る。
シーズン2からは性格に変化が見られ、感情の上下が激しくなり、イブラヒムとの関係も拗れてしまう。そしてシーズン3にてイブラヒムが粛清されると、マヒデブラン達と手を組んでヒュッレム排除のために行動する。

ギュルフェム・ハートゥン
- 登場シーズン:1-4

演 - セレン･オズテュルク
スレイマンの第一夫人。
1521年時点（劇中におけるシーズン1）ではもはやスレイマンからの寵愛はなく、ハティジェ皇女のよき理解者、相談相手となっている。
ハティジェとイブラヒムの恋を陰ながら支える。
ハティジェ、マヒデブランとヒュッレムのハレムでの権力闘争には積極的に加担しなかった為、ヒュッレムからはある一定の信頼を得ている。
シーズン3-4ではスレイマンの良き理解者として支え、ヒュッレムとの関係も良好なものとなっている。しかしシーズン4にて徐々に溜まっていた怒りが暴発し、悲惨な運命を辿る。

ベイハン・スルタン
- 登場シーズン:1-3

演 - Pınar Çağlar Gençtürk
スレイマンの妹でハティジェの姉。
シーズン1序盤にて悪徳を働いていた夫を兄スレイマンによって粛清され、スレイマンに対して激しく怒り、『あなたはもう兄ではない。』と言い放ち、スレイマンとの関係は最悪なものになった。
しかしシーズン3にてハティジェとイブラヒムの関係を修復するために尽力し、自身もスレイマンと和解に至った。

シャー・スルタン
- 登場シーズン:3

演 - Deniz Çakır
スレイマンの妹でハティジェの姉。
シーズン3にて登場し、同シーズンにおけるヒュッレム最大の敵として立ちはだかる。
ハティジェ、マヒデブランと手を組んでヒュッレムに対して数々の罠を仕掛け、幾度にわたり窮地に落とすものの、自身もヒュッレムの罠に嵌ったり、予想外のことが起きると大きく取り乱す。
ファーリエを初めとする刺客を何度かヒュッレムに送ったものの、最終的にヒュッレムの娘であるミフリマーフにの策に嵌って帝都から去った。

ファトマ・スルタン
- 登場シーズン:4

演 - Meltem Cumbul
スレイマンの妹。
シーズン4におけるヒュッレム最後の敵。
ハティジェとイブラヒムの子であるフーリジハンを連れて帝都イスタンブールに現れる。
常に笑顔を絶やさない不気味な人物で、姉妹であるシャー・スルタンとまったく逆の性格をしている。
シーズン4後半においてヒュッレムに対して刺客を送り込み、それを知ったスレイマンによって宮殿から追放される。

### 皇子・皇女たち
シェフザーデ・ムスタファ
- 登場シーズン:1-4

演 - メフメト･ギュンシュル（S2-4）
マヒデブランとスレイマンの子。
第1皇子であり、人望にあふれ勇猛果敢で信仰深い皇子で、後に生まれるヒュッレムとスレイマンの異母弟妹達も平等に愛し、弟妹達からは懐かれている。
シーズン3-4において徐々に父スレイマンとの間に確執が生まれ、最終的に粛清されてしまう。

シェフザーデ・メフメト
- 登場シーズン:1-3

演 - Gürbey İleri（S3）
ヒュッレムとスレイマンの第1子。
第2皇子であり、異母兄ムスタファとは非常に仲が良く、兄によく懐いている。
シーズン2-3ではヒュッレムによって次期皇帝として育てられ、さらにスレイマンにも有力な後継者として見られていくほど成長し、好青年になるが、シーズン3最終話において天然痘に罹って病死する。

ミフリマーフ・スルタン
- 登場シーズン:1-4

演 - ペリン･ペキンオウル（S3-4）
ヒュッレムとスレイマンの一人娘。
唯一の皇女であり、スレイマンからは『太陽と月の姫』と呼ばれて溺愛されている。
皇帝近侍マルコチョールやタシュルジャルといった男性たちと異性として親交を深めるが、母ヒュッレムの意向でまったく興味のないリュステムと結婚することになってしまう。しかし、後にシャー・スルタンから『小さなヒュッレム』と言われるほどたくましくなっていく。
シーズン4では亡き母ヒュッレムの役目を果たそうと尽力し、後宮の支配者として君臨する。
シェフザーデ・セリム
- 登場シーズン:1-4

演 - エンギン・オズトゥルク（S4）
ヒュッレムとスレイマンの第二子。
ヒュッレム待望の2人目の皇子として生まれた皇子で、後のオスマン帝国皇帝セリム2世である。
弟のバヤズィトとは非常に仲が悪く、スレイマンやヒュッレムが諌めても顔を合わせる度に度々喧嘩をしている。
シーズン4では度々酒に入り浸り、妻であるヌールバーヌや母ヒュッレムにやめるように言われているが禁酒できずにいる。さらにヒュッレムの死後、遂にバヤズィトとは軍を率いて衝突することになる。
シェフザーデ・バヤズィト
- 登場シーズン:2-4

演 - アラス・ブルト・イイネムリ（S4）
ヒュッレムとスレイマンの第三子。
勇猛果敢である反面、自身の怒りを抑えきれないという欠点を持つ皇子だが、母ヒュッレムに贈り物を贈ったり、父の忠告は素直に受け入れる性格。
兄であるセリムとは非常に仲が悪く、スレイマンからは『兄に敬意を払え』と忠告されるほどである。
シーズン4ではイブラヒムとハティジェの子であるフーリジハンと異性としての仲を深める一方、ヒュッレムの死後に兄と衝突することになる。
シェフザーデ・ジハンギル
※登場シーズン:2-4
演 - Tolga Sarıtaş
ヒュッレムとスレイマンの末子。
幼少の頃から病気を患っている為、両親からは非常に過保護に育てられた。身体が弱い一方で、読書などに勤しむ勤勉な面も見られ、母ヒュッレムには素直である。
シーズン4では兄達の衝突に苦悩し、遂に異母兄ムスタファの粛清を受けて病状が悪化して病死する。

### 後宮の人々
スンビュル・アー
- 登場シーズン:1-4

演 -
アフィフェ・ハートゥン
- 登場シーズン:3-4

演 -
ニギャール・ハートゥン
- 登場シーズン:1-3

演 - フィリズ･アフメット
後宮女官長。
図に乗りやすいヒュッレムを根気強く諭して味方する。普段は冷静沈着で仕事をテキパキとこなす能吏だが、強引なイブラヒムに弱い。
シーズン2ではイブラヒムと不倫関係になってしまい、最終的に子まで授かってしまい、苦悩する。
シーズン3からはハティジェやシャー皇女たちからいいように使われる。さらにリュステムとの結婚を強要され悲観にくれる。時にヒュッレムの、時には皇女達の味方をして上手に立回るが、S3の83話にて錯乱し、崖から身を投げて自殺する。
ファーリエ・カルファ（ディアナ）
- 登場シーズン:3-4

演 - Burcu Güner
後宮女官長。
マニサの市場にてさまよっていた所をムスタファ皇子によって保護され、その恩からマヒデブランの忠実な女官となる。そのため、シャー･スルタンやハティジェ達からヒュッレム暗殺の刺客として送り込まれるが、逆に失敗し、ヒュッレムによって助けられる。
その後はヒュッレム付き女官となってヒュッレムの忠実なる下僕として様々なところで行動する。
シーズン4でも変わらずヒュッレムに忠誠を誓っており、スンビュルやヒュッレムからも信頼されている。
ヒュッレム亡き後は、ヒュッレムがスレイマンから贈られた指輪をヒュッレムの遺言通りに一緒に埋めようと探していたところをヌールバーヌによって盗人の冤罪で投獄される。その後脱獄し、ヒュッレムの仇としてヌールバーヌを殺害しようとするも、逆にヌールバーヌに刺されて死亡する。
ギュルシャー・ハートゥン
- 登場シーズン:1-3

演 - ニハン・ブユクアーチュ
マヒデブラン付き女官。
マヒデブランの忠実な下僕として働くが、暴走してしまうことが多々ある女官である。
シーズン2後半においてマヒデブランから解任され、途方に暮れているところをヒュッレムに保護される。
その後はヒュッレムの忠実な女官として働き、ヒュッレムの為に様々な工作をする。
フィダン・ハートゥン
- 登場シーズン:2-4

演 - Gamze Dar
当初はヒュッレムの女官であったが、後にマヒデブラン付き女官になる。
マヒデブランには忠誠を誓っており、ムスタファが粛清され、ブルサに追放されたマヒデブランにも同伴し、苦しい生活を送るマヒデブランを支え続け、ヒュッレムの死後もマヒデブランを支え続けた。

### 皇帝の近臣達
イブラヒム
- 登場シーズン:1-3

演 - オカン･ヤラブク
スレイマンの腹心。
スレイマン自身から友人であり、部下であり、弟でもあると言われるほど信頼されている。
当初は鷹匠頭として、次に小姓頭になり、次第に出世を重ね、最終的に大宰相に上り詰める。
ヒュッレムを危惧し、彼女を排除しようと様々な策を張り巡らせるも、最終的にヒュッレムの妄言によってスレイマンに処刑される。
史実では、皇太子時代のスレイマンとマニサで出会った人物で、劇中のように小姓頭から大宰相にまで上り詰めたあと、最終的にスレイマンによって処刑された。（理由は不明で、ヒュッレムの暗躍があったとも言われる。）

## シリーズの全容
トルコで放送されたオリジナル版シリーズの全容を示す。いずれも、毎週水曜日の20時から放映された。
| シーズン  | 回数   | 放送回            | 放送期間                      | 放送局           |
| --------- | ------ | ----------------- | ----------------------------- | ---------------- |
| シーズン1 | 全24回 | 第1回 - 第24回    | 2011年1月5日 - 6月22日        | Show TV          |
| シーズン2 | 全39回 | 第25回 - 第63回   | 2011年9月14日 - 2012年6月6日  | Show TV, Star TV |
| シーズン3 | 全40回 | 第64回 - 第103回  | 2012年9月12日 - 2013年6月19日 | Star TV          |
| シーズン4 | 全36回 | 第104回 - 第139回 | 2013年9月18日 - 2014年6月11日 | Star TV          |

### 日本での放送
翻訳は『トルコ狂乱』やノーベル文学賞作家オルハン・パムク『黒い本』などを手掛けた鈴木麻矢が担当している。
シーズン1
本作のオリジナル版が日本で放送される連続ドラマとしては尺が長過ぎるためかシーズン1（全24回）の各回を2話ずつに分割して日本語字幕を付したバージョン（全48話）が制作され、2017年8月7日（深夜24時）から衛星放送のチャンネル銀河によってテレビ放映が、翌8月8日から動画サイトHuluによって動画配信が開始された。
シーズン2
シーズン1の視聴率が想定を上回る好評だったため、シーズン2（全39回）も全79話に分割して、2018年7月23日（深夜24時）からチャンネル銀河によって放映され、翌7月24日からHuluによって動画配信が開始された。
シーズン3
2019年8月8日深夜から、チャンネル銀河で放映開始。また2019年は「日本におけるトルコ文化年」でもあることと絡めて、駐日トルコ共和国特命全権大使ハサン・ムラット・メルジャン（Hasan Murat Mercan）からシーズン3日本初放送にメッセージが寄せられた。
シーズン4
2020年8月3日より、チャンネル銀河で日本初放送。
| シーズン  | 話数   | 放送話         | 放送期間                 | 放送局         |
| --------- | ------ | -------------- | ------------------------ | -------------- |
| シーズン1 | 全48話 | 第1話 - 第48話 | 2017年8月7日 - 10月11日  | チャンネル銀河 |
| シーズン2 | 全79話 | 第1話 - 第79話 | 2018年7月23日 - 11月12日 | チャンネル銀河 |
| シーズン3 | 全92話 | 第1話 - 第92話 | 2019年8月8日 - 12月16日  | チャンネル銀河 |
| シーズン4 | 全93話 | 第1話 - 第93話 | 2020年8月3日 - 12月9日   | チャンネル銀河 |

衛星放送
- チャンネル銀河[22]
  - シーズン1[23]
    1. 2017年8月7日 - 10月11日に日本初放映（平日の深夜24:00から放映。再放送は9月6日 - 11月10日）。
    2. 2018年5月16日 - 7月20日に再放映。

  - シーズン2[24]
    1. 2018年7月23日 - 11月12日に日本初放映 [注 12] （平日の深夜24:00から放映。再放送は2018年8月4日-2019年2月2日、毎週日曜日8:30から3話連続放映）。
    2. 2019年5月23日 - 7月22日に再放映（平日の深夜26時-28時に2話連続放映）

  - シーズン3[25]
    1. 2019年8月8日 - 12月16日に日本初放映 [注 13] （平日の深夜24:00から放映。再放送は2019年11月2日- (終了未定)、毎週土曜日深夜25:00-28:00に3話連続放映）。

  - シーズン4
    1. 2020年8月3日 - 12月9日に日本初放映
- BS日本（BS日テレ：日本テレビの系列）[26]
1時間の放送枠に収めるために、いくつかのシーンがカットされていると思われる。
  - シーズン1：2018年10月1日から12月5日まで初めて放映された。
  - シーズン2：2019年1月7日から5月3日まで放映された。
  - シーズン3：

動画配信サービス（VOD）
- Hulu （日本テレビの系列）[27]
  - シーズン1：2017年8月8日 0:00から動画配信が順次開始された。
  - シーズン2：2018年7月24日 0:00から動画配信が順次開始された。
  - シーズン3：2019年8月9日 0:00から動画配信が順次開始された。
  - シーズン4：2020年8月4日 0:00から動画配信が順次開始された。
- GYAO! （Huluの株主であるヤフーの系列）：2017年12月1日 - 2018年5月28日の期間限定で、順次公開されている[28]
- AbemaTV （サイバーエージェントとテレビ朝日が出資） ：2018年5月1日 0:00 から 無料で放送開始（放送後2週間、無料で視聴可能）。放送後は「Abemaビデオ」という有料配信サービスでオンデマンド視聴が可能[29]。
- Amazonビデオ [30]
  - シーズン1：2018年7月25日から全48話の動画配信が同時に開始された。
第1話-第2話は、48時間レンタルなら0円で視聴が可能。第3話以降は、SD（標準画質）かHD（高画質）か、レンタルか購入かによって購入価格が異なる。
- Rakuten TV（楽天TV：楽天が運営）[31]
  - シーズン1：2018年10月26日からストリーミング配信を開始（第1話-第2話のみ無料）。
- フジテレビオンデマンド（FOD、フジテレビジョンが運営）[32]
  - シーズン1： （配信開始日は不詳）-2019年8月31日まで、全48話が同時に配信されている。
- TVer（ティーバー、民放公式テレビポータル）[33]
BS日テレ（上記参照）の放送分が、放送日から2週間限定で視聴できる。
- Paravi（パラビ） [34]
  - シーズン1： 2019年8月9日～2020年8月8日に動画配信。

## フル・キャスト
ここでは、日本語字幕版ではクレジットされていない助演俳優も含めた役柄別のキャストの一覧を示す。ウィキペディアの トルコ語版の記事（キャラクター一覧）、英語版の記事、イタリア語版の記事、スペイン語版の記事、並びに IMDbの Full Cast & Crew（英語）、トルコ語による情報サイト TurkceAltyazi.org、Sinematurk.com、Muhteşem Yüzyıl Wiki FANDOM powered by Wikia などによる。
```
★ は日本語で俳優名がクレジットされる 
#メイン・キャスト
、 * はオープニングのタイトルロールで俳優名がトルコ語表記でクレジットされるキャストを示す。「出演」欄の数字およびS1、S2･･･は、シーズンを示す。
```

### 皇帝・皇族と寵妃たち
|                                              | 俳優名                                                     | 出演 | 役名                                         | 日本語字幕における役名 および 説明 |
| 皇帝・皇族 と 寵妃たち (The Imperial Family) |                                                            |      |                                              | |
| ★                                            | Halit Ergenç ハリット・エルゲンチュ                        | 1-4  | Süleyman スレイマン                          | スレイマン ： オスマン帝国第10代皇帝。オスマン帝国の最盛期を築いて、ヨーロッパでは「壮麗帝」の名で知られる。教養の高い文化人でもあり、詩人「ムヒッビー」として詩作を残し、語学にも堪能で、宝石細工の趣味を持つ。臣下たちからは、陛下と呼ばれる。 |
| ★                                            | Meryem Uzerli メルイェム・ウゼルリ                         | 1-3  | Hürrem Sultan ヒュッレム・スルタン           | ヒュッレム （アレクサンドラ） ： ルテニア人正教会司祭の娘アレクサンドラとして誕生。クリミア・タタール人のルテニア略奪により奴隷となり、オスマン宮廷に送られるが、スレイマンの3人目の寵妃として皇妃(ハセキ・スルタン)にまで上りつめる。 |
| ★S4                                          | Vahide Perçin ヴァーヒデ・ペルチン                         | 4    | Hürrem Sultan ヒュッレム・スルタン           | ヒュッレム （アレクサンドラ） ： ルテニア人正教会司祭の娘アレクサンドラとして誕生。クリミア・タタール人のルテニア略奪により奴隷となり、オスマン宮廷に送られるが、スレイマンの3人目の寵妃として皇妃(ハセキ・スルタン)にまで上りつめる。 |
| ★                                            | Nebahat Çehre ネバハット・チェフレ                         | 1-2  | Ayşe Hafsa Sultan アイシェ・ハフサ・スルタン | ハフサ・アイシェ ： スレイマンの母后（ヴァリデ・スルタン）。クリミア・ハン国君主ギレイの娘。後宮の頂点にいるが、不祥事を嫌って闇に葬ろうとする。心労が絶えないため、いつも首筋が凝っている。 |
| ★                                            | Selma Ergeç セルマ・エルゲチュ                             | 1-3  | Hatice Sultan ハティジェ・スルタン           | ハティジェ ： 皇女で、スレイマンの妹。最初の夫と死別して宮殿にいる。後にイブラヒムの妻となり、息子オスマンと娘フーリジハンの母となる。気弱な性質で、何かと思いつめたりしやすいが、･･･。 |
| ★                                            | Nur Aysan(Fettahoğlu) ヌル・アイサン/ ヌル・フェッタホール | 1-4  | Mahidevran Sultan マヒデヴラン・スルタン     | マヒデブラン ： スレイマンの2人目の寵妃で、長男ムスタファ皇子の母君。ヒュッレムに対する敵がい心が強く、ねじ伏せようと企てる。 |
| *                                            | Selen Öztürk セレン・オズテゥルク                          | 1-4  | Gülfem Hatun ギュルフェム・ハートゥン        | ギュルフェム ： スレイマンの1人目 （史実では、2人目） の皇帝妃。皇帝の子を授かったがすでに亡くしており、劇中ではもはや皇帝から顧みられない。皇女ハティジェと仲が良く、腹心の友として相談相手になる。 |
| 皇帝スレイマンの皇子・皇女たち               |                                                            |      |                                              | |
| *                                            | Yusuf Berkan Demirbağ ユスフ・ベルカン・デミルバー(子役)   | 1    | Şehzade Mustafa シェフザーデ・ムスタファ     | ムスタファ皇子 ： 皇帝スレイマンと皇帝妃マヒデブランの間に生まれたただ一人の皇子。 |
|                                              | Tunç Oral (子役)                                           | 1-2  | Şehzade Mustafa シェフザーデ・ムスタファ     | ムスタファ皇子 ： 皇帝スレイマンと皇帝妃マヒデブランの間に生まれたただ一人の皇子。 |
| ★                                            | Mehmet Günsür メフメト・ギュンシュル                       | 2-4  | Şehzade Mustafa シェフザーデ・ムスタファ     | ムスタファ皇子 ： 皇帝スレイマンと皇帝妃マヒデブランの間に生まれたただ一人の皇子。 |
|                                              | Arda Aranat (子役)                                         | 2-3  | Şehzade Mehmed シェフザーデ・メフメト        | メフメト皇子 ： 皇帝スレイマンと皇帝妃ヒュッレムの間に生まれた一人目の皇子。 |
| *                                            | Gürbey İleri                                               | 3    | Şehzade Mehmed シェフザーデ・メフメト        | メフメト皇子 ： 皇帝スレイマンと皇帝妃ヒュッレムの間に生まれた一人目の皇子。 |
|                                              | Ayda Acar (子役)                                           | 1-2  | Mihrimah Sultan ミフリマーフ・スルタン       | 皇女ミフリマーフ ： 皇帝スレイマンと皇帝妃ヒュッレムの間に生まれた皇女。スレイマンが溺愛する最愛のひとり娘である。 （シーズン3の成長後では） 詩人 兼 軍人のタシュルジャル、皇帝の近侍マルコチョールらに異性としての好意を示すが、母ヒュッレムの画策により、あろうことか関心のなかったリュステムに降嫁する破目になるが、やがて「小さなヒュッレム」と認識されるほどたくましくなってゆく。 |
|                                              | Melis Mutluç (子役)                                        | 2-3  | Mihrimah Sultan ミフリマーフ・スルタン       | 皇女ミフリマーフ ： 皇帝スレイマンと皇帝妃ヒュッレムの間に生まれた皇女。スレイマンが溺愛する最愛のひとり娘である。 （シーズン3の成長後では） 詩人 兼 軍人のタシュルジャル、皇帝の近侍マルコチョールらに異性としての好意を示すが、母ヒュッレムの画策により、あろうことか関心のなかったリュステムに降嫁する破目になるが、やがて「小さなヒュッレム」と認識されるほどたくましくなってゆく。 |
| *S3 ★S4                                      | Pelin Karahan (Bekiroğlu) ペリン・ベキルオウル             | 3-4  | Mihrimah Sultan ミフリマーフ・スルタン       | 皇女ミフリマーフ ： 皇帝スレイマンと皇帝妃ヒュッレムの間に生まれた皇女。スレイマンが溺愛する最愛のひとり娘である。 （シーズン3の成長後では） 詩人 兼 軍人のタシュルジャル、皇帝の近侍マルコチョールらに異性としての好意を示すが、母ヒュッレムの画策により、あろうことか関心のなかったリュステムに降嫁する破目になるが、やがて「小さなヒュッレム」と認識されるほどたくましくなってゆく。 |
|                                              | Yiğit Üst (子役)                                           | 3    | Şehzade Selim シェフザーデ・セリム           | セリム皇子 ： 皇帝スレイマンと皇帝妃ヒュッレムの間に生まれた二人目の皇子。 |
| ★S4                                          | Engin Öztürk エンギン・オズトゥルク                        | 4    | Şehzade Selim シェフザーデ・セリム           | セリム皇子 ： 皇帝スレイマンと皇帝妃ヒュッレムの間に生まれた二人目の皇子。 |
|                                              | Erhan Can Kartal(子役)                                     | 3    | Şehzade Bayezid シェフザーデ・バヤズィト     | バヤジト皇子 ： 皇帝スレイマンと皇帝妃ヒュッレムの間に生まれた三人目の皇子。 |
| ★S4                                          | Aras Bulut İynemli アラス・ブルト・イイネムリ              | 4    | Şehzade Bayezid シェフザーデ・バヤズィト     | バヤジト皇子 ： 皇帝スレイマンと皇帝妃ヒュッレムの間に生まれた三人目の皇子。 |
|                                              | Aybars Kartal Özson(子役)                                  | 3    | Şehzade Cihangir シェフザーデ・ジハンギル    | ジハンギル皇子 ： 皇帝スレイマンと皇帝妃ヒュッレムの間に生まれた四人目の皇子。 |
| *                                            | Tolga Sarıtaş                                              | 4    | Şehzade Cihangir シェフザーデ・ジハンギル    | ジハンギル皇子 ： 皇帝スレイマンと皇帝妃ヒュッレムの間に生まれた四人目の皇子。 |
| 皇帝スレイマンと皇女ハティジェの姉妹たち     |                                                            |      |                                              | |
|                                              | Pınar Çağlar Gençtürk                                      | 1-3  | Beyhan Sultan ベイハン・スルタン             | 皇女ベイハン : 皇帝スレイマンの妹で、ハティジェの姉。宰相フェルハトを婿としていたが、･･･。 |
|                                              | Deniz Çakır                                                | 3    | Şah Sultan シャー・スルタン                  | 皇女シャー : 皇帝スレイマンの妹で、ハティジェの姉。アナトリア州の軍政官ルトフィーを婿としており、エスマハンという娘を持つ。夫が宰相となるべく画策する（S3 第40話から登場）。 |
|                                              | Meltem Cumbul                                              | 4    | Fatma Sultan ファトマ・スルタン              | 皇女ファトマ : 皇帝スレイマンの妹。男遊びができず後宮を窮屈と感じている。享楽主義で婿とは恋愛結婚だったが離縁を言い渡した。「楽しみと喜びの皇女様」と呼ばれている。 |
| 皇子の子女たち                               |                                                            |      |                                              | |
|                                              |                                                            | 3    | シェフサーデ・スレイマン                     | スレイマン ： 皇子ムスタファとファトマの娘。皇帝スレイマンと同じ名が与えられ喜ぶも、…。 |
|                                              | Alize Gördüm アリゼ・ギョルドゥン                          | 4    | ネルギスシャー・スルタン                     | ネルギスシャー ： 皇子ムスタファとアイシェの娘。計略よりムスタファを庇って、…。 |
| 皇女の子女たち                               |                                                            |      |                                              | |
|                                              | Ecem Çalık                                                 | 3    | Esmehan Sultan エスメハン・スルタン          | エスマハン : 皇女シャーとルトフィーの娘。ミフリマーフの話し相手になる。 |
|                                              | Mina Tuana Güneş (子役)                                    | 3    | Huricihan Sultan フーリジハン・スルタン      | フーリジハン : 皇女ハティジェとイブラヒムの娘（後出）。 |
|                                              | Burcu Özberk                                               | 4    | Huricihan Sultan フーリジハン・スルタン      | フーリジハン : 皇女ハティジェとイブラヒムの娘（後出）。 |
|                                              | Efe Mehmet Güneş (子役)                                    | 3    | Sultanzade Osman シェフサーデ・オスマン      | オスマン : 皇女ハティジェとイブラヒムの息子。 |
|                                              |                                                            | 3-4  | アイシェ・ヒュマ―シャー・スルタン            | アイシェ・ヒュマーシャー : 皇女ミフリマーフとリュステムの娘、ヒュッレムの孫娘。 |

### 後宮の使用人や側女たち
|                                                         | 俳優名                                    | 出演 | 役名                                                        | 日本語字幕における役名 および 説明 |
| 後宮の使用人や側女たち (Palace servants and concubines) |                                           |      |                                                             | |
| ★                                                       | Okan Yalabık オカン・ヤラブク             | 1-3  | Pargalı İbrahim Paşa パルガル・イブラヒム・パシャ           | イブラヒム：皇帝スレイマンの心の友。ギリシャ正教からイスラム教へ改宗し、奴隷から鷹匠頭に出世。スレイマン即位後さらに小姓頭に引き上げられ、後に大宰相の地位に上りつめて権勢を極めるが･･･。ギリシャのパルガ出身であるためパルガル（パルガ人）と呼ばれたり、高官になってからはパシャと呼ばれたりする。          |
| 女官たち                                                |                                           |      |                                                             | |
| *                                                       | Sema Keçik Karabel セマ・ケチク・カラベル | 1-2  | Daye Hatun ダイェ・ハートゥン                               | ダイェ ： 母后付き女官長、兼、後宮出納官。母后が後宮の頂点にいるため、諸事を取り仕切る後宮の責任者であり、宦官や女官たちをあごで使う。すぐ図に乗るヒュッレムのことを苦々しく思っている。 |
| *                                                       | Nihan Büyükağaç ニハン・ブユクアーチュ    | 1-3  | Gülşah Hatun ギュルシャー・ハートゥン                       | ギュルシャー ： 皇帝妃マヒデブラン付きの女官。妃の目や耳として後宮の情報を探り、妃の意を受けてさまざまな工作をするが、やり過ぎて暴走してしまうことが多い。 |
| ★                                                       | Filiz Ahmet フィリズ・アフメット          | 1-3  | Nigar Kalfa ニギャール・カルファ                            | ニギャール ： 後宮の女官長で、敬称はカルファ。図に乗りやすいヒュッレムを根気強く諭して味方する。普段は冷静沈着で仕事をテキパキとこなす能吏だが、強引なイブラヒムに弱い。 （シーズン2-3では） 大宰相イブラヒムの愛人となってしまい、皇女ハティジェと対立することになる。娘エスマヌル（カデル）を産むが、･･･。 |
| *                                                       | Sabina Toziya                             | 3-4  | Afife Hatun アフィフェ・ハートゥン                          | アフィフェ : 後宮出納官。皇帝スレイマンの乳母で、ギュルフェムが出納官を辞任したため、その後任に任じられる。息子ヤフヤは、皇帝スレイマンの乳兄弟。 |
|                                                         | Burcu Güner                               | 3-4  | Fahriye Kalfa (Diana) ファーリエ・カルファ（ディアナ）      | ファーリエ（ディアナ） : マニサでムスタファ皇子に助けられて後宮入りし、マヒデブラン付きの女官長（カルファ）となる。やがて、ファーリエという名で、ヒュッレムへの刺客または間諜として皇女ハティジェや皇女シャーによって帝都の後宮に遣わされるが、･･･。                                                         |
|                                                         |                                           |      |                                                             | |
| 宦官たち                                                |                                           |      |                                                             | |
| ★                                                       | Selim Bayraktar セリム・バイラクタル      | 1-4  | Sümbül Ağa スュンビュル・アー                               | スンビュル ： 後宮の宦官長で、敬称はアー。側女たちを厳しくしつけ、目上の者には忠実で、仕事をよくこなすが、かなりのお調子者で風見鶏でもある。 |
| *S2                                                     | Engin Günaydın エンギン・ギュナイドゥン   | 1-2  | Gül Ağa ギュル・アー                                        | ギュル ： 宦官。スンビュルの部下で、側女たちに礼儀作法を教える（S1 第2話）。シーズン2ではヒュッレムに引き立てられて、スンビュルのライバルとなる。 |
| *                                                       | Ünal Yeter                                | 3    | Kiraz Ağa キラズ・アー                                      | キラズ : 宦官で、後宮出納官アフィフェの手足となって働く忠実な部下（～S3 第42話）。 |
|                                                         | Burak Sarımola                            | 3    | Zümrüt Ağa ズムルト・アー                                   | ズムルト : 後宮の宦官。皇女ミフリマーフ付き。 |
| *                                                       | Saygın Soysal                             | 3    | Mercan Ağa メルジャン・アー                                 | メルジャン : 宦官で、皇女シャーに仕える腹心（S3 第43話から登場）。 （その後） 皇女シャーの画策により、内廷宦官長に就任して、ヒュッレムの取り巻きである後宮宦官長スンビュルらににらみを効かす。 |
|                                                         | Kaya Akkaya                               | 4    | Lokman Ağa ロクマン                                         | ロクマン：内邸宦官長。 |
| 料理長                                                  |                                           |      |                                                             | |
| *                                                       | Yüksel Ünal                               | 1-3  | Şeker Ağa シェケル・アー                                    | シェケル ： 宮廷の料理長の一人。食材を調達するため、たびたび街へ出かける。厨房ではよくスンビュルに叱られている。 |
| 側女たち                                                |                                           |      |                                                             | |
| *                                                       | Burcu Tuna ブルジュ・テゥナ               | 1    | Gülnihal Hatun (Maria) ギュルニハル・ハートゥン （マリア）  | ギュルニハル （マリア） ： アレクサンドラ（後のヒュッレム）の親友で、一緒にオスマン宮廷に献上された女奴隷・側女。ヒュッレムの味方であるために、数々の争いに巻き込まれて･･･。 |
| *                                                       | Merve Oflaz メルヴェ・オフラズ            | 1    | Ayşe Hatun アイシェ・ハートゥン                             | アイシェ ： 皇帝スレイマンの夜伽を務めたこともある側女の一人で、個室を与えられている。たびたび他の側女と相部屋にされ、特にヒュッレムやサドゥカを敵視するのだが･･･。 |
| *                                                       | Saadet Işıl Aksoy サーデット・アクソイ    | 1-2  | Sadıka Hatun (Victoria) サドゥカ・ハートゥン (ヴィクトリア) | サドゥカ （ビクトリア） ： ハンガリー王国のアリエル伯爵と結婚したが、スレイマンに夫を討たれる。夫の仇を討つため、王命によりオスマン皇帝の宮殿に潜入するが･･･。 |
|                                                         | Sebahat Kumaş                             | 1-3  | Esma Hatun エスマ・ハートゥン                               | エスマ ： 後宮の側女で、皇帝妃としてのヒュッレムに仕え、皇子の子守などを任される（S1 第14話から登場）。 |
|                                                         | Hayal Köseoğlu                            | 2    | Nilüfer Hatun ニリュフェル・ハートゥン                      | ニリュフェル ： 後宮の側女の一人で、エスマとともに皇帝妃ヒュッレムに仕え、皇子の子守を任されたり、ヒュッレムの意を受けてさまざまな工作をするが･･･。 |
|                                                         | Seda Arslan                               | 3    | Nazlı Hatun ナズル・ハートゥン                              | ナズル : 後宮の側女の一人で、皇帝妃ヒュッレムに仕えて、ジハンギル皇子の子守などを任される。 |
|                                                         | Cansu Dere                                | 3    | Firuze Hatun (Hümeyra) フィルーゼ・ハートゥン               | フィルーゼ : 後宮の側女の一人。海で遭難していたところをフズル提督に救助され、帝都で奴隷として売られるが、ヒュッレムに助けられて後宮に入り、皇帝スレイマンのお気に入りとなる。皇帝の寵愛をめぐってヒュッレムと対立するようになるが、彼女にはある重大な秘密があり、･･･。                                       |
|                                                         |                                           | 3    | ギュルスム                                                  | ギュルスム : 後宮の側女の一人で、ナズルに代わって皇帝妃ヒュッレムに仕える。 |
|                                                         | Almeda Abazi                              | 4    | Nazenin Hatun (Valeria) ヴァレリア                          | ナーゼニン（ヴァレリア）：ベネチア貴族の娘チェチーリア（ヌールバーヌー）の元侍女。ともに後宮に献上されて皇帝スレイマンの寵愛を賜る。皇女ファトマの命に従い、上品かつ優美を意味するナーゼニンの名を与えられ、ヒュッレムの施した避妊処置を拒否する。                                                           |
|                                                         |                                           | 4    | ネシェ                                                      | ネシェ : 後宮の側女の一人。 |

### 皇子・皇女たちに仕える人々
|                                                                                      | 俳優名                                             | 出演 | 役名                                                             | 日本語字幕における役名 および 説明 |
| ムスタファ皇子の後宮の人々 (Harem di Mustafa)                                        |                                                    |      |                                                                  | |
| （ムスタファ皇子とその母マヒデブランについては前出）                                 |                                                    |      |                                                                  | |
|                                                                                      | Gamze Dar                                          | 2-   | Fidan Hatun フィダン・ハートゥン                                 | フィダン ： 帝都の後宮の側女の一人。ニリュフェルに代わって皇帝妃ヒュッレムに仕えていたが、マヒデブラン妃付きの女官となる。 |
|                                                                                      | Gonca Sarıyildiz                                   | 2-3  | Fatma Hatun ファトマ・ハートゥン                                 | ファトマ ： 帝都の後宮の側女の一人。母后やマヒデブラン妃に仕え、ヒュッレム派と対立する。 （シーズン3では） ムスタファ皇子の子であるスレイマン皇子を産むが、･･･。 |
|                                                                                      | Melisa Sözen                                       | 2    | Efsun Hatun (Nora) エフスン・ハートゥン                          | エフスン（ノラ） ： 帝都の後宮の側女の一人。ムスタファ皇子の寵愛を受け、その子を身ごもりながらも、皇帝妃ヒュッレムの意を受けて皇子に害をなそうとするが、･･･ （S2 第47話から登場）。 |
| *                                                                                    | Cemre Ebuzziya                                     | 3    | Helena Hatun ヘレナ・ハートゥン                                  | ヘレナ : ムスタファ皇子がお忍びで訪れたマニサ郊外の村娘。皇子とは知らず相思相愛になるが、悪徳商人アッバスと婚約させられる破目になる。ムスタファ皇子が結婚すると言い出し、父帝スレイマンやマヒデブラン妃は猛反対するが、･･･。                                                               |
|                                                                                      |                                                    |      |                                                                  | ディアナ : マニサでムスタファ皇子に助けられて後宮入りし、マヒデブラン付きの女官となるが･･･（前掲）。 |
|                                                                                      | Melisa Akman                                       | 3    | Gülizar Hatun ギュリザール・ハートゥン                           | ギュリザール : マニサのムスタファ皇子の後宮の側女の一人。実は、ヒュッレム妃や主馬頭リュステムによって刺客として送り込まれたが、･･･。 |
|                                                                                      | Serenay Aktaş                                      | 3    | Ayşe Hatun アイシェ・ハートゥン                                  | アイシェ : マニサの後宮の側女の一人。ムスタファ皇子の娘ネルギスシャーの母となる。 |
|                                                                                      | Elif Atakan                                        | 3    | Rümeysa Hatun (Lucrezia) リュメイサ・ハートゥン （ルクレツィア） | ルメイサ（ルクレツィア） : マニサのムスタファ皇子の後宮の側女の一人。実は、ジェノバの女貿易商ガブリエラの実の妹（S3 第62話から登場）。 |
|                                                                                      | Büşra Ayaydın                                      | 4    | Rümeysa Hatun (Lucrezia) リュメイサ・ハートゥン （ルクレツィア） | ルメイサ（ルクレツィア） : マニサのムスタファ皇子の後宮の側女の一人。実は、ジェノバの女貿易商ガブリエラの実の妹（S3 第62話から登場）。 |
| *                                                                                    | Serkan Altunorak                                   | 3-4  | Taşlıcalı Yahya タシュルジャル・ヤフヤ                           | タシュルジャル・ヤフヤ : 軍人 兼 詩人。大宰相イブラヒムに引き立てられ、やがてムスタファ皇子を命の恩人と感謝し、その側近になってマニサやアマスヤに赴任する。他方で、ミフリマーフ皇女と想いを寄せ合う。実在の有名な詩人（1498–1582）。                                                       |
|                                                                                      | Berrak Tüzünataç                                   | 4    | Mihrünnisa ミフリュニーサ                                        | ミフリュニーサ：アルジェ（現在のアルジェリア）出身のフズルの娘。 |
| メフメト皇子の後宮の人々 (Harem di Mehmed)                                           |                                                    |      |                                                                  | |
|                                                                                      | İrem Helvacıoğlu                                   | 3    | Nurbahar Hatun (Clara) ヌルバハル・ハートゥン （クララ）         | ヌルバハル（クララ） : 帝都の後宮の側女。メフメト皇子の寵愛を受け、その子を身ごもるが、･･･（S3 第22話～第43話に登場）。 |
|                                                                                      | Patricya Widlak                                    | 3    | Cihan Hatun ジハン・ハートゥン                                   | ジハン : メフメト皇子から寵愛される側女で、その子を懐妊し、皇子がサルハン県軍政官として赴任したマニサにともに赴く。 |
|                                                                                      | Çağkan Çulha                                       | 3    | İlyas イリヤス                                                   | イリヤス : メフメト皇子の知己を得た兵士で、皇子の鷹匠頭となってマニサで仕える。だが、その正体は、異母兄ムスタファ皇子の母マヒデブラン妃が遣わした刺客であった。 |
| ミフリマーフ皇女に仕える人々                                                         |                                                    |      |                                                                  | |
| （ミフリマーフ皇女とその娘アイシェ・ヒュマーシャーについては前出、リュステムは後出） |                                                    |      |                                                                  | |
|                                                                                      | Elif Taş                                           | 3-4  | Gülbahar Hatun (Olivia) ギュルバハル・ハートゥン （オリヴィア）  | ギュルバハル（オリヴィア） : 場末の酒場の女だったが、リュステムに身請けされて侍女となり、彼の昇進とともにディヤルバクル州軍政官の侍女長となり、「春のバラ」を意味するギュルバハルの名を与えられる（S3 第81話）。やがて、ミフリマーフにも仕えることになる。後、侍女長にまで出世する（S4）。 |
|                                                                                      | Özlem Ünaldı                                       | 3    | Emine Hatun エミネ・ハートゥン                                   | エミネ : 皇女ミフリマーフが娘アイシェ・ヒュマーシャーを産むとその乳母となるが、その正体はミフリマーフのおば・皇女シャーの間諜であった。 |
| セリム皇子の後宮の人々 (Harem di Selim)                                              |                                                    |      |                                                                  | |
|                                                                                      | Merve Boluğur                                      | 4    | Nurbanu Sultan ヌールバーヌー・スルタン                          | ヌールバーヌー （チェチーリア） ： 海軍提督フズルの捕虜として後宮に連れて来られたが、セリム皇子の寵愛を得る。光り輝く女の意。星を読む才能を持つ。 |
|                                                                                      | Cavit Çetin Güner ジャヴィト・チェティン・ギュネル | 4    | Gazanfer Ağa カザンフェル・アー                                  | カザンフェル ： セリムのコンヤ時代からの腹心。マニサにも共に赴任する。ヌールバーヌーと同じベネチア出身。 |
|                                                                                      | Kübra Kip クブラ・キプ                             | 4    | Canfeda Hatun ジャンフェダー・ハートゥン                         | ジャンフェダー ： セリムの後宮の女官長。ヌールバーヌー（チェチーリア）に皇子に寵愛されれば世界の頂点に立てると教える。（S4） |
|                                                                                      | Reyhan Taşören                                     | 4    | Dilşah Hatun ディルシャー                                        | ディルシャー：セリムのお気に入りの金髪の側女。長く夜伽を務めるにもかかわらず御子を授かっていない。 |
| バヤジト皇子の後宮の人々 (Harem di Bayezid)                                          |                                                    |      |                                                                  | |
|                                                                                      | Burcu Özberk                                       | 4    | Huricihan Sultan フーリジハン・スルタン                          | フーリジハン ： 皇女ハティジェと大宰相イブラヒムの間に生まれた娘。 |
|                                                                                      | Yasemin Kay Allen                                  | 4    | Defne Sultan デフネ・スルタン                                    | デフネ ： ヌールバーヌーに間諜として送り込まれる。命ぜられてバヤジトを殺そうとする。 |

### 政治家や宮廷の官僚たち
|                                                                              | 俳優名                                 | 出演 | 役名 | 日本語字幕における役名 および 説明 |
| 政治家や宮廷の官僚たち (Statesmen and palace officials, Consiglio_del_diwan) |                                        |      | | |
| 宰相や高官たち                                                               |                                        |      | | |
| *                                                                            | Arif Erkin                             | 1-2  | Pîrî Mehmed Paşa ピーリー・メフメト・パシャ                                                                | ピリー・メフメト ： オスマン帝国の大宰相。ロードス島遠征では失態を演じる。 |
| *                                                                            | Gökhan Çelebi                          | 1    | Ferhad Paşa フェルハト・パシャ                                                                             | フェルハト ： オスマン帝国の第二宰相。 シリアの県軍政官ガザーリの反乱を鎮圧する。 |
| *                                                                            | Kıvanç Kılınç                          | 1    | Ferhad Paşa フェルハト・パシャ                                                                             | フェルハト ： オスマン帝国の第二宰相。 シリアの県軍政官ガザーリの反乱を鎮圧する。 |
| *                                                                            | Murat Tüzün                            | 1    | Ahmed Paşa アフメト・パシャ                                                                                | アフメト ： オスマン帝国の第三宰相。 奴隷出身の寵臣イブラヒムに強い反感を持つ。ロードス島遠征では攻城戦で戦功を立てる が、･･･。 |
| *S3                                                                          | Murat Şahan                            | 1-3  | Çoban Mustafa Paşa チョバン・ムスタファ・パシャ                                                            | チョバン ： オスマン帝国の宰相の一人。ロードス島遠征の総司令官に任命されるが、作戦に失敗して解任される。 |
| *S3                                                                          | Fehmi Karaarslan                       | 1-3  | Ayas Paşa アヤス・パシャ                                                                                   | アヤス ： オスマン帝国の宰相の一人。 （S3では） イブラヒムの後任として大宰相に昇格するが、･･･。 |
|                                                                              | Adnan Koç                              | 2    | Behram Paşa ベフラム・パシャ                                                                               | ベフラム ： オスマン帝国の宰相の一人。後に一時アナトリア県の軍政官となるが、大宰相イブラヒムを敵視するようになるが･･･。 |
| *                                                                            | Hasan Küçükçetin                       | 2-3  | İskender Çelebi イスケンデル・チェレビ                                                                     | イスケンデル・チェレビ ： オスマン帝国の財務長官（在職1525-1535年） |
|                                                                              |                                        | 3    | | カスム : 帝国の宰相の一人。 |
| *                                                                            | Mehmet Özgür                           | 3    | Lütfi Paşa ルトフィー・パシャ                                                                              | ルトフィー : 皇女シャーの夫、エスマハンの父で、アナトリア県の軍政官（S3 第43話から登場）。 （その後） 皇女シャーの画策により、宰相 兼 ルメリ州軍政官に昇格し、さらに大宰相に昇進するが、･･･。 |
|                                                                              | Luran Ahmeti                           | 3    | Divane Hüsrev Paşa ヒュスレヴ・パシャ                                                                      | ヒュスレヴ : オスマン帝国の軍政官。宰相に任じられ、皇女ハティジェの3人目の夫となる。 |
|                                                                              | İbrahim Raci Öksüz                     | 3    | Hadım Süleyman Paşa ハディム・スレイマン・パシャ                                                           | スレイマン : オスマン帝国のエジプト州軍政官（S3 第79話から登場）。インド遠征などの戦功により、宰相に任じられ、大宰相に任じられる。 |
| ★                                                                            | Ozan Güven オザン・ギュヴェン          | 3-4  | Rüstem Paşa リュステム・パシャ                                                                             | リュステム : 宮殿の主馬頭。財務長官イスケンデルの忠実なしもべだったが、その政敵だった大宰相イブラヒムを敵視し、皇帝妃ヒュッレムの手足となって動くようになる。テケ県軍政官、のち… （その後） ヒュッレムの画策の結果、ディヤルバクル州軍政官に昇進し、さらに･･･。（S3） 皇女ミフリマーフと結婚して皇帝家の婿（ダマト）となり、大宰相に昇進する。（S4）                                                          |
|                                                                              |                                        |      | | |
| 軍人たち                                                                     |                                        |      | | |
| *                                                                            | Burak Özçivit ブラック・オズチヴィット | 2-3  | Malkoçoğlu Bali Bey マルコチョール・バリ・ベイ                                                             | マルコチョール ： オスマン帝国の軍人で軍司令官。ハンガリー遠征ではモハーチの戦いで戦功を立てる。本作では、血の気の多いイケメン闘士だが、女性たちと浮名を流す、破天荒で重要なキャラクター。 元小姓頭。皇帝スレイマンの近侍となる。 町娘アルミンやクリミア・ハン国出身の母后の姪アイビゲと恋仲になったり、（S2） 皇女ミフリマーフから想いを寄せられたり、ベネチア大使の姪シルヴィアと恋仲になったりする。（S3） |
| *                                                                            | Tolga Tekin                            | 3-4  | Barbaros Hayreddin Paşa バルバロス・ハイレッディン・パシャ                                                 | フズル・ハイレッディン : バルバロス（赤ひげ）のあだ名で有名な、オスマン帝国の海軍提督。地中海の海賊だったが、帝国に帰順した。 |
| 皇帝の侍従や侍臣たち                                                         |                                        |      | | |
| *                                                                            | Ali Uyandıran                          | 1    | Hasancan (Hasan Can) ハサンジャン                                                                          | ハサンジャン ： 先帝（セリム1世）の腹心（S1 第1話-第8話に出演）。 |
|                                                                              | Nusret Çetinel                         | 1    | Lala Kasım Paşa ララ・カスム・パシャ                                                                       | カスム師 ： スレイマンのマニサ時代の恩師。スレイマンの遠征の留守中に宰相を任されるが、母后の計略で、ヒュッレムは彼の息子バトゥルに嫁がされそうになる。（S1 第7話-第14話に出演） |
|                                                                              | Hamdi Alkan                            | 3-4  | Yahya Efendi ヤフヤ・エフェンディ                                                                          | ヤフヤ : 皇帝スレイマンの乳母であるアフィフェの息子で、スレイマンの乳兄弟。学者・医師・詩人。 |
| イスラムの長老や法官                                                         |                                        |      | | |
| *                                                                            | Doğan Turan                            | 1    | Şeyh-ül İslam シェイヒュルイスラム                                                                         | ゼンビリ・アリ ： イスラムの長老（シェイヒュルイスラーム）。 |
| *                                                                            | Oktay Dener                            | 1-2  | Seyhülislam Ali Hoca シェイヒュルイスラム・アリ・ホジャ (Zenbilli Ali Efendi ゼンビリ・アリ・エフェンディ) | ゼンビリ・アリ ： イスラムの長老（シェイヒュルイスラーム）。 |
|                                                                              |                                        | 2    | İbn-i Kemal (Kemalpaşazâde) イブニ・ケマル                                                                 | イブニ・ケマル ： イスラムの長老（シェイヒュルイスラーム）で、ゼンビリ・アリの後任 （在職1526年-1534年）。 |
| *                                                                            | Tuncel Kurtiz                          | 3-4  | Ebussuud Efendi エブッスード・エフェンディ                                                                 | エブッスード : 帝都の法官（生没年1490-1574）。 皇帝スレイマンの法制度改革に助力する。このドラマでは、大宰相イブラヒムをめぐる処断にも重要な助言をすることになる。 （その後） ルメリ軍法官に昇進、さらに･･･。 |
|                                                                              |                                        | 4    | チヴィザーデ                                                                                               | チヴィザーデ：前イスラムの長老。現金による宗教寄進（ワクフ）の廃止派。 |
|                                                                              |                                        | 4    | フェネリザーデ                                                                                             | フェネリザーデ：現イスラムの長老。先祖代々100年、イスラムの長老を務める家系出身。現金による宗教寄進（ワクフ）の廃止派。 |
|                                                                              |                                        |      | | |
| 斧槍持ち                                                                     |                                        |      | | |
|                                                                              | Enis Aybar                             | 1    | Zülüflü Boncuk ボンジュク                                                                                  | ボンジュク ： 宮殿の斧槍持ち。実は、ハンガリーの間者で、サドゥカ（ビクトリア）に指図する。 |
|                                                                              | Gökhan Tercanlı                        | 2-3  | Perçem Ağa ペルチェム・アー                                                                                | ペルチェム ： 宮殿の斧槍持ち。皇帝妃ヒュッレムに仕え、その意を受けてイブラヒム暗殺などを企てる。 |
| 宮廷史家・書記官・首席建築家                                                 |                                        |      | | |
| *                                                                            | Fatih Al                               | 1-4  | Matrakçı Nasuh マトラークチュ・ナスーフ                                                                    | マトラークチュ・ナスーフ ： オスマン帝国の宮廷史家。棒術遣い・数学者で、発明など多彩な才能を持ち、史実でも数々の史書や数学の業績を残した。イブラヒムの信頼も厚い親友・側近で、サドゥカに想いを寄せたり、マルコチョールとつるんだりする気さくな人柄の、このドラマの重要な脇役。 |
|                                                                              | Coskun Levent Taşçı                    | 1-3  | Celâlzâde ジェラールザーデ                                                                                 | ジェラールザーデ ： オスマン帝国の書記官で、「征服の書」を記す。皇帝スレイマンに仕えた実在の著名な史家（S1 第11話から登場）。このドラマでは、大宰相イブラヒムの命運にも大きく関わることになる。 |
|                                                                              | Gürkan Uygun                           | 3-4  | Mimar Sinan ミマール・シナン                                                                               | ミマール・シナン : オスマン帝国軍の工兵隊長として軍功を立て、首席建築家に任命され、モスク建築などに従事する（S3 第68話から登場）。オスマン史に残る著名な建築家。 |
|                                                                              |                                        |      | | |

### ヨーロッパや東方の君主や大使
|                                 | 俳優名                              | 出演 | 役名                                   | 日本語字幕における役名 および 説明 |
| ヨーロッパの君主や大使 (Europa) |                                     |      |                                        | |
| *                               | Alp Öyken                           | 1-2  | Papa (VII. Clemens) （クレメンス7世）  | ローマ法王（教皇） ： オスマン帝国に敵対するカトリック教会の指導者。 |
|                                 | Burhan Görgülü                      | 3    | Papa (III. Paulus) （パウルス3世）     | ローマ法王（教皇） ： オスマン帝国に敵対するカトリック教会の指導者。 |
|                                 | Naci Adıgüzel                       | 1    | Venedik Elçisi (Tommaso Mocenigo)      | トマソ・モチェニーゴ ： ベネチア共和国の駐オスマン大使。 |
| *                               | Tansel Öngel                        | 1-2  | Alvise Gritti                          | アルヴィーゼ・グリッティ ： ベネチア共和国の政治家で、元首の息子。イブラヒムとスレイマンの外交顧問。 |
| *                               | Erman Saban                         | 2-3  | Alvise Gritti                          | アルヴィーゼ・グリッティ ： ベネチア共和国の政治家で、元首の息子。イブラヒムとスレイマンの外交顧問。 |
|                                 | Demir Parscan                       | 1    | Üstad-I Azam (Philippe de L'Isle-Adam) | フィリップ・ド・リラダン ： ロードス島を支配する騎士団（聖ヨハネ騎士団）の長。オスマン帝国とロードス島包囲戦を戦う（S1 第13話-第21話に出演）。 |
| *                               | Kadir Çermik カディル・チェルミック | 1-2  | Macar Kralı Layoş                      | ラヨシュ2世 ： ハンガリー王国の王。オスマン帝国を敵視して、スレイマンの勅使ベフラムを殺し、スレイマンの軍勢とモハーチの戦いで戦う。 |
|                                 | Memet Işık                          | 2    | Arşidük Ferdinand                      | フェルディナント ： オーストリア大公（オーストリア大公国の君主）で、カール5世の弟。本作では、イサベラ王女の婚約者フリードリヒの従兄弟という設定。サポヤイからハンガリー王位を奪取し、ウィーン包囲でスレイマンと戦う（後に神聖ローマ皇帝となる）。 |
|                                 | Ünal Silver                         | 2,3  | İmparatoru Şarlken/ Carol Quintul      | カール5世 ： 神聖ローマ皇帝（神聖ローマ帝国の君主）で、フェルディナントの兄。ウィーン包囲でスレイマンと戦う。（カルロス1世として広大な植民地を抱えるスペイン国王も兼ね、「太陽の沈まない国」と呼ばれたハプスブルク帝国の盟主であった。）          |
|                                 | Barış Aksavaş                       | 3    | Jean de La Forêt                       | ジャン・ド・ラ・フォレ ： フランスの外交官で、駐オスマン大使（在任 1534-1538年）。前任外交官リンコン の後を受け、フランス国王フランソワ1世の命により、カール5世を共通の敵とするオスマン帝国との同盟を結ぶべく、大宰相イブラヒムと交渉する。       |
| 東方の君主や大使                |                                     |      |                                        | |
|                                 | Gökhan Alkan                        | 3    | Şah Tahmasp                            | タフマースブ ： サファヴィー朝の第2代君主（シャー）。遠征してきたスレイマンやイブラヒムの軍勢と戦う。弟サームとは意見が対立する。 |
|                                 | Sermet Yeşil                        | 4    | Şah Tahmasp                            | タフマースブ ： サファヴィー朝の第2代君主（シャー）。遠征してきたスレイマンやイブラヒムの軍勢と戦う。弟サームとは意見が対立する。 |
|                                 |                                     |      |                                        | |

### その他の人々
|                                                                     | 俳優名                                | 出演 | 役名                                      | 日本語字幕における役名 および 説明 |
| その他の人々 (Otherwise associated to the palace, Altri_Personaggi) |                                       |      |                                           | |
| *                                                                   | Ozan Dağgez                           | 1    | Süleyman Çelebi スュレイマン・チェレビ    | チェレビー ： 大宰相ピリー・メフメトの息子。エジプト・シリア・ヒジャーズなどで学び、ムスタファ皇子の教師に就任。母后が皇女ハティジェとの縁談を勧めるが、･･･。 |
|                                                                     | Seçkin Özdemir セチュキン・オズデミル | 1-2  | Leo レオ                                  | レオ ： アレクサンドラ（ヒュッレム）のルテニア時代の恋人（架空の人物）。 |
|                                                                     |                                       |      |                                           | |
| *                                                                   | Melike Yalova メリケ・ヤロヴァ        | 2    | İsabella Fortuna イサベッラ・フォルトゥナ | イサベラ ： カスティーリャ王女。侍女カルミナとともに海賊に拉致され、オスマン帝国の捕虜となる。後宮入りし、嫌っていた皇帝スレイマンの寵愛を拒んでいたが、･･･。 |
|                                                                     | Serhat Sümer セルハト・スュメル       | 2    | Frederick フリードリヒ                    | フリードリヒ：イザベラの婚約者。ハプスブルグ家（神聖ローマ帝国皇帝カール5世の家柄）のオーストリア大公フェルディナントの従弟。 |
|                                                                     | Müjde Uzman                           | 2    | Armin Hatun アルミン・ハートゥン          | アルミン ： ユダヤ人両替商ジョシュアの娘で、マルコチョールの猛烈アプローチを受けて迷惑がるが･･･。 |
|                                                                     | Ezgi Eyüboğlu                         | 2    | Aybige Hatun アイビゲ・ハートゥン         | アイビゲ ： クリミア・ハン国の王女、君主サーヒブ の娘。伯母である母后ハフサが、クリミアの内紛時に身を案じて帝都の宮殿に呼び寄せる。小姓頭マルコチョールとの恋は･･･。 |
|                                                                     |                                       |      |                                           | |
|                                                                     | Deniz Tözün (子役)                    | 3    | Esmanur (Kader) エスマヌル（カデル）      | エスマヌル（カデル） : 後宮の女官ニギャールが産んだ、大宰相イブラヒムの娘。イブラヒムの妻ハティジェ皇女は、当初は死産として、その存在を隠して秘かに養育させていた。私生児であるためか、「運命」を意味するカデルと名づけられたが、娘の生存を知ったイブラヒムによってエスマヌルと改名された。 |
| *                                                                   | Orhan Eşkin                           | 3    | Ahmet Çelebi アフメト・チェレビー         | アフメト : 法官エブッスードの放蕩息子。 |
| *                                                                   | Şefika Tolun                          | 3    | Zeyneb Hatun ゼイネプ・ハートゥン         | ゼイネプ : 法官エブッスードの妻で、アフメトの母。ヒュッレム妃と面会し、親しくなる。 |
|                                                                     | Ayşe Özdemir                          | 3    | Gabriella ガブリエラ                      | ガブリエラ : ジェノバ人の女貿易商人。その美貌と妖しい魅力ででマニサのムスタファ皇子に近づく謎めいた女性。ルメイサ（ルクレツィア）の実の姉（S3 第54話から登場）。 |
|                                                                     |                                       |      |                                           | |
|                                                                     |                                       | 4    | メレキ                                    | メレキ：皇女ファトマの腹心の侍女。 |
|                                                                     | Sarp Akkaya                           | 4    | Atmaca アトマジャ                         | アトマジャ：ムスタファの後宮に派遣された伝令。誰の命令で動いているか不明。 |
|                                                                     | Hilmi Cem İntepe                      | 4    | Yavuz ヤヴズ                              | ヤヴズ：ムスタファの後宮に派遣された伝令。誰の命令で動いているか不明。 |
|                                                                     |                                       | 4    | アリ                                      | アリ：イェニチェリの長官。 |

### ゲスト出演者や端役
オープニングのタイトルロールではクレジットされない端役など。
| 俳優名                                | 出演                                  | 役名                                          | 日本語字幕における役名 および 説明 |
| ゲスト出演 (Konuk karakterler) や端役 | ゲスト出演 (Konuk karakterler) や端役 | ゲスト出演 (Konuk karakterler) や端役         | ゲスト出演 (Konuk karakterler) や端役 |
| ------------------------------------- | ------------------------------------- | --------------------------------------------- | --- |
| Yasemin Olena                         | 1                                     | Hurrem's mother                               | アレクサンドラ（ヒュッレム）の母 ： タタール人によって殺害されたが、夜な夜なアレクサンドラ（ヒュッレム）の夢枕に立つ（S1 第1話、第16話などに数回出演）。 |
| Giovanni Rufo                         | 1-2                                   | Baş Kardinal                                  | 枢機卿 ： ローマ法王の最高顧問で、固有名は示されない（S1 第1話など数回出演）。 |
| Ahmet Karakman                        | 1-2                                   | Sarraf / Jashua Efendi                        | ジョシュア ： ユダヤ人の両替商で、帝都で小売店を営む。モチェニーゴに帝都の様子を教えたり、イブラヒムに蝶のブローチを売ったりする（S1 第1話などに数回出演）。彼の店には、イブラヒム、マトラークチュらが訪れる。S2では、マルコチョールが想いを寄せるアルミンの父親として存在感を示す。 |
| İlker Aksum                           | 1                                     | Kaptan-ı derya Cafer Ağa ジャフェル・アー     | ジャフェル ： オスマン帝国の海軍提督。新帝スレイマンによって収賄などの不正により処刑される（S1 第1話-第2話にゲスト出演）。 |
| Yalçın Bulut                          | 1                                     | Behram Çavuş ベフラム・チャヴシュ             | ベフラム ： 皇帝スレイマンの勅使としてハンガリー王国の王ラヨシュ2世に親書を届けるが、逆に殺害されてしまう（S1 第3話･第5話に出演）。 |
| Caner Solmaz                          | 1                                     | Eyüp エユップ                                 | エユップ ： 家族を養うために街で水売りをする少年。お忍びの皇帝スレイマンから学校へ通えるように取り計らってもらう（S1 第6話に出演）。 |
| Selim Makaroğlu                       | 1-2                                   | Andrei                                        | アンドレ ： ハンガリー王ラヨシュ2世の側近（数回出演）。 |
| Mehmet Korap                          | 1                                     | Pulak Mustafa Paşa プラク・ムスタファ・パシャ | ムスタファ ： オスマン帝国の海軍提督。 |
| Alper Kul                             | 1                                     | Hüsrev Bey                                    | ヒュスレブ・メフメト ： オスマン帝国のスメデルボ県軍政官（S1 第9話に出演）。 |
| Murat Dada                            | 1                                     | Bali Bey                                      | バリ・ベイ ： オスマン帝国のボスニア県軍政官（S1 第9話･11話に出演）。ベオグラード陥落後に、皇帝からスメデレボとベオグラードの県軍政官に任じられる。 |
| Özgür Mirlak                          | 1                                     | Batur Bey                                     | バトゥル ： カスム師の息子。母后の計略で、ヒュッレムは彼に嫁がされそうになる（S1 第9話- 第10話に出演）。 |
| Yasin Sertdemir                       | 1                                     | Kont Ariel                                    | アリエル伯爵 ： ハンガリー王国の軍指揮官で、ビクトリア（後のサドゥカ）と結婚するが、オスマン軍に攻められ、スレイマンによって絶命する（S1 第10話に出演）。 |
| Begüm Akkaya                          | 1                                     | Hasibe ハシベ                                 | ハシベ ： 後宮の側女の一人。マヒデブランの意を受けた女官ギュルシャーにそそのかされて、ヒュッレムが食べる料理に毒を盛るが、後で口を封じられてしまう（S1 第11話-第12話にゲスト出演）。                                                                                                 |
| Ayşegül Yazmacı                       | 1                                     | Süt Anne                                      | 乳母 ： 母后がメフメト皇子をヒュッレムから取り上げたときに、代わりに授乳する（S1 第16話-第17話に出演）。 |
| Binnur Kaya                           | 1                                     | Muskacı Hatun                                 | 祈祷師 ： ヒュッレムのためにお守りをこしらえ、2度目の懐妊を予言する（S1 第17話に出演）。 |
| Melih Atalay                          | 1                                     | Pîrî Reis                                     | ピーリー・レイス ： オスマン帝国の海軍軍人で、地図製作者。ピーリー・レイスの地図を作成したことで有名な人物（S1 第17話に出演）。 |
| Özkan Gegzin                          | 1                                     | Martinengo                                    | マルティネンゴ ： 築城技師。ロードス島包囲戦では騎士団に味方してオスマン軍と坑道戦を展開する（S1 第20話に出演）。 |
| Melih Rahmi Akyol                     | 1                                     | Sultan Murat スルタン・ムラト                 | ムラト ： 皇帝スレイマンの大おじジェムの息子で、オスマン帝国の追討を逃れてロードス島騎士団に匿ってもらっている（S1 第20話に出演）。 |
| Mediha Aydın                          | 1                                     | Piri Mehmet Paşanın Karısı                    | 大宰相ピリー・メフメトの夫人 ： チェレビーの母親で、胸の病で療養する息子を看病する（S1 第22話-24話に出演）（なお、この女優は、S2 では医女として出演している）。 |
| Kevork Türker                         | 1                                     | Manolis マノリス                              | マノリス ： イブラヒム（テオ）および実弟ニコの父。故郷パルガで漁師をしている（S1 第25話-第26話に出演）。 |
|                                       |                                       |                                               | |
| Nebil Sayın                           | 2                                     | Yakup                                         | ヤクップ ： 占星術師。かつては宮廷に仕えていたが、マヒデブランの流産を予言したために、イブラヒムによって宮廷から追われた。ヒュッレムに関心を持たれ、ハティジェとヒュッレムの運命を占ったり、毒薬を作ったりする。イブラヒムを敵視するが･･･。                                          |
| Zühre Koç                             | 2                                     | Elenika                                       | エレニカ ： 帝都の場末の酒場で踊りや客の接待をするギリシャ人の女。マルコチョールとアルヴィーゼ・グリッティが言い寄る。 |
| Hande Kaptan                          | 2                                     | Carmina                                       | カルミナ ： カスティーリャ王女イサベラの侍女。王女とともに海賊に拉致され、オスマン帝国の捕虜となるが･･･。 |
| Buket Orhan                           | 2                                     | Melek Hatun メレク・ハートゥン                | メレク（アンヘラ） ： 後宮の側女の一人で、カスティーリャ語が話せるため、イサベラ王女の世話・通訳とオスマン語教育を任される。 |
| Salahsun Hekimoğlu                    | 2                                     | Yasef                                         | ヤセフ師 ：医師。 |
|                                       | 2                                     |                                               | サポヤイ ： モハーチの戦いでラヨシュ2世が戦死した後、スレイマンを後ろ盾としてハンガリー王国の王位に就き、フェルディナントと王位を争う。 |
| Hümeyra Akbay                         | 2                                     | Remmal Elmas                                  | レッマル・エルマス ： 砂占いをする女占い師。後宮に呼ばれて占うが、不吉な予言をして皇族たちを驚かせる（S2 第44話に出演）。 |
| Gözde Cığacı                          | 2                                     | Elif                                          | エリフ ： 後宮の側女の一人。ムスタファ皇子の夜伽を務める。 |
| Güner Özkul                           | 2                                     | Rakel Hatun                                   | ラケル : ユダヤ人の女両替商。イスケンデルの命によりマヒデブランに高利貸しをする。 |
|                                       | 2                                     | イドリス                                      | イドリス：ハティジェの雇った密偵。イブラヒムの女人を明らかにするべく尾行する。 |
|                                       | 2                                     | フィガーニー                                  | フィガーニー：詩人。世界にイブラヒムは2人いる。偶像を破壊する者と建てる者、と詠み、イブラヒムの逆鱗に触れる。 |
|                                       |                                       |                                               | |
|                                       | 3                                     |                                               | ナディア : 帝都の後宮の側女の一人。フィルーゼをヒュッレムたちから守るために、皇帝のお気に入りに仕立て上げられるが、･･･。 |
| Aykut Ünal                            | 3                                     | Abbas Ağa アッバス・アー                      | アッバス ： ムスタファ皇子と惚れ合った村娘ヘレナを強引に婚約者にしてしまう悪徳商人。 |
|                                       | 3                                     |                                               | ビラル : 宮廷の毒味役（S3 第33話-第34話に出演）。 |
|                                       | 3                                     |                                               | アントニオ・プリマルド : ローマ法王の刺客。「オトランドの騎士」と呼ばれ、法王の命令を受けて、スレイマン暗殺を企てる（S3 第50話-第51話）。 |
|                                       | 3                                     |                                               | サーリハ : 魔術師と呼ばれる謎の女官。皇女ハティジェがすがり、マニサから帝都に呼び寄せて、ヒュッレムに罠をかけさせようとする（S3 第55話から登場）。 |
|                                       | 3                                     |                                               | シャーヒン : 内廷宦官長。皇女ハティジェの失踪について、ヒュッレムの意を受けて証言するが、そのため皇女シャーからにらまれて、･･･。 |
|                                       | 3                                     |                                               | ジャフェル : 皇女シャーの意を受けて、内廷宦官長を襲撃し、ファーリエやヒュッレムをも亡き者としようとする。 |
| Deniz Celiloğlu                       | 3                                     | İsmail Maşuki                                 | イスマーイール・マシュキ師 : 帝都の街頭で説法をする、イスラムの異端的な神秘主義者。聖者とされるアリの息子であるため、処刑を免れて一度は追放されるが、･･･。 |
| Melisa Kavsak                         | 3                                     | Signora Silvia                                | シルヴィア : ベネチア駐オスマン大使トマソの姪。近侍マルコチョールと恋仲になるが、皇女ミフリマーフからにらまれて、･･･。 |
|                                       |                                       |                                               | |
|                                       | 4                                     | カスム                                        | カスム：アマスヤの商人。ペルシャ人の保護をするとされるが、… |
|                                       | 4                                     | アジズ                                        | アジズ：リュステムの従者。 |
|                                       | 4                                     | マフムード                                    | マフムード：アジズの後任。 |

## シーズン1
シーズン1は、トルコ語オリジナル版では第1回-第24回であり、2011年1月5日-6月22日に放映された。
日本語字幕版では第1話-第48話であり、2018年8月7日(深夜)-10月11日(深夜)にチャンネル銀河でテレビ初放映され、Huluではそれぞれ翌朝付で動画配信が開始された。

### シーズン1の各話のあらすじ
以下、「回」はトルコ語オリジナル版の回数を、「話」は日本語版の話数を、「サブタイトル」は日本語版の副題を示す。
| 回 | 話 | サブタイトル           | 各話のあらすじ |
| -- | -- | ---------------------- | --- |
| 1  | 1  | 新帝の誕生             | 西暦1520年、領地のマニサにいたオスマン帝国の皇太子スレイマンは、父帝崩御の知らせを受け、帝都のトプカプ宮殿で第10代皇帝に即位する。同年9月、ルテニア（現在のウクライナ）からクリミアに拉致されていたキリスト教徒の娘アレクサンドラとマリアは、海路で帝都に送られて皇帝に奴隷として献上される。強制徴用によりイスラムに改宗していた皇帝の鷹匠頭イブラヒムは、宮廷の小姓頭に任じられる。側女の一人に選ばれたアレクサンドラ（後のヒュッレム）は、皇帝の前で失神のふりをして気を引こうとする。 |
| 1  | 2  | 皇帝の宴               | 新帝スレイマンは、宰相たちの前で欧州や東方を征服する意思を表明。さらに初めての御前会議で、海軍提督ジャフェルの不正を断罪し、ジャフェルは斬首される。マニサから、皇帝妃マヒデブランが息子のムスタファ皇子を連れて宮殿に到着。その晩、妃を呼ばずに皇帝の宴が催され、側女たちが踊りを披露するが、アレクサンドラは狙い通り皇帝を魅了し、夜伽の印である紫色の手巾を与えられる。母后付き女官ダイェを通じて、アレクサンドラが図に乗っていることを知った母后ハフサは、アレクサンドラの夜伽を阻止するためにマヒデブランを皇帝の寝所へ送り込む。 |
| 2  | 3  | 初めての夜伽           | 夜伽にアレクサンドラではなくマヒデブランが来たことに唖然としたスレイマンは、伽を済ませた妃を息子の元へ返し、小姓頭イブラヒムに「招かれざる者」が来たことを厳しく叱責。母后の差し金と察して、翌朝母后に「私生活に干渉するな。私を操ろうとすれば仕返しがある」と釘を刺す。シリアの県軍政官ガザーリ が旧マムルーク朝残党とともに謀反を起こしたと報告され、御前会議で第二宰相フェルハトらを鎮圧に差し向けること、さらに朝貢が滞っているハンガリーのラヨシュ2世へ勅使ベフラムが遣わされる事が決められる。水曜日、夜伽に呼ばれたアレクサンドラは、浴場で身を清め、美しく着飾る。夜伽でスレイマンを喜ばせたアレクサンドラは、皇帝が妃や息子と過ごす予定だった「神聖な」木曜日も皇帝の寝所に留まり、マヒデブランを悲嘆させる。 |
| 2  | 4  | ヒュッレム             | 二晩続けて夜伽でスレイマンを喜ばせたアレクサンドラは、皇帝から「陽気で人を笑顔にする者」を意味するヒュッレムという名を与えられ（以後はヒュッレム・ハートゥン Hürrem hatun と呼ばれる）、個室を与えられる（ただし、側女アイシェと相部屋）。皇帝は息子らを伴って、アヤ・ソフィア礼拝堂に金曜礼拝に出かける。側女たちの大部屋に母后・皇女や妃たちが来場して宴が催されるが、アレクサンドラはマヒデブランの挑発に乗って無礼な態度を取り、入牢を命じられる。イブラヒムは、街で記録者・数学者・棒術遣いのマトラークチュ・ナスーフと知り合い、皇帝に紹介する。ヒュッレムが入牢させられたと知った皇帝スレイマンは、直ちに放免させ、自分が作った見事なエメラルドの指輪を彼女に授ける。 |
| 3  | 5  | 皇帝の指輪             | ハンガリー王国のブダ王宮で、オスマン帝国の勅使ベフラムが、朝貢せよとの皇帝スレイマンの親書を渡すが、激昂した王ラヨシュ2世によって斬殺されてしまう。一方、御前会議には、第二宰相フェルハトがガザーリを討伐したとの吉報が届く。マヒデブランは、自分が賜るものとばかり思っていた皇帝自作のエメラルドの指輪をヒュッレムがはめているのを見て、半狂乱になる。マヒデブランは具合が悪くなり寝込んでしまうが、医女の診察により懐妊だと判り、後宮は慶事を祝う。皇女ハティジェは、小姓頭イブラヒムを秘かに想っていたが、ギュルフェム妃に背中を押されて、互いの距離を縮めようとする。マヒデブランの意を受けた女官ギュルシャーは、側女アイシェをそそのかして、ヒュッレムから皇帝の指輪を奪い取ることを企てる。 |
| 3  | 6  | 渦巻く陰謀             | ヒュッレムは、宦官長スンビュル（ヒヤシンスの意）に妃になるために力を貸して欲しいと頼むが、妃になるには改宗が必要だと言われてしまう。ヒュッレムは浴場で外しておいた皇帝の指輪をうっかり奪われていまい、後宮は大騒ぎになる。一方、スレイマンとイブラヒムらは街をお忍びで視察し、大砲製造所で製造について指示する。ハティジェは、ギュルフェムを仲介役として、小姓頭イブラヒムと逢い引きする。御前会議の席にハンガリー王ラヨシュ2世からの貢ぎ物が届くが、その壺を満たした蜂蜜の中から勅使ベフラムの斬首された首が見つかる。激怒した皇帝スレイマンは、ラヨシュの討伐を誓う。イブラヒムは、ニギャール女官長が見当を付けた側女アイシェを呼び出し、指輪がマヒデブランの手元にあることを知る。そこで事態を内密にするため、母后がマヒデブランを呼び出している間に、ダイェ女官長がギュルシャーを問い詰めて指輪を取り戻し、側女の一人をスケープゴートに仕立てて、指輪をヒュッレムに返す。ヒュッレムは、夜伽に召されると改宗を申し出て、皇帝の前でイスラムに改宗する。指輪のことで母后から叱責されたマヒデブランは、指輪を失ったと知り慟哭するが、翌朝、流産していることが判る。自暴自棄になったマヒデブランは、改宗して嬉しそうなヒュッレムに出くわすと、つかみかかり、ヒュッレムの顔面が損傷するほど激しく殴打し、半殺しにしてしまう。 |
| 4  | 7  | 命運を分かつ決断       | マヒデブランがヒュッレムに暴行した現場をニギャール女官長が通りがかり、ダイェ女官長、スンビュル宦官長と3人で個室に運び込み、この恥ずべき暴行事件を表沙汰にしてはまずいと忖度して、秘かに看病する。マヒデブランは、流産したため皇帝から見舞いを受けるが、暴行を知らされた母后から厳しく叱られる。スレイマンのマニサでの恩師カスム師が宮殿に呼ばれ、御前会議が催される。ハンガリーとの開戦について全会一致で、帝国の命運を分かつ決断が下される。開戦準備が着々と進められる。意識を取り戻したヒュッレムは、鏡で自分の無残な顔を見て泣き叫ぶ。皇帝が夜伽にヒュッレムを召すとイブラヒムが宦官長に伝えるが、スンビュルは何とか拒もうとする。ヒュッレムが夜伽を拒んでいると聞かされたスレイマンは、無礼だと怒り、後宮の個室へ押しかけると、ヒュッレムが待っていた。 |
| 4  | 8  | 燃える野望             | ヒュッレムの傷だらけの顔に驚いたスレイマンは、マヒデブランの仕業と知ると、マヒデブランに我々の関係は終わりだと告げる。マヒデブランを旧宮殿（エスキ・サライ）に追放しようとするが、母后の取りなしにより追放は免れる。スレイマンは、ヒュッレムを自分の寝所に移させて、自ら看病する。やがて、ヒュッレムは全快し、皇帝から豪華な品々を贈られる。有頂天のヒュッレムはマリアに「私は宮殿を支配する。…あんたは私のダイェね」などと放言して、立ち聞きしているダイェを敵に回す。ダイェは、ヒュッレムが図に乗っていると母后に報告し、母后は策を練る。イブラヒムのせいで皇帝を独占できないと感じたヒュッレムは、イブラヒムともぶつかる。スレイマン、イブラヒム、マトラークチュらは、大砲の開発など開戦準備に余念がない。さらに、御前会議で作戦が取り決められ、カスム師が遠征で留守中の宰相に任命される。1521年5月18日、ついに皇帝スレイマンは軍を率いて、ハンガリー遠征に出陣する。 |
| 5  | 9  | 母后の計略             | 母后は、スレイマンの遠征中にヒュッレムを宮殿から追い出すために、カスム師の子息バトゥルに嫁がせようと企てる。1521年6月17日、ソフィアに野営するスレイマンらは作戦を検討し、まずはビイェルデレン要塞を攻略してからベオグラード城塞を攻める策を採ることにする。ヒュッレムは、スンビュル宦官長に皇帝遠征中の指導を頼み、まず母后に気に入られてから皇子を産むことにし、皇帝への手紙をニギャール女官長に代筆してもらう。だが、母后は、ヒュッレムを宮殿の庭園に呼び出してバラを摘ませ、その様子を見せられたバトゥルは一目で気に入ってしまう。母后は宴を催す一方で、ダイェを通じてヒュッレムに降嫁してエディルネに行く件を告げるが、ヒュッレムは泣き叫び大騒ぎで抵抗する。さらに翌朝、母后から改めて降嫁を命じられたヒュッレムは、皇帝の御子を身ごもっていると口からでまかせを言ってしまい、部屋で謹慎させられる。スレイマンは、ボスニアの県軍政官バリ・ベイとスメデルボの県軍政官ヒュスレブ・メフメトから情勢を聞き、その晩にゼムン城で敵軍司令官の婚礼があることを知り、夜襲をかけることにする。 |
| 5  | 10 | ハンガリー進攻         | 宰相カスム師と子息バトゥルは、ヒュッレムの降嫁準備を今か今かと待ちわびている。スンビュル宦官長とニギャール女官長は、妊娠してると言いだして部屋に謹慎中のヒュッレムの口を割らせようとするが、うまくいかない。カスム師の催促に、母后は日延べを伝える。ハンガリーのゼムン城では、国王ラヨシュ2世を招待して、アリエル伯爵とビクトリア嬢の結婚を祝う宴が催されていた。ビイェルデレン要塞が陥ち、いまゼムン城にラヨシュがいると知ったスレイマンは、火矢と大砲で総攻撃を開始させる。城は陥落し、ラヨシュは逃亡するが、アリエル伯爵はスレイマンにより絶命し、ビクトリアは新郎を失った。ヒュッレムは、母后の指示で、医女による内診を受けさせられるが、医女は懐妊と診断した。ヒュッレムの懐妊を知らされたマヒデブランは卒倒したものの、その後ヒュッレムを薬で流産させることを思い付く。母后は、バトゥルに何と伝えさせようか思い悩むが、ヒュッレムを呼び出して妊娠中の事について教え諭し、懐妊を祝って後宮の者たちにソルベと菓子を配らせる。他方で、ヒュッレムの親友マリアは、宦官長にイスラムに改宗したいと申し出る。スレイマンは、大宰相が包囲していた「ドナウの心臓」ベオグラードの攻略に本腰を入れ、砲撃を開始する。 |
| 6  | 11 | 男の戦、女の戦         | 1521年8月29日、スレイマンはオスマン軍の総攻撃によってベオグラード城塞を陥落させ、オスマン帝国領とすると宣言し、降伏した者に危害を加えないこと、1年間の免税、街の修復、モスクや学校の建設などを指示した。バリ・ベイをスメデレボとベオグラードの県軍政官に任じる。勝報は帝都にも届き、母后はカスム師に皇帝凱旋の宴について話すが、ヒュッレムについては重体と偽る。そのヒュッレムとマヒデブランは、相変わらず憎まれ口の応酬を繰り返している。ニギャール女官長がヒュッレムを強く諌めるが、耳を貸そうとしない。遠征中のイブラヒムは、ハティジェからの恋文を読み、ヒュッレムの懐妊を知る。スレイマンが語る戦果を、書記官ジェラールザーデが「征服の書」に記す。スレイマンは厳しい冬が訪れる前に軍の帰還を命じ、ヒュッレム懐妊の朗報に喜ぶが、ラヨシュ2世はスレイマンがブダ進軍に怖気づいて逃げ帰ったとうそぶく。1521年10月19日、スレイマンが帰還して家族に挨拶するが、無視されたマヒデブランは、お付き女官ギュルシャーに、ヒュッレムの毒殺を命じる。ギュルシャーは、その晩の料理を皇帝の寝所に運ぶ役だった側女ハシベをそそのかして、デザート（マルメロの蜜煮）に毒を仕込ませる。イブラヒムの方は、皇女ハティジェとイチジク園で密会している。夜伽に召されたヒュッレムは、毒入りのデザートを喜んで頬張る。 |
| 6  | 12 | 後宮の毒               | ヒュッレムは、皇帝の寝所に運ばれた毒入りデザートを食べてしまい、意識を失う。急いで呼ばれた医女が食べたものを吐かせるが、なお高熱が続く。ハティジェと密会していたイブラヒムは、皇帝のもとへ呼び出され、料理に毒を盛って暗殺を企てた者を捕らえよ、と命じられる。後宮は大騒ぎになり、イブラヒムは腹立ちのあまり、ニギャール女官長の首を激しく絞め上げる。思わぬ大事に、毒を盛った側女ハシベが一人で泣きじゃくっていると、ギュルシャーに見つかり、その後、首吊り死体で発見される。ハシベを殺害したギュルシャーは、マヒデブランの前で泣きじゃくるが、妃から「お前一人の罪よ」と冷酷にも突き放される。現場近くにいたギュルシャーは、イブラヒムに呼び出され、泣きながら、マヒデブランの意を受けて毒を盛らせたこと、ハシベを殺害したことを自供する。皇帝に訊かれたイブラヒムは妃の名を伏せるが、ギュルシャーを見かけたスレイマンは毒を盛らせた張本人がマヒデブランだと確信するが、本人にではなく、母后に対して「あの女を制御できないなら、私が（処罰を）やる」と警告する。スレイマンは、ムスタファ皇子のことを思い、母親であるマヒデブランの処罰を思いとどまったのだ。翌朝、マヒデブランはイブラヒムに呼ばれて、ヒュッレムと関わらず、皇子の養育に専念するように忠告される。ヒュッレムの快復に安心したスレイマンは政務に向かうが、ヒュッレムはまたもやイブラヒムと対立する。 |
| 7  | 13 | 秘めた思い             | ヒュッレムは、臨月が近いため、母后の計らいで世話係が付き、ニギャール女官長の指揮のもとで角部屋へ引っ越すことになった。御前会議の場では、ベネチア大使モチェニーゴが皇帝に戦勝の祝辞を述べるが、スレイマンはハンガリー王ラヨシュ2世に対して「臣従しなければ、ブダへ進軍する」との声明を発してベネチア大使をおびえさせる。ムスタファ皇子は、会議の場に戯れようとする。ロシアの大公ワシーリー3世の大使が戦勝を祝う書簡を差し出す。マヒデブランがヒュッレム毒殺を企てたことは秘せられたが、お付きの女官ギュルシャーは旧宮殿（エスキ・サライ）へ追放処分となる。ヒュッレムは、親友マリアが世話係になって喜ぶが、彼女からイスラムに改宗してギュルニハル（「若くて細身の美人」）という名になったと告げられると、急に警戒心が頭をもたげて、怒り出す。スレイマンは、翌年の春にロードス島へ遠征することを計画し、側近たちとロードス島の詳細を検討する。島は大おじジェムを人質にし、彼の子孫が今も捕虜になっていると憤る。スレイマンは、ロードス島騎士団長フィリップ・ド・リラダンに書簡で外交戦を仕掛ける。ヒュッレムは、皇女ハティジェとは仲良くし、お守りをもらう。が、ハティジェは、イブラヒムのことをペラペラ話してしまい、秘めた思いを知られたのではと、後悔する。母后は、寡婦であるハティジェを心配し、縁談について皇帝に相談するが、ハティジェは、年寄りに嫁ぐくらいなら死ぬ、とギュルフェムにぶちまける。皇帝はカスム師に、来年のロードス島遠征の間の留守を頼むが、師から先に母后に持ちかけられた縁談について問い合わせられて唖然とし、母后に釘を刺す。ヒュッレムは、イブラヒムとハティジェの仲睦まじい光景を目撃して、２人の秘めた思いを察してしまう。密会をヒュッレムに見られたことを知ったイブラヒムは、ヒュッレムの排除に傾き、皇帝の夜伽にヒュッレムの親友ギュルニハルを召すように宦官長に指示する。支度を整えたギュルニハルが皇帝の寝所に赴いたのと同じ頃、ヒュッレムが産気づいてのたうち回る。                                                                         |
| 7  | 14 | 危険な出産             | ヒュッレムが陣痛のため叫び声を上げ続ける難産となり、医女やニギャール女官長たちがお産の世話をする。ヒュッレムと反目する小姓頭イブラヒムは、ヒュッレムの世話係になっていた側女ギュルニハルを皇帝の夜伽に差し向ける。やがて、玉のような皇子が無事に産声を上げ、ヒュッレムはやっと安堵する。が、駆け付けた母后は、ヒュッレムが赤子を抱こうとするのを妨げ、皇子にお清めをせよと命じる。出産の報告を受けた皇帝スレイマンは、息子を抱いて皇子メフメトと名付ける。気落ちしていたマヒデブランも祝いに訪れた。母后らは、ヒュッレムの出産の付き添いをするはずだったギュルニハルが、お産の晩にイブラヒムの差し金で夜伽に召されていたことを知り、ヒュッレムが気付いたら大騒ぎになるだろうと声をひそめる。ギュルニハルは、夜伽のことをスンビュル宦官長から口止めされ、ヒュッレムからは出産の昨晩にどこにいたと責められて苦悩する。出産後、眠っている間に悪夢にうなされたヒュッレムは、目覚めてから息子がいないと大騒ぎしながら後宮をうろつきまわり、母后のもとで医女の診察などの世話を受けていた息子を見つけて、母后に対して「息子をさらった」と無礼な態度を取るが、逆に母后から「メフメトは帝国に属する皇族の一員であり、側女一人には任せられぬ」と諭されてしまい、しょげかえって引き下がる。母后の指示で、メフメト皇子の誕生を祝って、後宮の女たちに金貨が配られる。一方、皇帝スレイマンと宰相たちのもとへロードス島騎士団長フィリップ・ド・リラダンからの挑発的な書簡が届く。宰相カスム師は、前に母后から息子とヒュッレムの縁談を持ちかけられていたので、ヒュッレムが皇子の母として妃になったと知って愕然とするが、後ほど皇帝から大金と耕地を贈られて隠居する羽目になった。皇帝妃となったヒュッレム妃に、クロテンの毛皮などの品々を贈られ、皇帝から妃と認められて喜ぶが、後で側女エスマから出産の晩に皇帝が側女の誰かと同衾していたと聞き知って激昂し、事もあろうにそのギュルニハル当人に向かって、皇帝と同衾した女が誰なのか調べるように迫り、勢い余って彼女の首を激しく締め上げる。 |
| 8  | 15 | 裏切り                 | ロードス島侵攻の事前準備として、イブラヒムは宮廷史家マトラークチュに潜入調査を命じる。砦を視察して細密画を描かせるのだ。ロードス島騎士団長リラダンから援護を求められたバチカンの枢機卿は、オスマン帝国が地中海の制海権を得てしまう重要な地を易々と明け渡せないとはいえ、帝国との貿易協定も捨てがたい様子。一方で窮地に陥ったギュルニハルはニギャール女官長に相談する。ヒュッレムは皇子を抱き皇族の毛皮を得意げに身に付け、母后ハフサの許を訪れる。母后とマヒデブランからはメフメト皇子と引き離すため乳母に託すよう勧められるが毒殺を恐れて断る。産後40日経過しないと夜伽に上がれない産褥中の慣習にも焦りを抱えている。ハティジェは服従と慣習としきたりに従うようヒュッレムに諭すが、自らも強いられた婚約に従えず内に秘めたイブラヒムへの思いを断ち切れない。イブラヒムは来たる遠征での別離を思い、ギュルフェムの助けでハティジェに蝶のブローチと恋文を贈る。明け方の寒冷の中、ご寝所から忍び足で戻ったギュルニハルが皇帝スレイマンの温情で毛皮をまとっているのを見て逆上したヒュッレムは騒動を起こしてしまう。母后はこれを機に皇子を奪う罰を与えようとしたが思いとどまる。ギュルニハルは側女アイシェとの相部屋の個室に一時退避された。本意ではなく命令に服従しただけの者や傍観者を含め周囲が皆で親友の夜伽に共謀したことに感付いたヒュッレムは、指輪の盗難、毒殺未遂、牢屋行きの経験を経て、秘密裏に計略を謀ることを覚えてしまい、皮膚に炎症を起こす毒を手に取ってしまう。 |
| 8  | 16 | 汚れた手               | ハティジェは母后から大宰相ピリーメフメトの息子でムスタファ皇子の教師としても博識を誇る人物チェレビーとの縁組みを知らされ、思い悩んだテラスで雪が降りしきる中倒れて高熱を出す。縁談に浮かない様子に母后は首を傾げる。産褥が開けたヒュッレムはスレイマンに螺鈿鏡の贈り物をして愛を伝える。一方でニギャール女官長に命じてギュルニハルには忘れ物の毛皮を届けさせる。実は毒が塗られていた毛皮を夜中巻いて寝たギュルニハルは顔の皮膚がただれて溶けてしまう。調査に当たったダイェはヒュッレムの関与を知り、ニギャールに口止めして母后に報告する。ヒュッレムは夢で亡き母と再会するが、仇を討って欲しいとはいえ一度悪事に染めた手は止まらなくなると責められる。ニギャールは知らずに共犯の運び役とされたことをヒュッレムに詰め寄るがしらを切られ、ダイェからの口止めにもかかわらずスンビュル宦官長を含め側女たち後宮中がヒュッレムの犯行を知るよう仕向ける。通路で母后とダイェに出くわしたヒュッレムは、自分の関与はニギャールの嘘でニギャールを罰するよう示唆するが、母后は顔をそむけ、メフメト皇子を乳母に託すよう命じる。最初に毒を盛ったマヒデブランは皆に庇われるが、自分は罰としてついに皇子と引き離され、ヒュッレムは待遇の差に慟哭する。 |
| 9  | 17 | 王の刺客               | ヒュッレムはスレイマンに直談判を試みるがイブラヒムに阻止され、マヒデブラン側に付く者と確信する。ハティジェの看病中に胸中を知ったマヒデブランはイブラヒムとの逢瀬に進んで加担する。その頃ハンガリーのブダ王宮ではラヨシュ2世がスレイマン暗殺の企てを図っていた。婚礼の夜にゼムン城で新郎を殺されたビクトリアを帝国の後宮に送る算段だった。後宮ではギュルニハルがヒュッレム付きに復帰する。ヒュッレムは祈祷師を呼び、スレイマンが他の女によそ見をせず、次期皇帝にはメフメト皇子を、自分は母后になれるよう祈りのお守りを作るよう命じる。御前会議でアフメト宰相はフェルハト宰相を謗ることに余念がない。ベネチア大使からラヨシュ2世の報復の可能性を指摘されたスレイマンだが一笑に付した。ビクトリアは宮殿の内通者の斧槍持ち（衛兵の一種）ボンジュクとの港での待ち合わせに失敗したが、ロードス島の視察から戻ったばかりの宮廷史家マトラークチュに保護され、イブラヒムの推薦でニギャール監督のもとに側女アイシェ付きの女官として後宮に上がった。マトラークチュは持ち帰った細密画を手に、スレイマンにロードス島の城塞は強固なため坑道を掘り内部の協力者を得て城内に到達する策を提案する。 |
| 9  | 18 | 皇女の婚約             | 皇帝スレイマンは病気から快復した妹ハティジェにロードス島遠征後の婚儀の挙行を通告した。正式に婚約中となったハティジェは毒薬を飲んでしまう。知らせを受けて駆け付けたダイェによってハティジェは食あたりとされ母后には自害を伏せられる。ビクトリアは奴隷ではないという出身についての嘘を側女アイシェに怪しまれる。完成したお守りを持って参上した祈祷師から第二子懐妊を予見されたヒュッレムは喜びに沸く。婚約勅状を自らの手で筆したイブラヒムは愛用のバイオリンを叩き壊す。マヒデブランの差し金で毒を盛ったギュルシャーは追放を解かれ後宮に戻る。ハティジェの婚約式で大宰相の息子チェレビーは咳が出ている。婚約式でスレイマンの近くに控えたビクトリアはゼムン城の落城を回想し、皇子たちの別部屋にわざと放火する。 |
| 10 | 19 | ロードス島への出陣     | 火災騒ぎの中、第一皇子ムスタファと第二皇子メフメトを抱えて煙立つ中現れたビクトリアは偽りの手柄を立て母后付き女官となる。気が動転したヒュッレムはムスタファが火事を起こしたと言い放ちスレイマンの不興を買う。疑心暗鬼になったヒュッレムはギュルニハルにメフメト皇子の小守を厳命し、ニギャールに祈祷師を呼ぶよう命じる。ロードス島の遠征中は頼るべきスレイマンも不在となり何が起こるか分からない。スレイマンに許しを懇願する恋文を書くが、メフメト皇子のみ呼ばれ、ヒュッレムは自室に取り残される。スレイマンは島民の命と財産を保証する降伏勧告を書くが、ロードス島騎士団長リラダンは破り捨て、バチカン枢機卿に救援を要請する。1522年6月18日出陣前の別れの挨拶時、スレイマンはマヒデブランに手を差し伸べ、ヒュッレムを無視する。地中海を航海中、追憶に囚われたイブラヒムは思わず故郷の話をして遠征後の帰郷を許可される。ヒュッレムは自室から出られない幽閉状態で遠征中を過ごす。スレイマンとイブラヒムは真夜中の海上で砲撃に遭う。 |
| 10 | 20 | 皇帝の命(いのち)       | 母后ハフサは皇帝スレイマンの乗った船が沈んだとフェルハト宰相から報告を受ける。後宮は悲しみに包まれ、スンビュルから知らされた懐妊中のヒュッレムは姿見を割り気絶してしまう。スレイマンはオスマン帝国の前線基地に戻り、船や人員など数か月の準備を水泡に帰した大宰相ピリーメフメトの失策を詰る。ピリーは国璽を返上して辞職を願い出るが戦時中のため保留となる。アフメト宰相はチョバンの発案であり、ピリーの戦略の失敗ではないと擁護する。スレイマンはチョバンのロードス島遠征の総司令官の職を解任し、アフメト宰相に兼任させる。皇帝の代が変わると側女は全員追放になる習わしから側女たちは口さがない。スレイマン生存の追報を受け後宮中が安堵する中、見せかけの改宗を行ってイスラム名でサドゥカ（貞淑）と名付けられたビクトリアだけが顔を曇らせている。様子がおかしいと訝しむ同室の側女アイシェ。ロードス島では騎士団長リラダンが皇帝スレイマンの大おじジェムの息子ムラトと親しく言葉を交わしている。ヒュッレムはニギャールに手紙の代筆を頼む。ギュルシャーを使い、ニギャールを呼び出したマヒデブランはヒュッレムと親しくし過ぎていることを叱責する。ヒュッレムとマヒデブランの板挟みに悩むニギャールは、告げ口したギュルシャーを責め、スンビュルに助言を求める。ロードス島騎士団長リラダンは再三要請したバチカンからの援軍が来ないことに諦念を固め、ムラトに降伏の意を伝える。ムラトはスレイマンを害しようと使いを出す。 |
| 11 | 21 | 勝者と敗者             | ロードス島の教会で最初のイスラム礼拝を行う中、ムラトから差し向けられた刺客がスレイマンを狙うが、イブラヒムが命を賭して助ける。ヒュッレムは皇女を出産する。母后は皇女ミフリマーフ（月と太陽）と名付ける。マヒデブランは安堵して側女たちに金貨と菓子を配る。戦火を経て騎士団長リラダンと対面したスレイマンは約束通り命と財産と宗教上の自由を保障し、兵士たちの略奪を禁じ、降伏したリラダンに長衣（カフタン）を授けムラトを差し出すよう命じる。イスラム教徒のオスマン帝国の皇族でありながらキリスト教徒としてロードス島に育ったムラトと対峙し、スレイマンは深くため息をつく。側女アイシェはサドゥカが十字架に祈っている姿を発見してニギャールに告げ口する。大宰相ピリーメフメトの息子チェレビーはムスタファ皇子の授業中、咳が止まらなくなってしまう。 |
| 11 | 22 | 煉獄の住人             | チェレビーが倒れた報告を受けたスンビュルは母后に報告する。母后は教師の任を解き人を手配する。第二子として皇女を産むも側女たちからも敬意を払われず状況の変わらないヒュッレムはニギャールに助言を求める。マトラークチュはサドゥカ（ビクトリア）を忘れられない。サドゥカと斧槍持ちホンジュクが言葉を交わしているところを目撃したスンビュルとニギャールは訝しむ。スレイマンは遠征から帰還してヒュッレムと再会し、父帝セリムが母后ハフサに贈った詩を詠む。ニギャールは帰還したイブラヒムに後宮の様子を報告する。イブラヒムはチェレビーを見舞い、吐血を見てしまう。ギュルフェムに頼み、ハティジェに会うため危険を冒して夜のイチジク園に誘う。ダンテの神曲を読みながら、天国と地獄の間の煉獄の住人であることを思う。スレイマンは改めて大宰相ピリーメフメトを解任し、イブラヒムの姿を探すが、小姓頭の居室で天国と地獄について書かれた文を発見する。ヒュッレムが宴を開いているところにマヒデブランが現れる。 |
| 12 | 23 | イブラヒムの運命       | マヒデブランは誰の許可で宴を開いたかとヒュッレムを叱責する。ヒュッレム・スルタン（Hürrem Sultan）である自分の命だと返答する。マヒデブランは皇帝妃を自称するとは厚かましいと一蹴するが、皇女ハティジェ・スルタンが割って入り威厳をもって双方ともにきつく注意する。皇帝スレイマンは短刀（地獄）を片手に国璽（天国）とどちらを選ぶか、どちらを選んでも命に関わるとイブラヒムに覚悟を迫り、ピリーメフメトに代わりイブラヒムが大宰相となるよう言い渡す。ピリーメフメトは息子の病気を知らない。ニギャールは一朝一夕では皇帝妃になれないと言い、ヒュッレムに少し慎むよう諭す。御前会議でイブラヒムの就任が正式に発表されると、昇進を期待していたフェルハト宰相、アフメト宰相、元宰相チョバン、イスラムの長老ゼンビリ一同が驚愕する。赤い礼服（ヒラット）を賜ったイブラヒムはアフメト宰相と対立する。ヒュッレムはスルタン（皇帝妃）と呼ぶ手本を示すようニギャールに言いつける。チェレビーが結核を患っていることをイブラヒムから知らされたマヒデブランは血相を変え母后に相談する。母后はハティジェには秘密にするよう言い渡す。 |
| 12 | 24 | 神聖な木曜日           | イブラヒムは約束された故郷パルガへの帰郷をスレイマンに嘆願する。ムスタファ皇子が高熱を出し、勉強中にチェレビーと長く過ごした息子が結核に感染した可能性に思い当たりマヒデブランは心を痛める。前夫を亡くした寡婦ハティジェを思い、スレイマンに縁組みを考え直させるため、母后はチェレビーを診察した医師の診断結果を奏上する。だがスレイマンはチェレビーが快復するまで婚儀は延期するとしただけだった。ロードス島からの凱旋後に夜伽のお召しがないため、スレイマンがムスタファの容態を心配して一晩中マヒデブランの部屋で過ごしたことを伝え聞くと、ヒュッレムは心穏やかでいられない。スレイマンは前大宰相ピリーメフメトが息子チェレビーの病気を知らせなかったと指摘する。サドゥカは母后に呼ばれて来たスレイマンと部屋で二人きりの状況になったが、短刀を所持しておらず手が出せない。母后はスレイマンに家族と過ごす慣習の神聖な木曜日はマヒデブランを夜伽に呼ぶよう諭す。ハティジェはチェレビーが結核であっても結婚が撤回されないことを嘆く。イブラヒムは故郷へ旅立つ前にスレイマンの部屋に手紙を残し、スンビュルにマヒデブランを最優先に考えるよう命じる。ヒュッレムは久々にご寝所に召されたのはマヒデブランと知る。 |
| 13 | 25 | 故郷へ                 | 皇帝の寝所から戻ったマヒデブランの機嫌が悪く、ギュルシャーは冷たくあしらわれる。実態は手も触れられず皇帝スレイマンから一晩無視されていた。スレイマンはイブラヒムの手紙を発見し、イブラヒムがパルガから戻らない決意であることを知る。ハティジェへの愛のためイブラヒムは己の将来を投げ打ったのだった。母后の計らいで木曜の夜をマヒデブランに渡した経緯を知ったヒュッレムは、ハティジェがイブラヒムに恋煩いしていることを母后に密告する。長く思い悩んでいた理由をよりによってヒュッレムから聞かされた母后はハティジェを詰問し、ハティジェはイブラヒムの命乞いのためスレイマンに目通りを願い出るが叶わず憔悴する。次第に対立していた側女アイシェさえもヒュッレム・スルタン（皇帝妃）と呼ぶようになるが、母后の影響力は大きく、スレイマンは次の木曜もマヒデブランを寝所に召す。第三宰相アフメトは第二宰相フェルハトが不正をしているとスレイマンに奏上する。 |
| 13 | 26 | ぬれぎぬ               | イブラヒムはパルガで父マノリスと双子の兄ニコと再会する。ニコは亡き母のバイオリンをイブラヒム（クリスチャン・ネームはテオ）に贈る。ヒュッレムはアイシェと側女たちの大部屋で激しく言い合うところを皆に目撃される。ギュルニハルはアイシェにヒュッレムと対立しないよう諫言する。夜中に起き出した同室のサドゥカを怪しみ尾行したアイシェは、サドゥカが斧槍持ちボンジュクに文を渡すところを目撃する。サドゥカは発覚を恐れ、以前から脅迫を受けていたこともあり、アイシェを殺してしまう。アイシェの擁護を叱責されたために昨夜はヒュッレムと部屋を共にしていなかったギュルニハルを始めとして、後宮中がアイシェを殺したのはヒュッレムと思い込む。調査が行われる中、アイシェとの犬猿の仲を知られていたサドゥカも犯人候補となるが言い逃れる。イスラムの長老ゼンビリの許にフェルハト宰相の傍若無人な振る舞いを訴え出る投書が舞い込む。フェルハトはアフメトが指摘したようにハティジェの姉皇女ベイハンを娶っており皇帝家の婿だった。母后は皇子皇女をヒュッレムから取り上げて軟禁状態とする。イブラヒムの許へスレイマンから拝謁するよう手紙が届く。スレイマンは母后から犯人としてヒュッレムの名を挙げられる。 |
| 14 | 27 | 聖断                   | イブラヒムの家族はイブラヒムがオスマン帝国に戻る付き添う決意をする。スレイマンはヒュッレムを旧宮殿（エスキ・サライ）に追放するよう母后に言い渡す。スレイマンの許に参内したイブラヒムとハティジェはついに結婚の許可を得る。ヒュッレムは無実を訴えるが母后の冷淡な応対を浴び、スンビュル、ニギャール、ギュルニハルに全財産を差し出して助けを求める。子供たちとも引き離され泣きじゃくるヒュッレムを、さすがに側女たちも同情する。ハティジェからイブラヒムとの結婚を知らされた母后は最愛の娘ハティジェに秘密を打ち明けられずに疎まれていた心の距離を感じる。息子スレイマンともハティジェの婿選びのことで判断を誤った謗りを感じ受けている。母后の判断に全面的な信頼を置けなくなったスレイマンは逡巡してヒュッレムの件も思い直し、イブラヒムにアイシェ殺人の調査を担当させる。 |
| 14 | 28 | ヒュッレムの追放       | ヒュッレムはハティジェに無実を訴える。マヒデブランはヒュッレムを信じるなと言うが、皇女ハティジェたる私に命令するつもりかと逆に叱責を受ける。ヒュッレムはルテニア時代の恋人レオの夢を見るが、奇しくもレオは帝都に上陸しておりマトラークチュと親交を得ていた。イブラヒムは故郷から持ち帰ったバイオリンをテラスで奏でる。甘く哀しい調べはハティジェのテラスにも届き最上の時を過ごす。ヒュッレムは対立しているイブラヒムにさえも無実を訴え出た。母后はハティジェの結婚の件で意見が尊重されなかったことをスレイマンに漏らすが言い返されてしまう。結婚式を前に皇女ベイハンが訪れる。夫たるフェルハト宰相の命乞いを母后に頼むためだ。ヒュッレム追放の日ギュルニハルはヒュッレムと共に後宮を去る覚悟を決め、ヒュッレムは自分にも酷い仕打ちをしたにもかかわらず心からの味方が一人だけいたことを知り哀しく微笑む。ヒュッレムのいない後宮はスンビュルとニギャールにも退屈に思われ、メフメト皇子との別離の悲嘆に心動かされた側女ルフサルがずっと黙っていたヒュッレムに有利になる目撃情報を伝える決心をする。イブラヒムは初の御前会議で議決権をスレイマンから一任され、第二宰相フェルハトのスメデレボ軍政官、第三宰相アフメトのエジプト州軍政官への左遷をそれぞれ言い渡す。イブラヒムはルメリ軍政官アヤスと元宰相チョバンを新たに宰相とする。イブラヒムは旧宮殿（エスキ・サライ）を訪れ、無実の罪からヒュッレムを救う代わりに交換条件を提示する。 |
| 15 | 29 | 服従か死か             | イブラヒムの交換条件はヒュッレムがマヒデブランに服従することだった。スレイマンは第一皇妃となりながら御子を得て失い、スレイマンの寵愛も失ったギュルフェムを呼び出し語り合う。ギュルフェムのお召しを知ったマヒデブランはスレイマンとの距離が自分よりも近いことに心中葛藤する。メフメト皇子が母を恋しがって泣き通しであることに心を痛めたハティジェは、夜中にお忍びで旧宮殿（エスキ・サライ）を訪れる。アイシェの死後、夜伽を務めてもいないサドゥカが個室を占有していることに側女たちが憤り、大部屋に入ることを余儀なくされる。行動に周囲の目の制限がつくことを恐れたサドゥカは黄金の道を通り夜伽を望むようになる。皇位継承権を持つ孫を伴った夜の外出を知った母后はハティジェを咎める。ハティジェの婚約発表の宴の招待がないヒュッレムは、決意を固め馬車に乗り込む。皇帝家の婿となることが発表されたイブラヒムは、エジプトに左遷されたアフメトの恨みを買う。 |
| 15 | 30 | 美しき悪魔             | イブラヒムの交換条件を飲んだヒュッレムは後宮に戻る。母后はまたしても自分の許可なく決定が下されたと知る。ヒュッレムはマヒデブランの服の裾に接吻をして敬意を見せスレイマンを喜ばせる。後宮の闘争に終わりを告げるかのように見え、安堵を覚える一同だったが、ヒュッレムは秘めた決意を抱えて後宮に戻って来たのだった。ヒュッレムの改悛を快く受け止めたスレイマンは帰還したヒュッレムと一夜を過ごし木曜の約束を反故とした。ヒュッレムの天下にさせないため母后は新しく対抗馬となりうる側女としてサドゥカを用意する。アヤスが第二宰相となったため空席中のルメリ（ヨーロッパ）軍政官の任命について、イブラヒムはスレイマンの沙汰を仰ぐが、スレイマンはベネチア（現在のイタリア）のパルガ出身のイブラヒムの兼担が適任だと言う。ハティジェとの新居の下見に訪れたイブラヒムはマトラークチュに天使の壁画制作の手配を依頼して推挙されたレオと会う。ヒュッレム不在中にサドゥカの夜伽を敢行するべく、母后はヒュッレムを連れて大宰相邸に赴く。自分が呼ばれなかったことを知ったマヒデブランは失意に陥る。壁画制作のためハティジェの屋敷に訪れていたレオはヒュッレムとすれ違う。 |
| 16 | 31 | 心の嵐                 | レオは大宰相邸で忘れもしないアレクサンドラことヒュッレム（「朗らかな声」の意味）の声を聞く。後宮ではサドゥカがご寝所で復讐を実行に移す寸前のところで、メフメト皇子が庭園の池に落ち、血相を変えメフメトの許に向かったスレイマンの背中を見送る。ヒュッレムは不在中のメフメト皇子の不慮の事故にマヒデブランの関与を疑わず完璧な服従の態度をスレイマンを含め、改めて皆に見せてスレイマンの寵愛が深まる。実は本心を隠し通すことを学んだだけなのだが、成長を素直に喜んだニギャールはサドゥカが不在中にご寝所に上がった情報を提供してしまう。ベネチア大使モチェニーゴはヨーロッパ情勢に明るいイブラヒムの就任を祝福する。ハティジェがイブラヒムとの結婚により後宮を去る際ギュルフェムも伴えないことをこぼす中、ヒュッレムは皇子たちを火難から救ったサドゥカを大宰相邸に連れて行くよう示唆する。大使から情報を得たイブラヒムとスレイマンはバチカンが目下躍起になっているプロテスタント系ルターに密かに肩入れし、キリスト教世界の対抗構造を生み出すよう策案する。またイブラヒムはアフメトのエジプト赴任にあたり、自らの息がかかった補佐を密使とする。ヒュッレムの後宮復帰、ギュルフェムの召喚、ハティジェの新居下見に母后が自分を伴わなかったこと、木曜夜伽でスレイマンに無視され続けた等々の心痛が重なりマヒデブランは体調を崩す。マヒデブラン付き女官ギュルシャーはもしや懐妊ではないかと言う。 |
| 16 | 32 | クリミアの恋人         | ハティジェは母后に新居に伴う側女としてサドゥカを賜る。大宰相邸に送られる決定を聞いたサドゥカは焦燥し、内通者の斧槍持ちボンジュクと相談するが、ボンジュクは後宮を去る運命と分かった美しいサドゥカに乱暴する。ギュルシャーはマヒデブランの体調不調について懐妊だと側女たちに先走って話してしまう。懐妊の噂を聞きつけた母后の祝福を受けるが、木曜の夜は触れられることもなく同室しているだけの真実を打ち明けられないマヒデブランはギュルシャーを叱責する。辱められたサドゥカの悲鳴にスンビュルが駆けつけ、ボンジュクは斬首刑となる。イブラヒムは大宰相邸に飾る絵画にスレイマンの肖像画を願い出る。イスラム教徒にとって偶像崇拝につながる禁忌（ハラム）に近いものであったが、他ならぬイブラヒムの頼みであり、メフメト2世もベリーニに肖像画を描かせたと言ってスレイマンは快諾する。イブラヒムはレオに肖像画を描くことを命じる。大好物のウズラのピラフを際限なく食べたがるヒュッレムにニギャールは妊娠中みたいと言い、ヒュッレムは医女を呼んで確認させる。結果は第三子懐妊だった。マヒデブランの涙を見たギュルシャーはヒュッレムの命を奪うことを誓う。 |
| 17 | 33 | 壮麗な祝宴             | マヒデブランはギュルシャーに思い留まるよう命令する。サドゥカは寵臣イブラヒムの大宰相邸であれば皇帝自らの訪問もあると納得する。ハティジェとの婚礼の前夜、庭園で会えるよう手引きをしたニギャールはイブラヒムに頬をなでられ動揺する。祝典は9日間続く壮麗なもので国の威信をかけて行われるが、先のロードス遠征で得た国費を費やしたと言って一般庶民と歩兵常備軍（イェニチェリ）は反感を持つ。ベネチア大使は親欧派のイブラヒムに取り入り、婚礼祝いとして欧州風テーブルを贈る。祝宴に馳せ参じる馬車の中、ヒュッレムは産気づき、三度目の出産も皇帝スレイマン不在の中で行わねばならなかった我が身と、壮麗な祝宴を挙げてもらっている皇女ハティジェとの身分の違いを痛感する。第三子は第三皇子の誕生でマヒデブランが産んだ皇子の数をついに超す運びとなった。 |
| 17 | 34 | 蜜月                   | 皇子誕生の命名式への参加に気が乗らないマヒデブランだが皇妃の矜持をかけて出席する。第三皇子は父帝に倣ってセリム皇子と名付けられる。ハティジェとの婚礼の夜を迎えたイブラヒムは思いを遂げる。マトラークチュはサドゥカが大宰相邸にいることに気が付く。マヒデブランは重要なのは皇子の数ではなく皇帝の地位に就くかどうかだと言い放つ。スレイマンは皇子を2人産んだ褒美にヒュッレムを外出に誘って森で籠に入った小鳥を贈り共に自然の中で一晩を過ごす。母后以外の、奴隷として強制連行された全ての側女、女官、宦官、またイブラヒムを含む宰相たちにとっても前例のない外遊は禍根を掘り起こす。ハティジェはイブラヒムから欧州風テーブルを使った食事習慣を求められ戸惑う。エジプトに左遷されたアフメトがマムルーク朝のスルタンと接触したとイブラヒムは報告を受ける。ハティジェの夕食会に招待された一同のうち、特に母后と皇帝は欧州風テーブルを使った食事に眉をひそめる。サドゥカは自分に恋心を寄せるマトラークチュに、処刑されたボンジュクの代わりに港に行きハンガリーとの連絡係となるよう謀る。サドゥカの正体を知らないマトラークチュは受けてしまう。夕食会の席にて大宰相邸に欧州風壁画を描いた絵師として正式にレオを紹介されたヒュッレムは顔色を変える。 |
| 18 | 35 | 再会                   | ヒュッレムは大宰相邸の別室で昏倒してしまう。ハティジェはサドゥカを呼び介抱させる。イブラヒムとの結婚を当初から良く思わない母后は欧州風の暮らしに疑念を持つ。夕食会の席でスレイマンはヒュッレムとの肖像画を描くようレオに命じる。マトラークチュはサドゥカに得意げに連絡手段が整ったと伝える。エジプト州軍政官として赴任したアフメトは皇帝を自称して独自に新たな金貨の鋳造と人事を命じる。肖像画の制作時にレオと顔を合わせることを懸念したヒュッレムだが、レオを目前にして思わず母国語ロシア語で密かに会話を交わす。実はロシア語を解するニギャールは訝しむ。マヒデブランはハティジェが後宮を去ったことで空室となったテラス付きの部屋を母后に請う。イブラヒムは自ら後見役を務めるマヒデブランの産んだ第一皇子ムスタファを歩兵常備軍（イェニチェリ）の訪問に伴う。マヒデブランがテラス付きの部屋を母后に請願していることを知ったヒュッレムは、母后に先んじて皇帝スレイマンに直訴して部屋を賜る。 |
| 18 | 36 | 争いの火種             | エジプトの密使からアフメトの謀反を知らされたイブラヒムはスレイマンに伝達する。スレイマンはイブラヒムに反逆者（ハーイン）アフメトの討伐を命ずる。母后の命で元ハティジェの部屋を新しく整えるよう命じられていたスンビュルは、スレイマン直々の命令との板挟みに陥るが、マヒデブランの前で覚悟を決め皇帝の命を明白に優先させる。スレイマンとイブラヒムとムスタファ皇子は連れ立って歩兵常備軍（イェニチェリ）の俸給の儀に出席する。イブラヒムはエジプトへアフメトの討伐に向かうことをハティジェに告げ、万が一の安全のため父マノリスと双子の兄ニコをミストラ県に送る手配を第二宰相アヤスに命じる。ヒュッレムは肖像画やイブラヒム邸の壁画制作にかこつけてレオと個人的な言葉を交わす。ハティジェはイブラヒムとの別離を嘆くがイブラヒムとの子を身籠り幸福の絶頂を味わう。 |
| 19 | 37 | 反逆者(ハーイン)の末路 | ヒュッレム有利と見て次第に肩入れを深めるニギャールだったが、マヒデブラン付き女官ギュルシャーに見咎められ袋を頭に被せられ暴行を受け、マヒデブランに自分の側に付くよう二重間諜（スパイ）を命じられる。反逆者（ハーイン）アフメトを手際よく斬首の後晒し首の刑に葬ったイブラヒムはスレイマンに朗報を伝え、遠く離れたハティジェへの思いを霊鳥（シームルグ）になぞらえて恋文をしたためる。皇帝スレイマンが第一皇子ムスタファとエディルネ宮へ狩りに赴くことを知ったヒュッレムは、マヒデブランに代わり第二皇子メフメトとともに相伴に与るよう画策する。エディルネ宮にて皇帝のエメラルドの指輪がないことに気付いたヒュッレムは必死に探し、小守の側女エスマにも問うが見つからない。後宮に残ったマヒデブランはテラス付きの元ハティジェの部屋で指輪を発見する。 |
| 19 | 38 | 不吉な兆し             | 帝都イスタンブルでは、異教徒からの改宗者イブラヒムが最高要職に就き良い暮らしをしていること、皇帝スレイマンが遊びの狩りに出て不在であることに、歩兵常備軍（イェニチェリ）が不満を溜めていた。ニギャールはイブラヒムとの情事を夢見るようになる。イブラヒムは一人エジプトで法整備を進めている。エディルネ宮では可愛がっていた小鳥が死んだことと指輪の紛失に不吉の兆しを見たヒュッレムがスレイマンに先んじてムスタファ皇子とメフメト皇子と共に後宮へ戻ることにする。だが既に皇帝不在を機と見た歩兵常備軍（イェニチェリ）の暴動が始まっており市場が略奪され今にも後宮に押し入らんとしていた。後宮では第二宰相アヤスから報告を受けた母后がハティジェを心配して気を失いかける。ハティジェは歩兵常備軍（イェニチェリ）が憎悪を向ける大宰相邸にギュルフェムと取り残されているのだ。マヒデブランは緊急事態で失念しておりエメラルドの指輪を嵌めたまま避難していたところをニギャールに目撃される。後宮への道が封鎖されたヒュッレムは大宰相邸に向かう。サドゥカを思うマトラークチュ、ヒュッレムを思うレオも合流するが、ハティジェは気が動転して足を滑らせ階段から落ちてしまう。 |
| 20 | 39 | 反逆の代償             | 第二宰相アヤスの使者から報告を受けたスレイマンは迅速に行動を起こす。海路を取り帝都イスタンブル入りを果たし、歩兵常備軍（イェニチェリ）の要求を聞き暴動を抑えつける。後宮に戻ったスレイマンは母后と再会するが、自分に先立って出発したヒュッレムの姿がないため、二人の皇位継承権を持つ皇子たちの行方不明を伝える。母后から第一皇子ムスタファの消息を聞かされたマヒデブランは卒倒してしまう。20万金貨（ドゥカ）の臨時金を勝ち取った歩兵常備軍（イェニチェリ）だったが、暴動を先導した長官はスレイマン自らの手で斬首される。手引きをした書記官長も処される。ハティジェの腹の子は流れてしまっていた。大宰相邸にハティジェを迎えに行ったスレイマンは、ヒュッレムと皇子たちと再会する。無事に戻ったムスタファから、ヒュッレムが自分を守ってくれたことを聞いたマヒデブランは、エメラルドの指輪を返そうとヒュッレムの部屋を訪れるが決心をつけられない。ギュルシャーとニギャールが対立する。イブラヒムが宮殿へと戻る。 |
| 20 | 40 | 痛みの記憶             | イブラヒムと再会したハティジェは流産を伝える。スレイマンは再びヒュッレムに籠の小鳥を贈る。ヒュッレムはエメラルドの指輪を探すため大部屋の側女たちに情報提供を呼びかけ、ニギャールにも問うがニギャールは知らないふりをする。マヒデブランに呼び出されたニギャールは指輪の返却を言いつけられる。ヒュッレムはレオへの手紙を報奨金に紛れ込ませニギャールに届けさせるが、感付いたニギャールは手紙をこっそりと読んでしまう。ヒュッレムの秘密の過去の恋を知ったニギャールはギュルシャーを浴場の桶に沈めてやり返す。イブラヒムは新しい書記官長にジェラールザーデを任命する。ハティジェを心配したスレイマンは大宰相邸に外泊するが、見覚えのあるサドゥカを見つけ果たせずにいた夜伽を迫る。 |
| 21 | 41 | 疑惑                   | 突然のことでサドゥカは武器を所持しておらず意のままになってしまう。新郎を殺した憎き皇帝に抱かれてしまった無力さに一人むせび泣く。イブラヒムはレオを帝国に留めおくため宮廷工房に送る。マヒデブランに呼び出されたニギャールは情報を持ち込めば役職の昇格を約束される。一度は母后からの懇願により左遷のみで済まされたフェルハトの税金の不正徴収と賄賂の横行が、再び取り沙汰され御前会議の議題に上がる。ニギャールは報奨金を返却するという名目で忍ばされたレオの手紙を今回も読んでしまう。フェルハトと皇女ベイハンが勝手に任地スメデレボを離れ母后を訪れる。依頼された母后はスレイマンに再度命乞いをするが跳ね除けられる。 |
| 21 | 42 | 悲しみと死の宮殿       | アッケルマン（現在のウクライナ）軍政官が送って来た特別扱いの2人の側女ニーナとターニャが到着する。自分の出身に近いロシア方面ウクライナ出身であり明るい色の髪と肌を持つことにヒュッレム（史実では「ロシア女」を意味するロクセラーナという通り名が欧州では有名）は憂慮する。徐々にイブラヒムへの懸想を深めるニギャールは、ヒュッレムとマヒデブランとイブラヒムの三者に挟まれ困惑する。誰の奴隷でもなく自分自身であれと言われたニギャールは思わずイブラヒムに迫ってしまうが突き放される。もはやスレイマンの意思が揺るがぬことを確信した母后は、フェルハトの処刑予定時間にベイハンをハティジェと共に大宰相邸へ誘い出す。後宮に戻ったベイハンはフェルハトの処刑をスレイマンから伝えられる。ベイハンは悲しみの余り錯乱し、兄としての温情を持たないとスレイマンに非難の言葉を、処刑時間に連れ出した母后への不信を、慰めの言葉をかけたハティジェには「いつか皇帝である兄が夫を処刑したときに初めて私の気持ちが分かる」と言い放ち、後宮を後にする。ダイェがターニャの夜伽の準備をニギャールに命じ、ニギャールは即ヒュッレムに情報提供する。心痛のヒュッレムは籠の鳥をテラスから空に放ち、スレイマンの寝所に乗り込み、他の女と寝るなら私を先に殺してと嘆願する。 |
| 22 | 43 | 愛の反乱               | 私の忍耐と良心を試すなとスレイマンは言うが、愛と貞節ゆえに懇願するのだとヒュッレムは言い募る。もし明日中に自分とは別のロシア女を追放しなければ後宮を出て行くと主張する。立派な皇帝ではあるが近辺の者への感情が無いと他ならぬ妹皇女ベイハンに言われたばかりのスレイマンは葛藤を抱える。親兄弟を皆殺しにされ投獄され殺人の濡れ衣を着せられ親友が夜伽に差し出され私物が盗難されても服従の態度を見せ、素行が落ち着いていたヒュッレムを思い、奴隷はどこへも行けぬ子供たちにも合わせぬと迫るが、ヒュッレムは死体になってでも後宮を出て行くという。ロシアの側女たちが出て行くか、自分が死ぬかの二者択一を曲げない。後宮中がヒュッレムの敗北を確信するが、スレイマンは大方の予想に反しロシアの側女を送り返すよう命じ、後宮中がついにヒュッレムの愛の勝利を知る。母后は愛など存在せぬと自室で息巻く一方、スレイマンもまた自室でイブラヒムを相手に命懸けの愛を平定するための妥協に不満はないと宣っていた。ギュルシャーは再度ヒュッレムを廃することをマヒデブランに誓う。ベネチア大使は元首の私生児アルヴィーゼ・グリッティを擁立する。 |
| 22 | 44 | 悪夢                   | ムスタファ皇子とメフメト皇子を教室から連れ帰ったギュルシャーは「ムスタファ皇子のついで」「私はムスタファ皇子に使える者」との差別発言をする。無礼を聞き咎めたヒュッレムは叱責する。ヒュッレム以上に嫌われ者のギュルシャーを大部屋の側女たちも笑う。グリッティを気に入ったスレイマンは礼服（ヒラット）を贈る。ギュルシャーはマヒデブランにヒュッレム殺害許可を請う。サドゥカは近々欧州への遠征があることを立ち聞きし本国ハンガリーとの連絡手段を模索する。ムスタファ皇子は皇位継承権を持つ皇子らしからぬ振る舞いでスレイマンに叱られる。ヒュッレムはスレイマンから贈られた、本来であれば皇族にしか許されないモチーフである帝国国花チューリップのブローチを付けて母后の茶会（サロン）に出席する。得意気なヒュッレムが憎くてならないギュルシャーはその夜、闇に紛れてヒュッレムとセリム皇子が就寝する寝台（ベッド）のふくらみに向け憎悪を込めて何度も短刀を振り下ろして突き立てた。 |
| 23 | 45 | 後宮の凶行             | ヒュッレム付きの小守エスマがセリム皇子の泣き声を聞きつけ寝台を確認すると血が流れている。仰天したエスマが大声で人を呼び騒ぎとなる。スンビュルとニギャールが見るとふくらみの中に横たわる姿はヒュッレムではなくギュルニハルだった。刺されて重体となったギュルニハルはすぐさま治療院へ送られる。人違いで殺人を犯し呆然自失の体で部屋に戻ったギュルシャーは、刺客がギュルシャー本人だとマヒデブランに見破られてしまう。命令を下してもいないのに殺人を疑われる立場となり激怒し血がのぼったマヒデブランはギュルシャーを折檻する。アイシェ殺害に続き皇帝妃を狙った殺人鬼が後宮に潜んでいる状況に母后もダイェも戦慄する。ギュルニハルの隣に臥せっており明らかに人為的な重傷を負っている不審に気付いたニギャールは、ギュルシャーの凶行を聞き出す。 |
| 23 | 46 | 最後の手紙             | ムスタファ皇子からマヒデブランが自室で泣いて暴れたと聞かされたスレイマンは顔を曇らせる。マヒデブランはニギャールに弱みを握られた形となり、ヒュッレムの過失を情報提供すれば昇格させると約束していた役職を母后に請願せざるを得なくなる。両皇妃の部屋への出入りや恋心のため身綺麗に小まめに浴場に通うなど、仕事を疎かにしていたにもかかわらず昇格したニギャールをスンビュルは訝しむ。ハティジェはマトラークチュがサドゥカに懸想していることを確信する。サドゥカから報告を受けたハンガリー王ラヨシュ2世はバチカンへ近々遠征があることを伝えるが、敗者に肩入れしない方針のバチカンは神聖ローマ皇帝カール5世のほうに保護を懇願するよう突き放し、ベネチア元首の息子グリッティは庶子に過ぎず教会の祝福を受けていないと言い放つ。ギュルニハルは一命を取り止めた。マヒデブランに疑念を抱いたスレイマンは自室を訪れる。グリッティに満足したスレイマンはカール5世の宿敵フランス王フランソワ1世に関する書簡を託す。フランソワはカールへの対抗心からプロテスタント派のルターを庇護していた。ニギャールの後を尾行したスンビュルはレオから手紙を受け取っているところを目撃してしまう。後宮の恋愛禁止の規則に則りスンビュルはイブラヒムに報告し、イブラヒムはレオの手紙を取り上げることに成功し、ヒュッレムの過去の恋愛を知ってしまう。 |
| 24 | 47 | 命がけの密会           | 思いを寄せるイブラヒムから詰問されるがニギャールはヒュッレムを可能な限り庇う。明日庭園で待ち合わせる手紙を何事もなかったかのようにヒュッレムへ届けるようイブラヒムは命令する。密会に来たところを検挙するための罠だった。当日ニギャールはヒュッレムが庭へ向かわないよう邪魔をする。それでも庭へ向かうヒュッレムだったが、母后とマヒデブランの前に現れたのみでレオは待ちぼうけとなる。痺れを切らしたイブラヒムは更に強硬手段を取り、レオを拘束して監禁脅迫する。 |
| 24 | 48 | 死の宣告               | グリッティは妹モニカを伴って大宰相邸の夕食会に参加する。スレイマンの肖像画の完成披露もされたが、イブラヒムはレオがすでに帝国を去ったと嘘をつく。モニカはイスラム世界の女性の地位について意見を述べるが、キリスト教世界も同じだとヒュッレムにそつなくやり返される。ヒュッレムは第四子を懐妊していた。翌日ヒュッレムは大宰相邸でレオと引き合わされイブラヒムから脅迫を受け毒入りロクム（菓子）を手渡される。サドゥカはヒュッレムを追って来たスレイマンの首に短刀を押し当て復讐を遂げようとしていた。 |

## シーズン2
シーズン2は、トルコ語オリジナル版では第25回-第63回（全39回）であり、2011年9月14日-2012年6月6日に放映された。
日本語字幕版では第1話-第79話であり、2018年7月23日(深夜)-11月12日(深夜)にチャンネル銀河でテレビ初放映され、Huluではそれぞれ翌朝付で動画配信が開始された 。オリジナル版の各回は原則として2話ずつに分割されたが、最終回の第63回 は第77話-第79話に3分割された。

### シーズン2の各話のあらすじ
| 回 | 話 | サブタイトル       | 各話のあらすじ |
| -- | -- | ------------------ | --- |
| 25 | 1  | 愛の代償           | 「アレクサンドラ、君は生きて」と言い残してレオは自ら命を絶った。皇帝スレイマンはサドゥカを投げ飛ばし危機を脱する。大宰相邸の侍女の突然の凶行に責任を追及されたイブラヒムだったが、後から遅れて来たニギャールが密かにレオの死体の始末を付けていた。マトラークチュの手引きでハンガリーと連絡を取っていたとのサドゥカの自白をスレイマンは立ち聞きする。アイシェ殺害もサドゥカの犯行と判明する。イブラヒムはアイシェの件で一度ヒュッレムを追放処分にしていた。ヒュッレムは喪失に我を失う。ニギャールを詰問するが一部は隠蔽しながら一部は事実を語り、どの妃どの臣官に対しても最後の一手の決定的な処分は手の及ぶ限り避け続ける態度に苛立ちを募らせる。「私のお妃はあなただけ」と懇願するが、ヒュッレムはニギャールを見限る。スレイマンに疑われたイブラヒムは焦燥で怒鳴り散らす様子が目立つ。ヒュッレムはスレイマンから贈られた見事な黒いアラブ馬に「愛（アシュク）」と名付ける。快復したギュルシャーはマヒデブランに懇願して許される。一方、捕虜となっていたフランソワ1世をカール5世が解放したとの報告がなされる。 |
| 25 | 2  | ラヨシュへの報復   | ヒュッレム付き側女ナズルを連れて母后たちと昼食を取るヒュッレムは馬を贈られた話をする。御前会議ではスレイマンが報復のためハンガリー侵攻を決する。1526年5月イブラヒムの率いる先陣はプロヴディフ（現在のブルガリア）で断食月（夜明けから日没まで水一滴も飲まずに新月から新月への一ヶ月を過ごすイスラム教の慣習、ただし戦争中の男子や妊婦や子供は免除される）を終えようとしていた。家族と過ごす神聖な断食月を優先させたスレイマンは、後から陣に発ちやすいよう帝国領のうち戦地にいちばん近い北方のエディルネ宮に妃たちと来ていた。最後の日没後の食事（イフタール）は断食を無事に終えた感謝を込めて盛大に祝われる。不興を買ったマトラークチュはイブラヒムの日没後の食事に呼ばれない。エディルネ宮の宦官ギュル（薔薇の意）は、（妊婦のため除外なのだが）ヒュッレムの好物のウズラのピラフを特別に用意する。ヒュッレムはレオを殺したデザートのロクムを見て産気づく。四度目にして初めてスレイマンがそばに控えてくれる出産。第四皇子は祖父帝に倣ってバヤジト皇子と名付けられた。ベネチア庶子グリッティはバチカン法王に呼び出され、オスマン帝国が有利となるでしょうと進言する。焦ったバチカンはラヨシュ2世へ軍資金を送る決定をする。ギュル宦官の手腕が気に入ったヒュッレムは帝都トプカプ宮へギュルを連れ帰ることを願い出る。ハティジェは懐妊していた。イブラヒムを思うニギャールは懐妊をヒュッレムの耳に入れ、それとなくヒュッレムを焚き付けるが、忠誠心を疑うヒュッレムは「一度裏切れば何度でもやる」と耳を貸さない。 |
| 26 | 3  | 疑われた忠誠心     | 軍司令官マルコチョール・バリ・ベイ（S1-9と10登場のバリ・ベイ一族の者）は狙撃されたスレイマンを庇いながら勇猛果敢に刺客を殲滅する。金属の甲冑の左胸に穿孔が残り、スレイマンは死は突然間近に来るものとの教訓を刻み込んだ。ヒュッレムと不仲になったことを知られたニギャールはマヒデブランに目を留められる。ギュルシャーはヒュッレムの子守エスマに事情を聞き込む。マルコチョールは捉えた刺客からラヨシュの司令部の場所と兵士の数を聞き出した。スレイマンは決戦地をトルナ城に近いモハーチ平原として、行く手を塞ぐ川に橋を架けるよう命じる。無事に赤子を出産することに不安を抱くハティジェにヒュッレムは占星術師ヤクップを呼ぶよう持ち掛ける。スレイマンはイブラヒムに奇襲の責任があるものと叱責する。ヒュッレムはハティジェにも内密にギュルに命じてヤクップと接触する。 |
| 26 | 4  | モハーチの戦い     | ニギャールを失ったヒュッレムは、エスマとナズルに加え新しく身辺に置く側女として後宮に来たばかりのニリュフェル（蓮花の意）を、スンビュルにもギュルにも助けを借りず自ら選んだ。母后は犠牲祭（イスラム教の祝日の1つで神に生贄として捧げた羊やヤギなどの家畜を肉として後ほど貧民に配布するお祭り）の準備を進め、祭典の儀式を皇帝代理としてムスタファ皇子に務めさせた。知っていればメフメト皇子を始めとして他皇子たちを連れて行けたのに、と自分の陣営側の手薄さを痛感するヒュッレム。しかも懐妊を黙っているハティジェの姿勢を知らず、ヒュッレムはスレイマンに私信で伝えてしまっており秘密にしていたイブラヒムにも懐妊が伝わってしまっていた。「勝手なことをするな。私はオスマン帝国のハティジェ皇女。奴隷のお前とは違う。イブラヒムが浮気をしたら離婚して破滅させる」と息巻くハティジェ。モハーチではトランシルヴァニア領主サポヤイが援軍を送らなかったため、イブラヒムの軍略が成功を修めて開戦から2時間程度でハンガリー国王軍2万を沈める。 |
| 27 | 5  | 皇妃と皇女         | キリスト教世界の玄関口にたどり着いたスレイマンは、援軍を送らなかったサポヤイを好都合な傀儡としてハンガリー新国王に据える。イブラヒムは戦略が成功した褒美にハンガリーで惚れこんだギリシャ神話の彫像を帝都イスタンブルに持ち帰る許可をもらう。ヒュッレムは激昂したハティジェの言葉を忘れられず、娘ミフリマーフ皇女に「いつか私より強くなる。誰も命令できず誰もがひれ伏す」と言い聞かせる。スレイマンは反乱防止のためべフラム宰相をアナトリア軍政官としてへ派遣する。化膿した胸の軽傷が痛んだため従軍医師ヤセフに治療を命じる。ニギャールはイブラヒムにヒュッレムに見限られた窮状を訴えるが冷たく応対される。一方、地中海では海賊がスペイン船を捉え、カスティーリャ王女イザベラが捕虜となり、オスマン帝都にいるグリッティの知るところとなっていた。 |
| 27 | 6  | 囚われの王女       | イザベラ王女はハプスブルグ家（神聖ローマ帝国皇帝カール5世の家柄）のオーストリア大公フェルディナントの従弟フリードリヒの婚約者で、国家紛争の火種となりかねない。グリッティはイザベラを言い値で買うと交渉を持ちかけたが、海賊は帝国のトプカプ宮殿に売るという。目下、地中海に名を馳せているバルバロス（赤ひげ）傘下だけに抜け目がない。グリッティはイブラヒムに相談するが、イブラヒムは秘密裏にイザベラを買い受けて匿ってしまう。グリッティは祖国ベネチアにも使いを出す。懐妊中のハティジェが心配でたまらない母后はダイェの助言を受けてニギャールをハティジェ付き女官にする。イスラムの長老ゼンビリが死亡したため新たに軍法官イブニ・ケマリを任じる。ヒュッレムは占星術師ヤクップに誰にも原因も治療法も分からない、ゆっくりと死に至らしめる毒の手配を依頼する。 |
| 28 | 7  | イブラヒム邸の彫像 | ヤクップは対象者が片時も手離さない物を持ってくるようヒュッレムに言う。スレイマンはイブラヒムから報告を受け、狩りの館に幽閉されたイザベラを訪問する。王女の世話は後宮からスンビュルだけがたまの外出を許され内密にされていた。ハンガリー遠征から持ち帰ったギリシャ神話の彫像が大宰相邸に到着する。唯一神を信望するイスラム教にとって神ならざる偶像を崇拝すること、また完全な裸の形態を人の目に触れる状態で庭に置くことは卑猥物陳列の禁忌（ハラム）であり、庭を見下ろすバルコニーから勤め始めたばかりのニギャールもハティジェと共に仰天する。ハティジェは神罰を恐れ不吉だと言う。マヒデブランはムスタファ皇子の教育を褒められスレイマンから特別予算を贈られる。マトラークチュとマルコチョールは連れ立って酒場に出かける。マルコチョールは街角で男に襲われていた娘を救助して一目惚れする。大宰相邸を訪れたヒュッレムはイブラヒムの筆記帳に目を留める。 |
| 28 | 8  | 死の呪い           | 帝都ではイブラヒムの彫像が物議を醸していた。詩人フィガーニーの「世界にイブラヒムは2人いる。偶像を破壊する者と建てる者」を始めとして噂が流れている（もう一人のイブラヒムとはユダヤ教、キリスト教、イスラム教で共通の始祖とされる預言者アブラハムのこと）。マヒデブランの予算を聞いたヒュッレムは母后に彫像の件を告げ口する。イブラヒムとの結婚の経緯や生まれながらのイスラム教徒でないことに加え、大宰相邸内の欧風調の食卓や絵画に抵抗感のある母后は、これに眉をひそめスレイマンに彫像の破壊を迫るが拒否される。マルコチョールが惚れた町娘がマトラークチュなじみの両替商ジョシュアの娘アルミンであることがわかる。イザベラは共に拘束された侍女カルミナと失意の日々を過ごすが、スレイマンから欧州風テーブルを贈られ心を和らげる。ヒュッレムに忠義心を見込まれたニリュフェルは大宰相邸からイブラヒムの筆記帳を持ち出す。ヤクップから呪いがこめられた筆記帳は直接手に触れてはいけない制約付きだったが、口実を付けてうまく大宰相邸に戻した。イザベラはさらに散歩と乗馬の希望を願い出てこれも許されるが逃亡を謀る。ハティジェは産気づくが、生まれた赤子は息をしていなかった。 |
| 29 | 9  | 慢心の芽           | ハティジェの絶叫に同情したヒュッレムは機転を利かせて赤子を救う。確執があるイブラヒムからも礼を言われるが、イブラヒムはヒュッレム・ハートゥン（夫人）と呼び、ヒュッレム・スルタン（皇帝妃）とは呼ばない態度は変えない。ヒュッレムは「もう1つ無垢な命の貸しがある」とレオを思い出させる。呵責に耐えかね庭に出てヘラクレス、アポロン、ダイアナの彫像を眺めながら「帝都の海を抱く7つの丘、3つの国で、臣民はいつか我が彫像の前にひざまずく」と思わず独り言をしたところを皇帝スレイマンに目撃される。「ヘラクレスの父親は神々の王ゼウス。アポロンはディアナと双子。ではお前は？」とイブラヒム自身も双子であることを暗喩しながらスレイマンは問う。ハティジェの出産で大宰相邸を訪れた母后は彫像から目をそむけながら、苦難の出産は彫像の呪いだと呟く。そばにいたマヒデブランはムスタファ皇子の後見役であるイブラヒムの絶対の信望者らしく母后をなだめる。グリッティとマルコチョールは酒場で偶然の鉢合わせをする。ギュルは後宮を抜け出して怪しい行動を取っているスンビュルの行動を疑う。第二宰相アヤスからアナトリアの反乱が広まっていると報告を受けたイブラヒムはベフラムを罷免し、そのままアヤスに平定するよう命じる。町娘アルミンの家を突き止めたマルコチョールは押しかける。その頃、水の都ベネチア近辺の海上にフリードリヒの姿があった。 |
| 29 | 10 | 侵入者             | 思いが募るニギャールはイブラヒムの風呂をのぞき見る。イブラヒムはアヤスに命じたことをスレイマンに報告するが、産褥中ハティジェが心配で一人で残したくなかった心を見透かされるように、お前自身が行けと言われてしまう。スンビュルの痕跡を追ったギュルは狩りの館に辿りつき、美しく高貴な佇まいの女人であるイザベラを目撃する。グリッティはイブラヒムにイザベラの件で使節が来たと報告するが取り合われない。やむなく伝書鳩を使って王女に直接連絡を取る。ギュルから報告を受けたヒュッレムは狩りの館に女人がいてイブラヒムがたびたび訪問しているとハティジェに伝える。困惑に陥ったハティジェはニギャールを怒鳴りつけ、イブラヒムに「お前の職務は我が家族への奉仕。私こそ至高の帝国。私を失うときお前は高官の地位も失う」と言い放つ。喧嘩を立ち聞きするニギャール。ムスタファ皇子は癇癪を起こし、スレイマンから激を飛ばされる。焦りを抱えるフリードリヒは自ら極秘でグリッティに会い、金貨でも通商協定でも何でも与えるから王女を解放するよう伝えよ、とグリッティに命じるがグリッティも無力さを感じている。母后はアナトリア平定にイブラヒム以外の高官を遣るようスレイマンに願い出るが許可されない。落胆した母后は「そなたの顔は一方には明るい光、他方には冷たく濃い影。激高したときは自分が育てた子にも思えぬ。不気味で恐ろしい。父帝セリムを思い出させる。行く末が恐ろしい」と言ってしまう。大宰相邸では侍女を介して筆記帳の皮に丹念に仕込まれた経皮毒が赤子の肌に触れ、一瞬で紫に変色していた。 |
| 30 | 11 | 招かれざる客       | ハティジェに讒言を吹き込んだとしてイブラヒムはやり返す。狩りの館では思い詰めてイザベラ奪還を果たそうとしたフリードリヒが拘束されていた。ハティジェの子は野生梨を煮出した湯での沐浴で一命を取りとめる（実は経皮毒であるため）。狩りの館に囲った女人は皇帝陛下のとても大切な客人と聞かされたヒュッレムはハティジェに尋ねるが意地の悪い回答をされる。本性を現し始めたイブラヒムは神聖ローマ帝国の血筋（皇帝カール5世の従弟）であるフリードリヒにも尋問中に行き過ぎた暴行をふるう。愛人を疑うヒュッレムはスンビュルを詰問するが口を割らないことからスレイマン直々の命令と察しを付ける。イブラヒムに留守中を任されたニギャールは笑顔を見せてハティジェと赤子を守ることを約束する。 |
| 30 | 12 | 疑心               | アナトリアの反乱は3万の規模に拡大していた。イスラム教の一派の長でトルクメン（現在のイランの北東部）人でありカリスマ性の高い人物が率いているからだった。べフラムの他にカラマンとアレッポ（現在のシリア北部）の軍政官も参戦したが敵わなかったとのことで尊師と呼ばれ大変に慕われている様子。勢力は熱心なイスラム教信者のみで構成されている。更にかつて皇帝家の婿フェルハト宰相が赴任して搾取の限りを尽くしたこともあり同じ皇帝家の婿かつ改宗者でもあるイブラヒムに不信感を抱いている。対するイブラヒムは強制徴用（デブシルメ）でイスラム教に改宗した奴隷兵士で構成される歩兵常備軍（イェニチェリ）五千で多勢に無勢。その上いずれにしてもイスラム同胞同士の戦いとなるので血を流すのは最小限にしなければならない。イブラヒムは対抗勢力を内部から崩そうと部族ごとに話を持ち掛けてまわる。マルコチョールはアルミンの父の両替商の店でアルミンへの贈り物を購入し、アルミンが贈り物を身に付けたところを父に見られるよう策をこらす。贈り物を見た父は激怒し、アルミンを家から出さないと言う。我慢が効かなくなったヒュッレムは密かに狩りの館に足を運び、スレイマンとイザベラの様子を観察する。 |
| 31 | 13 | 燃え上がる炎       | アルミンが待ち合わせに来なかったためマトラークチュが内密で両替商を訪ね、マルコチョールの身分はスメデレボ軍政官バリ・ベイの息子で将来を約束された高官だと明かす（なお史実では第8代皇帝バヤジト2世の娘ヒューマ皇女との子で、ヒューマ皇女は第10代皇帝スレイマン1世の叔母であることから従弟にあたる）。イスラム教では利息を取る高利貸しは禁忌（ハラム）であるためユダヤ教の者が営むのだがアルミンの家もユダヤ教だった（イスラム教はキリスト、ユダヤ、イスラムのいずれかの信仰者であれば結婚可能だが、ユダヤ教は異教徒との結婚を禁じている）。イザベラの美しさを目の当たりにしたヒュッレムはスンビュルを再度尋問してカスティーリャ王女であると突き止める。イザベラのほうでは囚われた婚約者を案ずるあまり自棄になっていた。狩りの館に火を放ち自殺を謀る。スレイマンは王女を大宰相邸に送り欧州には火事で死んだと連絡が行くよう指示する。反乱勢力の縮小化に成功したイブラヒムは3日以内にペルシャ方面に立ち去るよう尊師に求めるが、命だけは許すという言葉に宗教的な傲慢さを感じ取った尊師は最後まで抵抗する。内情を知るハティジェはわざとヒュッレムとイザベラが遭遇するよう手配する。 |
| 31 | 14 | 皇帝の計略         | ハティジェさえついに共謀に加わったとヒュッレムはミフリマーフにこぼす。なりふり構わなくなったヒュッレムはニギャールに大宰相邸の情報提供を命じる。反乱勢力の各部族長を懐柔で説得してまわり五百勢力まで減らしたイブラヒムは制圧に成功し、帝都イスタンブルに戻る。従弟フリードリヒを投獄されたオーストリア大公フェルディナントはバチカンへ開戦を奏上する。バチカンは大公の兄、神聖ローマ帝国カール5世の支持を取り付けられるのであれば開戦理由になるが、重ねてルターのプロテスタント派であるハンガリーの傀儡王サポヤイが変わらない限り厳しいという。アナトリアから戻ったイブラヒムはギリシャ彫像を不吉として覆いをかけていたハティジェに詰め寄る。目前では初めての喧嘩でニギャールは心中をひた隠しにする。イブラヒムが無事に戻ったことで母后とスレイマンは和解する。母后はオスマン帝国の皇位継承者の兄弟殺しの慣習を心配していた。アナトリア制圧の褒美にイブラヒムの俸給年額は120万銀貨（アクチェ）から200万銀貨に引き上げられた。慢心したイブラヒムは詩人フィガーニーを告発する。イザベラは修復の済んだ狩りの館に連れ戻されるが、スレイマンは火事で死亡を伝え広めたことと開戦理由にもならなかったことからとうとう王女に手を出す。 |
| 32 | 15 | 危険な一手         | スンビュルに頼まれて王女の狩りの館への護送を手伝ったニギャールは、スレイマンが王女に口づけしたことをヒュッレムに報告すべきか思案する。いまは帝都にいるマルコチョールがいずれ高官として地方赴任するまで消息不明にするため、アルミンの父の両替商は家に軟禁していた娘を身内の家に移送するために連れ出したところをふいをつかれて娘を奪われてしまう。マルコチョールはマトラークチュの家にアルミンを匿ってくれるよう頼みこむ。ヒュッレムはイブラヒムが隠蔽しているレオの件を探し出すよう命じるが、ニギャールは狩りの館でのスレイマンの振る舞いを、王女がスレイマンに口づけをしたと事実とは逆のあべこべにして伝える。逆上したヒュッレムはイザベラに宣戦布告する。気の強いイザベラはヒュッレムの挑発に乗ってスレイマンが私に興味を持っているのだと言い返す。スレイマンは大宰相邸の夕食会でレオの名を持ち出す。 |
| 32 | 16 | 王女の告解         | 欧州風の暮らしのイブラヒムを高く評価するイザベラが馴れ馴れしくて不愉快だとハティジェはこぼす。一方でイブラヒムは教会で告解をしたいという王女の頼みを聞いて教会へ連れて行く。スレイマンに口づけされたことから（婚約中のイザベラは婚前交渉、婚外恋愛ともに罪になる）悩みを抱えているのも本当のことではあるが、神父に2人きりの告解室で身分を明かし密かに助けを求める意図を持っていた。またイブラヒムは思いがけず教会で磔の十字架を見かけて己の宗教を鑑み直す。教会の神父はグリッティを呼び出してイザベラの生存を聞く。マトラークチュの家に匿われているアルミンはマルコチョールへの恋心を自覚し始め、結婚するための改宗をも視野に入れ始める。ヒュッレムは散策に出かけた庭園で蛇を見かける。イブラヒムと2人で内密に町へ出たことを知ったハティジェは気持ちに整頓が付かない。イブラヒムが告解へ連れて行ったことを知ったスレイマンは王女を狩りの館に戻し、自ら制作したルビーとエメラルドのネックレスを贈る。アルミンの行方を捜して半狂乱になる両替商はマトラークチュを問いただし、マトラークチュから知ったイブラヒムはマルコチョールを尋問する。製作中だったはずのネックレスが消えたことに気付いたヒュッレムはイザベラの首を飾っているのに気づき不敵な笑みを浮かべる。大宰相邸ではイブラヒムが高熱を出し、ニギャールが甲斐甲斐しく介抱する。ニギャールはヒュッレムがレオの秘密の捜索願いをしてきたと報告をする。 |
| 33 | 17 | 特別な贈り物       | 民間療法を知るニギャールはイブラヒムに吸い玉を施す。親密な行為を見たハティジェはニギャールを宮殿付きに戻す。快復したイブラヒムはマルコチョールに両替商ジョシュアの娘アルミンをいちど父のもとに帰して懐柔するよう命令する。解放されたフリードリヒは神聖ローマ帝国のウィーン宮殿に戻りグリッティと連絡を取る。狩りの館では、神父からの報告を受け生存を知ったグリッティが伝書鳩を使って届けた手紙を侍女カルミナが見つけて喜ぶ。決意を固めたヒュッレムは王女に贈る衣装の製作を早め、庭で見た蛇を贈り物の箱に密かに入れさせる。マヒデブランからカスティーリャ王女の話を聞いた母后はイザベラに興味を持ち、ひとめ見るため宴を開くが狩りの館から断りもなく連れ出したことをスレイマンに知られる。スレイマンとイザベラがテラスに出ている姿を見たヒュッレムはイブラヒムにさえも助けを求める。 |
| 33 | 18 | 後宮の宣戦布告     | スレイマンは母后に「私の判断は帝国のため。王女を後宮の駆け引きに使うな」というが、母后は「国の問題が女人への関心や贈り物で解決するはずはない」と言い返す。両替商の家を訪ねたマルコチョールは、一家がすでに家を引き払っていたことを知る。母后とハティジェに再びイザベラと引き合わされた怒り心頭で、ヒュッレムは母后とハティジェとマヒデブランとギュルフェムの集う茶会（サロン）に勢いに任せ参上し、「ご皇孫を4人も産んで差し上げました。私の誇りを踏みにじって面白いですか？私は不敬者ではありません。私の罪は何ですか？母后の御子スレイマン様を愛したことですか？あとどのくらい罰を受ければいいのでしょう」「私は母后さまも皇女さまも敬愛していました。でもお2人は私を愛してはくれなかった。嫌がらせばかりなさった。マヒデブランの肩を持ってばかりでも敬意を払いました。でも無駄でした。いまだに私は邪魔者のようです」と言い放つ。母后は「千年の伝統の後宮では、いかなる女人も皇帝の支配者や絶対的な伴侶にはなれぬ。さもなくば秩序が崩れ、後宮は保てぬ」と言い返すが、ヒュッレムは「このままのご対応を続けるのでしたら、私は自分と皇子たちを守らねばなりません」とついに宣戦布告をする。翌日、母后はスンビュル、ギュル、ニギャールを呼びつけ職務を再確認させ、ヒュッレムからテラス付きの部屋を取り上げる。ヒュッレムは4人の子供と再び側室の個室に戻る。体調を崩していたイブラヒムは再び高熱に浮かされ、スレイマンはハンガリー遠征から連れ帰ったユダヤ人の侍医ヤセフを呼び寄せる。イザベラはヒュッレムが贈り物の箱に仕込んだ蛇に噛まれる。 |
| 34 | 19 | 毒牙               | スレイマンはイザベラに応急処置をする。ヤセフ師はイブラヒムの容態を見抜いてレスボス島でだけ取れる土を処方し、毒を吸着させ助けた。毒と知ったイブラヒムはヤセフ師に口止めする。母后はヒュッレムから取り上げた部屋をムスタファ皇子に与える。イブラヒムの看病に疲れて授乳したまま寝入ってしまったハティジェは翌朝、冷たくなった我が子を発見する。窒息死させてしまったのだった。ハティジェの絶叫を聞いたニギャールは駆けつけて状況を知り、医女とイブラヒムを呼ぶ。イブラヒムは「私に毒を盛り、息子を殺したのはお前だな」と言うが、ヒュッレムは「自分が命を救った子を殺すわけがない」と言う。血が上ったイブラヒムはレオの日記を持ち出して脅迫する。目を覚ましたハティジェは窒息させてしまったのは自分だと告白する。 |
| 34 | 20 | 最後の切り札       | ハティジェは夢と現実の間をさまよいながら、夢でニギャールが赤子を抱いているところを見て「もしやイブラヒムに懸想を抱いているから殺したのか」と、ニギャールを責める。イブラヒムを殺しそこねたヒュッレムは占星術師ヤクップを呼び出して叱責する。イザベラは脱出の手引きを密かに整え、スレイマンに「心に決めたことがあって許可をもらいに教会に行きたい」と頼む。スレイマンは今回はイブラヒムではなくマルコチョールに命じて教会に付き添わせる。イザベラは告解室で神父に扮した男から船の用意があると算段を説明されるが、逃亡後に責任を取らされるマルコチョールの身を案じ、決行を思いとどまる。後宮でニギャールに遭遇したヒュッレムは、レオの日記を真剣に探しているのか、と改めて聞き直す。だがイブラヒムに毒が原因だったと知らされたニギャールは筆記帳に思い当たり、ヒュッレムが復讐に燃えているから気を付けるよう警告する。決心したイブラヒムはレオの日記帳を持ってスレイマンの前に奏上しに来る。 |
| 35 | 21 | 失ったもの         | ロシア語の日記を読むようスレイマンに命じられたヒュッレムはなるべく当たり障りのない箇所を選んでのろのろと読み上げる。時間稼ぎをしているうちにハティジェが浴場で自殺未遂を起こした知らせがもたらされる。駆けつけるスレイマンとイブラヒム。日記と取り残されたヒュッレムは皇帝の自室から物を持ち出せして小姓たちの前を通れるはずもなく、テラスから中庭に向かって日記を投げる。自室に戻る途中、ニリュフェルに中庭の日記を回収するよう命じるが、すでに日記は誰かに持ち去られた後だった。血眼になって辺りを探しているニリュフェルを見かけたギュルシャーは問いただすが、ニリュフェルは口を割らない。実は日記はギュルシャーが拾っていたが、ロシア語で書かれているため読めないでいた。ハティジェを案じたスレイマンは母后とエディルネ宮へ行って気晴らしをしてくるよう提案する。ヒュッレムはハティジェのもとに現れたイザベラに国外逃亡の手引きを申し出るが、イザベラは迷う。部下にアルミン捜索をさせていたマルコチョールは両替商の家を訪れ、意外にも家に通された。中には寝台に臥せったアルミンの姿があり、娘は悲しみに沈んで病気になってしまった、マルコチョールが最後の頼みの綱だと言われる。マヒデブランはロシア語のできるニギャールを呼び出し、レオの日記を翻訳させようとするが、ニギャールは側女が後宮に辿りつくまでの日記だと嘘をつく。トランシルヴァニアから大使が派遣されてハンガリーのサポヤイがカトリックの王を望む欧州に煩わされていると訴える。 |
| 35 | 22 | 死の病             | 神聖ローマ帝王カール5世はオーストリア大公フェルディナントにハンガリー王になるよう密書を送る。マルコチョールの思い人アルミンは黒死病（ペスト）だった。稀代の名医ヤセフ師でも治せないという。余命いくばくもない感染症だがマルコチョールは一晩付き添う。ヒュッレムはイザベラ逃亡の計画をギュルに命じる。イブラヒムはニギャールにレオの日記の探索を命じる。翌日マヒデブランの部屋に忍び込み、日記を発見したニギャールはイブラヒムにもヒュッレムにも献上せず庭に埋めてしまう。イブラヒムにはマヒデブランではなくヒュッレムの部屋を探索したと嘘をつく。夜中ハティジェがエディルネ宮に療養しているのをいいことに、ニギャールはイブラヒムの部屋に忍び込み、上掛けをかけ直す振りをしてイブラヒムを誘惑する。一方、トプカプ宮殿にも黒死病患者が出始めていた。ギュルの手引きで小船に乗り沖合に出たイザベラだったが、海上の船で待っていたのはイブラヒムの姿だった。 |
| 36 | 23 | 夢物語             | イザベラはイブラヒムに連れ戻される馬車の中でかくも強大な至高の帝国の世界皇帝の妃になりたくはないかと示唆される。またイブラヒムは関係を持ったことから、隠ぺいのためニギャールを宮殿付きに戻す。黒死病にかかったアルミンとマルコチョールは残り時間が少ないことを思い、結婚することを決意するが、イスラム法による結婚の翌朝にはアルミンは息を引き取っていた。イブラヒムはイザベラ王女の逃亡にギュルが関与したことを理由に責め、ヒュッレムを探るよう二重間諜（スパイ）を命じる。イブラヒムの言葉をひとり反芻するイザベラはスレイマンに祖国カスティーリャに送還させると言われても浮かない顔をする。ニギャールはイブラヒムに送り返された後宮で泣いてばかりで仕事をしなくなったことを理由に良縁を見つけて追放するよう言われる。ハティジェはエディルネへの転地療法から大宰相邸に戻る。 |
| 36 | 24 | 奪い合う愛         | ニギャールはイブラヒムに大宰相邸での仕事から遠ざけられても後宮から追放して結婚を命じるのだけはご勘弁くださいと懇願する。レオの日記を探すギュルシャーはニギャールの部屋で見つかり騒動となる。ハティジェは寝台のそばで女人の持ち物を発見する。イザベラが逃亡に成功したと思い込み、宴を開いていたヒュッレムは母后から叱責を受ける。ダイェはニギャールが何に悩んでいるのか見当がつかずスンビュルに聞くが、スンビュルも理由が分からない。だがダイェは必死にニギャールには失態もないと庇う。ハティジェはニギャールに落とし物を渡して疑惑の目で見つめる。ギュルから相談されたヒュッレムはニギャールを問いただす。イザベラの残留を知ったヒュッレムは再びイザベラを脅すが、勝気なイザベラは逆にヒュッレムに宣戦布告し、後宮に入ることを決意してしまう。 |
| 37 | 25 | 邪視               | ヒュッレムは母后からイザベラの後宮入りを宣言される。ヒュッレムはスレイマン自身の言質をもとに問いただすが、スレイマンは適切と見なしたとの一言で終わらせる。スレイマンと暮らすと放言し、改宗もしないイザベラに、自分自身、身分の違い、男女の差に悩むニギャールは一笑に付す。身分も宗教も男女の格差の違いも、身の危険さえも超えてニギャールもヒュッレムも愛する人を求めて来たのだった。ニギャールを呼んだヒュッレムは、旧宮殿（エスキサライ）行きを阻止したことを理由にイザベラの排斥に関わるよう命じるが、ニギャールはイザベラの夜伽の準備を遂行する。ミフリマーフに「お母様も王女？」と聞かれたヒュッレムは、母后、マヒデブラン、ダイェの前で皇子や皇女を産んでも奴隷は奴隷のままと答える。「勝つのは私。1人1人、排斥してやる」と言い残す。ニギャールがイザベラを黄金の道へ誘うのを見たヒュッレムは、心配するニギャールに「触るな」と言い放ち、自室でスレイマンの恋文を燃やす。アルミンを失ったマルコチョールはスメデレボ（セルビア）に一時帰郷する。グリッティはサポヤイにはハンガリー王の重責が務まらないと奏上する。ニリュフェルはヒュッレムに命令され、イザベラの馬のあぶみの調整を変え、王女は落馬する。イブラヒムに呼び出されたニギャールは王女の排除を手伝い、ヒュッレムが王女を傷つけた証拠にするよう命じられる。証拠が上がらないよう、黒死病の患者の血を吸った包帯をイザベラの落馬の傷跡に使うよう、ニギャールはヒュッレムに入れ知恵する。 |
| 37 | 26 | 狙われた王女       | 愛児を失う運命を共にしたとハティジェはギュルフェムに言う。また占星術師ヤクップに会いたいとこぼすハティジェを押しとどめようとするが、ハティジェはヤクップに会いたいとこぼす。故郷に帰ったマルコチョールは幼馴染のサーリハから思いを寄せられるが、マルコチョールは応えることができない。ニギャールは庭でイブラヒムから毒薬を渡される。マトラークチュは「スレイマン帝紀」をしたためていたが、それを知ったイブラヒムは「イブラヒム一代記」も記述するよう命じる。イザベラ排除の決行日、ニリュフェルとギュルの手筈はすでに整っていたが、ニギャールはひとりで筋書きを変え、包帯を燃やす。スンビュルはギュルに命じられた側女フィダンが対策を講じていた。ニギャールの様子を伺っていたギュルはニギャールが包帯を燃やす様子を目撃する。ニギャールはイザベラの食事に毒を盛るが、死んだのは侍女カルミナだった。ギュルから報告を受けたヒュッレムはニギャールがイブラヒムと共謀したと責め、毒はニギャールの独断、カルミラとイザベラはお前の責任で始末しろという。ギュルはニギャールを問い詰める、切り捨てられるのはイブラヒムに付いたとしてもヒュッレムに付いたとしても、ニギャールだったと。それでもお前を守ったのはヒュッレム皇帝妃だったと。イブラヒムに消される可能性はなかったのかと。カルミナが死んでいることに気付いたイザベラは即座にニギャールとギュルに捉えられ、洗濯室に連れていかれる。ニリュフェルはスンビュルの足止めをする。ダイェに見咎められるが、うまく言いのける。 |
| 38 | 27 | 尽きぬ野望         | ニギャールからイザベラの生存を知らされたヒュッレムは選択室に赴く。翌朝イザベラの機嫌伺いに現れたスレイマンは姿がないことに気付く。スンビュルやイブラヒムに行方を尋ねるが杳として知れない。ギュルシャーから洗濯室が怪しいと知らされたダイェはニギャールとギュルを伴い、洗濯室の扉を開けようとする。イブラヒムに呼び出されたニギャールは毒殺をヒュッレムに責められたと報告する。イブラヒムはお前のせいで台無しになったと叱りつける。母后がその様子を見ていたとは知らずに、ヒュッレムはミフリマーフに「あいつらは私に挑んだ。苛められたお母様は何をしたでしょう。スレイマンとの間に割り込む者は排除する。イザベラは消えた。次はイブラヒム。そのあとは母后さまよ。マヒデブラン、ムスタファ、全員消えたら私たちの王朝、お前と私とお兄様たちの王朝。宮殿の真の支配者は私たちなの」と言う。母后は「お前があの女を増長させた」と皇帝スレイマンに直接抗議するが取り合われない。スレイマンに呼び出されたヒュッレムは身の程を知らしめられながらも愛と慈悲をも際限なく降り注がれる。ヒュッレムは葬式菓子ヘルバを皆に賄う。それを知った母后は決意を固めた。ニリュフェルもエスマも荷物をまとめ大部屋に戻り、ヒュッレム付きの任を解かれる。イザベラの婚約者フリードリヒはハンガリー王サポヤイの王冠を盗み出し、オーストリア大公フェルディナントのもとに献上する。サポヤイはグリッティを大使に選出する。ギュルを呼び出したハティジェはヤクップに会う手筈を命じる。イザベラはベネチア船でウィーン近くの修道院に向かっていた。帝都イスタンブルに戻ったマルコチョールは小姓頭に任じられる。 |
| 38 | 28 | 近づく嵐           | ニリュフェルとエスマが任を解かれたことを知ったヒュッレムは母后に子供たちへの嫌がらせだと抗議する。帝都に戻ったマルコチョールはアルミンの墓を訪ね、酒場女のエレニカに通って憂さを晴らす。イブラヒムがアルミンを引き離す真似をしなければアルミンは死ななかったのだった。ギュルシャーはニリュフェルに口論をふっかけるが、2人を見咎めたダイェはヒュッレムから渡されたニリュフェルの短刀を取り上げる。ヒュッレムは愛馬アシュクに餌をやる。その様子を見た母后はダイェに何事かをささやく。ヤクップに会ったハティジェは権力を握れば握るほどイブラヒムの死が近づくと言われる。周りに味方がいないヒュッレムは更に愛馬アシュクを殺されてしまう。嘆き悲しんだヒュッレムは母后のもとにアシュクの命を奪った血塗れた短剣を片手に押しかける。 |
| 39 | 29 | 憎しみの連鎖       | 「同じ宮殿にいるのはもはや無理」とヒュッレムは母后に短剣を渡す。母后はなおも「奴隷に愛などなく幻想でしかない。お前は皇族に仕え、我々の慈悲と愛にすがる側女に過ぎぬ」と身をわきまえるよう諭す。ヒュッレムは私がただの奴隷であれば躊躇なく命を奪えばいい、皇帝スレイマンからの咎めもないと公算があるのなら――と賭けに出たのだ。間一髪ハティジェが母后の居室に踏み込む。一方スレイマンは近々西欧に進軍する旨を御前会議で告げ、遠征中の帝都の責任者にチョバン宰相、総司令官にはイブラヒムを任じ、書記官ジェラールザーデに任命勅令を記させた。居室に戻ったヒュッレムはニリュフェルとエスマを呼び戻す。泣き腫らした顔をミフリマーフに問われても、憎しみをよすがにマヒデブランがムスタファに恨み言を吹き込んで育てたようになってはいけないと、二度とヒュッレムは娘である皇女に愚痴をこぼさぬよう決心する。ヒュッレムは「もはや睡眠は禁忌（ハラム）。母皇に殺されてしまう」とニリュフェルに漏らす。愛馬が殺されたことを知らされたスレイマンはマルコチョールに犯人捜査を命じる。マルコチョールはスンビュル、ギュル、ニギャールから事情聴取をし、ダイェから凶器である短刀を”鞘付き”で手渡され、ニリュフェルが短刀を持っていたと証言する。ハティジェに余計なことを吹聴したとしてイブラヒムはヤクップを殺害してしまう。ニリュフェルの自白からダイェと母后が裏で糸を引いていたことを知ったマルコチョールは母后から事情を聞きただす。 |
| 39 | 30 | ウィーン進軍       | 母皇ハフサ・アイシェの言い分に気圧されたマルコチョールはニリュフェルの単独犯行であると皇帝スレイマンに報告してしまう。聡いスレイマンは母后と会話を持つが、母后は先回りして「ヒュッレムが私に濡れ衣を着せようとしたと言う。スレイマンは「後宮の平穏が保たれないのなら私が介入する」と牽制する。ニリュフェルは縛り首に処された。母后はメフメトとミフリマーフのもとを訪れるが、誰よりも本質を見抜いていたミフリマーフに「私たちが嫌い？ お母様や私達が。私もあんたが嫌いよ」と言う。その頃ヒュッレムは愛憎を共にしたニリュフェルと対面していた。ハティジェはイブラヒムの得意なバイオリンの練習を続けている。ヒュッレムはついに罪をなすりつけ人を殺めた母后に「まだ犠牲が必要ですか？ 私を殺せば怨嗟は終わりますか？」と問う。母后は質問には答えず「ミフリマーフをお前は洗脳している」となじるが、その実ヒュッレムはマヒデブランのように恨み言を吹き込んではいないのだった。腹立ちのあまり「子を取り上げ二度と会えないようにしてやる」と言い残して去る。1529年5月、スレイマンはブダとウィーンを主眼に遠征に赴く。ヒュッレムは孤立無援、敵にとっては排斥する千載一遇の好機であることを見抜いていたスレイマンは、遠征の別れの挨拶時に「後宮をお願いする。特にヒュッレムを」と母后に言い残す。ハンガリーはブダ王宮ではオーストリア大公フェルディナントに戴冠式が行われる。8月モハーチ平原にてオスマン帝国は大勝をあげる。神聖ローマ帝国ウィーンではフェルディナントの従兄弟フリードリヒが援軍要請を受理していた。その代わりにルター派（プロテスタント）への態度の軟化を要求する。ヒュッレムはマヒデブランが善行を積み、犠牲祭にて臣民に施しを行い、感謝の祈りが捧げられていることを知る。ヒュッレムも一番の善行であるメッカやカーバ神殿への祈りを母后に願い出るが、神殿のイスラム神官から奴隷が善行を積むなどと却下されてしまう。イブラヒムとニギャールの関係を知らぬハティジェはニギャールを大宰相邸付きへ戻す。マヒデブランは「ヒュッレムの子と仲良くしないで」とムスタファを諌める。ニギャールは異動前にレオの手記を掘り起こすが、ギュルシャーに奪われ、母后の手に渡り、ヒュッレムは詰問される。 |
| 40 | 31 | 包囲               | ヒュッレムはイブラヒムがレオを毒殺した事実を伝える。何よりも常にハティジェを心配をする母后は呼吸が荒くなり、ついには倒れてしまう。スレイマンはウィーンを包囲する。ハティジェはヒュッレムにとうとう「母上に何かあったら容赦しないから」と宣戦布告するが、自らの行く末の心配ばかりしているマヒデブランを目の当たりにして辟易もする。ヒュッレムは考えを巡らせ、ダイェにスレイマンから下賜された農場の取引を持ちかける。昏睡状態だった母后はムスタファを前に目を覚まし、ヒュッレムを呼び寄せる。再び直接対決となったが、ヒュッレムは「至高の存在であるスレイマン皇帝の公正さと良心と愛に頼る」と返答する。一方ダイェに問われたニギャールは「お妃様に数々の所業はあれど、すべての行動は陛下への愛ゆえです。あれほどの愛と情熱が裏切りになるでしょうか。私は目撃者であり生き証人。コーラン（キリスト教の経典）に誓って無実です」と回答する。母后の居室に戻ったダイェはヒュッレム追放を命じられる。 |
| 40 | 32 | 後宮の反乱         | マヒデブランは回復した母后のもとに入り浸りである。お互いに子を守るために、と主張するマヒデブランとヒュッレムだが、「皇子たちを何から守ると言うの？ 皇統は私の家族なのよ、母たるお前が守る必要なんてない」と主張するハティジェとは裏腹に、母后はマヒデブランに「お前たち親子を見捨てはせぬ」と言質を与える。宮殿を去る前に母后と2人きりで会話する機会を得たヒュッレムは、ダイェとの取引に成功し、手帳を入手していた。勝ち誇ったように母后の前で燃やして見せる。皇帝スレイマンは冬季のウィーン包囲から帰郷を決心する。ニギャールは帝都に戻ったイブラヒムとハティジェの幸せを目の当たりにした上、イブラヒムから「一夜のあだ情けなど忘れてしまえ」と言われる。ヒュッレムは皇帝不在中にメッカやメディナに慈善事業を施そうとしたが長老イブニ・ケマルに拒絶された話をする。聖なる使命のためとしてスレイマンはヒュッレムの身分解放を宣言する。母后から身分解放を反対されヒュッレムを悪し様に言うのを耳にしたスレイマンは、「私の4人の子の母親だ」と突っぱねる。ヒュッレムは後宮に祝いの菓子を配る。イブラヒムは開いた口が塞がらない。ニギャールは自殺を図る。ヒュッレムは夜伽に応じず、もはや奴隷の身ではないので婚姻関係にない男性と寝ることはできず、「結婚しないと同衾できない。でないと不義の大罪になるから」とイスラムの掟を持ち出す。 |
| 41 | 33 | 賭け               | イブラヒムはハティジェにニギャールの自殺未遂時の遺書を見せないよう奮闘する。母后はヒュッレムに「正当で適切な振る舞いです。立派だわ」と言いながら、ヒュッレムの再度の追放を決定した。行き先はベイコズで離宮ですらなく、皇子メフメトはトプカプ宮殿に留め置き、皇帝になる可能性のない皇女ミフリマーフのみ連行を許す、と。ヒュッレムはスレイマンに直談判するも「私の忍耐を試すな」と言われてしまう。マヒデブランが夜伽に指名されたと知ったヒュッレムは、皇帝の指輪を返上して手紙をマルコチョールに託す。帰り道に夜伽に上がるマヒデブランとかち合ったヒュッレムは何事かを耳元に囁く。泣き叫ぶ幼い皇子たちを後にヒュッレムはミフリマーフと旅立つ。 |
| 41 | 34 | 戦う理由           | ハティジェは懐妊する。マルコチョールはエレニカの酒場にマトラ―クチュと共に訪れる。ミフリマーフが冷えから熱を出し、スレイマンが見舞いに来る。「私は公正でありたい。無垢な子の小さな心を傷つけたくない。己と家族にどこまで公正でいられるか？」と逡巡しながらも館を発つ。皇族の正式な結婚が成立すれば百年来の伝統を破ることになるためだ。一方、阻止するため母后はイブラヒムに共謀を持ちかける。イブラヒムはマトラークチュの酒場通いを注意し、ニギャールと結婚して身を固めるよう命令する。真夜中に宮殿へ戻るよう伝え聞いたヒュッレムは喜び勇んで馬車へ乗り込むが、森の中で襲撃に遭う。母后にヒュッレム殺害の罪を着せたくないダイェの機転により、事前にマルコチョールを動かしており、間一髪、ヒュッレムは難を逃れる。ダイェは後宮に着いた日にニギャールから聞いた「皇帝に寵愛されて子を産めば世界すら支配できる」と聞いたというヒュッレムの決心を知り、もはや後宮だけではない先を見据えるヒュッレムの愛と覚悟を知っていたのだった。 |
| 42 | 35 | 暗殺               | 知らせを聞いて現場に駆けつけたスレイマンは「我が家族の話だぞ。妃を見つけろ！ さもなくば全員処刑だ！」と激怒する。スンビュルが母后に経過報告をするが、母后は命を下していないダイェの行動を知る。マルコチョールは鬼気迫る表情で襲撃者の残党の尋問に当たる。ヒュッレム死亡の誤報を聞いたギュルは卒倒する。イブラヒムは暗殺失敗の報を受けて動転しながらも「山賊のしわざ」「谷があるのでお妃様はもう…」とスレイマンに吹き込むが取り合われない。夜を徹しての捜索の末、スレイマンはヒュッレムを発見する。後宮に運び込まれたヒュッレムの姿を見て、イブラヒム、母后、マヒデブラン、ハティジェは運命を悟ったかのような表情を浮かべる。イブラヒムは共謀の痕跡を消す事後処理に奔走する。疑念が芽生え始めたスレイマンはイブラヒムにも内密にアヤス宰相に真相解明を命じる。一連の騒動を受けてスレイマンはある決心をする。 |
| 42 | 36 | 祝典               | 1530年6月、ムスタファとメフメトの割礼式が大々的に祝われる。母后はスレイマンの寝所に側女を送り込むが送り返される。ヒュッレムは祝典中に斧槍持ちのペルチェムを通して弓兵がイブラヒムを狙うように画策するが、ハティジェの身内を失う嘆きを目の当たりにし、寸でのところで中止させる。イブラヒムによって左遷された元アナトリア軍政官ベフラム宰相はアヤス宰相に「割礼にしては盛大すぎる」と漏らす。スレイマンはイスラムの長老イブニ・ケマルに何事かを相談し、名代にイブラヒムを据えて祝典を抜け出し、ヒュッレムを呼び出す。スレイマンに誘われて着いた部屋の中には長老がおり、スンビュルを代理人とし、婚姻の儀式を執り行っていた。 |
| 43 | 37 | 回りゆく毒         | 割礼式のために母后の居室に集まっていた皇族一同にむかってスレイマンはヒュッレムとの婚姻を報告する。「お前は私を殺す気か」となじり、母后は気を失う。祝典の中イブラヒムは矢を背中に射られる。ヒュッレムが斧槍持ちペルチェムを通して雇った傭兵ではなく、その残していった所有者不明の弓を使って別の者がが兵に扮して企てたものだった。イブラヒムにはヒュッレム以外にも政敵の存在することが明白になる。またイブラヒムは庭に偶像崇拝となる彫像を置き、西洋風の暮らしをしている悪評が市中にも知れ渡っているため犯人探しは容易にはいかないだろうと踏み、懐妊中のハティジェの心痛を思い、事件を知る皆に口止めをする。ミフリマーフは母が花嫁になったことを知り、自分もマルコチョールと結婚したいと幼い頼みを口にする。気を取り戻した母后は「もはや安眠は禁忌（ハラム）となった」と嘆く。マヒデブランもまた嘆き悲しみのあまりギュルフェムに失言するが、ギュルフェムは「私の苦しみは神のみご存知よ」と言い残して去る。母后とダイェとスンビュルのやり取りにより、スンビュルは故意に陛下の命として結婚式の証人代理人になることを事前に母后に知らせなかったことが分かる。「私だって命が惜しい、風向きが変わったのでヒュッレム妃との関係を保たなければ」と言う。スレイマンとヒュッレムが初夜を迎える一方、イブラヒムは矢に塗られていた毒が全身にまわり混濁状態となる。 |
| 43 | 38 | 深まる溝           | 自分が嫌疑をかけられると悟ったヒュッレムはダイェを呼び、「母后の仕業ではないの？ 私に疑いをかけるために」という発言をわざと聞かせ、「権力も地位もほしいままの大宰相イブラヒムには味方と同じくらい敵の数もあるでしょう」と言わしめる。着想を得たヒュッレムは何事かを考え込む。アヤス宰相はベフラム宰相と後で密談するよう合意を取り付けていたが、マルコチョールの手前だったため追い返される。港から脱出しようと企てていた兄弟が捉えられ、マルコチョールの尋問を受け、アヤス宰相の名で命を狙ったことを自白する。スレイマンは医師長ヤセフに地下洞窟にあるという万病に効く温泉でイブラヒムを静養させることを提案する。マルコチョールはスレイマンにアヤス宰相の命であったことを報告するが、罪を着せるための計略かもしれないとの進言もする。イブラヒムに次ぐ地位に就くアヤス宰相はイブラヒム自身が抜擢して据えた者だからだ。スレイマンが自ら尋問に向かうと既に牢獄の中で射手は双方とも絶命していた。衛兵を問いただすと、上官である伝令長が受け取った封蝋印のあるスレイマンの勅令のためだという。アヤス宰相に鎌をかけるが乗って来ない。ヒュッレムはダイェに聖地の慈善事業について意見を求め、水路の建設がいいとの返答を得る。母后の祖国クリミア・ハンから書簡が届き、跡目争いが始まったことが奏上される。母后は姪にあたるアイビゲが巻き添えを食わぬよう後宮へ呼び寄せる。ニギャールは保養地でイブラヒムの懸命な介護を続ける。ヒュッレムは妃の位に相応しい冠を注文する。心労が極限に達した母后はレオに関する重大な告発を証拠なしにスレイマンに奏し始める。 |
| 44 | 39 | 死の淵（ふち）より | スンビュルはニギャールが懸命にイブラヒムを看病する様子から特別な想いを抱いていると悟る。母后の居室に罠とも知らず呼び寄せられたヒュッレムだったが、蝋燭台の反射により物陰にスレイマンが立って傍聴していることに気付く。尋問から逃れダイェと話してダイェが必死に目配せしていたことを知る。「何という憎悪を。孫の母親に無実の罪を着せようとは母上らしくもない」と、母后は窮地に立たされる。必死の思いでイブラヒムが証人であると名を上げるが、もはや母后とイブラヒムの旗色が鮮明になるばかりだった。心痛のあまり発狂しかけているハティジェは庭の彫像に関する恐ろしい夢を見る。スレイマンはアヤス宰相に問いただすが、次に謁見したベフラム宰相に疑いを抱き始め、マルコチョールに調査を命じる。動かない彫像のようになったハティジェにヒュッレムは声をかける。愛する者を失った自分が生きる力を取り戻したのは子を腕に抱いたときであり、懐妊中のハティジェももうすぐ母になるのだからしっかりしなさい、と。その様子を見たスレイマンと母后は思わず踏み込むことに躊躇いを見せる。一方ニギャールは「私の絶望的な愛をご存知ないのね。離れるのは死よりつらい」とイブラヒムにつぶやいていた。それを聞き、次第に活力を取り戻す。スンビュルからニギャールの恋の報告を受けたダイェは胸に秘める。ニギャールの結婚が急かれる中、母后は結婚後も通いの教育係としての職を約束する。ベフラム宰相がエレニカの酒場に通っていることを知ったマルコチョールは秘密調査を依頼する。 |
| 44 | 40 | 妃の冠             | マルコチョールはアイビゲの登殿のため迎えに行く。山伏の一族の生まれで山賊のようなマルコチョールとまるで女海賊のようなアイビゲの邂逅はいたずらに満ちたものだった。ニギャールの結婚前夜、スンビュル、ギュル、料理長シェケルは連れ立ってエレニカの酒場へ繰り出す。混み合う中でマルコチョールと来ていたマトラークチュの姿を発見し、あわやのところをスンビュルが取りなす。祝賀ムードに誘われて茶目っ気を出したアイビゲは宴の隅に押しやられていたヒュッレムに自ら近づき興味を引かれたように殊更親しげに挨拶を交わす。そこへ赤い婚礼衣装のニギャールが到着し、手のひらに染め粉ヘナを塗り金貨を握らせる儀式が始まる。アヤスとベフラムを伴い、当日の朝イブラヒムは市中の繁華街を練り歩き、敵味方に健在であることを知らしめていた。ロクム売りが威勢よく声をかけて味見を願い出るが実は毒の混ぜられたロクムをまずは自ら口にするべきとベフラムが主張する。結果ロクム売りは罪人と露見するのだが最初の手筈ではベフラムが雇った男だったのだが、恩を売り被疑を避けようとしたベフラムの画策なのだった。結婚を嫌がるニギャールにダイェは「家族を持ち、子を胸に抱くのよ。ここに残っても人生の無駄。若さと美貌がどれだけ貴重か。私のように孤独な年寄りになりたい？」と自らの胸中を露呈させるがごとく諭す。結婚行列の前に居並ぶ一同。ヒュッレムは居丈高に冠を被って現れるが、まるで女性版のトルコ帽のように大きく高く薄張りの絹で作らせたものだった。順列もハティジェの次と決め込んで割り込む。ヒュッレムは「私を公正な正義の目で見てください。それさえあれば満足です。過去は水に流します」と母后にひざまずくが顧みられない。夜マトラークチュの家に着いたニギャールは驚きの展開を迎える。 |
| 45 | 41 | マヒデブランの決断 | マヒデブランは母后に手を打ってくださらないなら自分でヒュッレムとのことを解決すると啖呵を切る。ハティジェのお産が始まったがイブラヒムは不在である。マトラークチュに頼んで初夜を迎える前にニギャールを離縁するよう手を回していたのだ。結婚当日の夜もエレニカの酒場に通っている姿が多数目撃される。ハティジェの子は双子だった。アザーン（イスラム礼拝を呼びかける放送）と共に朝が明けスレイマンが名付けに来る。ベフラムは何やら高位の男と内緒話をしている。いわく「御前会議に潜り込め」との命令が下される。既にイブラヒムの秘密の恋を弱みとして握っているベフラムは請け合う。怒り心頭のマヒデブランはスレイマンの寝所に規則を無視して上がり込み、身分を解放するよう懇願する却下される。泣き腫らすマヒデブランを見たムスタファは制止も聞かず単身スレイマンの前に躍り出て、母とエディルネ宮殿へ行く意志を伝える。もはや風向きが変わったことをダイェ同様に認めつつあるスンビュルが経過をヒュッレムに報告する。立派に成長したムスタファにむしろ誇らし気なスレイマンだった。 |
| 45 | 42 | 暗闘               | 皇帝の寵に関しては誰の目にも勝敗が明らかだった。後継者争いに関してはこれから戦いが始まったばかり。時が来たら必ず呼び戻す、と母后がマヒデブランに言葉を下賜し、有力な後継者と見做されている第一皇子ムスタファと共にエディルネ宮へと発った。アイビゲとマルコチョールは中庭で乗馬をする。赤ひげ（バルバロス）の異名を持つフズル・ハイレッディンから要所を落とし要塞を築き上げ領海を順調に広げている旨の書簡が届く。一方その頃神聖ローマ帝国のカール５世はキリスト教世界の存続のため聖ヨハネ騎士団への応援要請をし、アンドレア・ドリア提督を以って制すべく指揮を取る。イブラヒムとニギャールは隠れ家を見つけてマトラークチュの家から出る。夜ごと帰って来ないイブラヒムをハティジェは待っている。ベフラムは通っているエレニカの前でイブラヒムを狙ったことをよって口走ってしまう。マヒデブランが去って元のハティジェの部屋を自由に使えるようになったヒュッレムは夜のバルコニーでアイビゲのマルコチョールに対する想いを知る。エレニカは伝言してほしいとギュルにベフラムの正体を教えてしまう。ギュルは即ヒュッレムに伝えるが、ヒュッレムは事もあろうにイブラヒム本人に真実を話す。イブラヒムがベフラムと接触した瞬間、ベフラムはニギャールとのことをスレイマンに奏上すると先手を取り、既に隠れ家の登記簿も手紙も手中に収めていた。イブラヒムがベフラムを切って捨てようと剣を抜きお付きの者共も剣を抜くが、エレニカの酒場にいた周囲の客も一斉に剣を抜く。ベフラムの背後の黒幕の巧妙な罠なのだった。アイビゲはエレニカとマルコチョールの仲を知る。母后とヒュッレムは夕食を共にする。ベフラムは口封じに殺されたと見せかけて翌朝元気な姿を見せる。 |
| 46 | 43 | 派閥争い           | ベフラムはスレイマンに奏上する直前でイブラヒムに邪魔される。しかし機転を利かせ奏上しない代わりの条件を飲んだものとして発言を変え望み通り御前会議に参加する資格を得る。イブラヒムは犯人を知るマルコチョールにもスレイマンと同様に今はまだベフラムを泳がせて黒幕を引きずり出そうとしているだけだと辛くも説明し、ニギャールの件で脅迫されたことを伏せる。ヒュッレムはダイェを呼び、母后の意図を聞き出す。母后はファトマとスンビュルを使い、ヒュッレム派を除いた側女の月額50アクチェ昇給を決行する。フィダンを筆頭に俸給が足りないことに不満を持つ側女たちはヒュッレムに直談判するが、派閥の対立構造が明白になっていく。イブラヒムは隠れ家の登記簿を取り返しベフラムを殺害する。大宰相職の罷免になりかねないスキャンダルを阻止するべく大胆な一手に出たイブラヒムの形相は一変しており、自らの手を血に染め自己中心的にまみれた権力欲と残虐性を次第に顕にしていく。イスラム教ではニギャールとの不義密通のような人徳を失った振る舞いは大変不名誉なことである。エレニカの酒場は死屍累々の有様だった。給料日当日、約束された50アクチェの昇給はなかった。母后は一度約束したにもかかわらず翻したのだが、ファトマが扇動する側女たちはヒュッレムが邪魔したのだと不満を持つ。もはやヒュッレム憎しのため側女たちによる騒動を諌めもせず後宮の安寧を脅かした張本人となった母后をダイェは複雑な顔で眺めやる。マルコチョールから報告を受けたスレイマンは即座にイブラヒムを呼びつけるが、イブラヒムは黒幕に消されたのだと主張する。グリッティからアヤス宰相へとブダが包囲された旨の報告があり緊急会議となる。ヒュッレムは味方分に昇給分の補填を進み出る。母后以上の良心と規則の塊であるダイェは「本来であれば後宮追放相当の厳罰よ」と側女たちに言い含める。 |
| 46 | 44 | 入隊式             | 1532年3月、スレイマンは前回の冬季のウィーン包囲の反省から春を待ちブダ奪還の遠征を決行すべく、また今回の遠征にはムスタファを伴うため入隊式の手筈を整えていた。ヒュッレムは第五子ジハンギル皇子を出産する。側女たちは相変わらず母后派とヒュッレム派に分かれている。マヒデブランがギュルシャーと共にエディルネ宮からトプカプ後宮に戻ってくるが、側女たちは成長したムスタファに浮足立ち色めき立つ。皇帝スレイマンに顧みられる見込みがなくムスタファがこれから持つである後宮に移動して寵愛される一縷の望みを持ち白羽の矢を立てているためだ。吹きすさぶ逆風の中、見事に第一皇子に相応しい成人男子となったムスタファにイェニチェリからの信望と士気も高まる。スレイマンもいまやイブラヒムに任せている御前会議への出席を許可する。翌日、側女選出となるがマヒデブランは注意深くヒュッレム派の側女を避け容色より若く従順で黒髪の側女を選び出す。マルコチョールとアイビゲは遠征による別離の前に共に中庭を散策し2人きりで語らう時間を持つ。母后は砂を使う女性占い師を招く。ムスタファ皇子と皇族の未来を聞くが、占い師は「見知らぬ土地、広がる領土、だが宮殿に巣食う竜がもたらす、青い海に赤い血、死が見える。1人1人排斥する」と言う。 |
| 47 | 45 | 頂上対決           | 疑心暗鬼になったヒュッレムは竜の夢を見る。後宮は母后派、マヒデブランの後宮派、ヒュッレム派に分かれていた。ヒュッレムは子守のエスマとナズル、大部屋のヒュッレム派を掌握するフィダンの他に、ギュルに命じて身辺警護に当たらせる側女を増やして警戒する。新入りのノラのような娘たちに「奉仕よりも忠誠を求める」と言い渡し組織する。スレイマンは再三和平交渉の使節を受けるがことごとく無視し、提案は戦場で吟味するものとする。母后は自分側につくようフィダンに命ずる。ヒュッレムは大部屋で側女の1人ラーレザールと言い争いになり「舌を引っこ抜くわよ」と言うが、その夜ラーレザールはフィダンから呼び出され舌を切られてしまう。だが話せないために犯人を伝えられることはなく、伝えたとしてもフィダンが元ヒュッレム派の側女であることは周知の事実なのだった。たまたま登殿していたニギャールやスンビュルも不可解な顔をする。ハティジェは側女の制圧のために「お前たちの前にいるのは皇帝の正妻で皇子たちの母よ。生意気を言うなら全員追放する」と叱責する。遠征中はスレイマンの介入もなく見せかけの和解をかなぐり捨ててついに母后とヒュッレムは直接舌戦を繰り広げる。もとより心配性のハティジェを煩わせることもないが、もはや母后は計略にダイェを通すことはない。思い余ったダイェは口を開きかけるが母后はフィダンへの処罰を命じた。腹心の側女を失ったヒュッレムは片翼をもがれた形となる。 |
| 47 | 46 | 増悪の炎           | 包囲戦を展開し20ばかりの城を次々と陥落させていくオスマン帝国軍に対し、モハーチ平原の戦いの苦渋からカール5世は正面衝突を避けようとする。もはや和平交渉は望めないのだった。後宮も同様に対立が深まっていく。クリミア・ハン位を巡り実兄と係争していたカザン・ハンの国王でありアイビゲの父サーヒブからのタタール兵3万の援軍を得て勢いを増す。ヒュッレムは命の危険を感じて自室に閉じこもっている。怯えながら毒見役を務めるナズルをニギャールもノラも複雑な顔で見やる。フィダンを失い、大部屋での求心力を失ったヒュッレム派の残りの側女たちが50アクチェの昇給分の盗難に遭う。母后派に詰め寄ったところでダイェが盗まれた給金の捜査に当たる。ニギャールもダイェにヒュッレムを陥れる計略であることを忠告する。果たして給金はムスタファの夜伽を務めたエリフの寝具から発見され追放処分が言い渡された。ギュルは洗濯室に閉じ込められる。ニギャールはマヒデブランの部屋に引き止められる。ヒュッレムの子供たちは母后の居室に呼ばれる。様子がおかしいことを察知したアイビゲはダイェに助けを求める。エリフが焼身自殺を図るとファトマが先導し騒ぎが大きくなっていく。斧槍持ちを呼びに行ったダイェは宮殿の外に足止めされる。アイビゲもついに数で押され捉えられてしまう。ヒュッレムの部屋の前で最後の攻防がなされるが、ノラはヒュッレムを振り返って不思議な笑みを浮かべる。ファトマは容赦なく燃え盛るトーチをヒュッレムの顔に近づけた。 |
| 48 | 47 | 傷痕               | ヒュッレムは辛くも難を逃れハティジェの大宰相邸に匿ってもらう。戦場のスレイマンにダイェの連名で手紙を認めるもイブラヒムに握り潰される。顔に大火傷を負いニギャールに手当てを受けるが回復を待たずエスマとナズルを連れ子供たちを案じ後宮へと舞い戻り「私は回復するごとに強くなる」と宣言する。ダイェの裏切りを詰問する母后だが、ダイェは「後宮の平和と秩序を保つのが私の職務。ヒュッレム妃は陛下の正妻。今回の残虐さに沈黙はできません」と返答する。母后が公正さを失ったことから少しずつ乖離が始まっていたのだ。ヒュッレムはフィダンに裏切られたことを忘れられずノラに関与の疑いを持ち叱責する。風見鶏のスンビュルはダイェの降格により昇進を期待するが、母后付き女官長兼後宮出納官はマヒデブランの腹心ギュルシャーに任命され落胆しアラビア語で何事かをつぶやく。ギュルシャーはヒュッレム派から袂を分かったノラに近づく。季節が巡りスレイマンが帰還した。出迎えの挨拶にヒュッレムの姿がない。気丈な筈のヒュッレムは輝くばかりの美貌に傷をつけられてスレイマンの目前で泣き落として見せる。スレイマンは母后に不興も顕に40年来の腹心ダイェからとの関係も失ったと言及し、ムスタファはマヒデブランに陰謀に加担せぬよう諭す。戦勝の花火が上がる中アイビゲはムスタファと会話を交わす。 |
| 48 | 48 | 皇子の宴           | ノラはムスタファの部屋の掃除を命じられたと言い繕ってエリフを失った心に入り込む。戦場で負傷したムスタファのためにマヒデブランは宴を開く。次第に無能で理不尽で横柄なギュルシャーの振る舞いが目立ち始める。スレイマンはイブラヒムに対し「私に隠し事を持っても強くなれぬ。お前はむしろ臆病になる。何の権限で私に隠した？目的は事実の隠蔽か？」ときつく叱責する。形ばかりでも歩み寄りを見せることが得策と母后の説得に当たり、晩餐会が開かれるが母后は態度を隠さない。スレイマンは静かに「決して変わらない強い意志を持つ人間もいる。変えようとすればややこしくなるだけだ」と諦念を表す。ノラはムスタファに見初められる。夜半過ぎ人目に付かない廊下でヒュッレムはノラに命令する。火事による叱責から疎遠になったものと見せかけてムスタファの懐に送り込んでいたのだった。ダイェはギュルシャーから辛い目に遭わされる。理由はしかも業突張りで利己的なものだった。ニギャールは思わず「恥知らずな。母親程もの年齢の女性を」と声を荒らげる。ニギャールを突き飛ばしたギュルシャーを思わずダイェは平手打ちしてしまう。追放の罪を言い渡される。処遇を聞いたヒュッレムはギュルシャーに「ネズミのような顔」と暴言を吐き、マヒデブランに「いつかムスタファの足枷せになるのはお前自身」と挑発する。頭に血が上り手を上げたところをスレイマンに制止され、ヒュッレムに謝罪するよう言い渡される。スレイマンは後宮に自ら介入すると請け合う。 |
| 49 | 49 | 反抗               | 泣いて自室に戻ったマヒデブランを見てムスタファはスレイマンのところへ押しかけ詰め寄る。ほとんどスレイマン自身への侮辱とも取れるヒュッレムへの不当な言及に「世界帝国は女の涙などで統治はされぬ」とスレイマンは激高するが、ムスタファは反抗の態度を崩さない。マヒデブランにも釈明せず1人自室に戻るが寝台にはヒュッレムの差し向けたノラが純真無垢な眠りを貪っていた。スレイマンは約束を違えずダイェを元の役職へ戻し、追放の命令を下した母后の決定を覆す。ギュルシャーは母后付き専従に留め置かれた。ムスタファはノラと朝まで過ごし大切なイスラム教の金曜礼拝にも欠席する意を示す。金曜礼拝は皆でモスクに行き全イスラムの民が同時刻同方向（聖地の方角）へ向かって祈りを捧げる合同礼拝であり、欠席は必ず皇族や御前会議の居並ぶ閣僚の面々など皆の知るところになる。それを父親への抗議から欠席するなどと唯一神アッラーへの不敬の態度を恐れ多くも盾にした上で父親への反発を表す方法で紛うことなき神と皇帝への不遜であり、あってはならないことなのだった。マヒデブランは母后、イブラヒム、ハティジェに相談し、イブラヒムはスレイマンに対してムスタファを擁護する。アイビゲとマルコチョールは夜更けに2人きりで話す。 |
| 49 | 50 | 角が生えた男       | マトラークチュはニギャールとの偽装結婚の夜から連日酒場で目撃されている。ハティジェもイブラヒムに連日帰りが遅い理由を問う。ノラはムスタファに毎夜召される。ヒュッレムの信仰告白の勧めにより改宗の意があることをムスタファに伝えムスリムの名をエフスンと賜る。マルコチョールはマトラークチュの秘密に勘付き始める。朝になり一刻の猶予もないイブラヒムはムスタファの自室に乗り込み、ノラと共に御寝しているところに踏み込み諭す。チョバン宰相とアヤス宰相が噂する中、イブラヒムに伴われたムスタファが到着する。マトラークチュは自宅の軒先に水牛の角が吊るされているのを発見する。寝取られ男と不義密通女が住む家を意味する象徴だった。後宮出納官の地位に返り咲いたダイェは大部屋にファトマとフィダンが戻っていることを発見する。皇帝妃に火を架けた罪で斬首及びラーレザールの舌を切った罪で追放の厳罰を受けて本来では決して戻れない筈なのだった。ファトマはマヒデブラン付き、フィダンはニギャールに変わる女官となる。アイビゲの帰国が決定する。アイビゲはマルコチョールとの別れの夜に初めて美しく女らしく装った姿を見せる。底なしの優しさと激情ゆえにエフスンという一介の1人の奴隷女に入れあげる姿を目の当たりにしたマヒデブランは母后と相談してアイビゲをムスタファの正妻として迎える意を固める。 |
| 50 | 51 | 良縁               | マルコチョールと想いが通じ合ったのもつかの間、アイビゲは母后からムスタファとの結婚を言い渡される。ムスタファも同様に乗り気ではない様子。イブラヒムが痛みの進む異教の神々の彫像を修復させていたかと思えば今度は自分の彫像を作らせるという。ハティジェはイスラム大帝国の皇女として生まれた矜持を賭してイブラヒムに抗議して口論となる。アイビゲから相談されたヒュッレムはムスタファにクリミア・ハン国の血縁を作ってはならないとしてアイビゲとマルコチョールの恋心に訴えかけ、エフスンがムスタファの心を捉え続けるよう援護する。市中の噂の的となり忍耐の尽きたマトラークチュからハティジェはニギャールが離縁されていたことを聞き、ダイェに事情を尋ねる。おませに成長したミフリマーフはマルコチョールとの結婚を夢見るようになる。母后はエフスンを旧宮殿（エスキサライ）に異動するよう命じる。ダイェはあらゆる苦悩や悲しみに効くという宝石メノウをニギャールに握らせる。ムスタファの縁組について聞き及んだスレイマンは久々に母后を訪れて祝福する。母后も久々に気を良くしてスレイマンにムスタファの年齢頃に起こったことを思い起こさせる。実の息子に毒殺用の長衣（カフタン）を送ったことを。スレイマンは「アイビゲとムスタファの同意がなくば結婚を許可しない」と言い残して去る。 |
| 50 | 52 | 政略結婚           | マヒデブランとファトマが連れ立っているところにヒュッレムは「その女は私を殺そうとした。残念な方ね。あんたが黒幕だと思われかねないわよ」と嫌味を言う。ノラを追放したマヒデブランはファトマに夜伽の準備をさせるが、エフスンを呼んだつもりのムスタファは取り合わず、エフスンがエスキサライに追放されたことを知るとマヒデブランの自室に乗り込み、連れ戻すよう命令して取り戻す。ヒュッレムから庭の彫像の件を聞いたスレイマンは大宰相邸を訪れる。離縁されたニギャールの一人住まいを訪ねたダイェはイブラヒムとの密会現場を見てしまう。エフスンが第二のヒュッレムのようにムスタファの心を捉え縁談を断るのではないかと心配したマヒデブランはイブラヒムに相談するが、男女の仲の理の無さを自身も知るイブラヒムは複雑な表情を浮かべる。斧槍持ちペルチェムはヒュッレムの命でフィダンとファトマを人気のない部屋に閉じ込め顔を火で焼く。マルコチョールがエレニカの酒場へ行っていたことを知ったアイビゲは敬意を見せろと言い勢い余ってムスタファとの婚約を承諾してしまう。イブラヒムがムスタファと会っているところをバルコニーから見やったスレイマンは、かつてイブラヒムが彫像に向かい「帝都の海を抱く7つの丘で、3つの大陸で、臣民は我が彫像の前に跪く」と一人ごちていた日のことを思い返していた。ダイェは翌朝参内してきたニギャールを破廉恥と叱責する。スレイマンはイブラヒムを呼びつけ運ばせた彫像の首を前に激怒する。 |
| 51 | 53 | イブラヒムの首     | イブラヒムは国璽（こくじ）を返上し約束は全て辞す覚悟を見せる。イブラヒムはニギャールに一言も漏らさず大宰相邸を後にする。御前会議はしばらくアヤス宰相が預かることとなった。ハティジェは気も狂わんばかりとなる。自室に戻ったマヒデブランは暗がりの中に顔を焼け爛れさせた異形のファトマの姿を見つける。同様のフィダンを発見したダイェは問い質すが「火遊びがどれほど危険か身に沁みたはず」と突き放す。不義密通の事情を知ったダイェは更にニギャールを宮殿詰めに戻し自宅へ帰らせない措置とした。ハティジェはスレイマンがイブラヒムの首を取る夢を見るが正夢に近く彫像の首が切り取られているのだった。夢うつつの境が分からなくなったハティジェはスレイマンのもとに押しかけて騒動を起こす。一連の騒ぎを見ていたスンビュルはイブラヒムが斬首刑に処されたと勘違いして側女の大部屋で一同を前に発表してしまい、ニギャールは卒倒する。イブラヒムは人質同然にオスマン帝国内に邸宅を与えられて生活している双子の兄ニコと父のいるゲイックリ館に到着する。 |
| 51 | 54 | 婚約式             | イブラヒムの帝都不在に反体制側は動き出す。アヤス宰相に接触してかつてベフラム宰相の黒幕として暗躍した人物だ。アヤス宰相は慎重に返答する。ハティジェはスレイマンから明日の婚約式に出席しなければイブラヒムの首が本当に危ないことを聞きつけると必死の形相でムスタファに捜索を依頼する。ムスタファの身辺情報を探るため潜り込ませているエフスンからヒュッレムは報告を受ける。ミフリマーフは妃の王冠を身に着けて遊戯に興じて落として壊してしまうが、隠し事を持つ才覚のあるところを見せる。ハティジェは有力な皇位継承者であるムスタファを勝手に1人で派遣したことで初めて母后とマヒデブランから叱責を受けるがイブラヒムの命が最優先と言ってのける。マトラークチュと館に到着したムスタファはイブラヒムを連れ戻すと宣言する。ミフリマーフは罪をナズルに被せる。ムスタファの夜伽を務める寸前でエフスンに出し抜かれヒュッレムに顔を焼かれて復讐の憎悪に身を焦がすファトマはエフスンがギュルの指示を仰いでいるところを目撃する。 |
| 52 | 55 | 大勝負             | イブラヒムがムスタファの婚約式を途中退席したことを知ったスレイマンは斧槍持ちに命じて地下牢に連行する。ファトマはフィダンを通してマヒデブランを探すが直後ギュルに捕らえられる。危機一髪ギュルはファトマの口止めに成功する。スレイマンはかつて斬首刑に処した婿を持つ、血を分けた実妹ベイハンの言葉を思い返していた。母后に相談するも「お前がイブラヒムもヒュッレムも作り出したの。一介の小姓を大宰相に抜擢して、奴隷の側女を皇帝妃に」と言われる。地下牢の中でイブラヒムは叶わぬ夢を見るが結末は絞殺というものだった。「お前を地獄へ誘う墓は森の中ではない。私の手の中にある。これは報奨であり罰である」とスレイマンは告げる。手のひらの上には返却した筈の国璽が鎮座していた。イブラヒムの帰宅を安堵と悲哀のない混ぜになった表情で迎える一同。母后は顔色が冴えない。王冠の真実を知るメフメトは罰を受けているナズルを同情の目で見つめる。ミフリマーフは機智を働かせてマルコチョールと中庭を散策する機会を得る。ヒュッレムをも出し抜く才覚を見せるミフリマーフ。「いい子ね。いつも兄弟を守ってね」と褒める言葉までもらう。口止めされ困り果てたファトマはニギャールを頼る。偶然浴場に来たギュルシャーとまたも嫌味の応酬といった因縁のやり合いが始まり「お前なんか男に手も握られない。ミイラ化した処女として死んでいく」と侮蔑する。ヒュッレムに再度凄まれたファトマは懲りずについにギュルシャーに告げ口を決意する。 |
| 52 | 56 | 皇帝の天秤         | ギュルシャーから聞いたマヒデブランは激怒してエフスンをムスタファの部屋から引きずり出し、ヒュッレムに突き出す。ギュルはファトマに更なる脅迫で牽制する。ヒュッレムはミフリマーフの中庭散歩にアイビゲが同行するよう差し向ける。そこにはマルコチョールがいるのだった。マヒデブランからエフスンの正体を聞いてもムスタファはにわかに信じない。ムスタファはエフスンとマヒデブランを信じるが、告げ口をしたファトマに嘘があるとする。食い下がるマヒデブランだったが聞き入れられない。イスラムの宗派に理解がない筈のイブラヒムは不在時にアヤス宰相が決裁した決定事項を覆した上に事もあろうに愚弄する。一度与えた助成金を取り上げれば不満も出る。反イブラヒム派の黒幕が代わって助成金を渡す。アヤスはスレイマンに確認を求めたところをイブラヒムに見咎められ叱責を受ける。イブラヒムを取り戻したハティジェだったが他に愛する女の影があることを感じ取っている。マヒデブランの表立って無礼な中傷に堪忍袋の尾が切れたヒュッレムは怒号を上げてしまうが、ムスタファが聞き咎めていて割って入る。「私の少年時代は母の涙の中にありました。母から離れてください。私を敵にまわしたいですか？」「私は世界皇帝の長男。この部屋の誰よりも高位かつ高貴な者です」とヒュッレムに宣戦布告してしまう。屈辱に目の縁を赤らめるヒュッレムだったが、おとなしく従う。ミフリマーフはいまだ幼少の過渡期でありながら生来の賢さ鋭さと女の勘でアイビゲの想い人がマルコチョールであることを見抜く。庭先に彫像を置いた大宰相亭の前に助成金の決定の転覆の説明を求めてムスリムが詰め掛ける。ヒュッレムから事情を聞いたスレイマンはムスタファを呼びつけ言い分を聞くがヒュッレムに謝罪を要求する。取り込み中にエフスンはマヒデブランに捕らえられる。 |
| 53 | 57 | 新たな対立         | もはやマヒデブランが相手ではなくムスタファとの対立構造となっている。有力な後継者候補だけに表立っては行動できないことを踏みにじられた威厳と誇りにかけて肝に銘じる。本音を隠しスレイマンに「一介の門兵から大宰相に至るまで皇子の待遇には差別がある。スレイマンあなただけは違うと思っていた。私は5人のあなたの子供の母親。でもムスタファだけは別格なのよね。ただの子供に頭を下げさせるなんて。あなたへの愛と忠誠ゆえにしたことよ。ただの子供であるなら、私はその子供5人の母なのに」と涙を流しながら言い残して立ち去る。マヒデブランへの命乞いに何でもすると言ってのけたエフスンはヒュッレムの弱みを調べるよう命じられる。エフスンはヒュッレムがマルコチョールとアイビゲの恋を取り持っているという秘密を話して難を逃れる。イブラヒムは熱心なムスリムの対応に手を焼かされる。容赦なく牢に入れても市井に躍り出てイブラヒムの悪評を広めるばかりで、マトラークチュにも同胞の投獄は間違っていると言われて針のむしろ状態だ。スレイマンからは怒りに任せた采配だから付け込まれるとなじられる。アヤスにも影響が出ているほど既に反乱分子の勢力が大きくなっていた。先祖代々イスラム教徒であるマトラークチュからは思わぬ反論を受け、うまくいかない苛立ちから腹いせに牙を剥き声を荒らげる様を御前会議の一同に目撃される。マヒデブランは中庭でアイビゲとマルコチョールとムスタファとヒュッレムを発見する。ダイェは後宮の帳簿の仕事に滞りを発見してギュルシャーを出し抜く。ニギャールは再婚させられそうになる。 |
| 53 | 58 | 皇子の災難         | 尊師と呼ばれる反イブラヒム派の長はアヤス宰相にマトラークチュに近づくよう指示する。エフスンの命を助けた見返りにヒュッレムは毒薬を手渡す。夜伽の際にムスタファの食事に混ぜるよう命が下った。ジハンギルは夜半すぎにむずがって大泣きする。スレイマンは歩み寄りのためヒュッレムに首飾りをプレゼントされるが返されてしまう。スレイマンは気も無さげにマヒデブランに下賜するが、久々の贈り物を有難がって付けて練り歩くマヒデブランの胸に光る首飾りをヒュッレムは目ざとく見つける。ムスタファとエフスンは中庭を散策する。ニギャールはギュルと一芝居打って再婚を退ける。ジハンギルの病変を知らされたスレイマンは医師長ヤセフを呼びよせ診察させる。ヤセフの見立てでは脊椎の1つ1つの椎骨に異常があり背中が曲がるというものだった。ムスタファ毒殺決行の夜、エフスンは見事な首飾りをプレゼントされる。皇子と共に食事を始めるが迷いがよぎる。 |
| 54 | 59 | 運命と罪           | ムスタファは夜中に高熱を出す。実は一口つけた後、エフスンが故意に盆をひっくり返して食事を中断させたのだった。ジハンギルの許から病床のムスタファへと駆けつける姿を見送った上、泣いて取り乱すマヒデブランを抱き止めるスレイマンの様子をヒュッレムは目の当たりにする。イブラヒムは一度は追放し、マトラークチュが幼少を過ごした教団に戻る遠因を作ったにもかかわらず呼び戻す。ヒュッレムはジハンギルの病状は負担を伴う方法しか打つ手立てがないことを知る。アイビゲの一時帰国にマルコチョールが同行することになったがマヒデブランは不服だ。ムスタファは誠意を見せてアイビゲが祖国クリミア・ハンに留まれるよう手を尽くすつもりだと言う。エフスンはムスタファと寛ぐひとときに突然吐き気に襲われる。なかなか暗殺任務に応じないエフスンに業を煮やしたヒュッレムは呼びつけるが、既にエフスンは皇子ムスタファを愛するようになっており傷つけられなくなっていることを知り、あることをギュルシャーの耳にささやく決意する。 |
| 54 | 60 | 愛の行方           | 尊師は教団指導者サーリエにイブラヒムの首をあげるよう命ずる。イブラヒムは悪びれず朝帰りをするようになり、ハティジェの詰問に弱り果てた調子で言い訳を繰り返す。エフスンは倒れてスンビュルの監視のもと医女の診察を受けるが妊娠していた。スレイマンは哀しくも決然とした様子で負担の大きい処置を拒否するヒュッレムの腕からジハンギルを受け取る。血に染まった戦勝を幾度も上げ自らも子を成してきたスレイマン、イブラヒム、ムスタファ、威風堂々のオスマン帝国の男たちも、ジハンギルに用意された医務室に足を踏み入れて形相を変えた。曲がった背骨を伸ばすために手足を四つ裂きに拘束し、滑車に力を込めて引き伸ばすための装置が置かれている。口が戦慄き祈りの言葉をつぶやかずにはいられない。目を背けたくなる光景だ。起死回生の手に出ざるを得ないヒュッレムはエフスンを使ってギュルシャーに「アイビゲとマルコチョールは駆け落ちでクリミアに向かわず帝国にももう戻らない」と信じ込ませることに成功する。スンビュルはムスタファに真っ先に側女の妊娠を伝える。後宮では皇統を正しく保つために皇帝スレイマン下の後宮においては皇子のお手付きによる子種は中絶の措置を取るのが習わしだった。ムスタファは他言一切無用の箝口令の意をスンビュルに示す。ムスタファはエフスンに夏のマニサ赴任まで秘密にして何とか産めるよう尽力すると約束する。イブラヒムとハティジェは家族旅行に出かけるが何者かに襲撃される。マトラークチュは教団に幽閉される。ジハンギルの容態を見に廊下に出たスレイマンは倒れてしまう。 |
| 55 | 61 | 不例               | 昏倒したスレイマンは父帝セリムの夢を見る。知らせを受けた後宮は静まり返る。代替わりがあれば側女は全員追放処遇になるためだ。マヒデブランはマニサ宮殿でのスレイマン皇子との若き日を回想する。海上のアイビゲとマルコチョールは船が係留され、マヒデブランから奏上されたスレイマンの追捕（ついぶ）に引っ捕らえられていた。ジハンギルの看病明けに大部屋に出たヒュッレムは異変に気づきファトマに問い質す。スレイマン卒倒を知ると重い足取りでご寝所まで赴くが気絶してしまう。マトラークチュは尊師の正体に感づいた可能性のため斬首の刑に処される直前でイブラヒムの奪還に救われる。ヒュッレムはスレイマンのムヒッビーの詩を回想する。バルコニーからあわや半身を投げ出す寸前に母后に引き止められた。イブラヒムもまた回想していた。故郷パルガからオスマン帝国に拉致されて後、12歳でエーゲ海はサルハンの牧場に奉公に出てスレイマンの目に留まったこと。マヒデブランは先走って次の玉座に就く準備をムスタファに進言し、「ヒュッレムと皇子たちに同情や慈悲は無用だ」と凄むが、ムスタファから「復讐しか見えぬか？」「彼らは私の弟たちです」と非難される。母后は密やかにイブラヒムと談話を持ち、万が一の際には”平和に”継承されるよう強く確認する。大部屋で側女たちに次代の寵姫ね、とからかわれたエフスンはつい大きな夢を語り出し、聞き咎めたヒュッレムに皆の前で叱責を受ける。イブラヒムとの談話の内容を伝えようとマヒデブランの部屋に立ち寄った母后はマヒデブランの本音を立ち聞いてしまう。「ムスタファを唯一の後継者とすべく介入暗殺する。ヒュッレムも母后ももはや関係ない。私の時代が始まるの。私が母后となり後宮を支配するのよ」 |
| 55 | 62 | 死を迎える時       | 恨みと怒りの権化となったマヒデブランは血迷い、自らを母后と称し、イブラヒムに帝座の道が開けた感謝と今後も補佐してほしい旨を伝える。イブラヒムに時期尚早と窘められるが「回復は”私達の”利にならぬ」と言う自己中心ぶりを印象づける。憔悴しきりながらもヒュッレムはハティジェの屋敷へ子供たちの安全護送を申し出を受けるが信じず噛み付きそうな剣幕で追い返す。母后から協力を要請されたハティジェがヒュッレムを説得にかかる。後ろに控えるダイェのかすかな頷きを見たヒュッレムは子供たちを預けることには同意するが、自分はスレイマンの暗殺を恐れて避難しないものと言い張る。イブラヒムはグリッティから皇帝崩御の噂の問い合わせを受ける。アヤスは尊師からイブラヒムの権力の展開図を説明される。マヒデブランは病床のスレイマンの枕元で「ヒュッレムお前はまだ殺さない。皇子たちの運命を見届けるまで」と脅迫する。アイビゲが後宮のマヒデブランのもとに連行されて来た。告発を続けるマヒデブランの前に母后が立ちはだかる。マヒデブランはもはや引かず、私の息子の婚約者だから私が追求すると主張する。母后は「いつか私に聞いたわね。ヒュッレムとお前との違いを。あの者は己の頭で行動する。でもお前にはそれが欠けている」と言い残して去る。マルコチョールは幽閉されイブラヒムの尋問を受ける。大宰相邸で顔を合わせ図らずも肩を並べてイブラヒムとヒュッレムは胸中を開いて会話する。「お前はマヒデブランの同類なの？よもや陛下の死後は自分が大帝国を支配するつもり？」と聞き、「お妃様おやめください。私は臣下でハティジェ皇女の夫であるだけでなく、最も近しい友であり同志。我が心痛を知るのは神と己のみ」と述懐する。ただし万が一の際の皇子たちの命に関する約束には承服しかねる様子であることからヒュッレムは背を向ける。イブラヒムは早朝からスレイマンのもとに馳せ参じ、目を開けた最初の証人となる。もはや母后がマヒデブランにかつてと同じ目を向けることはない。勝利の笑みを浮かべて後宮を練り歩きながらヒュッレムは参じる。 |
| 56 | 63 | 忠誠と裏切り       | 休息を取らないスレイマンを案じながらも、万が一の際にはスレイマンの死を追って自害する覚悟を決めていたヒュッレムだけに、愛が戻った喜びはひとしお深い。皆の前でマヒデブランから暴言を受けて口論となるが、母后は初めてヒュッレムの肩を持ちマヒデブランを沈黙させる。スレイマンは「我が力が及ばぬこともある。神がそれを思い出させてくれた」とイブラヒムに漏らす。ムスタファを呼びマルコチョールへの処罰を自分で決めさせる。アイビゲはムスタファのお気に入りの側女のエフスンがマヒデブランに進言したことを聞き及び、「破談になれば皇子は自分のものになると仕組んだのか？」と激高する。エフスンは「皇子の名誉を考えました。あなた様は軽率です」とやり返す。ギュルシャーはヒュッレムが元凶だと矛先を変える。マルコチョールの申し開きは「私ごときがアイビゲ様の心に応えましたがご婚約の日にアイビゲ様も私も心をしまいました。これ以上は何もありません。あろう筈があり得ません。それでもわずかな疑念でも残る場合は首をお取りください」と見事なものだった。地下牢を訪れたマトラークチュに「陛下の目に己の末路が見えた。神に願うのは戦場で散ることだけだった」と清廉潔白の身で命を落とす無念を訴える。イブラヒムは教団の祖サーリムを捉えるが既に口封じのため舌と口が切り取られていた。スレイマンが死の淵から戻り、正義公正の目で曇りなく後宮を平定できるまでに改めた母后は、老齢と憤怒で正誤の判断を間違えていたと詫びて久方ぶりにダイェと坦懐なく語らう。後宮の平和と秩序と安寧の保全のために共に向かう意思を再確認する。イブラヒムがニギャールに睦言を与える。「皇族の家族では安らげない。無条件で愛してくれる子供と家族が欲しい」と心から真実をささやく一方で、連日の朝帰りを訝しむハティジェはついに尾行を決心する。ムスタファはマルコチョールを斬首する意を伝える。エフスンの妊娠に感づいたファトマは夜伽を邪魔された過去の因縁もありギュルシャーに告げ口する。サーリムは公開処刑なされる。ヒュッレムは自室に孫を見に来た母后に礼を述べる。 |
| 56 | 64 | 残酷な規則         | スンビュルが機転を利かせてムスタファに奏上する。ムスタファは間一髪マヒデブランの中絶処置を制止する。出産までエディルネ宮殿で匿い、マニサ赴任の際に同行させる手配とする。ダイェの返り咲きが面白くないギュルシャーはニギャールとの話を立ち聞きして、ダイェが土地の登記簿を持っていることを知るや否や家探しして目的のものを発見する。マルコチョールの斬首執行の手筈が整った。あわや一閃のところでムスタファは衛兵を止め、恩赦を与える寛容性を見せる。「マルコチョール・バリ・ベイは長年、帝国と皇族に仕えた誉れ高き軍人である。罪の代償は死に非ず。なぜなら悪意があって犯した罪ではない。よって命を助ける」と。ムスタファは帝位に相応しい判断力と勇気を持つ器であることを証明する。慈悲を受けたマルコチョールはスレイマンのもとへ騒動の謝罪に赴く。イブラヒムの目の前で潔く身分を返却し帰郷を許される姿はあたかもイブラヒムには叶わぬ夢のようだった。居室の前で小さな訪問者を受ける。幼い恋心を燃やすミフリマーフに美しい別れを告げてマルコチョールは帝都を去る。死を目前に回避した経験からスレイマンはイブラヒムに、あの日ヒュッレムが求めるもイブラヒムが応えることのできなかった望みを託す。「その日が来たら皇子たちに正しい道を示せ。あの子達の手を血で流してはならぬ」と。イブラヒムもまた「私が先に天に召されたら我が子たちをお頼み申し上げます」と。スンビュルと医女の話を立ち聞きしたギュルはヒュッレムに指示を仰ぐ。ムスタファはスレイマンと変装して市中へ赴き、親密なムードの中でマニサ赴任を早めてもらうよう頼む。ギュルシャーはダイェの裏切りの証拠である登記簿を母后に突きつけるが、逆に不興を買い女官長の職を剥奪されニギャールを逆恨みする。エフスンの旅支度が整った直後にダイェに出くわして母后に妊娠話が伝わってしまう。マヒデブランが独断でエフスンをエディルネに送る手配をしていたことを叱責し、母后は「何年も同情して損したわ。自業自得ね」と言い放つ。エフスンは厳格な規則通り中絶処置された。 |
| 57 | 65 | 魔女               | 「ヒュッレムは危険。あなたに毒を盛ろうとしていた。でもできなかったの。愛していました。私を忘れないで」と言い残してエフスンは絶命する。激高したムスタファはヒュッレムに、マヒデブランはスレイマンに詰め寄るがはっきりした証拠はない。嘆き悲しむムスタファにスレイマンは「男が泣いてよい状況は2つだけだ。愛を失ったときと死ぬ前だ。だから抑えるな。泣いてよい」と肩を貸す。窮地に立たされたヒュッレムはスレイマンに釈明するが毒を飲むよう言い渡される。死にゆく者が残す言葉を聞く中でスレイマンはヒュッレムの本心を確かめる。またマヒデブランとイブラヒムが敵であるとはっきり言ったことも聞く。エフスンの葬儀が執り行われる。ニギャールは自宅に医女を呼び妊娠を知る。ギュルフェムは母后にハティジェがイブラヒムの不貞を疑っていることを話す。母后はハティジェの雇った尾行係の密偵イドリスを呼び出して今後はハティジェより自分に報告するよう言いつける。エフスンを処置した医女が追放されるところを見てギュルシャーは計略を持ちかける。イブラヒムが自宅へ運んだ金の獅子を象った玉座を見てハティジェは顔色を変える。妊娠したニギャールはダイェに相談するがダイェを見張っていた医女の知るところとなる。 |
| 57 | 66 | 去り行く者         | 大宰相とニギャールの子を理由に脅迫する医女を平手打ちしたダイェは事故死させてしまう。各人との厳粛な別れと威厳を持って宮殿を去る。ムスタファはヒュッレムの一番の弱点を狙うため兄弟の情と絆を確かなものにしようとする。イブラヒムは西欧風に屋敷を設えさせて神聖ローマ帝国カール5世の使節を迎えている。エルサレムの王はカール5世ではなくスレイマン皇帝のみ、と言いながら、自らの指にはめた指輪の宝石は300万アクチェ（銀貨）の俸給をもらう自分が6万ドゥカ（金貨）でキリスト法王から買い取ったもの、ルビーはフランス王から戦果として得たもの、などという。書記官ジェラールザーデは遺憾な面持ちで見やっている。スレイマンは倒れた日に父帝セリムと夢の中で会った浜辺を散策している。また別の日にイブラヒムと海辺に出て地中海を掌握する構想を話し合ったときのことを思い返している。スレイマンの感傷とは大局的に、その頃イブラヒムは使節に向かって「尊きオスマン帝国は私が支配している」と出過ぎた発言をする。ジェラールザーデも書記しながら思わずイブラヒムを見返してしまう。「私がすることは何であれ不滅である。すべての権力が私の手中にあるからだ。尊き陛下の命令さえ、私の承認がなければ適用されることはない」と言いながら、とうとう皇族のみに許される手の甲への接吻の挨拶を強要する。己自身の権力欲が行動理由となるのではなく帝国と皇統の未来のためかどうかなのだがイブラヒムには根本的かつ決定的に間違えているところがあるのだった。ダイェの後任の出納官にニギャールが推挙される。ニギャールを憎悪の目で見つめるギュルシャー。まずは東の制圧に向かうため、スレイマンはオーストリア使節との会談の結果、協定に背かぬ限りは恒久的平和を保証すると宣言する。ダイェは宮殿から運び出した財産を山賊に襲われて失ってしまう。ニギャールの家に逃げ込む。母后は尾行していた密偵イドリスからイブラヒムの不貞相手がニギャールであることを聞かされる。 |
| 58 | 67 | 悲劇の前触れ       | イブラヒムとニギャールの不義密通を知った母后は気が気でない。天地をも揺るがす悪行にイブラヒムの罷免がもしあればハティジェの繊細な神経では耐えられそうにもないからだ。ダイェも失ったばかりの母后の心臓に負担がかかる。母后付き女官長兼後宮出納官ニギャールが母后の居室に足を踏み入れるや否や鬼の形相で平手打ちを食らわすが、更に腹に子がいることに気付く。報告にはなかったことだ。頭がよく逃げ道を探すのも言い訳も上手いニギャールは昇進に妬んだ者の中傷だと言い張る。懐で蛇を育てていた悔しさから思わず倒れそうになるもスンビュルに命じてニギャールを牢屋に閉じ込める。一方スレイマンとムスタファ、ヒュッレムと皇子たちは郊外の狩りの館に剣術訓練に出かけている。ムスタファが息子たちに親しく振舞う度にヒュッレムは歯噛みしそうになるが「私はあなたとは違う。手を血で汚しはしない。弟なら尚更だ」と言われる。ニギャールの拘束を知ったマヒデブランに詰問を受けるが、ニギャールはダイェの襲撃事件を話して難なく交わす。やはりギュルシャーの仕業だった。アゼルバイジャン軍政官からペルシャに圧されたとの報告がある。西から東への政局の転換期に財務長官イスケンデル・チェレビーもブルサ宮から政権の中央に戻ってきている。トプカプ宮殿に戻ったヒュッレムはマヒデブランに「ムスタファを争いに巻き込むの？ 私は子供たちに憎悪の種を植え付けなかった。父スレイマンのような公正であって欲しいからよ」と弱点を突く。ムスタファは一見すると完璧で頼り甲斐があるように思えるが、反面、皇子を私怨で動かさせる行動を非難しているのだった。息子の欠点を指摘されて顔を歪めるマヒデブラン。スレイマンに報告しようとした矢先、母后が倒れる。夢の中で先帝セリムから毒殺用の長衣（カフタン）が届いた日のことを回想していた。 |
| 58 | 68 | 祈る思い           | ニギャールとマトラークチュの話からダイェは母后がニギャールのせいで倒れたことを知る。ギュルシャーは斧槍持ちメフトゥンからダイェ襲撃の分前を受け取る。怖いもの知らずのファトマは立ち聞きで事情を知る。西欧遠征中に反乱を起こした東の制圧にすぐにでも立たなければならない政局の中、イブラヒムは財務長官イスケンデルに予算を請求するが半額しか許可されず、腹立ち紛れに「身銭を切って賄え。土地財産など幾らでもできよう。お前は帝国一の金持ちだろ」と侮蔑の命令をする。罪を問われ財産を全て失っても母后に一目会いたいダイェはスンビュルとニギャールの手引で宮殿に潜入するがマヒデブランに見つかって追い出されてしまう。一方ヒュッレムはダイェ復帰のためハティジェとスレイマンに訴えかける。イブラヒムはマトラークチュからイドリスが密告者であることを知る。スレイマンはムスタファに「あの瞳こそ我が鏡であり良心。比類なきご両眼を拝する度、己と我が父の姿を見る」と述懐する。母后と生きてきた年月はあまりにも長く今は母后の他に誰も若き日の父帝の有り様を知る者はない。一方マヒデブランはファトマから聞き及び、「長年同じ間違いを繰り返してきて尻拭いはこの私がしてきた」とギュルシャーを激しく叱責して解任する。イブラヒムは密偵イドリスの口を封じる。ニギャールは匿うと言われるが母后の雲隠れの可能性を考え宮殿に出納官として戻る。 |
| 59 | 69 | 権力の行使         | 母后の意識が戻った。ニギャールは顔色を変えるが、母后は身体の筋肉が一切動かせない状態となっており口が利けなくなっていた。イブラヒムはアゼルバイジャンに赴き不在。イスケンデルはオーストリア使節との会談の記録を見て顔色を変える。スレイマンは後宮をマヒデブランに、恩赦を与えられたダイェには母后の世話に専念する意を示す。マヒデブランはギュルシャーを遠ざけたため出納官は引き続きニギャールを任命する。ファトマはムスタファのお気に入りになってみせると豪語する。早速後宮改革に乗り出したマヒデブランは側女を一新するため全員エスキサライ（旧宮殿）に送り、ギュルを監禁し、ヒュッレムの子守エスマを治療院付きに配置換えすると発表するが、ハティジェが介入して越権行為だと叱責する。イスケンデルはイブラヒムの不遜な発言「尊きオスマン帝国は私が支配している」との記録をスレイマンに奏上する。ヒュッレムはイスケンデルの訴えを立ち聞きして何事かを考えながら去る。ギュルはマヒデブランに取引を持ちかけられる。 |
| 59 | 70 | 駆け引き           | ヒュッレムはマヒデブランと接触したギュルの目を矯めつ眇めつ見る。マヒデブランの条件はヒュッレムの動向を毎日知らせることだった。ニギャールの腹が膨らみ始める。ヒュッレムは現状の打開策としてマニサ赴任を早める着想を得てヒュッレムは離宮にイスケンデルを呼び寄せる。後宮の中には通常の男性は入れないからだ。マヒデブランは側女たちに高級な贈り物を重ねる。反乱の首領シェリフ・ハンの首をあげてイブラヒムが戻る。残るはタフマースブのみ。権限は共有できても絶対帝政の唯一の象徴である玉座は共有できない。イスケンデルの報告した件についてイブラヒムの説明をスレイマンは受けるが、王朝を脅かす不遜な振舞いを決して長く忘れることはないのだった。イスケンデルとヒュッレムが政局について密談を交わす中で、マヒデブランが天井知らずの浪費をしている件を財務長官として介入するよう頼むことも忘れない。一方イブラヒムは書紀の写しを持ってスレイマンに密告した者がイスケンデルであることを突き止める。ファトマは側女たちの前でギュルシャーを殴り倒す。喧嘩はファトマの圧勝で頭に来たギュルシャーは斧槍持ちメルトゥンにファトマの暗殺を依頼するが失敗し、逆にマヒデブランに呼び出され罵倒され、罰としてメルトゥンとの結婚追放を命じられる。残虐で金に汚く一夫多妻制では幸せになりようもなくギュルシャーは思わず死んだほうがましと嘆く。ギュルは泣いているギュルシャーを発見する。ムスタファのマニサ赴任が決まるがマヒデブランは同行しないと高らかに宣言する。ギュルシャーはファトマの他にも宿敵であるニギャールの後をつけてイブラヒムへの妊娠報告を立ち聞きする。 |
| 60 | 71 | 地獄への道         | マヒデブランに見限られ、宿敵ファトマとニギャールへの憎悪と無念を胸に起死回生の情報を得たギュルシャーは差し出せるものがあれば庇護するとのヒュッレムの発言を思い出す。ヒュッレムはイスケンデルと再び密談を持つ。ギュルがマヒデブランに進言して、ギュルシャーは即座にエスキサライ（旧宮殿）に送られる手筈となり、スンビュルがギュルシャーを拘束している前で、宿敵のファトマとニギャールに嘲笑される。ギュルがギュルシャーが至急ヒュッレムの面会を求めていたことを伝えなかった一方で、少しずつ大人の真似事をして頭角を現しつつあるミフリマーフがヒュッレムにメフメト専用の部屋を用意するよう助言する。スンビュルが閉じ込めたのは治療院だったため、ギュルシャーは医女を通して伝言を頼む。ギュルは愚かにもニギャールに医女が使者に発ったことを伝えてしまう。ニギャールはイブラヒムに走り書きを渡らせ、ギュルシャーを誘拐させる。イブラヒムはイスケンデルに横領で財をなしたと暴言する。イスケンデルは「蓄財は役職に依るものではなく家系に由来するもの。禁忌（ハラム）は犯さない。私は先祖代々のイスラム教徒です」と言い返すが、イブラヒムは度を失って皆の前でイスケンデルを締め上げて「地獄への道は歩きやすい」と脅迫する。なお天国と地獄はキリスト教独特の概念でありイスラム教には存在しない。マヒデブランはメフメトの部屋を封鎖し、反対したニギャールに横領の罪を告発して解雇する。チョバン宰相がスレイマンにイスケンデルの解雇が決定した旨を報告する。 |
| 60 | 72 | どんでん返し       | 母后の部屋に一同が会する中、マヒデブランは母后が崩御したら後宮の支配者は自分だと発言する。メフメトの部屋の取り上げに抗議するヒュッレムの訴えを聞いたハティジェはメフメトの部屋を用意したと機転を利かせて発言する。皇統の皇子に何よりも敬意を払っているためである。密かに好意を抱いているニギャールの濡れ衣の追放を決定したマヒデブランに反感を持ったギュルは情報の横流しをやめてマヒデブラン排斥を懇願する。夜伽に差し出された娘の誘導役をフィダンから取り上げたファトマは階段から転がして落とす。ギュルは情報の横流しで得た信頼で偽話をフィダンに信じ込ませ、母后の部屋まで案内する。ヒュッレムの部屋にハティジェとダイェが呼び寄せられるが、ヒュッレムは呼んだ覚えがないと主張し、母后が1人御寝されていることが気になり皆で急いで戻ることになる。そこには見張りの娘を殴り倒して絞殺用の長い紐を手にしたフィダンの姿があったのだった。激高するハティジェはフィダンを牢屋に閉じ込める。頭を冷やすにつれムスタファを考えマヒデブランをマニサ同行に同意させる。だが同行をスレイマンに奏上させる直前でマヒデブランが発言を変えてダイェを再任すると言う。実はニギャールから事情を聞いたイブラヒムが手を回したのだった。ニギャールの所業にあんまりだとギュルは訴えるがあなたのためだと言い返す。イブラヒムはヒュッレムに「手下は総入替えしたほうがいい足並みが揃っていない」と謎の言葉を残して去る。ニギャールがイブラヒムの手駒であることに気がついたヒュッレムは「私は”一度裏切れば何度でもやる”と言った。お前は否定した。でもまた裏切ったのね。裏切りの代償は払わせるから覚悟して」とニギャールに詰め寄る。その夜ヒュッレムは行商人を装った女から伝言を受け取る。翌朝、斧槍持ちのペルチェムに確認して離宮に向かう。そこには行方不明になっていたギュルシャーの暴行されて変わり果てた姿が待っていた。 |
| 61 | 73 | 暴かれる秘密       | イブラヒムとニギャールに半殺しの目に遭いながらも一命を取り留めたギュルシャーは宮殿でヒュッレム付きになることを引き換えにイブラヒムの首が飛ぶ重大な情報を渡すという。マヒデブランの厄介者で疫病神のような女官で、浅薄で威張るだけが取り柄だが忠誠心には疑いようもないギュルシャー。しかしこのような姿で現れたことは明白に罠であるべくもない。ヒュッレムはニギャールの子の父がイブラヒムであるという重大な情報を得る。一方イブラヒムはイスケンデルを私怨から排除したくてたまらないことをスレイマンに見透かされる。ギュルフェムはマヒデブランの浪費に忠告する。ファトマはムスタファのお手付きになかなかなれないことを悩んでいる。ハティジェはニギャールとイブラヒムによって暴かれた母后を巻き込んだ計略に怒ってヒュッレムとは口も利かない。マヒデブランはスレイマンの夜伽に新しく入ったロシア人の側女を選ぶ。スンビュルはこれまでうまく立ち回りヒュッレムの決定的な敵にはならず褒め言葉は口にするがギュルのような手足に成り代わるような働きはしなて来なかった。だがムスタファの出立を控えてか珍しくヒュッレムにすり寄ってくる。ヒュッレムは「お前は私の味方か？ 敵か？」と率直に尋ねるが、「私ごときがお妃様の敵などと」と当たり障りのない返答だ。スンビュルの望みが後宮に長く留まり願わくば高い権力を振るうことと見抜いたヒュッレムは「私と共に後宮の未来の一部になるか？」と訊き、ついにスンビュルを配下に置くことに成功する。ヒュッレムがニギャールの尾行のために雇った男は確かにイブラヒムとニギャールが密会しているところを目撃する。後宮の騒ぎが収まらずマヒデブランの浪費が続くことからスレイマンは誰に対しても公正で心優しいギュルフェムを任命する。スレイマンは市中に暮らしている乳兄弟のヤフヤを尋ねる。 |
| 61 | 74 | 偉大なる母后       | 東方遠征で節約が必要なときに一皇子の赴任に年間予算を遥かに超える浪費をするとはとギュルフェムはマヒデブランに苦言を呈すが、身の程を知れ、余計な口を挟むなと高飛車な態度を取られる。スレイマンはヤフヤに母后の夢の見立てを頼みに来たのだが思わしくないものだった。帰りがけに困窮した市民を助けて礼としてメノウを受け取る。悩みや苦痛を取り去る宝石だ。ヒュッレムはニギャールの家を訪ね、旅支度をしているのを目撃する。かつてヒュッレムの顔を火で焼き、暴力的で怖いもの知らずのファトマはいつか皇帝妃になる夢を抱き、ムスタファに用意した側女を治療院送りにしているが自身は顧みられず焦眉の急で画策している。早くお手付きにならなければマニサ赴任に側女として参加できないからだ。ニギャールは出産する家に移動する途中で何者かに襲撃される。ギュルフェムに頼めないマヒデブランは財務長官イスケンデルを呼び出すが追加予算は承認されない。イブラヒムの名を出し食い下がるが手元に資金そのものがないという。ヒュッレムから依頼されているイスケンデルは巧妙にユダヤ人両替商への借金を勧める。イブラヒムは市中の自分の悪評を口にしている詩人フィガーニーを拘束するが、信仰告白を迫られる。軟禁されたニギャールは思わぬ人物との対面に向き合っていた。自分の告げ口により闇に葬り去ったはずのギュルシャーだった。全てを知ったヒュッレムは身体を動かせない母后を前に、実は母后はとうに知っているとも知らず、イブラヒムとハティジェの不貞関係を吹き込む。スレイマンが手に握らせていたメノウは母后の手のひらの中で漆黒に染まっていく。 |
| 62 | 75 | 新たな秩序         | ヒュッレムがハティジェに真実を直接伝えようと大宰相邸を訪れたところでイブラヒム本人が割り込み、母后が亡くなったと告げる。宮殿中が黒い喪服で染まり、荘厳な葬式が営まれた。ギュルフェムがマヒデブランに代理職としての後宮の全権をそのまま引き継ぐようにと賜ったスレイマンの下命を伝える。マヒデブランは相変わらずの贅沢三昧である。ダイェはスレイマンの引き止めにもかかわらず、ギュルシャーにより土地財産を失っていても、宮殿の外のとある農場の片隅で重労働をしている。市中でスンビュルと会うが威厳を持って理由を話したがらない。ファトマはムスタファの寝所に連夜通っている。ニギャールは元の自分の家に監禁されている。アヤス宰相はフィガーニーを訪れて尊師の名を割るように勧める。ニギャールは逃亡を図るが失敗する。マヒデブランは母后の部屋に移住する準備をする。 |
| 62 | 76 | 自責の念           | イブラヒムはフィガーニーが名を出した尊師への仲介者セイフィなる男を追う。ヒュッレムはギュルフェムにマヒデブランの母后への部屋への移動は尊き母后の思い出を汚す不敬行為だと印象づける。ファトマはマニサ宮へムスタファを1人で赴任させればヒュッレムがまた毒殺を仕掛けるやもしれないとマヒデブランに進言して自分を一行に加えるよう示唆するが、手放すつもりのなかったフィダンを出納官として行かせると言われる。ダイェは母后の形見の見事なルビーとダイアモンドのネックレスを農場の下女に奪われるが取り返す。マヒデブランは皆に知られぬよう真夜中にユダヤ人両替商のラケルを自室に迎えている。だが実はヒュッレムがイスケンデルを通して紹介した女商人なのだった。ダイェは夢の中で母后崩御の元凶であるニギャールの顔を見る。ヒュッレムはスレイマンにメフメトの部屋を何ヶ月も待たされているのに何故自分はすぐに母后の部屋に移るのだとこぼす。フィガーニーは見せしめとして市中の広場で公開絞首刑となる。イブラヒムはマトラークチュから尊師の場所が判明したとの報告を受ける。スンビュルはダイェを農場に訪ねるが「母后様の死は自分のせいだ、お力になれなかった」との無念を口にするばかり。全財産を喜捨しており進み望んでいた暮らしをしているのだった。母后の葬式に帝都を訪問中のハティジェの姉ベイハンはスレイマンにフェルハト宰相を処刑されたときのことを回想する。ヒュッレムと共に大宰相邸を訪れたスレイマンと話し、日にち薬で少しは楽になったが心に刻まれたことは消えないと訴える。ヒュッレムはナズルに命じてハティジェの宝石箱に書き付けの手紙を忍ばせる。マヒデブランは母后の部屋を上階の隅まで全て大掛かりに改変することに夢中になっている。主権建築官に伝えて専用の浴場の制作も命ずる。ハティジェは一同の談話の間を抜け出し、自室に戻り投書に気づき読む。不貞関係にある女の家の住所が記されていた。ダイェはスンビュルと会った夜更けに縊死を図る。最後の貴重品である母后の首飾りは農場の下女に取られぬよう、市中の物乞いに与えていた。 |
| 63 | 77 | 懐の蛇             | 朝になりハティジェは記されていた住所を訪ねる。そこには追放されたはずのニギャールが大きな腹をして立っていた。ギュルフェムはスレイマンの意向により母后の居室の改修の停止を命じる。スレイマンはムスタファと棒術の対戦をしながら父帝セリムの「もはや無邪気ではいられぬ」という言葉を思い返していた。イブラヒムとマトラークチュは尊師のいるという教団の一角に向かっていた。そこには前大宰相ピリー・メフメトの息子アラウディンが鎮座していた。イブラヒムと対峙するがアラウディンは自決を選ぶ。その頃アヤスはイスケンデルと話している。尊師と思われていたアラウディンは実は尊師の存在を秘すために犠牲となった者で、真の尊師とはイスケンデルのことなのだった。ヒュッレムはスンビュルを通してイスケンデルからユダヤ人両替商ラケルに接触を取ってもらう。マニサ赴任を翌日に控えた前日の夜、ファトマはムスタファと過ごす。当日の朝マヒデブランはイブラヒムを訪ね金の無心をする。とうとう後宮の年間運営予算の数倍に膨れ上がっていた。イスラム金融では金の貸付に利息を取ってはいけないことがコーランで決まっているので金を借りることはできず、その分ユダヤ教徒の営む金融は利息が高いのだった。イブラヒムは数日中に女を消すので待つように言い渡す。 |
| 63 | 78 | 愛が壊れる時       | ハティジェはイブラヒムとともに尊師討伐から戻ったマトラ―クチュを捕まえて詰問する。マトラークチュは自分が父親だと主張するが、もし嘘なのであればお前も共謀者ね、とハティジェに言われる。イブラヒムはグリッティーがハンガリー玉座を目指して拘束され殺害された旨をスレイマンに伝えるが、スレイマンは「王位に執着した者の末路だな。己の出自を忘れ王朝を夢見た者の行末は戒めにせねば。イブラヒム宰相（パシャ）」と言う。スレイマンは常であればパルガ人と呼ぶ。明らかに当てこすりなのだった。イブラヒムは腹いせに「大宰相に口を出す者、暗殺を企てる者は震え上がるがいい」とイスケンデルに言う。後宮ではムスタファの出立の挨拶が行われる。ヒュッレムを呼び出したハティジェは真相を求める。ヒュッレムは証人としてギュルシャーを招聘する。スレイマンはムスタファとの別れに「貧困は最大の豊かさだ。最も恐ろしいものはおごりである。最も尊いものは高潔な人格だ」「愚か者やケチな者を仲間にするな。彼らは助けが必要なときに傍観するだけだ。利口でも悪人を仲間にするな。彼らは多少のものと引き換えに簡単に裏切る。嘘つき者を仲間にするな。彼らは蜃気楼のように言葉で遠くのものを近くに見せて操ってくる」と言って送り出す。マトラークチュはイブラヒムにハティジェに露見したことを伝える。鉢合わせたヒュッレムに「手下は総入れ替えするべきね」とやり返される。ユダヤ人両替商ラケルはマヒデブランに追い返される。つまみ出されそうになったラケルはギュルフェムの名を連呼する。追い詰められたマヒデブランはギュルフェムの妨害をファトマに命ずる。同じく追い詰められたイブラヒムはハティジェの前でニギャールとの不貞を告白する。 |
| 63 | 79 | 最後の勝者         | 「あなたの職務は我が家族への奉仕。私こそ至高の帝国よ」と言われたときに愛は壊れたのだとイブラヒムは述懐する。ハティジェは姉ベイハンに支えられながら泣き通す。スンビュルがギュルフェムの救助に間に合い医務室に運ぶ。スレイマンは誰何（すいか）するがギュルフェムは答えない。「何様のつもりでマヒデブランを脅迫するか」と言われたと事実のみを答える。スレイマンはマヒデブランを呼び「お前に後宮を任せたとき予感はあったが機会を一度だけ与えたかったのだ」と後宮の全権者解任を言い渡す。意気消沈して廊下に出たところでイブラヒムを見つけ取りなしを頼もうとするが、こちらも気もそぞろの様子で頼りにならない。「長年のお世話に疲れました」と言われてしまう。自分の不貞の露見にも、手駒であるはずのマヒデブランの度重なる失態にも、辟易していたのだった。ヒュッレムには「何年も前に話した。私がお前を蹴落とすと。お前はやれるものならやってみろと言った。今もお前は奴隷。だが私は自由な女」と言われる。元はと言えばイブラヒムが奴隷市場で買い求め皇帝に献上した女がヒュッレムなのだった。とうとう後宮の全権を掌握して勝利の笑みを浮かべるヒュッレム。皇帝の正妻、絶世の美女、押しも押されもせぬ5人の皇統の母、かつて自分と子供たちに誓った通り、屈服させられひざまずかされ、隷属の証に裾に接吻させられた者をついに皆ひれ伏せさせたのだ。「後宮が何だ。私は世界を支配するのだ」 |

## シーズン3

### シーズン3の各話のあらすじ
| 回 | 話 | サブタイトル         | 各話のあらすじ |
| -- | -- | -------------------- | --- |
| 1  | 1  | 後宮の支配者         | 波間に一命を取り留めたペルシャ人らしき女が漂っている。海賊出身のフズル・ハイレッディンは女の若さと美貌を見てムスリムでないことを確かめると部下に保護を命じる。イスラム教徒を奴隷にすることはできないからだ。その頃トプカプ宮ではヒュッレムが全権掌握の祝賀として身銭を切って大盤振る舞いする一方で、ハティジェがイブラヒムと離縁する噂が飛び交っていた。ヒュッレムはスンビュルに政治高官の情報を集めさせ、手付けを配り、外交団に接触するよう命じる。ハティジェは意を決してスレイマンに話に参内する。イブラヒムは逃げ去るように東方遠征への出陣を命じる。地下牢にいるニギャールはイブラヒムの使者の接触を得る。マニサのフィダンはムスタファの夜伽の準備をする。メフメトは元ムスタファの個室を与えられる。リュステムが主馬頭に任命される栄誉に浴す。忠誠心の高さを見て取ったスレイマンは戦場のイブラヒムへの配達物を命じる。 |
| 1  | 2  | 結託                 | セルジューク朝の時代からペルシャはずっとオスマン帝国が西欧を向くと反乱に立ち上がる。今は首領タフマースブが反旗を翻している。同じイスラム教文化圏を武力でもって制圧することにイスケンデルは乗り気ではない。イブラヒムは血と死を求めるかのように戦いに身を投じていく。側近のマトラークチュやチョバンも心配している。主馬頭の主要な仕事は国中の伝達包囲網を把握することである。リュステムは戦場のイスケンデルからの文をヒュッレムに手渡す。そこにはリュステムは信頼に足る有能な男であるとの推薦が書かれていた。スレイマンは御前会議にてアヤス宰相に地中海を掌握するフズルの到着を盛大に用意するよう命じる。フズルはスレイマンに地中海の要所アルジェ（現在のアフリカ大陸のアルジェリア）の鍵と奴隷女を献上する。ヒュッレムは母后の部屋を得るべく奔走し、到着した奴隷女を検分し、美人は自分付きにするよう手を回す。ハティジェは自分の結婚を割いた一端にヒュッレムを逆恨みして自分と同様にスレイマンとヒュッレムの間に女を割り込ませるべく策を練る。また自分が育った厳格な規則を遵守していた後宮に戻すためにギュルフェムに引退を勧告する。 |
| 2  | 3  | 激突                 | ムスタファは順調に軍政官としての仕事をこなすがマヒデブランの苦境を伝え聞く。ヒュッレムはスレイマンの乳母アフィフェが後宮出納官の任命されたことを知り、荷物をまとめ母后の部屋へ移住を決行する。抗議に乗り込んだハティジェの暴言に怒り「ご立派な皇女様より平凡な女官がいいだなんてプライドが傷つきますわね。大宰相の地位が惜しくて離れないだけですものね」とやり返す。愛よりプライドよりヒュッレムへの復讐の憎悪が勝ったハティジェはイブラヒムとの離縁を撤回する。ヒュッレムはミフリマーフの狩りの館への旅行に同行する。戦場のイブラヒムへスレイマンから死を意識した日の鎧が届けられる。だがイブラヒムの無鉄砲は収まらず配下の君侯まで叱責のために殺害する始末。イスケンデルはアゼルバイジャン軍政官ウスマーと接触する。ウスマーはかつてイブラヒムからシェリフ・ハンの首を上げなければお前の首を取ると脅迫されていた男だった。 |
| 2  | 4  | 手ごわい女           | ヒュッレムはイスケンデルへの伝令をリュステムに依頼する。完璧な筈のリュステムだが、ふいに乗馬中のミフリマーフが怪我をしてしまう。責めを問われる途中でミフリマーフが遮り機転を利かせる。母后の部屋のことで口論になっている件についても、お母様の部屋が欲しかったの、と言い張り、目の中に入れても痛くないほど可愛がっている小さな皇女のためにスレイマンは矛を収める。イブラヒムは戦時下にタシュルジャルという詩人と親交を結び始める。反乱の同盟勢力が次第に力を持ち盟主に成り上がっていく様を見つめるイブラヒムはまるで皇帝の称号に見合うようだとの着想を得る。ムスタファはお忍びでの狩りの最中に村娘ヘレナと出会う。新しい後宮出納官アフィフェがトラブゾン宮から到着して早速厳格な規則を適用し始める。 |
| 3  | 5  | 難敵                 | イブラヒムの元にフズルが訪れて語り合う。征服すべきアフリカなどの大洋側の新世界のことや世界一の美女ジュリア・ゴンザーガのことまで気が合い、現在のオスマン帝国での身分を遥かに超えた野心を隠して行動していることをお互いに鋭く感じ取る。フズリが地中海から救出したペルシャ人の女フィルーゼはお稽古で優美な楽器である琴をあてがわれるが聞くに耐えない演奏をする。だが深夜に片付けの仕事をしている途中で誘惑に勝てず1人で美しく演奏する。ハティジェはアフィフェを呼び、スレイマンの遠征前の宴の準備を命令する。アフィフェは宦官キラズと共に夜伽の側女を選ぶ中でフィルーゼを指名する。タシュルジャルがイブラヒムの暗殺を防ぐ。ムスタファは村娘ヘレナとの牧歌的な恋に惹かれていく。ギュルシャーはリュステムに惹かれている。ニギャールの出産が始まる。夜伽の件を知ったヒュッレムは宴を開くのに私の許可が求められなかったとアフィフェに指摘する。 |
| 3  | 6  | 見染められた娘       | 暗殺失敗したイスケンデルはウラマーを使ってイブラヒムの信頼する者を騙って偽の情報を掴ませて進軍方向を変えようと目論む。出産が終わったニギャールは赤子は死産だったと聞かされる。スレイマンはムスタファを出征させず皇帝代理に据えて帝都を守らせる。スンビュルはヒュッレムに命じられて宴に参加する側女を確認しようとするが、アフィフェに阻止される。かくして宴ではアラビア風の魅力を持つフィルーゼがスレイマンに見初められる。 |
| 4  | 7  | 運命の導き           | 赤子は娘だったと聞かされたニギャールは「お前のように切れ長の目で鼻の愛らしい女の子がいい」と睦言を聞いた日のことを思い返しながら自殺未遂を起こす。バグダッドに進軍予定だったところへ進軍方向を揺らがしかねない有力情報が届く。イスケンデルが周到に用意した偽の情報なのだった。イスケンデルはまた帝都のスレイマンにイブラヒムがペルシャに新王国を樹立する構想を抱いているとの告発文を届ける。大ペルシャ国家の設立に心を惹かれるイブラヒムは7万の軍勢を率いて急遽タブリーズ（ペルシャ）への進軍を決定する。フィルーゼは夜伽に祖国の伝説の鳥ブーティマールの髪飾りで美しく装う。ムスタファはヘレナの家が絨毯職工をしており、悪徳商人の不当に安い買付額で買い叩れ、法官もグルになって見て見ぬ振りしていることを知る。スレイマンはイブラヒムの元から戻った海軍提督フズルにペルシャ新国家設立の是非を問うが、フズリは強大な権力すぎるため致命的になる危険も伴うと返答する。 |
| 4  | 8  | 魔法の手             | ギュルシャーは夜伽の側女がミフリマーフ付きだとの情報を得る。だがどの側女であるかを聞き出す前にファトマに邪魔される。ミフリマーフの部屋に行くも間違えてナディアと勘違いする。ムスタファは素朴なヘレナに惹かれ、ヘレナも少しずつ想いを返すようになる。ジハンギルが再び夜中に泣き出すようになり弱り果てたところにフィルーゼが解決策として軟膏の調合を提案する。ヒュッレムはフィルーゼに治療院への出入りを許可する。バグダッドのサファーヴィー朝の王（シャー）タフマースブは進軍がこちらに来なかったことから好機と見做す。弟サームと湖を渡り一気に首都タブリーズに移動して合流し、一気にイブラヒムを叩き潰す作戦に出る。 |
| 5  | 9  | スルタン・イブラヒム | 皇帝代理となったムスタファがトプカプ宮殿に戻る。リュステムはニギャールを捕らえヒュッレムの前に連行する。スレイマンは出征前の挨拶を交わして出立する。タブリーズを陥落させたイブラヒムは書記官ジェラールザーデの前で「セラスケル・"スルタン"・イブラヒムが命じる――」と名乗りを上げて一同を驚かせる。総司令官であり”皇帝の”イブラヒム、という意味なのだった。イスケンデルは遺憾な面持ちで見やる。スレイマンはアヤスとリュステムを伴い戦勝祈願のため、オスマン中央南部のコンヤにある旋舞セマーで知られるイスラム教神秘主義メヴレヴィー教団の総本山を訪れる。なんと言っても今回の東方遠征は同じイスラム教徒同士の戦いであるためだ。イブラヒムもタブリーズの略奪を”スルタン”の名において禁じる。 |
| 5  | 10 | 陰謀には陰謀を       | ファトマはムスタファがヘレナに恋い焦がれていることも知らず喜び迎え出る。夜伽を務めた女への嫉妬に焼け付くような痛みを覚えながら、ヒュッレムは遠征中に始末する決心を固めている。翌朝、側女の大部屋にナディアの首吊り死体が吊るされているのを側女たちが発見して大騒ぎとなる。フィルーゼは自分の身代わりとなったナディアを愕然と眺める。スレイマンは伝令からイブラヒムが”スルタン”を名乗っていることを知る。ヒュッレムはナディアに手を下しただけでは飽き足らず、ハティジェを苦しめるためにニギャールと宮殿に戻す。フズルはチュニス（現在のチュニジア）攻略の前にムスタファに面会を求める。 |
| 6  | 11 | 皇帝の恋文           | アフィフェはハティジェに命じられてニギャールの引き渡しを要求する。ニギャールはスンビュルにヒュッレムの忠実な下僕になった理由を尋ねる。ギュルシャーがアフィフェに口答えしている場面に出くわしたヒュッレムは謝罪させる。地中海への航海に戻ったフズルは手下にジュリア・ゴンザーガの拉致を命令する。地中海だけでは飽き足らず、アフリカなどの新世界側の大洋を、ペルシャ新王国のスルタンになっているはずのイブラヒムと共に暴れまわるための条件として世界一の美女の献上が条件として提示されたからだ。スレイマンはイブラヒムと合流する。イスケンデルはここぞとばかりスレイマンに奏上するが逆に讒言と取られて叱責を受ける。ヒュッレムはスレイマンからの恋文を受け取るが、それはヒュッレム宛てではなかった。だが宛名の女の名はハティジェによって塗りつぶされていた。タフマースブはスレイマンに和平を申し出るが、返答は交戦か降伏の要求で「獅子の不在時に狩りをする狐を勇敢だと思うな」と痛烈に当てこすられていた。東方遠征が一段落したところでスレイマンはイブラヒムの不貞についに対峙する。 |
| 6  | 12 | 宿敵の処刑           | ハティジェから離縁は回避されたことを知ったイブラヒムはマトラークチュに嬉しい以上に悲しいとの素直な胸中を打ち明ける。ギュルシャーは単独行動が起こして失態したことをアフィフェに知られたヒュッレムは激怒する。戦場のリュステムはハティジェの密使による手紙を発見して破り捨てる。イブラヒムはバグダッドでも勝利を挙げるも軍資金と人名が失われた汚名を補佐官イスケンデルに着せ告発する。スレイマンは裁判を提案する。名誉挽回しようとハティジェとフィルーゼの話を立ち聞きしたギュルシャーは例の女がフィルーゼであることを知り投獄される。ニギャールは監禁状態が逆転したかようなギュルシャーをいとも簡単に手玉に取る。イブラヒムはイスケンデルと共謀していたウラマーに不利な証言を強要する。イスケンデルは極刑を免れ得ないことを感じリュステムに最後の意思を伝える。ウラマーと財務局書紀アリに手を回して証言を変えさせた不平等裁判だった。裁判の結果、無実のイスケンデルが絞首刑となる。処刑の様子をスレイマンは厳しい顔つきで眺めていた。スレイマンがリュステムと忌憚なく話す様子を見たイブラヒムは初めてリュステムを意識する。その夜スレイマンは枕元に立ったのはイスケンデルの夢を見て飛び起きる。実は激しい気持ちを隠し通して「私に無実の男を殺させたな、イブラヒム。お前も同じ道を辿るがいい」と燃えるような憤怒を胸中に秘めていたのだった。側近くに控えていたリュステムもまたそれを知る。 |
| 7  | 13 | 帰還                 | 命を助けて逃がす条件としてハティジェの暗殺を強要されたギュルシャーは愚かにも決行してしまう。ハティジェに馬乗りになったところでニギャールが背後から近づいてギュルシャーを口封じに始末する。助け出されたハティジェと窮地に立たされたヒュッレムの双方が、ニギャールのほうを振り向きながら退出する。マヒデブランにもギュルシャーの最後に思うことがあるためか「お前はギュルシャーより惨めに死ぬ」と吐き捨てるように言われる。後宮はスレイマンとイブラヒムの凱旋が伝えられ浮足立つ。ミフリマーフは美しく成長していた。ファトマはムスタファの子を解任していた。ニギャールはこのときを待っていた。ヒュッレムが秘密に気付いたらお前を消すとフィル―ゼを焚き付ける。 |
| 7  | 14 | 2人の皇子            | ミフリマーフは中庭の散策中にタシュルジャルと出会う。メフメトはイェニチェリへの入隊式を希望する。ハティジェはニギャールの処遇を決める。再度結婚させるというもので、ムスタファの子を宿したファトマに「結婚できるだけ有り難く思わなきゃ」と嘲笑されて頭に来たニギャールは嫌味とも脅迫とも取れる言葉をかけて去る。マニサでは村娘ヘレナが父親の借金の片に悪徳商人アッバスと婚約させられそうになっていた。ヘレナは本当の名も身分も行方も知れないムスタファのことを思わずにはいられない。メフメトの入隊式が麗々しく執り行われる。 |
| 8  | 15 | 側女の告白           | フィルーゼはミフリマーフがタシュルジャルに惹かれていることを知り、橋渡し役を買って出る。皇帝代理の役目を終え、メフメトの入隊式も済み、ムスタファとマヒデブランがマニサへ戻る日が近づいている。メフメトも地方赴任を望む。後宮に戻るなりハティジェとヒュッレムの小競り合いや諍いに疲れたスレイマンはフィルーゼを召す。夜伽のあったことを知るヒュッレムは嫉妬の業火に苛まれる。思い出すのは「もう若く美しい婦人ではないわ」とのハティジェの言葉。容色の衰えが気になり始める。マヒデブランとの別れの言葉にも自然と愁傷さがにじみ出る。タシュルジャルはムスタファと共にマニサに発つ。メフメトの成人に伴い、夜伽の側女を選ぶにあたってヒュッレムはフィルーゼこそ例の女だと知る。あまりの仕打ちに決然としてスレイマンの部屋に踏み込むが、ヒュッレムは卒倒してしまう。スンビュルはニギャールが長年知っていたことに気づき話を聞くが、例によって煙を巻くような弁解と真実と嘘を織り交ぜた話の上手さで、誤解を正解と思わせて面従腹背巧みに操っていたことを知る。 |
| 8  | 16 | 愛の終わり           | 常であれば美貌を生かしてスレイマンの腕の中で涙ながらに訴えるのはヒュッレムの筈であった。ご寝所に上がるなり気絶したヒュッレムの様に後宮の異変を感じ取ったスレイマンはアフィフェを呼び出して「後宮を保てと言ったはずだ。理由が何であれ醜悪な計略に加担するな」と初めてきつく叱責する。リュステムはスレイマンにイスケンデル派である自分はいずれイブラヒムから粛清の憂き目に遭うと奏上する。イブラヒムに確認するが「帝国の大宰相を侮辱し、陰口を叩く者は不要です。私は陛下の絶対的代理人なのですから」との弁だった。ミフリマーフと共にいたフィルーゼを見たヒュッレムは思わず声を上げる。フィルーゼはスレイマンの寝所で涙ながらに窮状を訴える。イブラヒムとハティジェは狩りの館に旅行に行き心を近付ける。イスタンブールの法官エブッスードが市中の視察に出る。 |
| 9  | 17 | トルコ石             | 事態を知ったミフリマーフはフィルーゼの個室を訪れる。ヒュッレムが嘆き悲しむ姿を初めて見たミフリマーフは「陛下の側女として何をしても構わない。だがお前は私たちの懐に入り名乗り出ず欺いた。その失態だけで私には十分」と述べる。厳かな気品に満ちた姿にフィルーゼは縮こまる。スレイマンは自室でトルコ石（フィルーゼ）の宝石装飾に注力している。イブラヒムはフィルーゼを呼び後見役を申し出る。ジハンギルはフィルーゼを恋しがる。ヒュッレムとリュステムはフィルーゼの排除に関する共謀をする。2人の結託を恐れるイブラヒムはリュステム排斥が既に失敗しているため、せめて中央政権から遠ざけるべくテケ県軍政官への昇進を言い渡す。スレイマンはチョバンに命じてイブラヒムが任命及び解任を行った抄録をまとめ上げさせる。スレイマンに奏上する機会を得たチョバンはイスタンブールの法官が悪徳裁判を行っていると付け加える。マニサに戻ったムスタファはヘレナと再会する。イブラヒムは政争による罷免は素早く行動する割に、大切なイスラム法に則った遵守がなされているかどうかについては後回しで調査が滞っていることを知ったスレイマンは自ら調査に乗り出す。 |
| 9  | 18 | わだかまり           | エブッスード師の父もまた賢者で先帝セリムに仕えていた。小麦粉で作るはずのパンに大麦を混ぜて作ったパン屋の罪に適用される処罰は法令集には書いてはいない。もし全ての罪に対応する処罰があるのであれば法令集がありさえすれば誰でも法官になれる、だがそうではない。法令にない場合は良心に従って裁く。法にも良心にも依らず不正に人を裁いた場合は死後の世界で業火に焼かれる。このように述べた。深いイスラム法への知識と敬愛を見て取ったスレイマンはエブッスードに褒め言葉を下賜する。イブラヒムはその様子を敵視する。ハティジェは結婚指輪をはめる日が来たとイブラヒムに宣言する。ヒュッレムはフィルーゼの食事に睡眠薬を混ぜて眠ったところをリュステムにバルコニーから落とさせようとするがニギャールに阻止される。ヒュッレムはニギャールを問い詰めるがまた二枚舌で言い抜けられてしまう。命が狙われたことに気付いたフィルーゼは単身ヒュッレムの部屋に乗り込み啖呵を切って脅迫する。アフィフェが顔色を変えてお妃様であるヒュッレムに謝るよう叱りつける。 |
| 10 | 19 | 隠された真実         | ムスタファはヘレナの父から婚約が決まっていることを聞かされる。ムスタファが村娘に夢中になっていることを知ったマヒデブランは反対の声を上げる。スレイマンとフィルーゼが中庭を散策していることを知ったミフリマーフは2人の間に入り、娘である自分との時間を作ってくれるよう父帝の約束を取り付ける。イブラヒムがリュステムの命を狙っていることを知ったニギャールは真夜中にリュステムの家を訪ねて結託を持ちかける。イブラヒムはハティジェとの仲直り晩餐会でメフメトにフズルからの献上物であるティツィアーノによるジュリア・ゴンザーガの絵を贈る。イブラヒムの抱擁の中ではハティジェはイブラヒムとニギャールの娘の面影を思い浮かべる。スレイマンは身分を隠してエブッスードの裁判傍聴に出かける。まさしく不貞行為についての裁きだった。見事な判決を聞いたスレイマンはエブッスードの見事な自宅の庭を訪れる。花も人も適量な水や正義がなければ枯れてしまうとの言葉に胸を打たれたスレイマンは、現在の帝国の法律を調べて足りないものを明らかにするよう頼む。 |
| 10 | 20 | 命を賭けた愛         | スレイマンとイブラヒムは法改正の方向性を話し合う。ヒュッレムはスレイマンと子供たちの狩りの館への旅行に同行を許されなかったことを知る。それを知ったミフリマーフも旅行を取りやめる。ムスタファに返り見られないファトマはフィダンに愚痴を言う。ヒュッレムはフィルーゼを呼び出し絞首台の前に立たせて首を締めるがすぐに解放し、お互いにスレイマンの心を失ったほうが猛毒をあおって死ぬ、という賭けを取り付ける。ヘレナはついに悪徳商人よりはましであろうムスタファ皇子の後宮に正体を知らぬまま入るがフィダンやファトマの冷たい視線にさらされる。ギリシャ系で純朴で貧しい娘ながら身分も知らずに愛した真っ直ぐな情熱をムスタファ皇子に向けるのだった。ファトマはマヒデブランにまで泣き言を言う。 |
| 11 | 21 | 皇帝の憂い           | ヒュッレムは後宮がハティジェ主導のもとアフィフェが総力を上げてフィルーゼを扱ってきたことについて、アフィフェに「お前のどこが公正？ それはどんな正義？」と抗議する。「ハティジェ皇女、イブラヒム大宰相、母后、マヒデブラン、皆が私を冷血、魔女、妖術使い、毒婦、と呼び、何度殺されかけたか分からない。追放され処罰も受け、それでも皆が私への仕打ちには口をつぐみ誰一人語らない。フィルーゼはその皆を味方に付けた。皆が結束してあの者を守り、私の懐に忍び込ませ、私を笑い者にした。これがお前の公正なの？ アフィフェ」と語り、アフィフェは目をそむけてしまう。マトラークチュが歴史戦記を書いていることを知り、イブラヒムは自分の遠征記の執筆も依頼する。スレイマンは狩りの館でメフメトと真剣で手合わせをする。ヒュッレムは以前スンビュルに頼んでいた、国内外の要人についての調査結果を受け取る。ヘレナはムスタファに他に妃がおり、しかも解任していることを知る。ミフリマーフは宦官ズムルトを使い、タシュルジャルへ手紙をやる。フィルーゼは宦官キラズから木曜はイスラム教における家族で過ごす安息日なので夜伽はないことを聞き出すと何やら考えを巡らせる。スレイマンが狩りの館から戻り、ミフリマーフは母上の嘆きが不憫で狩りの館に遊びに行けなかったの、もちろん母上はお怒りになったわ、と愁訴する。ヒュッレムとともに大宰相邸を訪れたスンビュルは宮殿の子守係を見つける。すでにハティジェの双子も大きく医女でもないことから不審がる。ヒュッレムはイブラヒムの密会現場の密告にきたのだった。スレイマンはフィルーゼの首筋に残る跡に気付く。 |
| 11 | 22 | 新たな手札           | 神聖な木曜の家族の日にフィルーゼを寝所に上げ、自分は帰されたことからヒュッレムはフィルーゼとの賭けに負けたと思い込む。かつてマヒデブランが木曜に上がろうとも手も触れられることもなく過ごされていた日。自分がいつしかマヒデブランから奪った日。自分の血のつながった家族は一体にどこにいるのだろう？ ルテニアで死んでしまった者たちだろうか？ 絶望から頭の冠を外しバルコニーで猛毒をあおろうとした瞬間、アフィフェの手が伸びて毒を奪い、命を救われ、あのあとフィルーゼは部屋に帰され夜伽はなかったと聞かされる。アフィフェは命を賭けたヒュッレムの誠実こめた強い愛情と神聖な木曜に準ずる信仰心を知り、真のお妃様であると信じるに足ると知ったのだった。マヒデブランはタシュルジャルにムスタファの側近として戒める。ヒュッレムはスレイマンに宗教寄進（ワクフ）として政府高官の妻を集め金銭的物質的ではなく精神的な協力による救貧院の建立を希望する。スンビュルは子守係の跡をつけてニギャールの子が生きていることを知る。ニギャールはイブラヒムとハティジェにリュステムとの結婚を希望する。ヒュッレムはイブラヒムにニギャールとの子の居場所を知っていることを匂わせる。 |
| 12 | 23 | 運命(カデル)         | スレイマンはご寝所にジハンギルを呼び寄せてフィルーゼと3人で過ごす。ミフリマーフがジハンギルを寝かしつけのため連れ戻しに来る。イブラヒムはギュルフェムに詰問して子の墓の場所を聞き出すが、果たして墓には何も埋まっていないのだった。スンビュルは子の名前がカデル（運命）だと知る。夜も遅く初めてヒュッレムはイブラヒムから呼び出される。カデルを渡す代わりにフィルーゼを追放する取引をする。ムスタファは村と両親を恋しがるヘレナを後宮の外に連れ出す。純朴な両親には野心などはなく、ただ外聞と名誉のためヘレナとの結婚を希望される。ヘレナは貧しい暮らしながらも奴隷でなくオスマン帝国の自由市民なのだった。許し合い元鞘に収まったのもつかの間、イブラヒムはハティジェにいたいけもない幼子を連れ去るとは人間のすることか？ と怒号を浴びせてしまう。イブラヒムは執拗にスンビュルも尋問する。メフメトは母が次々と降りかかる問題に対処する間にミフリマーフ付きの側女クララに入れあげている。ミフリマーフの理解を得ようとフィルーゼは躍起になる。ファトマは皇子がいるからといってマヒデブランが後から来たヒュッレムに出し抜かれたように安心できないと言ってフィダンに窘められる。 |
| 12 | 24 | 密約                 | ヒュッレム主催の政府高官の妻たちの茶話会が開催される。反対票はなく皆からの賛成を取り付ける。スレイマンはエブッスードとジェラルザーデに法改正の検討委員会の結成させる。ニギャールはリュステムと再婚する。イブラヒムとハティジェはカデルとフィルーゼの交換条件について利害が対立している。ムスタファはマニサの市中で引きずり回されている女を助ける。既に髪は処罰のため短く刈り込まれているその女は、ディアナという名からイスラム教徒ではなく帰る家も家族もない天涯孤独であることが分かったため後宮に連れ帰る。ヒュッレムはスレイマンにイブラヒムに関する讒言を聞かせるが、スレイマンは「お前はイブラヒムばかりを言うが、お前がもし他の者だったらとっくにどうなっていると思う？」と口にする。ファトマは出産する。果たしてムスタファの子は皇子だった。近く皆で祝福に訪ねることとなる。木曜の家族日に入り込むため、フィルーゼはスレイマンとミフリマーフとの昼食さえ実現させる。 |
| 13 | 25 | 法と秩序             | 大宰相邸から娘が熱を出した知らせを受けてハティジェは癒しの手を持つフィルーゼを所望する。イブラヒムは大宰相邸の馬車をやるが行き先はボスポラス海峡の船上であり、中にはスンビュルが待っていた。取引成立とみなしたヒュッレムは大宰相邸にカデルを届ける手配をする。イブラヒムはその晩、世界でただ一人自分に属する家族カデルと共寝する。マニサに行くわずかな乖離の時間も今のメフメトには惜しい。クララにヌルバハル（光る春）と名付ける。翌朝すがすがしい気分で目覚めたヒュッレムは側女の大部屋にフィルーゼがいるのを発見する。イブラヒムはヒュッレムとの密約を破ったのだった。 |
| 13 | 26 | 皇族の威信           | スレイマン一行はマニサに到着する。イブラヒムはエブッスードの庭で詩人と死生観についての話をする。イブラヒムが敬愛するダンテ・アリギエーリ作「神曲」の中で「地獄への道は善意の石が敷かれている」との格言を引きながら傲慢な態度を示唆するが、イブラヒムは気分を害したように背を向けて去っていった。その夜は気の合うフズルとイタリア及びローマ征服に向けて語り合うことにする（イブラヒムの故郷パルガは現在のイタリアにある）。フズルは約束したジュリア・ゴンザーガについて「かの有名な公爵夫人を攫おうと攻撃するとローマ法王が勘違いして逃げちまって」と陽気に冗談を飛ばす。マニサではムスタファの息子に皇帝スレイマンと同じ名が与えられ衝撃が走る。ミフリマーフは中庭でタシュルジャルと密会する。アフィフェはフィルーゼに「ヒュッレムと張り合うな。あの夜止めなきゃ死んでいた。何も見ていなかった。お子たちも、有り余るほどの財産や地位さえも。頭から吹き飛んでいらした。過去の行いを正当化はできない。それでもあのような愛の前には誰もが頭を垂れるべきだ。ちょうど陛下でさえもそうあられるように」と説き伏せようとする。ヒュッレムはヘレナに嫌がらせしていたファトマを諌める。スレイマンは結婚の許可を願い出るムスタファに「お前は私の正義の代理人。奴隷でも戦利品でもない娘を拉致したのか。我が皇子たるものの振舞いか？ 皇族の威信に傷がつく」と激怒する。一方、オスマン帝都のイブラヒムはフランス大使を前に「陛下は私に全権を託された。戦争も和平も私次第だ。最も危険な猛獣、獅子であろうと力ではなく知性で調教できる。猛獣使いはまず餌で手懐け習慣化させる。獅子とは君主であり、猛獣使いは宰相だ。私も尊きオスマン帝国の主を真実と正義の棒により躾ている」との衝撃的な発言をしていた。 |
| 14 | 27 | 暗殺者               | スレイマンは2人の皇子ムスタファとメフメトに、イブラヒムとのマニサでの若き日々の話をする。目には楽しげな光が宿り息子たちに伝えることにもまた喜びを感じているようだった。イブラヒムはフランス大使を前に書記官ジェラールザーデの目がときたま鋭く光るような際どい発言を続けている。通商協定を提案する大使に「協定はしよう。だが我々はこれを協定とは呼ばない。我々からの下賜だからだ」と言い放つ。ムスタファはメフメトが狩りの館でスレイマンから聞いた、玉座を照らす一筋の光、それがメフメトだった――との夢の話を思い返していた。散策を続ける2人の背後の木立の陰から矢を射掛けた者がいるのを見てメフメトはとっさにムスタファを庇って負傷する。一方、帝都ではマトラークチュがニギャールをカデルのもとに案内する。フィルーゼが退屈しのぎに乗馬に出かけるが落馬する。リュステムが介抱しつつ首をへし折ろうとしたところ、首筋にタトゥーで刻まれた紋章を発見する。 |
| 14 | 28 | 父と子               | スレイマンはムスタファの関与を疑っている。リュステムはニギャールが娘に会ったことを知り、母親と別れた日を回想する。ディアナはマヒデブラン妃に心酔しており、悪く言うナズルを平手打ちする。エブッスードは不肖の息子に手を焼かされている。スレイマンはムスタファの師にヘレナとの結婚を阻止するよう言いおいて帝都への帰途に着く。フィルーゼ存命を知ったヒュッレムはスンビュルから事情を聞き出し、リュステムを呼び出す。マヒデブランはムスタファの結婚について説得する。 |
| 15 | 29 | フィルーゼの秘密     | スレイマンはハティジェを呼び出してイブラヒムの隠し子についてヒュッレムの所為にするのではなくイブラヒムと解決するよう言い渡す。リュステムが軍政官として赴任するのではなく妻ニギャールがカデルの世話をするために帝都に留まっていることが面白くない。リュステムはヒュッレムにサファーヴィー朝の王族を意味する紋章を見せ、危険を犯さずともフィルーゼを追い出せると請け合う。スレイマンはフランス大使の直接の拝謁を許し、フランスとの友好を宣言する。ローマのカール5世を亡き者にする同盟が申し出られるが、手のひらを返される可能性を鑑みて却下する。フズルの攻略したチュニスとアルジェが奪還されたことを引き合いに食い下がるが、カール5世がスレイマンの東方遠征の不在を狙った意気地の無さを避難して交わす。フランス大使は引き下がり通商協定の下賜への感謝と政治同盟は秘する盟約を述べる。ヒュッレムはフィルーゼを投獄する。怒り心頭のスレイマンはヒュッレムの居室に足を運ぶが、ヒュッレムはフィルーゼを引っ立てて「後宮に乗り込んだ目的を話せ」と命令する。スレイマンにサファーヴィー王朝の間諜である旨を暴露する。イブラヒムを呼び出し、レイ出身のアッシリア（現在のイラク）人だと思っていたとの弁解を受けるが、厳然として身元とこれまでの隠密行動の解明を命じる。タフマースブの一族をイブラヒムが隠れて連れ帰り後宮へ忍び込ませた疑惑を捨てきれないのだった。東方遠征のあいだ諜報活動をしていたのか、ジハンギルの薬と称して治療院から薬を調合してスレイマンの寝所で使用していたのか、杳として判明しない。ヒュッレムはハティジェに「私を消すために皇族の未来を危機に晒した」と詰め寄る。ハティジェはイブラヒムに苦境を訴える。イブラヒムは私がこの手で斬首すると答える。フィルーゼ黙秘を続けてスレイマン本人のみに釈明すると主張する。いわく「私はフィルーゼ・ベギュム・ハン。名前は私の愛と同じく偽っておりません。タフマースブの姪で、父はタフマースブに殺された。切り札として利用された」と釈明する。「キリスト教とだと嘘をつきましたが、後宮の規定ではイスラム教徒は側女になれない。結婚しない限りは」と結婚を迫る。 |
| 15 | 30 | 結婚か追放か         | スレイマンはフィルーゼの涙ながらの愛の告白を聞く。ハティジェは再び懐で蛇を育てていた憤怒を顕にする。イブラヒムはフィルーゼがタフマースブの従姉で、父がサームを支持したため追われたと話す。ファトマは皇子スレイマンをマヒデブランの腕に抱かせる。マヒデブランはフィダンに命じてファトマを追い詰めてヘレナを追放するようけしかける。企みが成功しそうになりながらディアナに暴かれる。実はマヒデブランの意図通りであったが忠実さゆえに正しく暴露したディアナを疎んじ始める。マヒデブランはイブラヒムに説得を頼む。ヒュッレムは愛を賭けて猛毒を片手にスレイマンがフィルーゼを後宮に残し正式な結婚をするかどうかを息を飲んで待つ。スレイマンの決定は「私の庇護を求める者は誰であれ敵（ペルシャ王朝のこと）の手には渡さぬ」と言葉を下賜し、アマスヤの館を渡すが生涯二度と会わぬというものだった。トプカプ宮殿を去るフィルーゼにヒュッレムは「お前の言う"真実の"愛は私の渡した毒薬を飲むほどの勇気を与えない」と言う。ヒュッレムはリュステムにペルシャから迎えが来るよう手配する。 |
| 16 | 31 | 密会                 | ヒュッレムから渡された猛毒を手にフィルーゼを乗せた馬車がアマスヤへの道を辿る。途中で馬車が止められ、血が流されることもなく迎えが来たことを知る。ペルシャからの使者はフィルーゼをヒュメイラ・ハートン（"女官"の意）と呼び、不仲と騙ったはずのタフマースブが心配していること、また本物のフィルーゼが別にいること、スレイマンの前で王族と偽ったのは結婚を迫るためであり、王族印を付けられていたのは間諜のためであり、そして真の王族ではないことから命も奪われず、騙った愛もおそらく真実ではなかったことが判明する。被り物のベールが落ちて顔が男たちの前で顕になる。一方、ローマでは法王が交代する。イブラヒムは新法王が先代法王ほどの支援をフランスに対してしないと忠言する。カール5世（神聖ローマ帝国）とフランソワ1世（フランソワ）の仲裁を担い、オスマン帝国への抵抗勢力を拡大し、再び十字軍遠征を組織するとの見方を示す。ただし法王には12万ドゥカ（金貨）ほどの財力しかないと足元を見て、スレイマンはキリスト教世界の分裂を目論見、ルターのバチカンへの抵抗活動を指示する。またヒュッレムの宗教寄進（ワクフ）に200万アクチェ（銀貨）の直領地を加えるよう御前会議で決定する。なお、この時点でのイブラヒムの俸給は300万アクチェである。ヒュッレムはエブッスードと離宮で会談を持ち、宗教寄進の助力を請い、モスク、救貧院、イスラム学院、コーラン学校、病院を含むモスク複合施設を建設するべきとの助言を得る。ヒュッレムはリュステムにタシュルジャルを見張るよう命じる。イブラヒムはブルサでムスタファと密会する。結婚の件を説得するためだった。しかしスレイマンにはエディルネ行きの許可を願い出たのであり嘘をついていることをヒュッレムがスレイマンに奏上する。「あなたを玉座から引きずり下ろす画策では？」と。リュステムはテケ赴任を前にニギャールに家中の財産を盗まれる。 |
| 16 | 32 | 血の宣告             | ニギャールは娘を誘拐して逃げていた。イブラヒムは不在で、マトラークチュがリュステムに知らせる。スレイマンはブルサから戻ったイブラヒムを詰問する。イブラヒムは次第にスレイマンとの間に流れ始める不協和音を感じ取る。ヒュッレムが言葉巧みに誘導しているのだった。ヒュッレムはアヤスに近づく。イブラヒムはヒュッレムに蛇が小さいうちに潰さなかったのでいまや7つの頭を持つ竜になった、今こそ抹殺するべきだと脅迫とも取れる言葉を投げかける。ニギャールはボスポラス海峡の渡し船を手配する男に声をかけて生まれ故郷のスリナ（現在のルーマニア）へ渡る算段をする。ムスタファはイブラヒムの説得により考えを改めてヘレナと話をする。ヘレナは結婚せず村に帰ることとなる。ヒュッレムはミフリマーフ付き宦官ズムルトを締め上げてタシュルジャルとの仲を取り持っていたことを知る。スレイマンは玉座に座ったムスタファに命を奪われる夢を見る。 |
| 17 | 33 | 宿命の対決           | イブラヒムはニギャールの足跡を追い娘エスマヌルを取り戻す。「お前に娘と会わせぬ選択肢もあった、その返礼がこれか」と怒号を飛ばす。ヒュッレムはマニサへ忍び込ませた側女からムスタファが結婚を諦めたとの報告を受ける。ハティジェはメフメトの地方赴任を言い出すが時期尚早と言われる。イブラヒムはメフメトが地方赴任を望むようフズルと共に進言する。ミフリマーフは晩餐にも意気消沈している。ハティジェはミフリマーフに近づく。ヒュッレムは離宮でアヤスと密会する。ムスタファとイブラヒムの謀反の疑いが拭い去れず心痛が続くスレイマンは嵐の夢を見て倒れてしまう。 |
| 17 | 34 | 首のない影           | ヒュッレムは昏睡状態のスレイマンを発見する。医師から毒を長い間盛られていたと聞かされたイブラヒムは顔色を変える。フィルーゼが長年に渡り投薬していた可能性に思い当たる。アフィフェは息子でスレイマンとは乳兄弟でもあるヤフヤを呼び寄せるよう提案する。嫌疑を向けられていることを感じ取ったイブラヒムはヤフヤを即刻参内させる手配にまわり、夜を徹してマニサのムスタファのもとへ参上し、「オスマン帝国があなたをお待ち申し上げております」と奏上する。リュステムはヒュッレムにお子たちの命を救う道を確保すると約束する。ヒュッレムはメフメトと運命を待つ。翌朝マヒデブランはスレイマンの不調を聞く。幸い一命を取り留めたスレイマンは毒の調査をイブラヒムではなくアヤスに命じる。スレイマンはその理由をイブラヒムに「誰もお前に疑いを残さぬようにアヤスに命じたのだ」と言う。 |
| 18 | 35 | 間諜                 | マニサ宮に行商人（史実ではエステル・ハンダリ？）が参内する。密書を携えマニサの者と連絡を取っている。フィダンは調査を命じられる。エブッスードは断食月（ラマダン）に従うべき規則を書き出す。エブッスードの息子アフメトは暴力事件を起こして投獄される。それを知ったイブラヒムはパルガ生まれの子供でも偉大なる帝国の大宰相職にあるのにお前の息子は酒場で放蕩三昧だと侮辱する。ヒュッレムはスレイマンからメフメトの赴任が決まったことを聞かされる。スレイマンは命を救った乳兄弟ヤフヤの住まいを訪ねて夢の話をする。ヤフヤは重大な決断の岐路に立たされてお心を煩わせていらっしゃいますと言い当てる。調査から外されたイブラヒムはマトラークチュからフィルーゼがアマスヤに向かわずにペルシャの使者に迎えられたことを聞かされる。スレイマンは取りなしに参上したイブラヒムに「私が可能性で動けば皆が苦しむことになるだろう」と言う。回復してからのスレイマンは長らくヒュッレムを顧みなかった態度を改め優しく接する。ヒュッレムはスレイマンの数ヶ月に渡る被毒を許せずイブラヒムをとある館の建設現場に呼び出す。 |
| 18 | 36 | 底なし沼             | ヒュッレムはイブラヒムと話し合いを持つ。ヒュッレムが去った後、イブラヒムは十数人の刺客に襲われる。1人2人斬り伏せ剣戟が舞う。辛くもイブラヒムは逃れる。一方マニサ宮では密偵探しが続いていた。タシュルジャルが手紙を燃やすところを見られ疑いの目を向けられる。ミフリマーフと連絡を取っているのだが言い出すことができない。マヒデブランは恋文は燃やすものではないと詰問を続ける。ファトマは皇子スレイマンを心配するあまり夜も眠れなくなる。ディアナが罠にかかり投獄されるが、ディアナを糾弾したギュリザールも疑われる。タシュルジャルからの頼りを待つミフリマーフの前でヌルバハルが失神する。医女の見立てでメフメトの子を身ごもっていることが分かる。ハティジェは断食明けに姉シャー皇女を招待するとアフィフェに言いつける。 |
| 19 | 37 | 狙われた皇子         | ディアナ投獄中にもかかわらずムスタファの命が狙われ、ギュリザールは追放される。メフメトはイブラヒムと過日フズルと造船所を見に行ったことにかこつけて海を見に連れ出される。それを知ったヒュッレムは命を狙った報復にメフメトが狙われると直感し顔色を変える。ヒュッレムはリュステムにメフメト捜索を依頼する。果たして崖下にメフメトの衣を纏った斧槍持ちペルチェムが倒れていた。エブッスードはスレイマンに「この世で最も大切なことは正義の天秤を保つこと、だが親しい者が疑われると人はまっすぐに天秤を持つことができなくなる」と奏上する。ヒュッレムはメフメトが心配になり地方赴任を遅らせるよう懇願する。 |
| 19 | 38 | 断食月の悪行         | 断食月が始まる。善行を積むためヒュッレムも寄進を進める。エブッスードの妻とアヤス夫人にも協力を仰ぐ。マヒデブランとムスタファはマニサの騒動をイブラヒムに相談すべくタシュルジャルを帝都に派遣する。イブラヒムはギュリザールをスレイマンの前に突き出すとヒュッレムを脅す。ヒュッレムは朝までに女を殺すようリュステムに命ずる。リュステムはイブラヒムに暗殺者を始末されたことを知るが、機転を利かせて女の家族を捕らえ、馬車で護送されてくるギュリザールに見せる。家族の命を狙われたギュリザールはヒュッレムの密偵である証言を変え、タフマースブの使者の名を挙げ、イブラヒムがヒュッレム妃の名を言わせようと強要したと言い残してバルコニーから身投げする。ヒュッレムは女の家族が生涯食い扶持に困らぬよう手配する。イブラヒムはリュステムの出身を豚飼いの息子でクロアチアのブトミルの奴隷だと言うが、リュステムは一点だけ訂正する。「私は奴隷や徴用された改修者ではなく9歳で自分の意志を以って帝国に来た」と。 |
| 20 | 39 | コーランの贈り物     | スレイマンは断食月に空腹のため気が荒ぶり立つ民を思い、市中の売買、衛生管理、取締りが法に準拠してなされるようエブッスードに監視を厳命する。イブラヒムでは外国人通商の権益を守る側に徹するからだった。蚊帳の外に置かれたイブラヒムは腹いせに御前会議にてエブッスードの不肖の息子アフメトの当てこすりを口にする。スレイマンとヒュッレムは最初の日没後の断食明けの晩餐（イフタール）を大宰相邸で過ごす。イブラヒムは400万アクチェへの俸給増額を願い出るが却下される。マニサでは皇子スレイマンが天然痘に罹患する。宮殿に出入りする者からの感染か陰謀かを嘆き悲しみながら審議する。ヒュッレムは宗教寄進を進める中、シェムセッディン夫人から贈られたイスラム教の聖典コーランをアヤスからイブラヒムに渡るよう手配する。イブラヒムはコーランの贈り物を拒絶し、夜間の特別礼拝（タラウィー）を欠席する。 |
| 20 | 40 | 大宰相の未来         | ハティジェの招聘により皇女シャー・フーバンが到着する。幼少からハティジェとは気性が合わないと言われるシャーは先にトプカプ宮殿に参内する。リュステムはアヤ・ソフィア・モスク夜間の特別礼拝でイブラヒムに民衆の声を届けるよう命令する。逆上したイブラヒムは明日処刑すると喚く。翌朝、大宰相邸は怒れる民が押しかける。スレイマンは斬首はお前の一存ではなく裁判で決定すると言い渡す。マニサ宮では皇子スレイマンが夭折する。 |
| 21 | 41 | 正義の判決           | ニギャールは娘との別れを嘆き悲しむ。イブラヒムはいつか必ず娘と再会できると請けあって安心させる。ハティジェとシャーとヒュッレムは晩餐のイフタールを共にする。ハティジェは裁判の必要性はないとスレイマンに訴えるが退けられる。ミフリマーフはメフメトの説得を続ける。エブッスード法官の裁判の見事さに傍聴していたスレイマンはある決心をする。悲しみに沈むマニサに側女のアイシェが懐妊したと伝えられる。ヒュッレムはアヤスと密談を持つ。アヤスはジェラールザーデに議事録の調査を命じる。ミフリマーフはヌルバハルの堕胎処置を知ったキラズに口止めをする。アイシェが皇子スレイマンを殺したと信じるファトマは深夜の襲撃に出る。アヤスはスレイマンに議事録を奏上する。 |
| 21 | 42 | 決断の時             | 「最も危険な猛獣であろうと力ではなく知性で調教できる」「猛獣使いはまず餌で手懐け、それを習慣化させるのだ」「獅子とは君主であり、猛獣使いは宰相である」「尊き帝国は私が支配している」との議事録にスレイマンは衝撃を受ける。日没後の食事（イフタール）を政府高官を呼びイブラヒムの大宰相邸で共に晩餐するとの招きにも気もそぞろな様子である。まるで我が傀儡であるかの傲岸で不遜な発言の数々に心痛の日々が続く。ミフリマーフは容赦なくキラズをトラブゾン宮に追放する。トプカプ宮殿に雪が降って側女たちも大喜びである。イブラヒム邸での晩餐にはスレイマンは欠席する。フランス大使がマキャベリ「君主論」の贈り物を献上する。フズルが悪魔の書と言われているとの風評を伝える。スレイマンは決意を抱えてエブッスードの家を訪ねて自分の勅令にイスラム法にかけても背かず死刑を執行するための知恵を仰ぐ。メフメトはミフリマーフが中絶をヌルバハルに強要したことを知る。 |
| 22 | 43 | 法官の答え           | イブラヒムはシャーの訪問を受ける。過去イブラヒムとシャーは想いを通じ合っていた時期があったのだった。スレイマンはイブラヒムのバイオリンの音を所望する。ヒュッレムはヌルバハルの処置を知る。ヒュッレムはミフリマーフに秘密を持つなとたしなめる。側女ニサからヌルバハルが追放されたことを聞いたメフメトはミフリマーフに声を荒らげる。エブッスードはスレイマンに知恵を授ける。コーランには預言者は眠りは死の兄弟であると書いた一節があるとのことで、眠る時に死に、目覚める時に生き返る、要はスレイマンが睡眠中であれば己の勅令にも背かず自分の決断として死刑を執行することができるというものだった。イブラヒムはシャーの夫であるアナトリア軍政官ルトフィーの謁見を行う。ルトフィーと共に娘エスマハンと宦官メルジャンが到着する。マヒデブランはフィダンにファトマの埋葬を命ずる。 |
| 22 | 44 | 同志イブラヒム       | スレイマンは憂いを振り払うがごとく速駆けに出る。森を馬で駆け抜け海を眺め、無実のイスケンデルを思い、イスケンデルの財産を没収して我がものとしたイブラヒムを思う。年の近いミフリマーフとエスマハンは仲を深める。スレイマンはヒュッレムを呼びイブラヒムと晩餐の会を持つ。スレイマンは若き日に鷹匠だったイブラヒムの姿を思う。イブラヒムは遅い晩餐だったことからトプカプ宮殿で夜を過ごすこととなる。悪魔の書「君主論」を床に就きながら読む。スレイマンは眠れぬ夜を過ごす。夜更けに黒服の死刑執行人が就寝しているイブラヒムを絞首する。ハティジェは真夜中に姉ベイハンの訪問を受ける。翌朝、目覚めたハティジェはイブラヒムの棺を目にする。 |
| 23 | 45 | 大いなる喪失         | イブラヒムが庭の偶像に囲まれて横たわっている。スレイマンはルトフィーやカスムを含む御前会議を開くとアヤスに命じ、アヤスが大宰相職に任命された。ルトフィーはルメリ軍政官に異動となる。シャーはメルジャンからイブラヒムの死去を伝えられる。ハティジェは半狂乱でスレイマンに食って掛かる。側女、女官、宦官たちも勢揃いしている中でヒュッレムに暴言を吐く。マトラークチュはスレイマンにも知られぬ場所にイブラヒムを埋葬するよう命じられる。ヒュッレムはリュステムを帝都イスタンブールに召還できるよう画策する。アヤスと会談し、リュステムを御前会議に推挙するよう命じる。スレイマンは睡眠が禁忌（ハラム）になったかのように感じて一人苦しむ。 |
| 23 | 46 | 炎の衣               | リュステムは一年前のイスケンデル処刑の日とイブラヒム処刑の日が同日であるとの指摘をする。日を決めるに当たっては思いつきなのではなくしばらく以前から決意を秘めていたのではないかと拝察する。ニギャールはマトラークチュのもとを訪れる。マトラークチュはニギャールと共に墓参りをする。マヒデブランとムスタファが帝都に戻る。マヒデブランとギュルフェムとハティジェはヒュッレムへの復讐を誓い合う。断食明けの皇帝挨拶の席にハティジェの姿はない。ルトフィーとリュステムのどちらが新しく御前会議に入閣する宰相になるか固唾を呑んで両陣営が緊張する中、ルトフィーの名が発表される。 |
| 24 | 47 | ハゲワシの争い       | リュステムと共に帝都に戻ったニギャールはハティジェに近づき「墓さえ作らせなかった者たちが大宰相の子供を生かしておくと思いますか？」と言葉巧みに誘導する。その実、自分だけはマトラークチュに聞いて墓の場所を知っているのだった。ヒュッレムはルトフィー宰相就任の祝いにかこつけてシャーの真意を確かめに訪れる。ハティジェはヒュッレムもシャーもハゲワシのようだとマヒデブランにこぼす。ムスタファはアヤスに忠告と見せかけて脅迫する。帝都より遥か山中にマルコチョールの姿があり十字軍の盾を持った兵士を切り伏せる。ギュルフェムはエスキサライ（旧宮殿）から優秀な女官を連れてきたと言ってマヒデブランに忠実なファーリエをトプカプ宮殿に務めさせる。ヒュッレムはイブラヒムの喪に沈む後宮で断食明けの祝宴を催して皇女陣を挑発する。地方赴任を再三申し出るメフメトはムスタファの横槍によりスレイマンにまずは遠征に出てから地方赴任を考えようと言われる。マヒデブランはミフリマーフとの恋を諦めるようタシュルジャルを説き伏せる。タシュルジャルはマトラークチュとエレニカの酒場で酌み交わす。 |
| 24 | 48 | 報復の誓い           | 挑発に昂然と反発を現すハティジェは「下劣な女」とヒュッレムを罵る。ミフリマーフは決意を秘めた瞳で「お言葉に注意を」と対抗する。頭の良いシャーはスレイマンを動かせた。ハティジェがヒュッレムを側女たちの前で侮辱し続ける中、スレイマンが宴を訪れる。大宰相邸にてシャーは初めて「感情的に振る舞っていいことがあった？」とハティジェ、マヒデブラン、ギュルフェム、ベイハン側に立ちたしなめる立場を表した。マヒデブランの意に従い、タシュルジャルはミフリマーフを諦める。ニギャールはイブラヒムの墓に語りかける。後を尾行したシャーはイブラヒムの墓の場所を知る。シャーは言葉巧みにニギャールの復讐の矛先をヒュッレムに向ける。ニギャールが去った後、シャーは一人イブラヒムの墓に誓う。シャーはマヒデブランをマニサに戻す。アヤスを呼び出したヒュッレムはリュステムの御前会議入りについてテケ県軍政官からディヤルバクル州軍政官に昇進させるのが先決だと言われる。マルコチョールが帝都入りする。エブッスードのもとを訪れたスレイマンは暗い胸の内を慰められるような思いをしていた。 |
| 25 | 49 | 暗殺命令             | 帝都に任務のため到着したマルコチョールとマトラークチュは馴染みの酒場で忌憚なく語り合う。シャーはリュステムを離宮に呼び出して面会を持つ。ニギャールが後宮に上がりヒュッレムへリュステムへの疑いを植え付ける。ハティジェは私的なイブラヒムの追悼の儀を大宰相邸で催す。後宮に潜入したファーリエはマヒデブランの密命で入浴中のヒュッレムのもとへ短刀を片手に向かう。異変を感じ取ったスンビュルが外から扉を叩く音で形勢不利と見て取り、お妃様の命を守るためだったと嘘をつき手柄を褒めて遣わされる。アフィフェはファーリエに目を光らせる。メフメトとエスマハンが近づく。 |
| 25 | 50 | イチジクの木         | 中庭の開放的な空気の中ミフリマーフは数年ぶりにマルコチョールと再会する。幼い頃はマルコチョールと結婚するのだと口にしていた相手だった。メルジャンから報告を受けたシャーはハティジェに大人しくしているよう言い渡す。さもなくばムスタファにも疑いがかかるのだった。シャーはギュルフェムとファーリエを呼び出して事情を聞き出し、今後は自分に仕えるよう言い渡す。アフィフェはエスキサライに送り返すよう主張するがヒュッレムは退ける。ヒュッレムはファーリエに自分に仕えるよう大金を渡す。その頃バチカン法王はオスマン帝国のイタリア遠征への対処の心構えを説いていた。御前会議ではベネチアを攻撃対象とするか否かを焦点に話し合いが持たれる。バチカンはモルダヴィア（現在のロシアの西側の東欧との境にあった国）大使が訪れる。ヒュッレムはミフリマーフのタシュルジャルとの恋の手引をしたズムルトの追放を決定する。ハティジェはマニサに追放となる。 |
| 26 | 51 | イタリア遠征         | 思惑が交錯する中、パルガ出身のイブラヒムの生涯の夢だったイタリア遠征に向けて始動する。マルコチョールを従えたスレイマンは外国人に通商を与えている市中観察に赴く。バチカンが差し向けたモルダヴィア大使の手先が凶刃を振るおうとした瞬間マルコチョールが捉える。後宮ではシャーがヒュッレムの用意した新居ではなくハティジェの屋敷に移ると言い出す。マルコチョールの誠心の重臣ぶりを再確認したスレイマンは近侍として帝都に留任させる。セリムとバヤジトは喧嘩が絶えない。殊に今回のイタリア遠征にはメフメトとセリムを伴い、ムスタファとバヤジトを残留するとの沙汰が下ったからだった。ヒュッレムは皇子たちを諌める。シャーはニギャールに時期を待つように言い渡す。ヒュッレムのもとへリュステムの手配したマニサの厩舎の馬番ハリルが重大な告発を携えて参内する。ヒュッレムは血相を抱えて帝都の責任者チョバンを呼び出してムスタファが挙兵して帝都に進軍したと報告する。 |
| 26 | 52 | 試練                 | 皇子たちの命を守るためミフリマーフと案じるヒュッレムはバヤジトの思わぬ勇敢な一言に救われる。スンビュルはアフィフェに急ぎ知らせる。スレイマンは遠征先で奇襲に遭い、メフメトとセリムの安否も分からないという。チョバンを呼び出したシャーはムスタファの進軍を止める手紙を書くよう説得される。ミフリマーフは弟たちの命を守るためシャーに援助を請う。バヤジトは安全を考慮してヒュッレムしか知らぬ筈の場所へ護送されるが途中で襲撃される。ニギャールはヒュッレムにリュステムは自分の利益が一番の男だと吹き込み、ムスタファが玉座に就けば他の皇子が殺されるため、先んじて王座に皇子の一人を就けるよう勧める。スレイマンの無事が確認された中、バヤジトが行方不明になる。捜索の末にある小屋にたどり着いたヒュッレムはシャーから全て自分の仕組んだ狂言だと聞かされる。一瞬で破滅が訪れるので教訓を得るように、と言われ、ヒュッレムは激高してとうとう立場を表明したシャーに戦線布告する。一方リュステムはマトラークチュとイブラヒムを巡り対立していた。 |
| 27 | 53 | 姉妹の確執           | ミフリマーフは母ヒュッレムにシャーの魂胆を見抜けなかったと謝罪する。シャーはスレイマン不在中にヒュッレムがいずれかの皇子に玉座占領宣言を勧告すると踏んでいたのだった。ニギャールは役目を担ったものの予想通りの結果だったとシャーに奏上する。ニギャールが敵であると判明したヒュッレムとスンビュルは話し合う。アフィフェは単身シャーの館に乗り込み計略への遺憾の意を表する。シャーはヒュッレムは悪行三昧だが私は品行方正で私の関与を兄が信じる筈がないと言い切る。マニサのハティジェとマヒデブランは占い師サーリハを呼び寄せる。シャーに元大宰相邸を乗っ取られたと知ったハティジェは激怒し帝都へ帰る。その手紙にはシャーこそがイブラヒムの死に関与した者だとあったからだ。戦場のセリムは兵士処刑を見て嘔吐する。スレイマンにフズルからベネチアの裏切りが伝えられる。あまつさえオトラント（現在の南イタリア）にも艦隊を以って参戦するため上陸したとのことでアヤスが叱責される。シャーの館を訪れたハティジェは昔シャーがイブラヒムに宛てた手紙を手にする。 |
| 27 | 54 | 持久戦               | ハティジェはシャーが昔イブラヒムと恋仲にあったことを知った。シャーに元自分の館からトプカプ宮殿に移るよう言い争う。ハティジェは宮殿の地下から自分のものを屋敷に戻すようアフィフェに言いつける。ハティジェから非難されたシャーは怒り心頭でヒュッレムに「奴隷として連れて来られたのだから奴隷として死ね。スルタンは称号ではなく血だ。お前には流れていない」と暴言する。一方、大艦隊を率いたフズルはバチカンのローマ法王、カール5世、フェルディナント、中立だった筈のベネチア、逃げ回っていたはずの十字軍、全キリスト教世界が一丸となってイタリアに集結したことに敵を一掃する機会であると熱り立っていた。シャーの意向でメルジャンが陣頭指揮を執り作戦が展開される。ファーリエが主犯格でニギャールはスンビュルを足止めする役だったが、スンビュルからシャーがイブラヒムと熱愛関係にあったことを聞かされる。ハティジェはミフリマーフを引き止める。ファーリエはナズルを捕らえ地下牢に拘束する。メルジャンが尋問し、ナズルはハティジェにシャーの手紙について証言させられる。ハティジェは皇統の血族を長年世話してきたナズルの死について責任がヒュッレムにあるとなじるが、手を下したのはシャーなのだった。ヒュッレムへの憎しみから考えを変え、シャーに屋敷を渡したまま宮殿に留まる決意をする。マニサ宮にジェノバの女商人シニョーラ・ガブリエラが参内する。 |
| 28 | 55 | 消えぬ地獄           | ガブリエラはマヒデブランに外国人通商の保護を求める。ムスタファは法官に事情を聞きただす。ハティジェの計らいで占い師サーリハが女官としてトプカプ宮殿に参上する。長期戦になる見通しだったスレイマンからヒュッレムに恋文が届けられる。スレイマンはベネチアが手のひらを返したためコルフ包囲が冬季に差し掛かりそうなことから引き上げを決意する。帰還の挨拶にはハティジェも出席してスレイマンを喜ばせた。シャーの屋敷にルトフィーが戻る。ハティジェはサーリハに怪しげな薬を煎じさせる。ヒュッレムから事情を聞かされたとしてもスレイマンが自分の側を信じるものと思っていたシャーだったが、スレイマンはムスタファの挙兵を一番の問題として激怒していることに気付かされる。皇子を玉座に座らせる計略だったと説明しても同じことがムスタファにも言えるだけで説明の意味をなさないのだった。 |
| 28 | 56 | 呪術                 | スレイマンはエブッスードを帝都イスタンブールの法官からルメリ軍法官へ昇進させる。ヒュッレムはニギャールからミフリマーフとマルコチョールが離宮で密会をしていると聞かされるが、そこに待っていたのはハティジェだった。ヒュッレムはサーリハに羽交い締めにされ薬を嗅がされ気を失う。気がついたときには記憶を失って自室に寝かされており身体には発疹が出始めていた。シャーはハティジェが単独行動を始めたことに気づき詰問するがはぐらかされる。シャーはメルジャンにヒュッレムの監視を命令する。シャーはニギャールを呼び出しハティジェの行動について訪ねるがニギャールは自分がハティジェとヒュッレムを引き合わせたにもかかわらず知らぬ振りをする。スンビュルとアフィフェは記憶を失う直前のヒュッレムがニギャールの訪問を受けていたことを突き止める。シャーは夜にルトフィーと部屋で語り合うが共寝はせず自室に帰るよう言い渡す。スンビュルがニギャールをヒュッレムの前に突き出すがいつもの如くしらばくれるばかりだった。 |
| 29 | 57 | 業火                 | |
| 29 | 58 | 暗黒の死闘           | |
| 30 | 59 | 皇女の行方           | |
| 30 | 60 | 一石三鳥             | |
| 31 | 61 | 内廷宦官長           | |
| 31 | 62 | イブラヒムの遺産     | |
| 32 | 63 | 皇子の出陣           | |
| 32 | 64 | 狡猾なワナ           | |
| 33 | 65 | 皇子の召喚           | |
| 33 | 66 | 悩める者             | |
| 34 | 67 | モルダヴィア遠征     | |
| 34 | 68 | 秘策                 | |
| 35 | 69 | 黒幕                 | |
| 35 | 70 | プレヴェザの海戦     | |
| 36 | 71 | 完璧な計画           | |
| 36 | 72 | 天国と地獄           | |
| 37 | 73 | 形だけの結婚         | |
| 37 | 74 | 皇帝家の婿           | |
| 38 | 75 | 皇女の嘆き           | |
| 38 | 76 | 黒死病               | |
| 39 | 77 | 母の約束             | |
| 39 | 78 | 亀裂                 | |
| 40 | 79 | 傷心の決断           | |
| 40 | 80 | ウワサの真偽         | |
| 41 | 81 | 小さな証明者         | |
| 41 | 82 | ミフリマーフの結婚   | |
| 42 | 83 | 皇子の赴任           | |
| 42 | 84 | ニギャールの運命     | |
| 43 | 85 | 罪深き怒り           | |
| 43 | 86 | 楽園からの追放       | |
| 44 | 87 | 後継者の母           | |
| 44 | 88 | 消えた皇帝妃         | |
| 45 | 89 | 失踪の謎             | |
| 45 | 90 | 永遠との結婚         | |
| 46 | 91 | 小さなヒュッレム     | |
| 46 | 92 | 衝撃の結末           | |

## シーズン4

### シーズン4の各話のあらすじ
| 回 | 話           | サブタイトル             | 各話のあらすじ |
| -- | ------------ | ------------------------ | --- |
| 1  | 1            | 家族の集い               | 舞台は奴隷兵（カプクル）イブラヒムの声と共に幕を開ける。断食月のある春の夜に謀殺された無念さと死して煉獄に落ちた苦しみを訴える。ヒュッレムは占星術師に帝国の後継者を占わせる。アマスヤに赴任中のムスタファはある日帝都に呼び戻される。セリムとバヤジトも呼び戻され、ジハンギルの成人の帯刀式の儀のためだけでなく近く玉座に一番近い県と言われるマニサに赴任する皇子の名が発表されるからこその招聘と噂される。大宰相となったリュステムのもとを訪れたフズルは大宰相職を象徴する赤の長衣（カフタン）は言わば炎の衣だと言う。ミフリマーフが侍女長となったギュルバハルを呼びヒュッレムを探させるが宮殿内に姿が見当たらない。ルメイサの娘ネルギスシャーを連れたムスタファが帰途する道上に歩兵常備軍（イェニチェリ）が激励の列をなして見送る。リュステムもアジズから報告を受ける。ヒュッレムはマヒデブランの計略により殺害されたメフメトを思い出す。スレイマンはメフメトを思い、エブッスードとマトラークチュ以外の者と会わぬ日々が続いていた。 |
| 1  | 2            | 後継者の器               | フズルはムスタファを自分の艦船に誘う。エブッスードはリュステムにイスラム長老と宗教的見解（ファトワー）が合わないとこぼす。スレイマンはジハンギルに獅子の指輪を贈る。帯刀式のマヒデブランはヒュッレムに「お前の罪を背負った可哀相なジハンギル皇子」と暴言を吐き「私の血は王朝で染まっていないわ。悪人を見たければ鏡を見なさい」と言われる報いを受ける。リュステムはスレイマンにイェニチェリが敬愛するムスタファを数千の兵を持って出迎えたと言う。セリムの側女ディルシャーは側女たちの大部屋で皇妃になる夢を語るが、ヒュッレムはスンビュルに「強い女がいてこそ男は成功する。もっと強い側女を探しなさい」と言いつけ、ベネチアの貴族出身チェチーリア（後にヌールバーヌー）に目を留める。マトラークチュとバヤジトが棒術の練習を重ねる中セリムが参会し、皇子同士の試合が行われる。その様子を見たスレイマンは顔色を変える。ヒュッレムはスレイマンに皇子の推挙を問われる。チェチーリアは義母の所為で運命の綾から結果的に追いやられる羽目となったオスマン帝国の後宮で侍女ヴァレリア（後にナーゼニン）と同格とされ怒りに燃えていた。 |
| 2  | 3            | 玉座への道               | ミフリマーフの屋敷にて内輪の晩餐会が催される。セリムが棒術の疲労を理由に自室へ下がるとバヤジトが口を開く。ミフリマーフとリュステムにはバヤジトが有力と見られていた。国庫の手当の少なさを理由にバヤジトは50万アクチェ（銀貨）の補填を願い出る。セリムは傍聴していた女官から資金困窮の内輪話を入手する。チェチーリアは真夜中に父が殺されたときの夢を見て飛び起き自殺を謀るがミフリマーフの屋敷から戻る途中のセリムにより介抱される。ヒュッレムは「知恵がなければ美しさなど無価値」と言う。女官ジャンフェダーがかつてニギャールがヒュッレムに女の栄華を説いたようにチェチーリアの行末に一筋の光明を当てる。スレイマンは宮廷建築家シナンの建造したメフメトの霊廟の視察に出る。エブッスードが玉座の重みを常に死が付き纏うと表現する。スレイマンは兄弟殺しによりトラブゾン軍政官に過ぎなかった父帝セリム1世が先々帝バヤジト2世から玉座を奪い取った経緯を思い浮かべる。ついに宣告が下された。マニサ軍政官となった皇子セリムはコンヤにいる腹心のガザンフェルを呼び寄せる。ムスタファは皇子たちの狩りの誘いを断りアマスヤに一足先に戻る。 |
| 2  | 4            | 陰の守護者               | 皇子選出の聖断が一段落してスレイマンとヒュッレムは久しぶりに語らい合う。気がかりが晴れてあえてヒュッレム失踪の暗雲が重く垂れ込めた時期の離別の苦しみを吐露する。マヒデブランはヒュッレムがセリムを推挙した真意など誰にも分からないという。リュステムはヒュッレムにセリムでは勢いが衰えると忠言するがヒュッレムは狙われるのはむしろ皇子たちではなく自分だと言う。チェチーリアは一計を講じてセリムの湯浴みに居合わせるが一顧だにされない。アマスヤへ急ぎ帰るムスタファ一行を木立の陰から下見する黒衣の男が二人隠れ潜んでいる。ムスタファの護衛が何事かを頷くと、夜明けと共に身なりの粗末な男共が一斉に襲撃を開始する。しかし黒衣の男二人で掃討される。襲撃者が一人捕らえられアマスヤの商人カスムの命令だったと白状する。だが実際はリュステムとヒュッレムにより仕組まれた罠でヒュッレムは失敗に激高する。陰の守護者がいるようだとリュステムは弁解としてフズルの名を挙げるがヒュッレムは納得しない。懐妊中のルメイサがムスタファを庇って身代わりになったのだった。一方チェチーリアはセリムのマニサ赴任の後宮に入るべくスンビュルに心付けを見せ取引するが侍女だったヴァレリアに出し抜かれる。エブッスードがスレイマンに現金による宗教寄進（ワクフ）の廃止の弊害を語る。セリムとバヤジトが早駆けの勝負をして行方不明となるがバヤジトがセリムを助ける。口論となった二人の皇子は血相を抱えて駆けつけたスレイマンに違う説明をする。           |
| 3  | 5            | 光り輝く女               | チェチーリアは稽古場から持ち去った紙と鉛筆で夜に後宮の屋根に登り星を素描する。アフィフェは衛兵に命じて連れ戻す。牢屋に禁固される直前にヒュッレム妃の行く末を星々から教わったので伝えて欲しいと叫び残す。スレイマンがバヤジトに「誰かに過ちを唆し更に追い打ちをかけるのであれば、その誘導した過ちはお前自身のものだ。怒りで我が身を滅ぼす性分を直せ」と叱る。翌朝アフィフェがチェチーリアをヒュッレムの目前に連れ出す。チェチーリアはヒュッレムという炎を読み解く。マニサではマヒデブランがメフメトを謀殺した自分の罪を被ってルメイサと孫皇子が死んだのではないかと嘆き沈む。ムスタファは剣を手に勇猛にカスムと渡り合い、リュステムの従者アジズが依頼者との自白を得る。カスムを生かしておくも口封じに殺害されたことからムスタファはアマスヤ宮殿内部に反逆者がいることを知る。リュステムがムスタファの師から受け取ったとされる、ペルシャ人の庇護者カスムとの確執を書いた手紙がスレイマンに奏上される。ムスタファは慎重の上に慎重を重ねてフズルが差し向けたという黒衣の伝令二人の身元を照会する。マニサ赴任を明日に控えて浮き立つヴァレリアをよそ目にチェチーリアは落ち着かない。ヒュッレムに直接訴え忠誠を誓う代わりにヌールバーヌー（光り輝く女）の名を賜り、ヴァレリアの代わりにマニサ後宮へ上がることとなる。 |
|    | 6            | ヒュッレムの憂い         | ヒュッレムが自室のバルコニーで倒れる。医女の診断は閉経による更年期障害だった。もはや皇帝の皇子を産むことはできない。ヒュッレムはスンビュルとファーリエと医女に箝口令を敷く。皇女ファトマがハティジェの娘フーリジハンを伴い、腹心のメレキと共にトプカプ宮殿に参内する。ギュルフェムからヒュッレムの不調を聞いたファトマは医女を詰問する。フズルの元に伝令アトマジャ（鷹の意）が訪れてフズルの娘が応対する。だがフズルからではなくまた別の陰の守護者からの伝令なのだった。リュステムが直接イスラムの現長老フェネリザーデを招聘する。前イスラムの長老チヴィザーデ同様、現金による宗教寄進（ワクフ）廃止派かどうかを聞き出すためだったが暴言を吐き捨てられる。「楽しみと喜びの皇女」と噂されるファトマがわざわざ窮屈な金の鳥籠と呼ばれる後宮に舞い戻った裏には理由がありそうだとヒュッレムはスンビュルに警告する。フーリジハンはバヤジトに急接近する。セリムがマニサに着任する。ムスタファのもとにアルジェ出身のフズルの娘ミフリュニーサが使者として立つ。伝令アトマジャがアマスヤに戻りヤヴズと話すところに警備隊長が聞き込みに来る。 |
|    | 7            | ムスタファの策略         | 後宮ではファトマ主催の宴が催され、ヒュッレムとミフリマーフが招待される。側女たちも勢揃いの中、ファトマにより更年期障害を暴露されたヒュッレムは一人部屋で号泣する。ミフリマーフは「楽しみのため女心を弄ぶとは」と公然とファトマを非難する。スレイマンはフェネリザーデを直接召喚して事情を聞く。その夜フーリジハンの奏でるバイオリンの音を聴いたスレイマンはイブラヒムとの思い出の記憶に圧倒される。閉経を迎えた女は美貌を持つ若い女に敵わないとしたファトマはスレイマンにギュルフェム推薦の側女を夜伽の献上品として用意する。内廷宦官長ロクマンを通じてヒュッレムは企みを阻止するもアフィフェから夜伽を用意するのが職務ですと泣訴される。ファトマは実はムスタファがヒュッレムという蛇を潰すために後宮に送りこんだ皇女なのだった。アマスヤでは警備隊長がアトマジャとヤヴズの罠にかかりリュステムの差し金と知られてしまうがムスタファは状況を利用するため泳がせておくことを決定する。マニサではジャンフェダーが侍従ガザンフェルを説き伏せ、ヌールバーヌーを夜伽に参らせるよう画策するが、あいにくセリムは市中で揉め事を起こしており虫の居所が悪かった。ジャンフェダーの禁酒を一番の任務とするという制止も聞かず、「セリム皇子が私の楽園に入るの」「釘を抜くのは釘よ。葡萄酒を持ってきて」と自信満々に奮い立つ。 |
|    | 8            | 誇り高き者の選択         | 皇子は痩せた女はお好みではない、と言われながらも葡萄酒を片手に、単身夜伽に乗り込んだヌールバーヌーは全て忘れさせるとの約束の一夜を過ごす。フーリジハンはファトマから手渡されたイブラヒムの日記を毎夜繰る。誇り高いヒュッレムは閉経の事実を公開されて側女を献上しない訳にはいかなかった。女人としての感情を抑えヴァレリアを選び赤い衣を着せて夜伽に参らせ、過ぎ去った残酷で美しい時間を思い慟哭する。ファトマはメレキから昨夜女人がご寝所に送られたことを聞く。ヒュッレムは「盲人は見えず。誇り高き者は見ず」の故郷のことわざを胸に、己の自惚れや虚栄心に負けないことを誓う。バヤジトはキュタフヤにすぐには戻らない意をジハンギルに明かす。ヌールバーヌーが朝食の手配をする間にセリムは苛立ちから鏡を割り豹変する。ジャンフェダーにお悩みを知らなければ忘れさせてあげられないと懇願するが事情はガザンフェルしか知らないと言われる。アトマジャが非正規騎兵（アクンジュ）ヤヴズをフズルに紹介する。ミフリュニーサはフズルのもとに帰らずアマスヤのムスタファの後宮近くの農家に住むことを決意する。アトマジャはイェニチェリの長官アリに重大な任務を伝令する。警備隊長は命が狙われているとリュステムに伝令する。ごひいきの部屋に通されたヌールバーヌーはディルシャーと同室と知る。ファトマはヴァレリアを訪れてヒュッレムの施した避妊処置を知ると、ナーゼニン（上品かつ優美の意）の名を与えて今後は処置しないよう言い渡す。                 |
|    | 9            | 皇子の苦悩               | スレイマンはバヤジトの荒い気性を気に病む。神聖な合同金曜礼拝を前にマトラークチュとジハンギルはバヤジトに反省の色をスレイマンに見せるよう促す。リュステムは屋敷の警護確認に余念がない。ムスタファはミフリュニーサと木剣で手合わせする。ファトマはフーリジハンを焚き付けてバヤジトとの恋を後援し、ナーゼニンをスレイマンのご寝所に送り込む。スレイマンはムスタファ暗殺の件で内心引責をリュステムに負わせているため不協和音が漂っている。命の危険から再三イェニチェリの長官アリを罷免するようヒュッレムを説得しかかるが許可が降りず不安を拭い去れない。民衆にムスタファやバヤジトより愛されていないのではないかと自信をなくす中、カザンフェルがセリムを市中のモスクへ金曜礼拝に行くよう説得する。果たしてそこには敬愛を表して民衆が集まっていた。マニサ宮に戻ると一年分の食糧が寄付されており、セリムは民に慕われていることを確信して自信を取り戻す。だがそれらは全てカザンフェルに命じてヌールバーヌーが手配させたものだった。安堵するガザンフェルの前に市中で殺された商人アフメトの妻が現れる。リュステムは長官アリの大宰相就任祝いの宴の招待を受ける。スンビュルは市中の女生地商人ジェヴヘルと出会う。スンビュルからバヤジトとフーリジハンが市中で買い物をしていた報告を受けたヒュッレムは、激怒してバヤジトの欠点をあげつらってしまう。                                                                                             |
|    | 10           | 皇女の追撃               | 皇子の赴任先で宗教寄進（ワクフ）を行うのは皇子の母の務めである。マヒデブランは宴を開いて支援者を探す。リュステムはイェニチェリの兵舎で長官アリの歓待を受けるが我慢の限界に達する。バヤジトはスレイマンに赴任先のキュタフヤに出立の挨拶をする。マトラークチュがリュステムとアリの諍いをスレイマンに奏上する。会議で独断にてアリを罷免しようとするリュステムにフズルが意見する。リュステムはスレイマンの叱責を受ける。アマスヤではミフリュニーサが農場の改装に出た途中に怪しい動きをしている警備隊長を発見するが逆に見つかってしまう。危ういところをアトマジャとヤヴズに救われる。ムスタファが警備隊長を生かして利用する命令に背いたとして慌てるが、警備隊長が持っていた文を手渡し、役目を無事に終えたと報告する。ヒュッレムがリュステムを取りなす奔走に追われる中、ナーゼニンがファトマに何事かを奏上する。マニサではヌールバーヌーがセリムの夜伽に上がり、全てを忘れさせるとの約束を果たしに参上する。ヌールバーヌーはベネチアの舞踏会では皆が仮面に顔を隠し、男も女も共に踊ると話してセリムを楽しませる。スレイマンとヒュッレムが朝食を共にする中、ナーゼニンが懐妊を伝える。リュステムは腹心のアジズを亡くし、代わりに格闘家を倒して名を上げ、ザール（伝説の勇者）とも噂される従者マフムードに密命を託す。マフムードは21番部隊の兵士の中から役に立つ者を見つけ出してみせると豪語する。ヒュッレムはファトマとの全面対決を決意する。 |
|    | 11           | 愛の鎧                   | ナーゼニンの一件が仕組まれたものだとのロクマンからの報告で初めて懐妊を知ったリュステムは驚きと嫌悪の表情を隠せない。失意の中、ラナ妃と2人の幼い息子の待つキュタフヤに戻ったバヤジトは師父ムスタファにセリムの動向を探るため配下をマニサに送らせることで冷静に対処するも、寝所ではフーリジハンへの想いが募り落ち着かない。窮地に陥ったロクマンはファトマの侍女メレキを問い詰めファトマの秘密を聞き出すことに成功した。離縁したのは夫側ではなくファトマ本人の不貞が原因だったのだ。これをスンビュルから伝えられたヒュッレムはほくそ笑む。スレイマンは歩兵常備軍との騒動の件でリュステムに非があると断罪しヘルツェゴビナ県への追放処分を下す。ミフリュニーサを息子から遠ざけようと仕組んだ縁談話をマヒデブランから聞かされたムスタファは狼狽し苛立つ。リュステムを宴席に招待した歩兵常備軍長官の側近から自供を得るべく拉致監禁した旨の報告をマフムードから受けた直後、リュステムはミフリマーフが原因不明の体調不良により意識を失ったことを知らされる。市場で殺された商人の妻がセリムを法官に訴えることを侍女から聞いたヌールバーヌーは、このことがセリムに知らされる前にガザンフェルを妻に会いに行かせ訴えを取り下げさせることを画策するも高圧的な物言いが災いし失敗する。そこでヌールバーヌーは宮殿を抜け出して自ら妻に会いにいくことを決意する。                                                                                      |
|    | 12           | 心の命                   | 歩兵常備軍長官の従者の口を割らせたマフムードから、自分の失脚を画策した黒幕はフズルであったことをリュステムは伝えられる。事の真相とフズルとムスタファの強い結びつきをリュステムから聞かされたヒュッレムは、ムスタファを殺すのかとの問いに対し心の命を奪うのだと答える。マニサ民衆のセリムへの不評と商人の殺害事件の情報にいきり立ったバヤジトは離県禁止を無視しマニサ行きを決める。ファトマの元夫である軍政官ムスタファを呼び寄せファトマに復縁を求めるようそそのかしたヒュッレムの策略にはまったファトマは、スレイマンへの不貞の暴露を恐れやむなく復縁を奏上しに行く。ファトマが復縁を望んでいるとの偽情報をすでにヒュッレムから伝えられていたスレイマンは即座に許可する。ガザンフェルを従え秘密裏に宮殿を抜け出し例の商人の妻に会いに市場へ赴いたヌールバーヌーは身分を明かし、訴えを取り下げるなら残された子との生活を保障すると約束し同意を得るが踵を返した瞬間、こちらを睨み屹立しているセリムの姿に驚愕する。かねてから自らへのムスタファの偽らざる気持ちを確かめたかったミフリュニーサだったが、ついにムスタファ呼び出され愛はないとの非情な言葉に傷つけられ立ち去る。リュステムはフズルのもとを訪れ、誰にでも大切はものがあり時にそのためにはすべてを犠牲にするが、フズルにとってそれがミフリュニーサなのかムスタファなのかを問い詰める。                                                                                     |
|    | 13           | 海軍提督の窮地           | ムスタファと別れ泣きじゃくるミフリュニーサにマフムード率いる郎党が忍び寄り拉致を図る。ナーゼニンと仲睦まじいスレイマンの姿に苦悩するヒュッレム。市場で亡き商人の妻に会ったかどで地下牢に入れられたヌールバーヌーはセリムの厳しい追及に対し、愛ゆえの行動だったと訴えるも、プライドを傷つけられたセリムは越権行為として断じて許さない。ミフリュニーサの身柄を担保に、歩兵常備軍との騒動はアリ長官の計略だと奏上するようフズルに要求した後、リュステムはヘルツェゴビナに向かうが、別れ間際、体調不良はリュステムの出立を阻むための詐病だったとミフリマーフから打ち明けられる。娘の命とムスタファへの忠誠心のどちらを選ぶかフズルは窮地に立たされる。スレイマンへの奏上はアリが支持を表明したムスタファへの糾弾に繋がるからだ。ジェヴヘルはスンビュルが後宮宦官長であることを突き止め行商を口実に大部屋に入り込むと、それに気づき立ち去るスンビュルを追いかけ先日告白した愛に変わりはないと伝える。ミフリュニーサの拉致を知らされ従者らと共に捜索にあたるムスタファは手掛かりをもとに帝都へ向かう。バヤジトは忍びで訪れたマニサの市場で商人らからセリムの醜聞を自分の耳で確かめるもスレイマンへの奏上は急がない。セリムは商人の妻を呼び出し訴えの取り下げを要求するが、その人間性に信を置いたヌールバーヌーとの約束通りすでに実行したと聞かされる。                                                                                     |
|    | 14           | スンビュルの恋           | ヒュッレムはナーゼニンの部屋に侍女を忍び込ませ薬に毒を仕込む。正体を隠しマニサ法官を訪ねセリムへの訴え取り下げに怒りをあらわにしたバヤジトは、セリムに見つかり宮殿でもてなしを受けるが互いに罵詈雑言が昂じると席を蹴る。皆にとっての最善策であると、フズルは体調不良を理由にスレイマンに辞意を伝えるが、沙汰は病因判明後と先送りになる。フズルの辞意奏上をムスタファ擁立派黒幕に伝えた伝令ヤブズは「例の女人」を使ってミフリュニーサの居所の探りを入れるよう命ぜられる。セリムが下した追放処分により自由と大金を手にしてベネチアに帰れるとガザンフェルに伝えられるがヌールバーヌーはこれを拒む。ミフリュニーサの拘束継続をマフムードに指示した手紙をヒュッレムはスンビュルに手渡す。久方ぶりの我が子の誕生はメフメト亡き後の神の思し召しと心待ちにするスレイマンにヒュッレムは慌てふためき、ナーゼニンが毒入りの薬を服用するのを食い止めるようファーリエに命じ、すんでのところで難を逃れる。再び訪れたジェヴヘルの自宅で互いの愛を確かめあい一夜を過ごしたスンビュルの寝姿の傍らでジェヴヘルはヒュッレムの手紙を盗み見る。ヤブズらが間諜として送り込んだ女人とはジェヴヘルだったのだ。リュステム不在の間、大宰相代理を任命された門衛長ソコルルは、敵対勢力であるフェネリザーデ師の失脚を画策するヒュッレムに師の過去の過ちを探り出すことを誓う。                                                                                     |
|    | 15           | 仕組まれた疑念           | 地下牢で意識を失ったヌールバーヌーは回復後、セリムから懐妊の診断を伝えられる。スンビュルが使者に渡したヒュッレムの手紙がミフリュニーサの拉致犯宛てだとジェヴヘルから教えられたヤブズは使者を追跡する。ソコルルが探し出した文書をフェネリザーデに突きつけたヒュッレムは、地位乱用の発覚による解任を望まなければ辞意を奏上するよう迫る。スレイマンは辞意の理由が明かされないままフェネリザーデを解任しエブッスードを後任に充てる。ムスタファはミフリュニーサ救出後、互いの愛を確かめ合うも愛する者への危害を恐れ帝都送還という苦渋の選択を告げる。救出劇での剣術からただの伝令ではないと勘づかれたアトマジャは、フズルから皇子守護の特命を授かったのだとムスタファに打ち明ける。フズルの見舞いをヒュッレムから勧められたスレイマンが赴いた先で目にしたのはミフリュニーサといるムスタファとアリ長官の姿だった。ムスタファが規則違反の帝都行き情報を得たヒュッレムがスレイマンに皇子への疑念を生じさせようと邂逅を仕組んだのだった。ムスタファ率いる艦隊から一斉砲撃を受けるという直近の悪夢を思い出したスレイマンに呼び出されたムスタファは嘘を交えこう釈明する。山賊に誘拐された相談役ミフリュニーサを救出後、フズルの元に送り届けるための帝都行きだったのだと。しかし疑念にかられたスレイマンは内廷出身の軍団将校らの内偵調査をソコルルに命ずる。                                                                                     |
|    | 16           | 戒め                     | セリムの失態と醜聞を洗いざらい暴露することに決めたバヤジトは、赴任県を離れた自らの非も含めてしたためたスレイマン宛ての書簡を師父ムスタファに手渡す。しかし日頃からフーリジハンからの恋文をバヤジトの手元に届かぬよう計らっていた師父は恋文もこの書簡も密かに火にくべてしまう。ムスタファの一連の行動に悪意はないと擁護するミフリマーフに苛立ち、玉座を奪おうとする計略を潰してスレイマンに真実を見せてやったのだとヒュッレムは豪語する。ムスタファを呼び出したスレイマンは処分保留にしていたアリ長官を斬首刑に処すことを告げその執行の任にあたるよう命ずる。宣告を甘受しムスタファにより刑場に連行されたアリは「我らムスタファ皇子殿下のしもべ」と叫び絶命する。処分を解かれ帝都に戻ってきたリュステムは参内し後任の海軍提督の選任を急ぐべきだとスレイマンに進言する。忠誠心への疑念は人を蝕むという警句を口にしたヒュッレムに対し、あなたの命運は自分の発言しだいだとムスタファは忠告する。忌み嫌う元夫との再婚を悲観していたはずが婚礼の宴でなぜか上機嫌にしているファトマの姿は周囲の者たちにとっては理解不能だった。アマスヤへの帰還の許可を求めるムスタファに対し、アリの後任の長官の任命式が執り行われる御前会議への出席を命ずる。そしてこう戒める。誤解を招かぬよう皇子として誰といかなる関係を築くかについては熟慮のうえ決めるようにと。                                                                                     |
|    | 17           | 皇子たちの恋             | 不相応な恋慕が不幸の原因と自責の念にかられるミフリュニーサは、ムスタファの将来を気遣い身を引くことを伝える。婚礼の夜、夫に精力増強のための滋養食の過剰摂取を煽ったファトマは自然死を装った殺害計画に成功する。ファトマを宮殿から追い出すヒュッレムの算段は潰える。バヤジトから返事が来ないことに煩悶するフーリジハンに、ジハンギルをキュタフヤに行く気にさせれば同行してバヤジトに会えるとファトマは智恵をつける。歩兵常備軍の将校がムスタファを訪れ、長官処刑後、一触即発の軍団は皇子即位のための反乱の準備は万全だと伝える。謀反を起こすつもりはないとムスタファが激昂し平手打ちをした将校の正体は、皇子に探りを入れるためにスレイマンが直々に送った囮だった。事件再発防止のため赴任県を回り皇子たちの評判を密かに探るようスレイマンはマトラークチュに命ずる。フーリジハンとの手紙の行き来の妨害をバヤジトに叱責された師父はスレイマンにこの交際が知られた際の沙汰を案じている。あらゆる困難に立ち向かう覚悟でミフリュニーサとともに生きる決意のムスタファは、フズルの了解のもと希望を託してアマスヤに戻ったミフリュニーサに秘密の結婚を申し出る。滞在先のキュタフヤ宮殿内のフーリジハンの部屋の前で躊躇するジハンギルは廊下の足音を聞き身を隠すと、扉の外でフーリジハンがバヤジトを迎え入れるのを目にし自分が利用されたことを知ることになる。                                                                                     |
|    | 18           | 秘密の関係               | ナーゼニンの出産の知らせに焦燥するヒュッレムは慌ててその場に駆けつけるが後で女児と分かり安堵する。フズルは参内し改めて辞意を伝えるが懸念を払拭したスレイマンは職務の継続を命ずる。フズルの留任に不満と危機感を募らせるヒュッレムに、フズルを「名誉に見合った方法で見送る」とリュステムは意味深な発言をする。ミフリュニーサの滞在を快く思わないマヒデブランに対し、規則ではなく心の声に従って生きる決意をムスタファは伝える。皇子たちの赴任県を見て回ったマトラークチュの報告で、セリムに着せられた汚名と殺人事件の訴えのもみ消し疑惑を知ったスレイマンは憤る。後宮の慣習を受け容れることができないヌールバーヌーは、いまだにセリムの他の側女との夜伽に耐えられず怒鳴り散らす。フーリジハンとの関係を知っているとバヤジトに漏らしたジハンギル。これを秘密にするよう頼み込まれた目には嫉妬と怒りがにじむ。フズルの順調な回復ぶりをリュステムから聞いたスレイマンはマトラークチュから土産にもらった蜂蜜の壺をフズルに贈ることにする。リュステムはかつてフズルと遠征をともにしたソコルルに蜂蜜を届けさせ、滋養のため毎日摂ることを伝えさせる。ミフリマーフがリュステムと寝室をともにしていないことを知ったファトマは、2人の前でマルコチョールの近況と過去の悲恋について話し出し動揺を誘う。リュステムからミフリマーフを引き剥がす作戦は昂じていく。                                                                                      |
|    | 19           | 禁断の愛                 | 皇子と海軍総督の娘の深い関係の発覚を恐れるマヒデブランにミフリュニーサは極秘結婚の意を打ち明け、絶大な影響力を持つフズルの娘との結婚はいわば愛のある政略結婚だと含める。若いうちの身を焦がすような恋愛をファトマに焚きつられたミフリマーフは、それを振り払うかのように夫と一夜を過ごそうとするが、いまだに愛されていないことを悟ったリュステムは部屋を出る。皇帝との更なる関係悪化を懸念したアトマジャはミフリュニーサとの決別をムスタファに忠言するが、翻意に至らずタシュルジャル同様、絶対的服従を誓う。殺人事件を再審理せよとの帝命はバヤジトの告げ口のせいだと思い違いをしたセリムは憤る。皇帝下賜の蜂蜜を毎日摂取していたフズルは御前会議の最中、昏倒してしまう。スレイマンに届けられる前にヒュッレムの手に渡った書簡の中身は、セリムによるバヤジトのマニサ行きの告発だった。帝都に戻り離宮に呼び出したフーリジハンを待つバヤジトの前に現れたのは、師父からの知らせで駆けつけたヒュッレムだった。ヒュッレムに帰還を急き立てられたバヤジトにアフィフェまでが現れ、スレイマンからの呼出しを伝えられる。無許可の帝都入りに加えフーリジハンへの愛ゆえとの釈明はスレイマンの逆鱗に触れ、バヤジトは辺境への追放を言い渡される。バヤジト追放によるヒュッレム陣営の弱体化を恐れるリュステムはスレイマンを説得できるのはヒュッレムしかいないと諭す。                                                                                     |
|    | 20           | 皇帝の孤独               | 亡き父イブラヒムの日記を手に取り部屋を飛び出したフーリジハンはスレイマンを訪ね日記の献上を申し出る。潔白にもかかわらず父親は処刑されたと信ずるフーリジハンは、バヤジトへの怒りを鎮め処断を改めさせるには、スレイマンにイブラヒムの忠誠心の証しを見せるしかないとの咄嗟の判断だった。マニサをセリムに任せたのは大切な皇子を敵の目から遠ざけ護るためだったのだとヒュッレムはバヤジトに伝え、処分の撤回に尽くすと約束する。臣下の忠誠心が見えず疑心暗鬼になっている自らを嘆くスレイマンは、バヤジトの過ちを報告をしなかったマトラークチュの忠誠心にも疑いの目を向け叱責する。衰弱するフズルを訪れ勝利宣言をしたリュステムはその大きな手を掴み笑みを浮かべる。その後フズルは亡くなる。皇子の過ちは自らの責任であり教えが不十分であったとスレイマンは涙に震えるバヤジトを抱き寄せ許す。その慧眼を示すとともに詩情豊かなイブラヒムの日記を夜明かし読み耽ったスレイマンは、臣下かつ朋友からの忠誠と敬愛を目にして心をかき乱される。フズルの後任に海軍司令官トゥルグットを推すマヒデブランにファトマは手を貸すと約束する。4人の皇子が集う中、セリムとバヤジトの口喧嘩が始まるが、ムスタファとジハンギルに咎められたセリムはその場を立ち去る。海の賢者と称され信任の厚い海軍司令官ピーリーはスレイマンの求めに応じ、後任の海軍総督の推挙のため参内する。                                                                                      |
|    | 21           | 謀略の海図               | 辺境への追放を免れたバヤジトはフーリジハンと会うことを禁止されるにとどまったが2人は逢瀬を重ねる。ムスタファ擁立派の黒幕を訪れたアトマジャは、ミフリュニーサ排除の命令がいまだに生きているかと尋ねる。ムスタファの即位には結婚という禁忌が障害となるであろうと改めて速やかな遂行を命じた人物は司令官ピーリーだった。海軍提督の後任としてトゥルグットが最有力だと話すスレイマンに対し、独断専行のフズル流でなく慣習と規則に忠実なソコルルをリュステムは推す。スンビュルを従え宮殿内の人気の無い回廊を急ぐヒュッレムは、石壁と見まがう秘密の扉を開け奥に消える。会議の間では任命式が行われソコルルの提督任命が宣言される。忠誠心を確かめるスレイマンの問いに前任の路線継承を表明したトゥルグットは脱落した。任命式の様子や、ソコルルを推挙したのは自分だと恩を着せ忠誠を求めるリュステムの声に、秘密の部屋の伝声管を通してヒュッレムは耳をそばだてる。提督艦船で遺品整理をするミフリュニーサの背後でアトマジャは短剣を引き抜こうとするが思いとどまる。ジェヴヘルの家で慣れない葡萄酒に酔いが回ったスンビュルは、御前会議の内容を盗み聞きするためにヒュッレムが秘密裏に作らせた部屋の存在を漏らしてしまう。かえって悪い結果を招きかねないとのリュステムの危惧をよそにミフリマーフはセリムとバヤジトの和解を図るため、きょうだいだけの食事会を開く。                                                                                      |
|    | 22           | 深まる亀裂               | 海軍提督に就任したソコルルを密かに呼び出し、ヒュッレム側かと探りを入れるファトマだが煙にまかれてしまう。ミフリマーフの開いた食事会は和やかに進んだものの、いつものセリムとバヤジトの口論はついには殴り合いの喧嘩に発展してしまう。兄弟からの敵意は自分のマニサ赴任に対する嫉妬からだと叫ぶセリムは孤立を深めるとともに次第に自暴自棄になっていく。ヒュッレムが秘密の部屋で御前会議を盗み聞きしていることをジェヴヘルはヤブズに伝える。迎えに来たと偽ってミフリュニーサを誘い出しついにその喉元に刃を当てたアトマジャだったが、ムスタファの子を身ごもっていると告げられ後ずさる。食事会での乱闘をミフリマーフから聞かされたヒュッレムのもとにヌールバーヌーが駆け込み、セリムがスレイマンに解任を願い出ると伝える。申し出にスレイマンは激怒するが、兄弟との無用な争いを避けるためでありマニサは他の皇子に譲りたいとセリムは退かない。ヒュッレムと皇子たちが揃う中、セリムのサルハン軍政官任命に対する異議は自分に対する異議であり、その申立てには代償を伴うと警告したスレイマンはセリムへの信任を宣する。出所不明の情報をもとに、以前挙動不審なスンビュルを見かけた回廊でファトマは侍女とともに秘密の部屋の在り処を探る。侍女が諦めかけたそのとき、ファトマは松明の燭台を引くと石壁が動き、秘密の部屋にたどり着くとヒュッレムの終わりを確信する。                                                                                     |
|    | 23           | ヒュッレムの秘密         | ミフリュニーサ殺害命令を反故にされたピーリーはアトマジャの釈明を頑として聞き入れない。バヤジトまでもがムスタファに傾倒することに業を煮やし、すぐにでもスレイマンとムスタファの絆に楔を打ち込みたいヒュッレムに、リュステムはいい考えがあると言う。自分は玉座を夢見ているがそれが叶わぬ運命なら代わりに果たして欲しいと、バヤジトとムスタファは互いへの支持を誓う。フーリジハンがバヤジトを惑わせたのは計略かもしれないとほのめかすヒュッレムにスレイマンは怪訝そうな表情をする。ムスタファはアトマジャに帝都に残りファトマに会って特別な任務を遂行するよう命ずる。危険を回避するには出産まで農場に身を隠し、子供は側女が産んだことにするのが最善だとミフリュニーサを説得するマヒデブランだがムスタファはこれに反対する。リュステムも知らないヒュッレムの秘密があり、リュステムもその秘密の被害者だと謎めいた言葉でファトマは揺さぶりをかける。セリムの部屋に側女がいると聞いたヌールバーヌーは興奮して駆け込むと突然産気づきその部屋で男児を出産する。会議の間でリュステムがムスタファの使者と会うという情報にヒュッレムは秘密の部屋へと急ぐ。会議に間でアトマジャはリュステムにヒュッレムの秘密を話すと切り出し、ここは盗聴されていると暴露する。不吉な予感に襲われ部屋を飛び出したヒュッレムを回廊で待っていたのはスレイマンの鋭い視線だった。                                                                                     |
|    | 24           | 最大の裏切り             | 唯一信頼していた者の裏切りに憤怒の形相のスレイマンに、宮殿内の数多の裏切りを防ぐためだったとヒュッレムは言い訳する。しかし今回のことこそ、その中の最大の裏切りだと反駁しヒュッレムを下がらせるとスレイマンは激しい悲嘆に襲われる。打ちのめされたヒュッレムを待っていたファトマは、おごりが死を招いたイブラヒムに触れ、もう終わりだと宣告する。凋落するヒュッレムは誰かに代償を払わせるだろうとのギュルフェムの言葉にナーゼニンが自分がそうなるのでと不安になるが、宮殿にいれば安全だとファトマは請け合う。秘密を漏らした裏切り者は誰かと腹心に詰問するヒュッレムに、スンビュルは自らの軽率な行動に思い当り白状する。まさかの不始末により全てを失うことになると烈火のごとく怒るヒュッレムは、スンビュルに毒の小瓶を差し出し非情な命令を下す。スンビュルを本気で愛してしまったジェヴヘルは、一緒に遠くに逃げ養子をもらい幸せに暮らそうと懇願する。土産のパイの毒が回り瀕死の状態のジェヴヘルは、スンビュルの追求にヤブズの名を絞り出した後、その腕の中で息絶える。リュステムはムスタファへの苦情の手紙を捏造しスレイマンに奏上すると、当地の重鎮たちに書簡を出しムスタファの統治への所感を調査することを提案し同意を得る。これが望んだ結果をもたらせばスレイマンとムスタファの間の溝を広げることに成功するとリュステムはヒュッレムに自信を見せる。                                                                                     |
|    | 25           | 不肖の息子               | 忍びでアマスヤに来るようにとのムスタファからの手紙に胸騒ぎのバヤジトは、師父の制止も聞かずに出立する。初めての愛を自らの手で葬り去ったスンビュルは憔悴しきった様子でヒュッレムに処罰を乞うが、その姿と罪悪感に動かされたヒュッレムは、これまでの奉仕への報酬として後宮から解放し、自由な人生を取り戻すよう計らう。スレイマンの怒りと不信は収まる気配はなく、目通りも許されないヒュッレムに更なる試練に見舞われる。セリムの子の命名式にマニサに出立したスレイマンはナーゼニンを同伴させたのだ。不意打ちをかけ予定より早くマニサ宮殿を訪れたスレイマンは、酔い潰れたところを起こされたばかりのセリムを目にし猛り狂う。セリムへの処分を案ずるヌールバーヌーにかつての侍女であるナーゼニンが挑発する。アマスヤの名士らから返信された書簡にはムスタファへの称賛の言葉が溢れ、「将来の皇帝」という過度な表現さえあった。この思惑通りの反応に喜び勇むリュステムは、ムスタファへの速やかな聖断を仰ぐべくマニサ滞在のスレイマンの元へ急ぐ。自らを崇高なる皇帝の不肖の息子だと恥じ入り、今度こそはと断酒を誓うセリムに無言のスレイマンの視線は冷たい。再び呼び出したものの、醜い抗争には加担しないとの意思の固いソコルルに対してファトマはくすぐりを入れる。すでにヒュッレムに見限られたリュステムが更にはミフリマーフに離縁されればソコルルに運が向くと。                                                                                     |
|    | 26           | 将来の皇帝               | 暇乞いに訪れたスンビュルを見送るヒュッレムの表情から喪失感と不安は拭えない。アマスヤに駆けつけたバヤジトは、ムスタファを仲介に呼び寄せたフーリジハンとの念願の再会を果たす。フーリジハンを連れ帰り内密に結婚する決意のバヤジトに対して、ムスタファはミフリュニーサを紹介するとともに妻であり子を身ごもっていることを打ち明ける。バヤジトはムスタファの秘密を守ることを誓うとともに、自らの秘密もスレイマンに知られてはいけないとのムスタファの忠告を受け入れる。殺害された商人の妻の元を忍びで訪れたスレイマンは、セリムから判決より多額の賠償金と農場を与えられたことを知った後、戒めとともにセリムに許しを与える。マニサ宮殿のテラスからの転落事故を装った殺害命令がヌールバーヌーらによって実行され、ヒュッレムはナーゼニン排除に成功する。アマスヤの名士らの書簡を携えたリュステムからの報告で、彼らがムスタファを「将来の皇帝」と一様に称えていると知ったスレイマンは目を見張る。リュステムへの警戒を促すジハンギルの手紙によりその計略を知ったムスタファは、状況を調査させた結果、事の重大さを知る。父セリムが自分を殺そうと贈った毒の仕込まれた長衣を昔に埋めた場所をスレイマンを訪れる。自分の息子に対してその過ちを犯さぬよう思い出し自らを戒めるためだった。よもやのナーゼニンの死を知るや否やファトマはヒュッレムに疑いの目を向ける。                                                                                     |
|    | 27           | 長衣（カフタン）の贈り物 | フーリジハンの宮殿居住は許されないと詰め寄る師父は、逆らえば追放だとバヤジトに迫られ黙認と守秘を誓う。宿敵タフマースブの弟アルカスから帝都での庇護を求める書簡が届くと、王座争いから敗走したこの者を利用することをスレイマンは決める。スレイマンにがムスタファに豪華な長衣を仕立てるとの情報にヒュッレムはほくそ笑む。ジハンギルの使いと名乗る者が宮殿内の仕立て部屋に現れ、贈り物を入れるため長衣を収めた箱の持ち出しを申し出る。持ち出された長衣はマフムードにより襟元に液体を染みこませられた後、アマスヤに送られる。スレイマンから長衣が届いたところだと知らされたマヒデブランは血相を変え部屋を飛び出し、袖を通したムスタファのうなじに長衣が触れる寸前で駆け込むと警告する。代わりに試着させられた使いの者の絶命を目の当たりにし、スレイマンの害意を確信したムスタファは怒りに燃え帝都行きを決意する。不意にスレイマンからの訪問を受けたヒュッレムは、山のような手紙を読んでもらいようやく許しを得られるものと喜んだのも束の間、よもやの後宮からの追放処分を言い渡されてしまう。ムスタファの帝都への進軍の一報に、リュステムこれを反乱だと断言する。スレイマンは歩兵常備軍長官を呼び出し反乱軍の帝都入りを阻止するよう命ずる。ムスタファへの火急の知らせを携え馬を駆けるアトマジャは急襲され、連行された牢でマフムードによる尋問が始まる。                                                                                     |
|    | 28           | ムスタファの反乱         | 狩りの帰りに牧場を営む女性に出会ったセリムは、自宅でのもてなしの申し出を受ける。キュタフヤが追放先であるとは露知らぬバヤジトらは、ヒュッレムの突然の訪問と滞在に慌て、フーリジハンを宮殿外に住まわせる。ミフリマーフとジハンギルは事を穏やかに運ぶようスレイマンを説得しようとするが会ってももらえない。歩兵常備軍長官フェルハトは帰還命令をムスタファに伝え、従わなければ反乱とみなし処刑になると警告するが、皇子の不退転の決意を見るやひざまずき、軍団とともにその征途に命を捧げると誓う。風雲急を告げる中、宮殿衛兵らを数で凌駕するムスタファの軍勢は宮殿門に到着し、リュステムの警告にも動じない。参内を許可されたムスタファはスレイマンからの一喝に応酬し、子の毒殺を図ったと難ずると緊迫した状況に変化が生ずる。長衣の木箱を前に、父セリム帝と違い自分はこんな卑劣な処刑はしないとスレイマンは言い切り、リュステムに犯人を捜し突き出すよう命ずる。帝命に背きムスタファの帝都入りを助けたかどで召喚されたフェルハトは、皇子は反乱者ではないとの確信から宮殿での和解を実現させるための機転だったと弁明する。牢で拷問を受けるアトマジャはムスタファ擁立派黒幕の名を白状するよう迫られる。リュステムの関与を疑うジハンギルは、宮殿内で長衣に毒が仕込まれたとの確信をムスタファに伝えるとともに、スレイマンの前でそれを証言することを約束する。                                                                                     |
|    | 29           | 隠蔽工作                 | ムスタファの長衣の件を極秘に調査するようスレイマンはソコルルに命ずる。皇位継承者はバヤジトだと話すヒュッレムに師父は皇子とフーリジハンの関係は終わったと偽る。ムスタファはジハンギルとともにスレイマンを訪れるが、長衣の件は宮殿内の犯行と証言する約束をした弟から裏切りに遭う。証言により関与が疑われることになる母の、更なる状況悪化を恐れたジハンギルは、それは推測にすぎないとスレイマンに偽る。皇帝を後ろ盾に兄タフマースブから王座を奪う野望を語るアルカスに、イラン遠征の見込みはないと水を差すリュステムだが、もしスレイマンとムスタファの間にタフマースブが入り込めば状況は変わるとほのめかす。参内前にリュステムの屋敷の外に立ち寄ったアルカスと窓越しに目が合ったファトマとミフリマーフ。理想の男性だとファトマは持ち上げ、アルカスのミフリマーフへの視線にはただならぬものがあったと焚きつける。ラナの密告によりキュタフヤ滞在が暴かれたフーリジハンは、気色ばんだヒュッレムに見つかるや非難されるが一歩も退かない。拝謁が叶ったアルカスはスレイマンから最高の待遇を約束されると重大な情報の提供を申し出る。長衣の毒はタフマースブが送り込んだ間諜の仕業であると伝えられると、行方不明の仕立て職人助手の名前との一致も判明する。フーリジハンをめぐる母子の言い争いが始まり追放を求めるヒュッレムに、バヤジトは母子の縁を切ると迫る。                                                                                     |
|    | 30           | 父子の誓い               | 父セリムからの仕打ちを胸に刻み込んだスレイマンはいかなる場合も息子を殺すことはないと、そしてムスタファは決して反乱を起こさないと互いに誓い合う。キュタフヤではバヤジトとフーリジハンの秘密の婚礼が執り行われる。許可なく宮殿に戻ったヒュッレムは、たとえ許されなくとも追放だけは免じてほしいとスレイマンに懇願し、さもなくば命を奪うようにとすがりつく。見かねたスレイマンはヒュッレムに許しを与えるが、もう二度と信頼はできないと言い放つ。ムスタファらは衰弱したアトマジャを地下牢から救出するが、この伝令は陰の雇い主に仕えていると居合わせたリュステムから聞かされる。農場主エフタリアの家での飲酒後に帰途につくセリムを隠れ見ていたヌールバーヌーは、家に押しかけ関係を問い詰める。そして皇子が人妻と密会し断酒の誓いを破っていたことを知る。偽の情報の提供によりリュステムを救ったアルカスは、次はリュステムがイラン遠征を実現する番だと迫るがあしらわれる。ヒュッレムからの言いつけどおり、良好な関係を築くためにアルカスを屋敷に招待したミフリマーフは、お礼にと月桂冠を模したブローチを贈られる。素性の知れない者はムスタファの安全を脅かすとしてタシュルジャルから放逐を言い渡されたアトマジャは、ついに重い口を開き実の雇い主の名を明かす。黒幕と分かったピーリーの元を訪れたムスタファは真実を話すようと短剣をその喉にあて詰め寄る。                                                                                     |
|    | 31           | 新たな遠征               | ピーリーらの暗躍は皇帝への裏切りであるとムスタファは叱責するが、反乱の企図など無くヒュッレムらの罠からムスタファを守っているだけだと言葉を返される。宿敵タフマースブ討伐のイラン遠征か、オーストリアからの和平要求を蹴ってのハンガリー征服かを諮るため、スレイマンは御前会議を招集する。スレイマンの若き頃からの野望であるローマ侵攻に共感するムスタファとジハンギルはイラン遠征に強く反対するが、リュステムらの説得によりスレイマンはこれを裁可する。遠征中に帝都を守る皇帝代理としてスレイマンはムスタファを指名すると、セリムだと確信していたヒュッレムは動揺する。マニサで醜態を晒したセリムをスレイマンは許すことはできても、信頼にはほど遠かった。狩猟の館にいるバヤジトからの呼び出しにフーリジハンは馬車で向かう。しかし途中で止まった馬車の外には、ヒュッレムからフーリジハン追放を命ぜられた師父ムスタファが立っていた。ベイハンの元に送り返すと言われたフーリジハンは、ヒュッレムが喜ぶ秘密の情報を教えると持ちかけ、見返りとしてキュタフヤ滞在を勝ち取る。セリムと妻エフタリアの関係を知った夫ディミトリはマニサ宮殿に押しかけ拝謁を乞うが追い返される。ミフリマーフは差出人不明の一通の恋文を受け取ると、月桂樹という文字にアルカスと察し心は乱れる。ムスタファがアマスヤに戻ると男児を出産したばかりのミフリュニーサが待っていた。                                                                                     |
|    | 32           | ミフリマーフの決意       | 手紙の主へ不快感と警告をしたためる返事を書く最中のミフリマーフは、部屋に入ってきたリュステムに読まれてしまう。嫉妬にかられたリュステムは相手が誰なのか問い詰めるがミフリマーフは明かさない。その後ヒュッレムのいる場でミフリマーフから離縁の決意を伝えられたリュステムは呆然自失となる。娘を思いとどまらせたいヒュッレムの説得も功を奏さず、せめて遠征後にと言うしかすべはない。スレイマンはオーストリア大公ならびにカール5世との間で休戦条約を締結しハンガリーを支配下に置く。バヤジトの師父からの書簡により、スレイマンはムスタファとミフリュニーサの極秘結婚を知る。この情報はバヤジトから引き離されないためにフーリジハンが師父に取引条件として差し出したものだった。まもなくしてヒュッレムも同じつてからこれを知ることとなる。ミフリマーフとリュステムとの間の騒動を聞いたファトマは仕掛けた罠にかかったことを喜ぶ。ミフリマーフ宛ての手紙の主はアルカスを騙ったファトマだった。ところが、そんなファトマはアルカスから会いたいとの手紙を受け取ると、逢瀬の場で王子から不意に告白される。スレイマンへの隠し事の重さに耐え切れなくなったムスタファは、皇帝代理就任にあたり妻子を連れて帝都に行き秘密を打ち明ける決意をする。ミフリマーフは離縁の意志は前からあったというが、決断のきっかけは手紙の主の存在だとのリュステムの疑念は晴れない。                                                                                      |
|    | 33           | 皇帝代理の座             | ミフリマーフへの手紙の主を捜し出すとともに、疑いの濃いアルカスを監視するようリュステムは命ずる。信頼を裏切られ失望したスレイマンはもう二度と信用しないとムスタファに手紙で宣告する。ムスタファへの皇帝代理の任命は取り消され、セリムが拝命する。アマスヤでは密告者の追求が始まるとムスタファは内部に間諜がいると疑い、マヒデブランはバヤジトを疑う。不相応なセリムが皇帝代理になることに憤り、信頼するムスタファの不遇を嘆くバヤジトを見て密告者フーリジハンは凍りつく。自由の身となったスンビュルは商売を始める相談に行った先でコーヒー豆に興味を示し、焙煎して飲むことを試す。言いつけどおり離縁は遠征後に延ばすが、ひとつ条件があるとミフリマーフはヒュッレムに申し出る。相手が誰であろうと娘が愛する者と結婚することを認めるとヒュッレムは約束する。スレイマンへの秘密の発覚はキュタフヤからの書簡によるものとの報告にムスタファは愕然とする。セリムに対して解決金の上乗せを要求し応じなければ法官に訴えると脅すディミトリにガザンフェルは応諾を伝える。ミフリマーフの離縁の決意とそれがスレイマンに報告されていないことをジハンギルから聞いたファトマは即座に奏上する。スレイマンはミフリマーフを呼び、時間をかけて考えるように諭す。我が子を悪だくみに利用しないようヒュッレムはファトマに迫り、さもなければ本気で潰しにかかると警告する。                                                                                     |
|    | 34           | 皇女の恋                 | 密会のためにアルカスが用意した家に招かれたファトマは、愛の詩を捧げられると硬い表情は消え笑みを残しながらその場を立ち去る。そして愛が再び訪れたと侍女に明かす。ムスタファからの手紙でスレイマンに秘密を暴露した張本人として非難されたバヤジトは、師父に嫌疑を向けると真犯人の名を告げられる。二人の再会の恩を仇で返すこととなったフーリジハンの裏切りに、もう二度と顔も見たくないとバヤジトは激昂する。離縁を認めるようあらためてスレイマンに懇願した結果、ミフリマーフは遠征後を条件に承認を得たことをリュステムに突きつける。最大の支えである妻を失えば職務は全うできないと、リュステムは国璽を返納し大宰相職を辞することを願い出るが、スレイマンは速断をいさめ遠征後にあらためて聞くとし却下する。リュステムは手紙の差出人がファトマだったとの報告を受ける。すぐさまこの事実はリュステムによって伝えられると、離縁を告げた時とは立場が逆転し、ミフリマーフは激しい衝撃に襲われた後、塞ぎ込んでしまう。ディミトリ夫婦がいる限り不安は消えないとヌールバーヌーは訴え、セリムが払うべきの罪の代償は金ではなく良心の呵責だとし究極の選択を迫る。そしてセリムは自らディミトリの元を訪れ、下臣に命じて夫婦ともに殺害し家を焼き払う。自らの権力を示すための帝国随一のモスク建造を命じたスレイマンは、予定地の視察後に自室で突然の発作に襲われ倒れる。                                                                                     |
|    | 35           | 籠の鳥                   | 偽の手紙がファトマの仕業だと分かったにせよ傷心をどうすることもできないミフリマーフに、ファトマとアルカスの密会の事実を掴んだと侍女長ギュルバハルは伝える。意識は回復したものの病因不明のスレイマンはアフィフェらに昏倒の事実を口外しないよう厳命する。アルカスには支持基盤がなくイラン遠征は失敗に終わると話す帝都からの使者ジャフェルは、スレイマンに遠征の中止を進言するようムスタファに乞う。セリムは宮殿できょうだいと再会するが、反感を示すジハンギルに対して理性を失い、一生宮殿内にいればいいと暴言を吐く。するとジハンギルはスレイマンの元を訪れ、遠征への同行を懇願する。リュステムはミフリマーフに向かって、離縁したとしても他の高官と愛のない結婚をさせられるのが落ちだとあなどるが、今度は愛する人との結婚を約束してもらったと言い返される。ムスタファの指示でジャフェルを尾行していたアトマジャは、帝都でアルカスの従者と密かに会っていることを目撃する。尾行を続け忍び込んだ家での格闘の末、アトマジャは意図せずジャフェルに短剣を突き刺してしまう。死を覚悟したジャフェルは誰の配下かを教えるかわりに、死を伏せたまま息子を知人に託すようアトマジャに頼む。ある晩、ミフリマーフは重大な計画の遂行をギュルバハルに命ずると、ファトマとアルカスの逢瀬の場に役人が突然踏み込む。姦淫行為の訴えがあったと告げられた二人は慄然とする。                                                                                     |
|    | 36           | リュステムの計略         | 姦淫の罪を着せファトマに復讐する計略をヒュッレムに話したミフリマーフは、皇統の評判を落とす愚行だと叱責される。窮地のファトマとアルカスの前にリュステムが現れた後、しばらくして宮殿に戻ったファトマはすぐさまスレイマンを訪れ、アルカスから求婚されたことを伝えるとともに聖断を仰ぐ。この結婚話は二人を危難から救うためにリュステムが提案したものだった。これを受け入れなければアルカスの斬首刑でイラン遠征が中止となり、またこれが実現すればファトマは宮殿から去ることになり好都合であると、リュステムはヒュッレムに説明する。ジャフェルが死に際に息子ユスフを託す相手として伝えた商人はすでに亡く、アトマジャ以外に寄る辺がない。アルカスの従者はタフマースブの間諜であり、スレイマン暗殺を目論んでいるとのジャフェルの自白をアトマジャはピーリーに報告する。スレイマンの時代の終焉を待ち望むピーリーはこの状況に介入しないことを決める。ファトマを陥れるはずの画策に介入し自分に復讐を遂げようとしたとしてミフリマーフはリュステムを非難するが、怒りの原因は二人の結婚への嫉妬であると看破される。遠征を諦めないジハンギルの気をそらすため、ヒュッレムは後宮を持たせることとし早速側女に夜伽をさせる。スレイマンが遠征後の結婚を許可したことをファトマは満面の笑みでミフリマーフに伝え、このしあわせを知らない者は哀れでむなしいとあてこする。                                                                                     |
|    | 37           | 父親の愛情               | ミフリマーフはマフムードを呼び、リュステムには内密でアルカスが遠征から帝都に戻らぬよう画策を命ずる。側女の視線に傷つき自己嫌悪に陥ったジハンギルは遠征を辞退するが、スレイマンは皇子を慰め遠征に誘う。兄弟らに引け目を感じる自分が皇帝代理に就いたことへの気後れを口にするセリムに対して、皇帝による相応しい人選とソコルルは持ち上げる。遠征後にスレイマンに結婚を伝える決意をしたバヤジトだが、皇帝の怒りを招きセリムを利することになるとバヤジト即位を望むリュステムから反対される。ムスタファは野営地に赴きスレイマンの許しを乞うが、弱さゆえの過ちとの釈明がスレイマンの逆鱗に触れ、最後通告をされると赴任県に戻る。皇子らの過ちを許してきたのは父親としての愛情だったが、それがあだになっているとスレイマンは嘆く。ヒュッレムがバヤジト即位を望んでいることを知るセリムは、自分を選んだほうが母親の思いのままの支配ができると、ヌールバーヌーの入れ知恵で説きつける。内密にヤブズを呼んだピーリーは、ムスタファ即位の最大の障害であるヒュッレム排除を命ずる。アルカスの従者がスレイマン暗殺を企てていることを、ピーリーの命令に背いてムスタファに知らせたアトマジャは事態への介入の是非を尋ねる。凶器を隠し持つ二人の従者はアルカスとともにスレイマンの天幕に入ると間もなく、マヒデブランの制止を振り切ったムスタファが野営地に駆けつける。                                                                                     |
|    | 38           | ポーランドの王女         | 天幕の中でスレイマンの背後からアルカスの従者が凶行に及ぶが、飛び込んできたムスタファらによって寸前のところで阻止される。刺客はタフマースブの送り込んだ間諜であり、皇帝暗殺が成功した場合はムスタファ即位に介入する計画があったとの自供をスレイマンは知る。果敢な行動によりスレイマンの命を救ったムスタファだったが、両者の溝は埋まらず信頼の回復は時に委ねるしかないと冷たくはねのけられる。従者が間諜であったことにも気づかなかったアルカスはイランの王としても皇女の夫としても相応しくないとスレイマンは憤る。高官や司令官らがこぞってムスタファの即位を支持していること知るバヤジトは、即位が実現した暁には喜んで支援すると誓い、これにジハンギルも加わることで兄弟の絆は深まる。ヤブズにヒュッレム排除命令を出したピーリーは、守りの堅い宮殿内ではなく、亡き皇子メフメトの記念行事での外出の際、不意を突く方法での遂行を指示する。ヒュッレムは故郷ポーランドの王女アンナの表敬訪問を受け、飢饉にあえぐ祖国の援助要請に対して独断で贈与という形での約束をする。皇帝代理への相談もなく決めたとして横槍を入れるファトマに対して、セリムは毅然として応酬することでヒュッレムを擁護しその信頼を得る。遠征先のロクマンからの手紙で、スレイマンに新たな症状が出ることなどから深刻な病の可能性があるとの医師長の診断を知ったアフィフェは蒼白となる。                                                                                     |
|    | 39           | 凶夢                     | 軍事的な後ろ盾を失い孤立無援になったことを明かし助けを求めるアルカスをリュステムは拒絶する。ムスタファの長衣の件で貸しが残っていると食い下がるアルカスは、自分が失墜したらリュステムを道連れにすると脅し立ち去る。居合わせたマフムードは、アルカスを生きて帰さぬようミフリマーフから命令を受けていたことをリュステムに明かしその遂行を伺う。再び失意のうちに帰還した息子を出迎えるマヒデブランは、皇帝救出が後に禍根を残すことを危惧するが、ムスタファには己の名誉ある行為に一片の後悔もない。皇帝暗殺計画とそれを未遂に終わらせたムスタファの英雄的行為をジハンギルから聞かされたヒュッレムは心中穏やかではない。ムスタファが即位すれば慣例上自分たち母子は皆殺しにあうと言い募り、それが見えていない息子らの不明をなじるヒュッレムに、ジハンギルは冷静に言葉を返し母親の主張の矛盾を突く。戦略の失敗に加え、イラン国民の支持の獲得が絶望的になったことから、スレイマンはアルカスの遠征からの排除を命ずる。長衣の秘密の暴露を阻止したいリュステムはアルカスに遠方に身を隠すことを指示し、護衛としてマフムードらを随行させる。亡き皇子メフメトの命日に外出したヒュッレム一行は狭い石段を歩いていると突然、ヤブズらが仕掛けた落石に襲われる。奇跡的に難を逃れたヒュッレムに、重傷を負ったアフィフェはスレイマンの病の秘密を明かすと息を引き取る。                                                                                     |
|    | 40           | 皇帝の病                 | ヒュッレムはバヤジト擁立の意向をあらため、セリムを支持することを本人に告げる。野営地の兵士らの前でタフマースブ討伐に向け檄を飛ばすスレイマンは、その最中に倒れると帝都への帰還を余儀なくされる。宮殿に戻った後も両足の炎症による激痛で歩くこともままならず、病臥を人目にさらさぬよう、治療にあたる者以外の入室を禁ずる。ヒュッレムから問い詰められたリュステムは、スレイマンが痛風と原因不明の熱病に罹っていることを止むなく明かす。そして万一の崩御に備えバヤジト即位の準備をしておくべきだと進言すると、その必要はないとヒュッレムから猛反発を受ける。ミフリマーフはマフムードを呼び出し、遠征前に命じたアルカスの始末について報告を求める。ファトマにアルカスの居場所を尋ねられたバヤジトは、期待を大きく裏切った王子の帝都への帰還をスレイマンが許さず、今は行方知らずだと伝える。制止を振り切り入室したヒュッレムはスレイマンに寄り添い看病することを伝え、それがアフィフェの遺志だと話す。乳母でありヒュッレムの信頼する側近の死が不幸な事故によってもたらされたことをスレイマンは知る。アルカスがタフマースブの手に落ち処刑が決まったことをファトマに伝えることでようやく叔母への復讐が成就したミフリマーフは、ここぞと勝ち誇った笑みを浮かべる。一縷の望みをかけてリュステムに確かめに行ったファトマだったが、ここで完全に打ち砕かれる。                                                                                     |
|    | 41           | 玉座の駆け引き           | ムスタファを訪れたピーリーは皇帝の重篤な容体を伝え、崩御に備え即位を確実にするためには帝都への速やかな出立が必要だと進言する。しかしこの時期尚早な行動は反乱ととらえらえる危険を感じたムスタファは慎重な姿勢を示す。ムスタファの即位が現実味を帯びる中、セリム支援を口にしたヒュッレムに驚くリュステムだがバヤジト支持の決意は変わらない。朦朧とした意識の中でスレイマンがムスタファの名を呼び続けると、形勢が不利になる恐れがあるにもかかわらず、皇帝の望みを叶えるためにアマスヤの皇子を呼び寄せるようリュステムに命ずる。皇帝の病状を確認に来た歩兵常備軍長官フェルハトが反乱を企てているとソコルルはリュステムに報告する。ヒュッレムのセリム支持をミフリマーフに伝えたリュステムは、この逆境下で自分がバヤジト支持を堅持する条件として離縁の意思の取り下げを求めるとミフリマーフはやむなくこれに応ずる。スレイマンの望みに応じて帝都に向かう途中のムスタファの一行は急襲を受け、3人の射手が放った矢がムスタファに突き刺さり落馬すると側近らが駆け寄る。トゥルグットはソコルルに逆らって宮殿近くの湾まで艦船を集結させる。これは慎重な本人の裏でムスタファ支持派の示威行動としてタシュルジャルが提案しミフリュニーサが司令官に命じたものだった。急報を受け病床から身を起こしテラスまでたどり着いたスレイマンは目にした洋上の光景に驚愕する。                                                                                      |
|    | 42           | 恐怖との対峙             | 意識が戻ったスレイマンは健在ぶりを示すため、亡き息子メフメトのモスクで金曜礼拝を行うことを決める。医師長の止めを聞かず当日部屋を出たスレイマンはまもなく昏倒すると予定は中止となり、モスク前で待つ民衆の不安はいや増す。皇帝崩御の噂の真偽をリュステムに確かめるフェルハトは、存命を確認できねば不穏な歩兵常備軍を抑えられないと迫る。軍団への対策として皇帝代理のセリムが兵舎を訪れ皇帝存命を告げ自身の権力の示威をすべきとのリュステムの提案を、ヒュッレムは自殺行為と非難し拒否する。機に乗じてセリム排除を狙うリュステムは皇子に直接面会し言葉巧みに働きかける。玉座に就くためには避けて通れないと覚悟したセリムは自らによる軍団の沈静化を決意する。襲撃により暗殺されたはずのムスタファが宮殿に現れるとリュステムはうろたえる。弓矢の命中により落命したのは万一に備えてムスタファに扮したヤブズだった。セリムはソコルルらを従えて軍団の兵舎に乗り込む。長官フェルハトとの侮辱の応酬の末、挑発に乗ったセリムは刀を抜くと軍団の兵士らも刀を構え一触即発の状態となる。セリムが兵舎に赴いたことを知り焦燥するヒュッレムは、意識の無いスレイマンの傍らのムスタファに息子の救出を懇願する。刃傷沙汰の寸前で兵舎入りしたムスタファを目にした軍団は慌てて戦闘態勢を解く。皇子への抜刀は言語道断と一喝したムスタファは皇帝存命を伝え兵舎を後にする。                                                                                     |
|    | 43           | 暗闇にさす光             | セリムが無事に兵舎から戻り安堵したヒュッレムはムスタファに心から感謝する。道中での襲撃事件への関与を皇子に問いただされるが身に覚えがないヒュッレムは強く否定する。そして今までの反目は望んだわけでなく二人は利益が相反する運命にあると達観したことを伝えると、ムスタファが自分の息子だったらと告白し静かに立ち去る。バヤジトの競争相手を排除するためには自分の意に反してまでも、また自分に秘密にしてまでも策を弄するリュステムをヒュッレムは激しく非難する。潔白な者などいないのが真実だとミフリマーフを諭すリュステムは自決用に持っている毒の小瓶を差し出し、バヤジトを守るための解決法があると言う。そしてムスタファの命と母親と弟の命のどちらが大事かとリュステムは尋ねると、小瓶をミフリマーフに握らせその手に接吻する。マヒデブラン母子とファトマは皇帝の快癒を祈らずムスタファ即位に向けて画策をしていると、ミフリマーフは敵意をむき出しにして非難する。ミフリマーフを気遣うムスタファは屋敷を訪れ、自分が玉座に就いたとしても弟たちを手にかけることはないと誓うが、頑として信じない妹に見切りをつけ部屋を出る。ムスタファがいる間に密かに手に取ったものの使うことができなかった毒の小瓶を箱から取り出すと腹立ちまぎれに床に投げつける。ようやく快復したスレイマンは家族に囲まれる中、その言葉と表情から何があったのかをうかがい知ろうとする。                                                                                 |
|    | 44           | ミフリマーフの加担       | 高官や家族を呼び出し語らせることで数ヶ月もの空白期間の真実を知ったスレイマンは、皇帝としてすぐさまなすべきことを悟る。金曜礼拝の後、皇子らと歩兵常備軍の兵舎を訪れたスレイマンは、セリムに対して侮辱し抜刀した長官フェルハトを叱責すると、次の瞬間、自らの手で斬首する。それから３年の月日がたち、再びムスタファ即位の脅威に自分の息子らが翻弄されないようヒュッレムは考えを巡らせる。スレイマンのタフマースブへの積年の敵意を利用し、その宿敵へのムスタファの接近が皇帝の知るところになれば、皇子を葬り去れると確信する。そのためにはムスタファの名を騙りタフマースブに接触すること、そして再びイラン遠征を実現させるような情勢を作り出すことが必要とヒュッレムはリュステムに説明する。ムスタファの宮殿に間諜を送り込むのは至難であることをリュステムがヒュッレムに話す部屋にミフリマーフが入ってくる。兄に関する話だと直感したミフリマーフは、この話には関わるなと忠告するヒュッレムに対して力になりたいと申し出る。弟らを守る固い決意のもと母親からある指示を受けたミフリマーフは、兄との和解を口実にアマスヤ行きの許可をスレイマンから得る。イラン国境付近の状況を深刻ではないと報告する配下に対してリュステムはある指示をする。ムスタファとの再会でお互いに過去は水に流そうと和解の抱擁をするミフリマーフは皇子の肩越しに机の上の何か探す。                                                                                     |
|    | 45           | むしばまれる木           | リュステムの指示を受けた非正規騎兵は、タフマースブの軍が国境地帯で破壊行為を行っているという虚偽の報告をスレイマンに行う。皇帝は直ちに報復するよう命じ再びイラン遠征が開始する。歓談中にムスタファが中座するとミフリマーフは探していた皇子の印章を手に取り、事を済ませると元の場所に戻す。リュステムはムスタファをかたり、タフマースブの支援があればスレイマンを追放し即位するという皇子の偽の声明を書簡にしたためる。そしてヒュッレム母娘を前に書簡を読み上げると、ミフリマーフが密かに粘土に盗み取った印影で偽造した皇子の印章を押す。書簡へのイラン王の返信がムスタファに引導を渡すことになると確信するリュステムは、返信の書簡を途上で奪うようマフムードに命ずる。中庭を散策するスレイマンはおびただしい蟻の群れが大木を蝕むところを目にする。木を守るために石灰をまくと蟻を殺してしまうがイスラム法ではそれが罪になるか、皇帝はエブッスードに意見を求める。野営地ではリュステムに窮状を訴えた兵士が殺されているのが発見されると、軍団は大宰相の仕業とし報復を誓う。ルメリ軍法官と面会した宰相アフメトは、ムスタファを支持する司令官や高官の秘密の会合に招待される。これはアフメトによる内偵調査の一端であり、軍政官が影のムスタファ擁立派一員であることを直ちにスレイマンに奏上すると、皇子が一派の暗躍を知っているかの調査を皇帝は命ずる。                                                                                     |
|    | 46           | 心の猛獣                 | 野営地で殺された兵士はリュステムと険悪な状態だったことから、犯人とにらむ大宰相の天幕に歩兵常備軍は大挙して押し寄せる。長官アリは兵士らを押しとどめ真偽を確かめるとして大宰相に面会を求め、その結果を伝えることで何とかその場を収める。しかしこの騒動の勃発はリュステムの思う壺だった。兵士を殺したのはアリだが、大宰相の所業と思い込ませることで軍団の爆発を誘ったのだった。軍団がムスタファの名を呼び反乱寸前であると早速リュステムはスレイマン宛ての書簡にしたため、皇帝の遠征参加を乞う。もし蟻を殺せば皇帝が持つ権利を蟻は神から授かるとのエブッスードの返信に、スレイマンは木を蝕まれるままとする。ピーリーらの同盟の会合に招かれたアフメトから参加者らの名の報告を受けたスレイマンは彼らの処刑を命ずる。しかし名声ある高官らの処刑はイラン遠征に悪影響があるとして、当座は帝都からの追放による同盟解体が望ましいとのソコルルの提案を受け入れる。情報収集のため帝都に派遣されたアトマジャはルメリ軍政官に会い同盟の解体とアフメトが内通者であることを知る。マフムードがイラン兵から奪ったタフマースブの返書を届けられたヒュッレムは、皇帝の信頼の厚いソコルルにそれを献上するよう指示する。計画の成功に必要な皇帝の遠征を実現させるためヒュッレムがスレイマンをそそのかしているところに、緊急事態だとして書簡を手にしたソコルルが入室する。                                                                                     |
|    | 47           | ワナに落ちた皇子         | タフマースブの封蝋印がある書簡をソコルルから手渡されたスレイマンは、ムスタファが自分の廃位を企みイラン王に支援を求めたことを知り強い衝撃を受ける。祖父が父から、そして自らも我が子から裏切りに遭うという現実に苦悩した末、ある問いに対する答えを求めエブッスードに書簡を送る。ムスタファと父親の宿敵との結託をミフリマーフから聞いたジハンギルは姉もいっしょになって罠を仕掛けたと見抜き、兄の血が流されれば兄弟全員がその血の海で溺れると言い放つ。帝都から帰還したアトマジャはムスタファに王との共謀の嫌疑を伝え、皇帝がこれを信じれば最悪の場合、皇子は極刑になると口にする。親を裏切って財産を奪い家族を殺める商人の息子にイスラム法はいかなる裁きを下すのか、架空の物語に形を借りたこのスレイマンの問いに対してエブッスードは処刑が相当であると伝える。スレイマンはムスタファに書簡で直ちにコンヤの陣営に来るように命じ、自らの出立にあたりセリムではなくバヤジトを皇帝代理に任命する。処刑を恐れマヒデブランは出立に強く反対するが、命令に背けば反乱とみなされるとしてムスタファは召喚に応ずる。決して父に反乱を起こさない、決して子を殺さないと互いに交わした誓いを自分が守るように、父も守るものと信じる。ムスタファの危難を強く意識したタシュルジャルとアトマジャは、機は熟したとして皇子の意向に背いてでも反乱を起こすことを決意する。                                                                                     |
|    | 48           | 瞳の中に見えるもの       | ムスタファに罠を仕掛けた首謀者は宮殿内にいると母と兄姉の前でジハンギルは興奮気味に話す。バヤジトは話し合いにより兄への疑念は晴れると信じ、また父が子を殺すわけがないと弟をなだめる。バヤジトの力を借りたとてもスレイマンにムスタファの潔白を信じさせることができないジハンギルは遠征への参加を乞い、父子が出会う陣営で兄を守ることを決意する。ヌールバーヌーらは皇帝がセリムに皇帝代理ではなく遠征を命じたことの真意を測りかねている。遠征先で父子関係が重大な局面を迎えたら皇子を守るよう、ファトマは新婚の夫である宰相アフメトに求めるが確約を得られない。テラスにたたずみ話しかけにも耳を貸さないスレイマンの瞳の中にムスタファの死が見えたとヒュッレムはスンビュルに明かす。スレイマンとムスタファが陣営に来ることを知ったリュステムは万全の体制を敷いているものの、潰されるのは皇子か自分らなのか予断は許さない状況と知る。御前会議の場で命を保証されたにもかかわらず当の皇帝に殺されたイブラヒムの悲劇をマヒデブランは引き合いに出すが、父子間にはあり得ないと皇子は意に介さない。アトマジャは歩兵常備軍の一員を装い隊長らが集結した天幕の中に密かに入ると、ムスタファの命が奪われる前に皇帝から玉座を奪う計画を持ちかける。出立の準備が完了したことを伝えるロクマンに対して、誰にも知られてはならない最高機密の任務をスレイマンは与える。                                                                                     |
|    | 49           | 皇帝の死に神             | 皇帝に会うために出立するムスタファを見送る家族は今までにない不安と恐れを感じ惜別の情は募る。陣営に向かう皇帝の一行の後方を帝命によりロクマンが仕立てた１台の黒い馬車が走る。その中には皇帝の死に神と呼ばれる7人の処刑人が乗っている。ムスタファは処刑されるだろうとヒュッレムから伝えられたミフリマーフは、事態の思いも寄らぬ行く末に動揺する。ただし皇子が自らの末路を悟り反乱を起こせば、皇帝とバヤジト、ジハンギル兄弟が命を落とすことになるとヒュッレムは恐れる。アトマジャは軍団の隊長らと、ムスタファが皇帝の天幕に入る前に反乱を起こすことを画策する。陣営に近づいたムスタファのもとに、皇子ひとりで天幕に赴くよう皇帝の命令が届く。これを知ったタシュルジャルは最悪の事態を確信するが、父親を信じて疑わないムスタファを止めることも、反乱を煽ることもできない。ジハンギルは再びムスタファを擁護した後、ためらいつつ処刑の意思を伺うと父は優しい笑みを浮かべ殺すわけがないとなだめる。感極まったジハンギルに手を接吻される間、スレイマンは険しい表情でロクマンを見やる。処刑人の存在に気づいたアフメトは、ムスタファの陣営に矢文を放ち、命の危険ゆえ皇帝の天幕に行かないよう皇子に警告する。しかし皇子は反乱を煽るための敵側の罠かもしれないと警戒する。万一の場合はバヤジトに忠誠を誓い即位まで支えるようムスタファはアトマジャに託す。                                                                                      |
|    | 50           | 息子よ                   | ムスタファを訪れたジハンギルは、子を殺すことはないと父が断言したことを伝える。別れ際にムスタファは自分の指輪をジハンギルに渡し、兄思いの弟への感謝の言葉を口にする。白い装束をまとったムスタファは、父が自分を殺めた場合に読むことになる手紙を携え、タシュルジャルに兵を託すとアトマジャを従え父の陣営に向かう。マフムードの裏工作により寝返った隊長ヒクメトに呼び出された２人の隊長は密かに殺害される。スレイマンの指示に従いセリムは弟とともに狩りに出る。後から来るという父とムスタファを待つジハンギルが胸騒ぎに襲われた時はすでに遅かった。狩りは処刑の場に居合わせないようにするための口実だと気づいた弟は泣き叫び戻ろうとするがセリムに阻まれる。陣営に到着したムスタファが皇帝の天幕に入る寸前だというのに、隊長らの指揮による反乱の計画が遂行されない。ヒクメトの様子から裏切りと反乱の失敗を察知したアトマジャは、タシュルジャルに知らせるため馬で駆けるが背後からの射手の矢が命中する。参上したムスタファに皇帝は裏切りをなじると、潜んでいた処刑人らが皇子に襲いかかる。首に縄を巻き付けられながらも抵抗する皇子は裏切っていないと叫び、処刑人らを振り払い出口に駆け出す。寸前のところをマフムードに捕らえられた皇子は追ってきた処刑人の手により絶命する。息絶えたムスタファを抱きかかえたスレイマンは何度も息子の名を呼び慟哭する。                                                                                     |
|    | 51           | 遺書                     | 天幕の外に運び出されたムスタファの亡骸を取り囲んだ軍団の兵士らは、右の拳で己の胸を何度も打ちつける。スレイマンが亡き皇子の胸元から取り出した手紙は、誓いを破り無実の子を殺めた父を責めていた。反逆者として名を刻まれようと、幾百年後になろうと真実は明かされ虐げられし皇子の名誉は回復されると締めくくる遺書を握りしめ皇帝は悲嘆に暮れる。陣営に駆け戻ったジハンギルは変わり果てた兄を抱きしめ泣き叫ぶ。そして天幕の前で公然と父を非難する。裏切りが発覚したヒクメトは軍団の吊し上げに遭い、大宰相の命令により隊長らの殺害に関与したことを自供する。軍曹フセインは激高した軍団を率いて大宰相の首を取りに向かう。アフメトは軍団鎮圧のために事態に介入することを進言するとフセインのもとに急ぎ、皇帝が大宰相を尋問し処罰することを告げ、軍団の蛮行を食い止める。皇帝のもとに引き立てられたリュステムは隊長殺害を反乱阻止のためと正当化するが、怒りの収らない皇帝は大宰相の罷免と帝都帰還の厳命を下す。スレイマンに大宰相に任命されたアフメトは拝命の条件として在職中に死刑宣告をされないことの保証を求める。沈痛な面持ちでアマスヤに帰還したタシュルジャルは訃報を伝えるとミフリュニーサは泣き崩れ、マヒデブランは虚ろな足取りで自分の部屋にたどり着くと毒の小瓶を手に取る。しかし後をついてきた孫メフメトの声に思いとどまると無念の涙が溢れ出す。                                                                                     |
|    | 52           | 慟哭                     | 陣営から逃げ出し宮殿に帰還したリュステムは、皇帝の命令によりムスタファが処刑されたことをヒュッレム母娘に伝える。積年の戦いに勝利したヒュッレムだが、歓喜に浸る暇もなく、これから亡き皇子の陣営からの攻撃に晒されることを覚悟する。アマスヤ宮殿からの退去を求める勅命をタシュルジャルから伝えられたマヒデブランは、残虐者の言うことには従わないと拒否する。しかし自らの意思として我が子が埋葬されるブルサに移り住むことが最後の務めだとマヒデブランは考えを改める。ファトマとギュルフェムは、皇子の処刑を仕組んだとしてヒュッレムを激しく非難し、バヤジトも母に詰め寄り追及する。しかし処刑は聖断であり異議を申立てるべき相手は皇帝であるとヒュッレムは言い放ち、泰然としてその場を立ち去る。皇子の処刑は巷で喧伝されヒュッレムと大宰相に報いを受けさせるべきだとの声が湧き上がる。競争相手が消え玉座に一歩近づいたセリムだが不安は消えない。バヤジトは母の反対を押し切り葬儀への参列に向かう。天幕に誰も入れないジハンギルは食事も睡眠もとらず衰弱していく。ヒュッレムは皇帝に手紙を書き、帝都では反乱の兆しが高まりムスタファの息子メフメトの即位を叫ぶ者までいると伝える。すると皇帝は特命を与えた使者をブルサに送る。我が子の亡骸に対面したマヒデブランは慟哭し、参列したバヤジトに突っかかるとヒュッレムの息子として罪を背負うべきだと罵る。                                                                                     |
|    | 53           | 真の悲劇の始まり         | 魂を抜かれたようなマヒデブランのもとを訪れた皇帝の使者は帝都に近い屋敷に移るよう伝える。ミフリュニーサは息子の命を奪おうとする意図を感じ不安を抱く。敬愛する皇子の処刑に憤った民衆はヒュッレムとリュステムに報いを受けさせよと叫び暴徒化すると歩兵常備軍も加勢する。暴徒に屋敷を包囲されたリュステムと家族は密かに抜け出しユスキュダル宮殿に身を隠す。マヒデブランらはブルサを去ることに応じ出立の日を迎えるが、孫のメフメトは慣習に従い家族とは別の先頭の馬車に乗ることになる。途中でマヒデブランらの馬車が止まると車輪が破損し修理が必要だという。ミフリュニーサは先を行く息子の馬車を止めるよう護衛に命ずるが動かないため自ら駆け出す。しかし馬車を止めることが叶わぬと知ると崩れ落ちるように膝をつき泣き叫ぶ。馬車の中でメフメトは母親にはもう会えないと伝えられる。宮殿でヒュッレムは号泣する。亡き皇子に対して、自分の息子だったらこの望まざる不幸な争いなどなかったと吐露した日を思い出していた。スレイマンは食事を拒否し衰弱するジハンギルに無理矢理に薬を飲ませようとし拒まれる。しかしそれでも必ず回復すると信じている。ムスタファ亡き後はヒュッレムの息子たちの間の玉座争いが災いを招き、そこから真の悲劇が始まるとファトマは見透かす。死んだと思われたアトマジャは帝都に戻ると、リュステムの隠れ家に向かう弟のシナンの姿をとらえる。                                                                                     |
|    | 54           | 背に翼を持つ皇子         | ユスキュダル宮殿であれば誰にも知られず安全だとシナンはリュステムに保証する。アトマジャはフセインとの再会を果たすと、ムスタファのかたきを討つべくリュステムの殺害を誓う。そしてリュステムの居場所を明かし、そこで仕える内通者を引き合わせる。身体の激しい痛みに喘ぐジハンギルの姿を見かねたスレイマンは医師から勧められたアヘンチンキの服用を許可する。痛みはやわらいだものの朦朧としたジハンギルは、涙ながらに言葉をかける父の気遣いも虚しく、薬の瓶に手を伸ばし過剰摂取の罠にはまる。夜中にヒュッレムの部屋に駆け込んだファーリエは、リュステムの居場所が発覚し民衆が大挙して向かっていると知らせる。危急の知らせにリュステムは家族らとともに地下通路から脱出するが、内通者の手引きで屋敷に侵入したフセインはその後を追う。林に抜け出たリュステムたちだが追手はすぐそこまで迫る。ついには刀を交える事態になったところに兵を率いたバヤジトが駆けつけ暴徒らを追い散らす。薬物の影響で夢うつつの状態のジハンギルの枕元に一人の娘が現れ、皇子は安らぎ幸せな気分に浸る。バヤジトに救出されたミフリマーフはヒュッレムに迎えらると、この危難は夫のせいだとなじり、そのまま宮殿に滞在することになる。宮殿前には大勢の民衆が集まりリュステムを出せと叫ぶ。事態の収拾のため介入の指示を求めるソコルルに対してバヤジトは自ら群衆に対峙することを決意する。                                                                                     |
|    | 55           | 魂の解放                 | バヤジトは暴徒の前に毅然として立つとムスタファ処刑の聖断は何人も議論してはならぬと説き、リュステムの引渡しを拒否する。武力による制圧も辞さないとの皇子の決意に気圧された群衆は解散する。ジハンギルはセリムに帰還を乞うが、スレイマンは自分の良心であるという末の皇子を手離したくない。しかしジハンギルの精神の破綻が顕著になると、皇帝は弟を帝都に連れ帰るようセリムに命ずる。ヒュッレムはジハンギルの深刻な容体を伝える手紙を受け取るとバヤジトを伴い陣営に向かう。皇子が再び激しい痛みに襲われると、皇帝は医師長に処置を命ずるが手の施しようが無いと宣告される。瀕死の皇子のもとに現れた白衣の美しい娘は、安らかに旅立てるよう迎えに来た天使だと若い医師はつぶやく。ジハンギルは握りしめていた兄の形見の指輪を父に手渡すと魂を解放するよう懇願する。さじでアヘンチンキを与えようとする父の手から瓶を取り上げ口をつけて飲み干した皇子のもとに娘が現れる。差し出されたバラの香りを大きく吸い込むと皇子は肉体から解放され旅立つ。シナンは押し入ってきたアトマジャに危険を感じ、配下の者に取り押さえるよう命ずるが誰も従わない。アトマジャはリュステムを呼び出すよう求め、持っていた斧をシナンに振り下ろす。リュステム夫妻のもとにシナンからという箱が届けられる。その中にはシナンの右手と、リュステムを呼び出すアトマジャからの手紙が入っていた。                                                                                     |
|    | 56           | 罪の代償                 | アトマジャに拉致されたシナンの救出に向かうべく帯刀するリュステムをミフリマーフは思いとどまらせる。弟が生きている保証がない中において危険を犯すことにリュステムは躊躇する。要求に従わなかったリュステムのもとに解放されたシナンは痛々しい姿でたどり着くと、非情な兄を激しく責め立てる。降りしきる雨の中を急ぐヒュッレムらは帰還途上のセリムと行き合う。無言で立ち尽くす息子に胸騒ぎを覚えたヒュッレムは、見やった先の馬車の上の棺でジハンギルの死を悟る。ヒュッレムは息子の亡骸を目にすると慟哭しその場に倒れる。息子の死に打ちひしがれたスレイマンは医師の勧めに応じ、小部屋のような地下の礼拝室に籠もり精神的な治療を受ける。自らの罪の代償として奪うならジハンギルでなく自分の命であるべきだったとヒュッレムは神に向かい泣き叫ぶ。師父はバヤジトに皇帝代理として賢明に振る舞うよう忠言し、フーリジハンに帝都に来ないよう手紙で知らせることを求める。リュステムはアトマジャをこの手で殺すとシナンに誓い、かたきの居所を探すため人員を増やすよう配下に命ずる。しかし前大宰相の命令には従わないようにとの下達ゆえにそれは不可能と聞かされ憤る。セリムの侍従ガザンフェルは不正に入手した手紙をヌールバーヌーに渡す。フーリジハンへのバヤジトの知らせを読んだヌールバーヌーは、宮殿で騒動が起きセリムを支持しない者は代償を払うことになると微笑む。                                                                                     |
|    | 57           | 挽歌                     | バヤジトからフーリジハンに宛てた手紙をセリムに渡し二人の極秘結婚を明かしたヌールバーヌーには秘策がある。ミフリマーフは二人の弟とともにジハンギルの部屋に籠もるヒュッレムを訪れ、残された子供らのために立ち直るよう乞う。地下の礼拝室で40日間を過ごし精神の安定を取り戻したスレイマンは、ムスタファの居たアマスヤ行きを決意する。マヒデブランはミフリュニーサを伴い宮殿に到着すると、生き続けるただひとつの理由は同じ苦しみを残忍な敵に与えるためだとファトマに打ち明ける。ヒュッレムはジハンギルが生前に書き記した短い箴言の紙片を手に取り読むと、悲嘆に暮れる日々からようやく抜け出す。立ち直ったヒュッレムは大部屋でマヒデブランとの対面を果たしたところ、短剣を手にして近づいてきたミフリュニーサに名を呼ばれる。ミフリュニーサはヒュッレムが夫と息子の命を奪ったと涙ながらに訴え、自分の冬はこれで終わるがヒュッレムの冬はこれからは始まると言い残すと、自らの首に刃を当て自害する。アマスヤ宮殿に到着したスレイマンは主を失った皇子の部屋の寝台の上に置かれた書き物を手に取るとそれは皇子を悼む挽歌だった。皇帝はその作者であるタシュルジャルを呼び寄せると出来を称え、反逆者を悼む挽歌ゆえに迫害を受けぬよう保証するが、二度と顔を見せぬよう言い渡される。帰還したアフメトは偽のムスタファが現れ反乱を計画しているとバヤジトに報告する。                                                                                       |
|    | 58           | 計略の代償               | バヤジトの師父はトプカプ宮殿に降り立ったフーリジハンを目にし、思惑とは正反対の成り行きに唖然とする。キュタフヤに留まるよう伝えたはずとバヤジトに咎められたフーリジハンは皇子からの呼び出しの手紙を渡すと偽物だと分かる。ヌールバーヌーは画策どおりに極秘結婚が発覚しバヤジトが窮地に立たされるのを待つ。皇帝が崩御した場合、ヒュッレムの望みどおりバヤジトが即位すればリュステムの復権もありうるとファトマは危惧する。そこで母親とはうわべだけの関係のセリムを味方に取り込むようアフメトに入れ知恵をする。アフメトはセリムに会うと、偽ムスタファによる反乱の制圧にあたり直情的なバヤジトが失態を演じる可能性を利用しセリムを優位に立たせる構想を話す。廊下で出会ったヒュッレムに呪いの言葉を浴びせかけ首を絞める醜態をさらしたマヒデブランは、宿敵への報復をファトマに託しブルサにわびしく帰ってゆく。事態を知ったヒュッレムの差し金で画策どおりの進展がないことにヌールバーヌーは業を煮やす。そこでバヤジトの秘密を宮殿内に広めるが、噂の出元を知り怒ったフーリジハンに平手打ちをされる。宮殿から退去を命ぜられたリュステムはシナンとともに仮の住まいに移るが、部屋に潜んでいたアトマジャと格闘になる。シナンを羽交い締めにして人質にとったアトマジャは、リュステムに対してこれが計略の代償だと言い捨てるとシナンを殺害してその場から走り去る。                                                                                     |
|    | 59           | 迫られる選択             | 極秘結婚の皇帝への発覚を防ぎバヤジトを守ろうとするヒュッレムの姿勢にセリムは不信感を抱く。自分とともに歩むという約束を守っているかとの母親への問いの答えがないことに、セリムは約束が反故にされたことを知る。するとセリムはアフメトの提案の受け入れを決意し、ルメリ州の反乱を利用してバヤジトの失墜を狙う。中立の立場はあり得ないとし、バヤジトは自分か兄のどちらかを選ぶようヒュッレムに迫るが母は答えを拒む。リュステムはバヤジトに会い側近に登用してもらえれば最強兵器として仕えることを誓う。セリムとアフメトの同盟を知ったバヤジトはリュステムの大宰相職への復帰を望む。セリムを支持しヌールバーヌーに接近するファトマと自分とでは志が異なるとギュルフェムはフーリジハンに明かす。そしてバヤジト即位のためにはこれまでの確執を捨ててヒュッレムを味方にすべきとフーリジハンに選択を迫る。アトマジャはバヤジトに密かに会うと、ムスタファが言い残した命令に従い玉座への道に仕えると誓う。しかし皇子からのアトマジャへの最初の命令は過去は水に流しリュステムには危害を加えないことだった。リュステムを殺すことが唯一の心の救済であるアトマジャは苦渋の選択を迫られる。ヒュッレムはバヤジトによって離宮に追い出されたセリムに赴任県に戻るよう求める。しかし皇帝が帰還しバヤジトが自滅するのを見届けるまではセリムはここに居座る決意は変わらない。                                                                                     |
|    | 60           | 癒えない傷               | アフメトはエジプトが納める税金のうち、合法的に記録を免れた部分を出元を伏せて反乱勢力に供与する。スレイマンは2年の歳月を経て帰還するが、出迎えたヒュッレムらに対して険しい表情のまま言葉もなく通り過ぎる。バヤジトは反乱鎮圧のために出立したが、亡き兄を慕う者たちから犠牲者を出さずに解決するよう手を回す。しかし皇帝は軍がエディルネ宮殿で待機していることに苛立ち、直ちに介入するようアフメトに命ずる。ミフリマーフに諭されたフーリジハンはバヤジトとの結婚を明かそうとスレイマンを訪れるが、とうの昔に知っていたと聞く。眠れないスレイマンはジハンギルの部屋に入ると寝台で寝ていたヒュッレムは目を覚ます。時は過ぎても子を失ったふたりの心の傷は癒えず絆は再生しない。ミフリマーフはスレイマンにリュステムの復権を乞うが、前大宰相を免罪していない皇帝は拒む。そして間もなくリュステムを連行させると帝都からの永久追放を言い渡す。ムスタファ皇子を騙る反乱の主導者と会う約束のアトマジャらだが、発覚を恐れた本人は現れず側近が伝言を携えて来る。バヤジトは自ら皇子であることを証明すると、その側近は主が偽者であることを理解する。そして偽ムスタファを連れてくればその者だけを斬首し、他の者は罪に問わないとする皇子の要求を飲む。しかしバヤジトがエディルネ宮殿に戻ると軍は帝命によりソコルルとともに反乱の鎮圧に向かったと聞き愕然とする。                                                                                      |
|    | 61           | 皇太子宣下               | ソコルル率いる軍が反乱を鎮圧するが、バヤジトが反乱勢力に資金提供をしていたという噂にスレイマンは激怒し、真偽を確かめるため皇子の帰還を命ずる。ムスタファの末路が脳裏をよぎるバヤジトは身の潔白が証明されるまではエディルネに留まる意向を示す。しかし命令に背けば反乱への支援を認めることになるとアトマジャは異を唱える。皇帝による派兵を恐れたヒュッレムにバヤジトを連れ戻すよう乞われたリュステムはエディルネに向かう。バヤジトは説得に応じ皇帝の前に参上すると、反乱勢力への支援は中傷だと否定するがフーリジハンとの結婚は事実と認める。スレイマンはバヤジトが自分を欺き反逆者の兄ムスタファと同じ道を行くのであれば死が待っていると皇子に掴みかかり激怒する。処罰が下るのは弟かそれとも自らなのか不安な面持ちで知らせを待つセリムにスレイマンからの呼び出しがある。皇帝はバヤジトがいる前でセリムを玉座を継ぐ皇子として指名する。弟の目は怒りと嫉妬ににじむ。皇太子宣下の後、宮殿の外でリュステムと会ったバヤジトは自分を見限った皇帝に対して反旗を翻す決意を告げる。ヒュッレムはスレイマンに手紙を渡す。皇太子宣下に深く傷ついたことと、そしてそのような兄弟の闘争を煽ることは自分ならしないとしたためられた手紙を皇帝は燃やす。ヌールバーヌーはセリムを祝福し、皇子が玉座に就くことへの強い執念と必要なら自ら良心をも捨て去る覚悟を見せる。                                                                                     |
|    | 62           | 母の苦悩                 | バヤジトとリュステムはセリムが罠を仕掛けたのだと口々にヒュッレムに訴える。ヒュッレムから疑惑について問いただされたセリムは、母子の仲を裂くための中傷だと即座に否定する。ソコルルは反乱勢力に資金提供をしていたのはマヒデブランであったとスレイマンに偽の報告をし、バヤジトの潔白を証明する。皇帝はマヒデブランの資産の没収と手当の支給の打ち切りを命ずる。疑惑を否定した直後にセリムがアフメトを訪ねたことを知ったヒュッレムは怒り大宰相邸に乗り込む。アフメトがセリムとの会話を明かすことを拒否し屋敷からの退去を求めるとヒュッレムは苛立つ。そこに現れたファトマはセリムが罠を仕掛けたことを暴露すると、この代償は必ず払わせるとヒュッレムはアフメトに警告し宮殿に戻る。ヒュッレムはすぐさまセリムの部屋に駆け込み、怒りをぶつける。兄弟の悲愴な最期を目にして以来、死の恐怖に支配されるセリムはもう綺麗事では済まされない局面を迎えたのだと言う。ヒュッレムは黙り込み、息子を許しこの不始末を隠さざるを得ない。かつての配下の宰相アリの許可で財務長官室に入ったリュステムは、財務長官の青ざめうろたえる姿からここに秘密があると確信する。ファトマが催した皇太子宣下を祝う宴にヒュッレムが不意に現れる。皇子らにまつわる二人の激しい諍いの末、ヒュッレムは皇女に対して、じきに寡婦になるから喪服を用意するようにと不吉な言葉を残して立ち去る。                                                                                     |
|    | 63           | 黒の礼服（ヒラット）     | リュステムは財務長官室で帳簿を調べるが資金流出の証拠は見つからない。エジプトから増税への苦情が殺到していることを知ったスレイマンはソコルルに調査を命ずる。リュステムはアフメトに会議の間に呼び出され帳簿の調査の件で叱責を受ける最中、皇帝が隣接する小部屋に入ったことに気づく。小窓越しに皇帝が聞いているとは知らないアフメトはリュステムの挑発に乗り自らの慢心を晒け出す。苦悩の末、スレイマンは黒の礼服を仕立てさせるようロクマンに命ずる。フーリジハンに脅されたと怯えて話すヌールバーヌーをガザンフェルは必ず守ると誓う。それを見たジャンフェダーは皇子妃に片思いをする侍従は危険だとして距離を置くようヌールバーヌーに忠言する。バヤジトらは財務長官を問い詰め、アフメトの命令で反乱勢力に資金供与したことを自供させる。リュステムは財務長官を証人にして皇帝にアフメトの悪事を暴露するが、ヒュッレムとの約束によりセリムの関与は伏せる。御前で関与についてしらをきるソコルルもリュステムは見逃してやる。急遽会議が招集され二人の皇子と高官らが参集する。着用を命ぜられた者はその場で処刑されるという黒の礼服を持ったロクマンが入室すると、皇帝はアフメトにその着用を命ずる。在任中は処刑されないと安心しているアフメトに対して皇帝は大宰相職を解任に出る。皇帝を裏切ってはいないと叫ぶアフメトは広間の外の処刑人のもとに連行される。                                                                                           |
|    | 64           | 皇子妃のいさかい         | 処刑人により首に縄を巻きつけられたアフメトは皇帝に対し呪詛の言葉を言い続けた後、息絶える。その直後リュステムは大宰相職への復帰を命ぜられる。ファトマは夫が処刑されたことを告げられ茫然自失となる。息子の割礼の祝宴の最中、ヌールバーヌーはガザンフェルに呼び出され中庭に足を運ぶが、不意に愛の告白として指輪を手渡されるところを、後をつけてきたフーリジハンに目撃される。フーリジハンは追いかけてきたヌールバーヌーに従者との密会を暴露し破滅させると脅す。つかみ合いの争いの末、ヌールバーヌーに燭台で頭を殴られたフーリジハンは倒れて動かなくなる。動揺するヌールバーヌーが大部屋での宴に戻った後、間もなく朦朧としたフーリジハンもその場にたどり着くが言葉も無く倒れる。セリムと歓談する皇帝を尻目に、ヒュッレムはバヤジトに終身支援することを約束し抱き寄せる。深刻な容体のフーリジハンが運ばれた治療院の前でうろたえるヌールバーヌーの姿をヒュッレムは怪しむ。医女は事故ではない証拠として強くつかまれたフーリジハンの腕の痕をバヤジトに見せる。ヌールバーヌーは片方の耳飾りがなくなっていることに気づく。バヤジトは現場に落ちていた耳飾りを発見すると持ち主を捜すよう指示が出される。資産没収と手当の打切りの勅命を伝えられたマヒデブランは毅然として受け入れるが、軍政官との結婚を命ぜられた孫の皇女ネルギスシャーとの別離に取り乱す。                                                                                       |
|    | 65           | 蛇の切り札               | フーリジハンへの暴行の現場に落ちていた耳飾りのもう片方を捜すため、すべての部屋の捜索が命ぜられる。ヌールバーヌーはセリムの部屋に置いてきた片方を始末するために取りに行くが見つからない。セリムはヌールバーヌーを抱き寄せドレスを脱がせると鏡に映った妃の体の痣に気づく。問い詰められたヌールバーヌーはセリムに過ちを告白する。フーリジハンはいったん意識が戻ったもののバヤジトの願いも空しく、無言のまま帰らぬ人となる。ヒュッレムはヌールバーヌーにふたつの耳飾りを見せ、ひとつはセリムの部屋にあったと伝える。ヌールバーヌーは暴行を認め、激怒したヒュッレムは告発を決意する。しかしヌールバーヌーは切り札を使い、告発されればナーゼニン妃殺しを命じたヒュッレムの手紙を暴露すると迫る。ヒュッレムは窮余の策として、バヤジトのもう一人の妃ラナに罪を着せたうえで自殺に見せかけ殺害し事件の幕引きを図る。リュステムはバヤジトを策略から守るため、セリムの行動を監視、抑制するに相応しい師父としてバヤジトに仕えていたムスタファを推挙しヒュッレムは了承する。ブルサを訪れたアトマジャはユスフと久方の再会を果たすが、度重なる苦難に見舞われたマヒデブランらを見捨てたと非難される。その後アトマジャはマヒデブランに会うと、ムスタファの霊廟へのバヤジトからの金貨の提供を伝える。しかしマヒデブランは誰からであろうと喜捨は受けないと拒絶する。                                                                                     |
|    | 66           | 皇帝の疑心               | 皇子らの赴任県への帰還にあたり、ヒュッレムは自らの耳目手足としてファーリエをセリムのもとに、ロクマンをバヤジトにもとに送る。またバヤジトには傷心を癒やすために自ら選んだ数人の側女も送る。ファーリエはディルシャーをセリムの夜伽に連れて行くところをヌールバーヌーに見つかり激しい反発に遭う。やむなく引き返すファーリエは、ヒュッレムにとっても邪魔な存在であるヌールバーヌーを消し去るため、ディルシャーに手を組むことを持ちかける。忍びで外出したスレイマンはムスタファの死はヒュッレムとリュステムの策略によるものだという口さがない臣民らのうわさ話を耳にする。ヌールバーヌーはヒュッレムが送った側女のひとり、デフネに対してバヤジトの命運を左右する存在になるよう密かに指令を与えていた。デフネは幼い妹を人質にとられ命令に従わざるを得ない。バヤジトの部屋で食事の用意をした後、デフネは書き置きを本に忍び込ませる。ジャンフェダーはヌールバーヌーの入浴の付き添い中にファーリエから呼び出され浴室を離れる。ディルシャーは女官不在の浴室に忍び入ると浴槽につかるヌールバーヌーの頭を押さえつけ沈める。スレイマンから呼び出されたヒュッレムはようやく融和の機会ができたと期待を持つ。しかし待ち受けていたのはムスタファの死に関するスレイマンの強い疑念だった。皇子を中傷し皇帝が殺害するよう仕向けたのかと問われたヒュッレムは凍りつく。                                                                                     |
|    | 67           | 獅子の性（さが）         | ヒュッレムはスレイマンの問いに自分は清廉潔白ではないと答え、ムスタファの死への関与を認める。しかし権力を持つ者にも権力に群がる者にも罪なき者などいないと言い自らへの断罪を拒む。ヌールバーヌーの殺害を企てたディルシャーは、浴室に躍り込んだガザンフェルによって振り払われると頭を強打し絶命する。九死に一生を得たヌールバーヌーはファーリエがディルシャーに殺害をそそのかし、その裏にはヒュッレムがいると喝破する。バヤジトはデフネの書き置きに気づき短く返事をしたためて本に戻すと、それを読んだデフネは皇子と通じ合ったことを喜ぶ。ファトマは後任の後宮出納官に侍女メレキを推挙し後宮の支配を目論む。それを知ったヒュッレムはこれまで敵対関係にあったギュルフェムを推し任命を実現することで皇女の出鼻をくじく。セリムは皇子妃の浴室に入るという禁忌を犯したガザンフェルに対して情状酌量したうえで追放処分を決める。地下牢のガザンフェルはヌールバーヌーから処分を伝えられると、妃との別離を拒み処分撤回を懇願する。ヒュッレムの魔手から身を守るための守護者が必要なヌールバーヌーは、ガザンフェルを後宮に入れるため宦官になることを迫る。ミフリマーフは朝起きると胸の皮膚炎に気づくが医師長の診察でも原因は分からない。ソコルルは捕虜であるスペイン人医師ペドロによる診察を進言するとスレイマンは許可するが、嫉妬深いリュステムの抵抗に遭う。                                                                                     |
|    | 68           | 占い                     | ガザンフェルは宦官としてこの先もヌールバーヌーに献身するという選択を引き受ける。デフネはバヤジトから二度目の書き置きの返事を口頭で伝えられると、求めに応じ初めての夜伽を果たす。ヒュッレムは娘の病が呪術によるものかを確かめるため占い師の家を訪れる。デフネはバヤジトが寝ている間に部屋の中を探るとミフリマーフ宛ての手紙に目が留まる。県の借金返済に窮したバヤジトが姉に資金援助を求めることを知ったデフネはそれを伝える密書をヌールバーヌーに送る。ファトマの密命を帯びた男はヒュッレムが近くに来ていると市中で言いふらし、ムスタファの復讐の好機だと煽ると民衆は呼応する。ヒュッレムは娘の病状が快方に向かうとの占いに安堵するが、玉座に就く皇子がもうひとりの皇子を殺すとの占いに動転する。占い師の家の前に押しかけ投石を始めた暴徒に対し、警備にあたっていたマフムードは武力による鎮圧を決意する。すると扉が開きヒュッレムが姿を見せると周囲は一瞬にして静まり返る。息子の末路の占いに絶望し暴徒への恐怖すら失せていた皇帝妃は立ちすくむ者たちの間を歩いて行く。扇動者は自ら凶行に及ぼうとするが危急の知らせに駆けつけたスレイマン率いる衛兵により阻止される。デフネからの知らせを受け取ったヌールバーヌーはバヤジトの資金調達を阻止することをセリムに提案する。スンビュルはヒュッレム襲撃の黒幕がファトマである証拠を見つけたと報告する。                                                                                     |
|    | 69           | 終末の悪夢               | ミフリマーフがバヤジトを援助するために送った金貨が輸送中に強奪される。バヤジトらは賊を追い詰めると襲撃はセリムの命令だと首領は自供する。侍女によりヒュッレム襲撃の黒幕だと暴露されたファトマはスレイマンに呼び出される。罪を認めたファトマはヒュッレムを中傷するにとどまらずスレイマンにも悪態をつく。皇帝の逆鱗に触れ宮殿からの退去を命ぜられた皇女は二度と戻ることはない。セリムの口添えによりベネチアで捕虜として拘束されている大商人グラツィア・メンデスの亡命をスレイマンは許可する。嫉妬するリュステムに邪魔されながらも、解放と一攫千金を狙うペドロはミフリマーフを診察し薬の塗布にまで漕ぎつける。スレイマンはヒュッレムに告げずにエディルネ宮殿に行く。幾年もの間、ムスタファの死が原因でスレイマンは心を閉ざしている。小姓頭フェルハトの勧めでその象徴である遺書を火にくべるとスレイマンは亡き息子の幻影から解放される。世界が崩壊する悪夢から醒めたヒュッレムは、ふと首の付け根の腫れ物に気づく。占い師に悪夢の内容を話すとそれは妃自身の死の予兆だとを告げられるが真には受けられない。バヤジトは襲撃犯であるセリムの腹心の生首ともに兄への絶縁状を送りつける。怒った弟に命を奪われる前に相手の命を奪えと煽るヌールバーヌーにセリムは激怒する。ヌールバーヌーは現実から目を背けるセリムに代わり、脅威を排除することを独断で決意する。                                                                                     |
|    | 70           | 埋まらぬ溝               | スレイマンは滞在先のエディルネ宮殿にベネチアから解放されたグラツィアを招く。その知らせを耳にしたヒュッレムは鮮やかな衣装をまといスレイマンのもとへと急ぐ。師父ムスタファはバヤジトがセリムに生首を送りつけてきたことから兄弟が一触即発の状況にあることを察知する。自分の手には負えないと判断した師父は事態をヒュッレムに書簡で伝え二人の仲裁を請う。飲酒で死の恐怖を紛らすセリムに側女が酒を注ぐとヌールバーヌーはセリムを制止し側女に毒味を命ずる。側女が息絶えるとヌールバーヌーはバヤジトの仕業だと騒ぎ立てるが、セリムに弟殺害を決意させるため自ら仕込んだものだった。不安が昂じて酒が進んだセリムは朦朧となり、ヌールバーヌーの意のままに側女に弟を殺させるよう命令してしまう。朝になり過ちに気づいたセリムは命令の撤回を伝えるが、ヌールバーヌーはキュタフヤへの伝令はまだ出ていないと嘘をつく。ヒュッレムは庭園で憩うスレイマンの傍らでかつて皇帝が自分のことを詠んだ詩をそらんずる。愛を取り戻すために切々と語りかけるヒュッレムだがスレイマンの表情は硬く、途中で招かれたグラツィアにその場を仕切らると黙り込む。ペドロの治療により快方に向かうミフリマーフは完治まで診察を求めるがリュステムは許さない。ミフリマーフはリュステムに無断でペドロを呼び、強制されていた目隠しを外させ治療を受けている。そこに何も知らない夫が帰ってくる。                                                                                     |
|    | 71           | 忍び寄る死の影           | ヒュッレムは師父からの書簡で皇子らの危機的な対立を知るとスレイマンとの関係修復に見切りをつけマニサへ向かう。デフネはヌールバーヌーの使者からバヤジト暗殺指令を受けるが自分の任務ではないとして拒否する。しかし従わねば妹の命はないと脅されたデフネは意を決しバヤジトの食事に毒を盛る。不審者を見かけたアトマジャは危難を察知しバヤジトの部屋に駆け込む。アトマジャは毒が回り苦しみ悶える皇子を抱きかかえると事態を把握し、部屋から逃げ出すデフネを捕らえさせる。毒薬が特定されることで適切な処置が施されたバヤジトは一命をとり留める。デフネはアトマジャの追及に対してヌールバーヌーの命令だと自白する。アトマジャはデフネを処刑しようとするがバヤジトの子を身ごもっていると聞き思いとどまる。バヤジトは子供が生まれた日に処刑するとデフネに言い渡すが、妹を守るための行動だったことを知り心が痛む。我慢の限界に達したバヤジトは数千もの軍勢を率いてセリムに報復することを決意する。完治したミフリマーフはペドロとの再会の口実を作るために炎症の原因と気づいた香油を体に塗りつける。フェルハトはヒュッレムこそがスレイマンの心を癒やす妙薬であり遠ざけるべきではないと進言する。ヒュッレムは馬車の中で腫瘍の激痛に耐えきれず医女の診察を受ける。スンビュルから密かにヒュッレムの病状を尋ねられた医女は不治の病であり余命幾ばくもないと宣告する。                                                                                     |
|    | 72           | ヒュッレムの病           | 宮殿に向かって進軍するバヤジトらを目の当たりにしたセリムとヌールバーヌーはひどく狼狽する。マニサへの道中でヒュッレムはバヤジトが起こした無謀な行動を知り焦燥する。覚悟を決めたセリムは甲冑をまとい門の外に姿を現すと、バヤジトは暗殺を命令したセリムへの報復として正々堂々と命を奪いに来たと告げる。セリムの師父の制止もむなしくバヤジトが刀を抜くとついに兄弟同士の決闘が始まる。しかし間もなくヒュッレムの来訪を告げるスンビュルの声が響くと二人は刀を下ろす。仲裁に入ったヒュッレムは兄弟同士で命を賭けた対決に至ったことを厳しく叱責するが、突然発作を起こし気を失う。意識が戻ったヒュッレムは二人の息子を部屋に呼びそれぞれの言い分を聞く。兄の卑劣な行為をスレイマンに書簡にしたためた軽率なバヤジトにヒュッレムは憮然とし、また母親の目を見ながら平然と嘘をつき続ける不誠実なセリムには失望する。医女は病魔に侵されたヒュッレムに余命わずかであることを伝えるべきだとスンビュルを説得する。セリムは指示を無視してバヤジト暗殺を決行させたヌールバーヌーに対して烈火のごとく怒る。ヒュッレムはヌールバーヌーに死をもって償うよう迫るが、その場に割って入ったセリムはヌールバーヌーをかばい、必要な措置を講ずると母親に約束する。師父がいまだにバヤジトの腹心であることを知るセリムは、弟への忠誠を断ち自分の側につくよう求めるが拒まれる。                                                                                     |
|    | 73           | 皇子たちへの警鐘         | 兄の卑劣な行為を書き連ねたバヤジトの書簡はスレイマンに届けられることなくソコルルの手に渡るとセリムを守るため処分される。バヤジトはスレイマンへの書簡の隠匿工作があったとヒュッレムに不服を言う。しかしその書簡はバヤジト自身の首を絞めるものであり届かなくて幸いだとヒュッレムは諭す。皮膚炎の再発を口実にミフリマーフに呼び出されたぺドロは皇女が満たされぬ心を抱えていることに気づく。ソコルルは自分の奴隷であるペドロをミフリマーフに献上する。リュステムは屋敷に着いたペドロに暴行を加え、駆けつけたミフリマーフの前で殺そうとする。ミフリマーフは殺害を阻止するためペドロを奴隷の身分から解放し法的な保護を与える。しかし同時に屋敷にいる正当性を無くしたペドロにリュステムは追放を言い渡す。ペドロの受入れに激怒したリュステムはミフリマーフへの愛と忠誠を断ち切る決意を伝える。セリムの師父はヒュッレムの病状を医女に問い詰め余命わずかと知る。ヒュッレムは兄弟に和解の場を用意すると、バヤジトはセリムの謝罪を受け入れる代わりにデフネの妹を連れて帰ることを伝える。帝都への入港を許可されたグラツィアの船には迫害を逃れた同胞のユダヤ人が多数乗船していた。スレイマンは密入国の通報を受けるが、神の御心のままに多様性と調和を重んじ受け入れを命ずる。急に天幕から出て行くスンビュルを不審に思ったヒュッレムは後を追い、涙の訳を尋ねる。                                                                                     |
|    | 74           | 愛の復活                 | 自らの不治の病をスンビュルから聞いたヒュッレムは動転するが気を取り直すと他言しないよう命ずる。セリムは息子ムラトの地方赴任をスレイマンに認めてもらうと慣習上ヌールバーヌーの同行が決まる。これはヌールバーヌーを自分から引き離すことで、その殺害を命じたヒュッレムの追及をかわすためのセリムの苦肉の策だった。宮殿に戻ったヒュッレムは部屋に置かれたスレイマンからの手紙を読むと愛の復活を感じ取る。スレイマンはスンビュルからヒュッレムの病状を知らされると、そのもとに駆けつけ抱擁を交わし必ず病を治すことを誓う。病状は絶望的と話す側近の医師らに対しスレイマンは名医を集め必ず治療法を見つけるよう厳命する。ヒュッレムはスレイマンに秘密を口外したスンビュルに怒り追放を言い渡す。熟慮の末、師父はバヤジトへの忠誠を断ちセリムが玉座に就けるよう尽力することを誓う。そしてセリムがスレイマンに対してバヤジトを告発する書簡を代筆するとともに、自身からバヤジト宛ての書簡を送る。師父は書簡を読み暴走を始めるバヤジトがスレイマンからの信頼を完全に失うこと目論んでいる。スレイマンは過去の出来事は水に流すとともに、愛の火が消えることはないとヒュッレムに誓う。出産後の処刑を待つデフネは再会した幼い妹に我が子を託す。ペドロが出国することに塞ぎ込むミフリマーフは本人からの手紙を受け取り逢い引きをすると命をかけた逃避行の誘いを受ける。                                                                                     |
|    | 75           | 最悪、最強の敵           | バヤジトのもとにセリムの師父から2通の書簡が届く。1通はセリムが自分の非は棚に上げバヤジトの咎をスレイマンに告発するもので、もう1通はその書簡を阻止した師父がセリムに対して警告の書簡を出すようバヤジトを促すものだった。ミフリマーフは港に忍んで行くと、待ちわびていたぺドロに別れを告げる。そして旅立つペドロとともに自分の魂の一部が自由になれるようにとその髪を入れた箱を渡す。様々な治療法が試されるものの疲弊するだけのヒュッレムはスレイマンに治療の中止を請うが認めてもらえない。リュステムは屋敷でグラツィアの訪問を受け同胞への厚意の礼として金貨の箱を受け取る。会話を進めるうちにリュステムはそれまで嫌悪していたグラツィアへの態度を改める。師父からの知らせに激怒したバヤジトはセリムに書簡を送る。書簡の中でバヤジトはセリムに決闘を突きつけ、もし拒むならいっしょに送った女物の衣装を着るのがお似合いだと侮辱する。この衣装をスレイマンに送れば師父の思惑どおりにバヤジトは不敬のかどで罰せられるはずだった。しかし激怒したセリムがそれを拒否しバヤジトの申し出を受けて立つことを告げられた師父は困惑する。決定的な治療法を見いだせない医師長に苛立つスレイマンに対して、フェルハトは皇帝の愛こそが唯一の良薬となだめる。スンビュルからヒュッレムの病を聞いたミフリマーフは直接病状を尋ねに行くが本当のことは教えてもらえない。                                                                                        |
|    | 76           | 許し                     | ヒュッレムはギュルフェムに死の病に冒されていることを伝える。そして過去の過ちへの許しを請うとギュルフェムは応ずる。グラツィアは仕事の話を口実にリュステムを屋敷に招くと深い関係になることを求める。リュステムは一瞬背を向けるがグラツィアを激しく抱き寄せる。ヒュッレムは湯治を勧めるスレイマンとともにブルサに赴く。スレイマンは当地のムスタファの霊廟を訪れるとマヒデブランに出くわす。マヒデブランはムスタファを殺したスレイマンを非難し、神以外に誰も許さないと言い捨て立ち去る。沈黙を押し通したスレイマンはこの苦悩から死ぬまで解放されないことを知る。ヒュッレムはマヒデブランの宮殿を訪れ死期が近いことを告げ、逝く前に許しを請いに来たと伝える。先にヒュッレムはメフメト殺害を命じたマヒデブランを許す。マヒデブランから許しを得たヒュッレムは立ち去るがその表情は重苦しい。敵に与える最大の罰は許すことだとマヒデブランはフィダンに話す。セリムとバヤジトは約束の地で出会うと一騎打ちが始まる。倒されたセリムはバヤジトに喉元に刀を突きつけられると、どうせ兄弟を殺せないだろうと悪あがきを見せる。バヤジトは雄叫びとともに地面を刀で突くと次は容赦しないとセリムに怒りをぶちまける。ヒュッレムは帝都に帰り子供らを呼び寄せ愛する者に看取られ逝きたいとスレイマンに話す。運命を受け入れ死を覚悟したヒュッレムは最愛の者に微笑みかける。                                                                                     |
|    | 77           | 魂の伴侶                 | ヒュッレムはスレイマンに寄り添われかろうじて宮殿内に戻ると不意に訪れたスンビュルを歓迎し過去の放言を詫びる。ヒュッレムの様子に不安を募らせたミフリマーフは神に祈るしか術はないとスレイマンに打ち明けられ泣き崩れる。スレイマンは母が幸せで穏やかな余生を過ごすために尽くすよう娘に伝える。リュステムは医女からヒュッレムの真の病状を聞き愕然とする。スレイマンは皇子らに至急帝都に戻るよう伝令を送る。無断で宮殿に戻ったヌールバーヌーは頬に刀傷を負ったセリムを気遣い、師父への不信感を漏らす。アトマジャはバヤジトがセリムを殺さなかったことは将来に禍根を残すと不安を伝える。ロクマンが良心に従ったバヤジトの行動を称えると、アトマジャは良心によって玉座に就いた皇子はいないと反論する。ヒュッレムはマヒデブランに会い過去を清算したことをスンビュルに伝えると、もう一つ清算すべきことがあるという。それは秘密裏に埋葬されたイブラヒムの墓参をすることだった。バヤジトは男児を出産し処刑を待つだけとなったデフネに授乳を許す。スレイマンは寝所にヒュッレムを食事に招き夜は傍らで眠るように言う。グラツィアの屋敷に通い詰めるリュステムはヒュッレムの死が世界の運命すら変えると語る。スンビュルはマトラークチュの従者からイブラヒムの墓の場所を聞き出しヒュッレムを連れて行く。およそ墓地とは思えない山間の雑草地をヒュッレムは目の前にする。                                                                                     |
|    | 78           | 祈り                     | スレイマンは着工から長い年月が経つモスクの完成を急ぐよう建築家シナンに命ずる。ヒュッレムは墓石すらないイブラヒムを憐れみ、この地位と境遇は自分を選び皇帝に献上してくれたおかげと感謝する。そしてイブラヒムが生きている間にこれを伝えたかったと悔やみ祈りを捧げる。ヒュッレムは自分の亡き後はスレイマンに寄り添うことをギュルフェムに託す。リュステムはミフリマーフの体調不良を外泊する自分の気を引くための仮病と疑うが、間もなく妊娠が原因であることを告げられると動揺を隠せない。バヤジトの兄メフメトにちなんで名付けられた赤子を残しデフネは部屋から連れ出される。処刑を覚悟し今生の別れを告げるデフネにバヤジトは息子メフメトに免じて許しを与える。スレイマンと話をするヒュッレムは宮殿の外で自分の名を口々に呼ぶ声を耳にする。ヒュッレムがテラスから目にしたのは敬愛する皇帝妃を見舞いに宮殿を訪れた名も無き女性たちの一群だった。万感の思いのヒュッレムは屋外に出向き彼女ら一人ひとりが自身と謁見できるよう取り計らう。ヒュッレムはスンビュルに自分に関するすべてを書き記した日記を渡し後世に語り継がれるよう保管を託す。妃と子を連れて帝都に来るよう命ぜられた皇子らは宮殿に到着すると母親が余命わずかであることを告げられる。先日の皇子らの決闘を知ったスンビュルは平穏な日々を過ごせるようヒュッレムには隠すことをロクマンらに指示する。                                                                                     |
|    | 79           | 永遠の愛                 | リュステムは改めてバヤジトへの忠誠を誓い、同席したセリムの師父までもがバヤジトに尽くすと言い出す。ソコルルとヌールバーヌーはヒュッレム亡き後に向け万全の対策を講ずるようセリムに進言するが時期尚早として受け入れてもらえない。ヒュッレムに呼び出されたヌールバーヌーは必ずやセリムが玉座に就き自らはヒュッレムの部屋に住むのだと豪語する。ヌールバーヌーの不遜な物言いに憤ったヒュッレムは覚悟を問うが、どんな犠牲もいとわないと言い返される。ヒュッレムはリュステムを呼び、自らの死後にふたりの皇子の争いを阻止したうえでバヤジトを玉座に導くよう誓いを立てさせる。スレイマンは自らの名を冠したモスクの完成後初の礼拝に赴き、ヒュッレムが造らせた同所の複合施設では弱者らに食事が振る舞われる。朝方テラスで倒れていたヒュッレムはスレイマンに起こされると今日が最後だと伝え、盛大な食事会を開き愛する者たちを集めるよう請う。ヒュッレムは17歳の奴隷アレクサンドラ・ラ・ロッサの歩んだ苦難と栄光の道を振り返る。庭園での食事会を中座したヒュッレムはスレイマンに支えられながら部屋に戻る途中、崩れるように倒れ込む。寝台に運ばれたヒュッレムはかつて自分を詠んだ詩を聞かせて欲しいとスレイマンにせがむ。スレイマンはヒュッレムと見つめ合いながら、ゆっくりと詩を読み続ける。最愛の者に見守られながら皇帝妃ヒュッレムは眠るように息を引き取る。                                                                                       |
|    | 80           | 母の遺言                 | 二人の皇子はヒュッレムが最後にそれぞれに言い残した戒めの言葉を思い出す。残酷な者たちが支配するこの世界で、勇敢ながら慈悲深いバヤジトが生き残り玉座に就くためには残酷になれという。臆病なセリムには恐れや怒りにまかせ玉座に就いたとしても良心が痛むなら意味はないとして、勇敢で平穏な心を持てという。スレイマンは自らの名を冠したモスクの敷地内にヒュッレムを生前の望みどおり埋葬する。ヒュッレムはスレイマンから贈られた手製のエメラルドの指輪を自らとともに埋葬するようスンビュルに言い残していた。その指輪が亡骸から盗まれていたことにスンビュルとファーリエは気づくが、犯人はヌールバーヌーに命ぜられたジャンフェダーだった。スンビュルらはジャンフェダーを怪しいと睨み詰問しヌールバーヌーにも嫌疑をぶつけるがかわされてしまう。ヒュッレムが自分の葬儀後に渡すようロクマンとファーリエに託した贈り物と手紙が二人の皇子のもとに届く。贈った鎧は共通の敵に対してともに助け合って戦う際にまとうものであって、互いに刀を交えるときのものではないとヒュッレムは手紙の中で忠告する。深い喪に服すスレイマンは寝所から華美な調度品を排除し、自らの食事も質素にするようフェルハトに命ずる。ミフリマーフは誰にも会おうとしないスレイマンに、ヒュッレムの忘れ形見である自分らに会い慰め合うよう請う。しかしスレイマンはその切なる願いを一顧だにしない。                                                                                     |
|    | 81           | 明けぬ喪                 | セリムは喪が明けたらバヤジトからの不敬な贈り物をスレイマンに見せ弟の失墜を狙う。アトマジャはヒュッレムの忠臣だったリュステムがセリムの側につくことを懸念する。その場合はリュステムを殺してもよいと、ムスタファの仇討ちを封印してきたアトマジャにバヤジトは伝える。ヒュッレムの行く末を言い当てた占い師はベネチア人が産んだ皇子から皇統が続くとヌールバーヌーに予言する。ヌールバーヌーは自分のことだと喜ぶが男児を産んだデフネも同郷であることに気づき不安になる。セリムはリュステムに接触し自らの陣営につくよう揺さぶりをかける。これを目にしたバヤジトはリュステムの忠誠を確かめるが兄の動きに危機感を強める。ミフリマーフは明け方に男児を出産するが、その夜リュステムはグラツィアの屋敷に泊まっていた。ミフリマーフに問い詰められたリュステムはグラツィアとの関係を認めるがそうなったのは妻のせいだと言い返す。バヤジトがセリムに贈ったという木箱の存在をリュステムはグラツィアから聞く。リュステムはそれがスレイマンとバヤジトの絆を断絶する恐れがあることをバヤジト本人に確かめる。その場に呼び出された師父はセリムが帝都に木箱を持ってきたことは知らないと嘘をつく。グラツィアは朝目覚めると喉を掻き切られた侍女の姿に驚愕する。この殺害はリュステムの不貞をミフリマーフから聞いたスンビュルがグラツィアを引き離すために下した警告だった。                                                                                     |
|    | 82           | セリムの策略             | セリムはバヤジトが送りつけた女物のドレスをスレイマンに見せる。バヤジトはドレスを送った事実は認めるが、事の発端であるセリムの卑劣な行いをスレイマンに暴露し証人としてセリムの師父を呼ぶ。師父はバヤジトから口裏を合わせるよう強要されたと偽証するとバヤジトから裏切り者と罵声を浴びせられる。スレイマンはバヤジトの無礼な振る舞いと兄弟同士の醜い争いに激怒する。リュステムはグラツィアの呼び出しに屋敷に行くと待っていたのはセリムだった。セリムはスレイマンに不貞を暴露しない代わりにバヤジトのアマスヤ追放を奏上するようリュステムに要求する。バヤジトを陥れることに成功したセリムだが、裏で手を回したミフリマーフにより自身にも処分が言い渡される。バヤジトはアマスヤ行きを拒み兵士を集めセリム討伐を準備する。セリムはスレイマンに書簡を送りバヤジトの不穏な動きと皇帝への反乱の可能性を伝えるとともに弟の攻撃に備える。ファーリエはヌールバーヌーの部屋でヒュッレムの指輪を発見するが、ヌールバーヌーと出くわしたところにセリムが現れる。ヌールバーヌーはもらった指輪をファーリエが盗んだと言い、ファーリエはヌールバーヌーによる盗みをほのめかす。セリムはヌールバーヌーの嘘を見透かしていたがファーリエを牢に送り、皇子妃を中傷した罪は命で償わせると告ぐ。ミフリマーフはバヤジトに慎重に対応するようスレイマンに請うが聞き入れられない。                                                                                     |
|    | 83           | 父帝の最後通告           | スレイマンはすでに命じた赴任先に即刻向かうよう二人の皇子に最後通告をする。バヤジトはキュタフヤに3人の軍政官を呼び寄せセリムを倒すために同盟を結ぶことを迫るが結論は持ち越しとなる。皇帝の書簡を携えた宰相アリによるバヤジトの説得は不調に終わる。するとアリはスレイマンの許しを得て同行したミフリマーフに任務を委ねる。スレイマンはバヤジトによる募兵の情報が真偽不明のままセリムに通告を出すが、セリムは赴任途上での弟からの攻撃を恐れている。ソコルルはリュステムが皇子らの間で中立を保ち静観する構えだとセリムに説明するが油断はできない。牢から脱出したファーリエはヌールバーヌーの部屋に忍び込みヒュッレムからの殺害命令を遂げようと襲いかかるが逆に刺し殺される。ミフリマーフはバヤジトの募兵がセリムによる中傷ではなく事実であると知り驚愕する。バヤジトはミフリマーフの説得に応じアマスヤ行きを約束するが、どこにいようと兵力を増強しセリムを討つ決意は変わらない。ミフリマーフはセリムとの戦いに備えるバヤジトを支持し、自らが盾となりバヤジトをセリムとスレイマンから守ると誓う。リュステムは自分との情事をセリムに白状したグラツィアを非難し個人的な関係を清算する。スレイマンはミフリマーフとアリにバヤジトに関する報告を求める。帰還の途上でミフリマーフから口裏を合わせるよう強要されたアリはキュタフヤでの募兵の事実を隠蔽する。                                                                                      |
|    | 84           | バヤジト挙兵             | 勅命に従いバヤジトはアマスヤに出立する。それを知ったセリムも同様にコンヤへと向かうが、早晩、弟が攻撃を仕掛けてくることを覚悟している。ヒュッレムの前でコーランに手を置き皇子同士の争いの阻止を誓ったリュステムだが、バヤジトの挙兵の支持はその誓いを破ることになる。その代償をいかに払うべきか悩むリュステムは軍法官の見解に従い、悔い改めるとともにモスク複合施設の建造と寄進に多額の私財を投ずる。3人の軍政官が味方につき多数の軍勢を確保したバヤジトは勝利を確信する。リュステムはバヤジトのセリムへの攻撃は同時にスレイマンへの敵対行為であり反乱を起こした皇子の行く末は明らかだとアリに話す。そしてバヤジトを支援する軍政官にセリムの側につくよう書簡を出す。バヤジトの動向の報告を受けたスレイマンは自らの命令に背き兄に対して挙兵する準備をする皇子をイスラム法はどう裁くか長老に見解を求める。するとエブッスードはかくなる反逆行為には処刑が相当との考えをスレイマンに伝える。ついにバヤジトは進軍を開始するとスレイマンは反乱の鎮圧を命じ、ソコルルに帝国軍とセリムの軍の指揮を任せる。アリはミフリマーフにリュステムがセリムの側に回ったことを伝える。ミフリマーフから裏切りを激しく非難されたリュステムはバヤジトに死刑宣告の聖断が下されたと明かし、もう終わったのだと諭す。ついに戦いの地でセリムと対峙したバヤジトは援軍を待つ。                                                                                      |
|    | 85           | 運命の一矢               | 帝国軍を目にしたバヤジトは父帝から見限られたことを知る。そのうえ軍勢を率いた軍政官らは期待を裏切りセリムの陣営に合流する。形勢不利なバヤジトだが降伏を要求する勅命を拒否すると戦いの火ぶたは切られる。バヤジトは自ら前線で武勇をふるいセリムの目前にまで迫ると傍らの師父は観念する。しかしその時セリムの息子ムラトがバヤジトに向けて一本の矢を放つ。それは戦局を一変させるだけでなく帝国の運命をも左右するものだった。胸に矢を受けた皇子に敵の兵士が襲いかかるがアトマジャの援護により窮地を脱する。戦いは幕を下ろし、バヤジトは致命傷を負ったと思われたが奇跡的に生還を果たす。ミフリマーフはスレイマンにバヤジトへの赦しを請うが拒絶される。するとミフリマーフはバヤジトへの裏切りを理由にリュステムとの離縁を切り出す。しかしリュステムは勅命を忠実に遂行したにすぎず、離縁は断じて許さないとスレイマンは激怒する。再起後に増大するであろう弟の脅威への不安ゆえ、凱旋したセリムは塞いでいる。バヤジトは傷がまだ癒えていないが再び兵を集めるようアトマジャに指示する。バヤジトはスレイマンへの反逆の意図はなく敬愛と忠誠は変わらないことをしたためた書簡を帝都へ送る。しかし伝令は殺され奪われた書簡はセリムの師父のもとに届けられる。バヤジトの釈明を知る由もないスレイマンは反逆者とみなした我が子を必ず帝都に連行するようソコルルに命ずる。                                                                                     |
|    | 86           | 逃亡                     | スレイマンはソコルルが率いる軍と合流しバヤジトを追撃するようセリムに命ずる。快方に向かうバヤジトだが兵力不足のため敵軍との対決を回避し息子らとともにアマスヤからの出奔を図る。アトマジャと旧知の軍政官アヤスが治める州に身を寄せることをバヤジトは決める。リュステムは弟を殺したアトマジャを捕らえることを命じ復讐を遂げることを決意する。ミフリマーフは持病の痛風が再発したスレイマンを見舞う。スレイマンの体調の悪化は、バヤジトに下した聖断が心に重くのしかかっていることが原因だとミフリマーフは見抜く。バヤジトらを出迎えたアヤスは勅命を読み上げるとアトマジャは警戒する。しかしアヤスは読み終えた勅命を破り捨て皇子への忠誠を誓う。ほどなくしてアヤスから大軍が迫っていることを知らされたバヤジトは出立する。アヤスのもとに到着したセリムは弟の居場所を問う。アヤスは問いには答えずバヤジトを擁護しセリムらを非難すると、逆上した皇子に刺し殺される。国境付近を行軍するバヤジトらにイラン王タフマースブの使者が現れ接触を図る。使者はバヤジトに次の目的地に追っ手が向かっているとの情報と、タフマースブからの首都カズヴィーンへの招聘の意を伝える。バヤジトはタフマースブの宮殿で歓待されるがスレイマンを倒すための同盟を結ぶ提案をした王に対して怒り中座する。スレイマンは皇子が最大の敵からの庇護を受けていることを知らされ暗澹となる。                                                                                     |
|    | 87           | 執念の仇討ち             | ミフリマーフを経由させることでようやくバヤジトの手紙はスレイマンのもとに届く。父帝への反乱の意思はなく無実であることをバヤジトは手紙で訴えるが、父は息子に罪を認めて赦しを請うよう諭す。バヤジトはアトマジャの積年の願いであるムスタファの仇討ちを許し、帝都に戻りリュステムを仕留めるよう命ずる。アトマジャは密かにミフリマーフに会い帰還の目的を伝え力添えを請う。スレイマンがイラン王とバヤジト引渡しの交渉をするとの情報を得たデフネは、直ちに皇子に知らせ脱出させるために自らイランへ向かう。ミフリマーフが子供を後宮に泊まらせた夜、アトマジャは屋敷に忍び込む。そして衛兵らを一網打尽にするとリュステムとの格闘の末、悲願を遂げる。しかし負傷したアトマジャも駆けつけた衛兵の手により絶命する。リュステムの遺体を目にしたミフリマーフは最近の体調不良を死因にするようスンビュルに命ずる。デフネはイランの宮殿でバヤジトと再会し、金と領土を得るために王がバヤジトを引渡す企みを明かす。軍政官となったセリムの師父はタフマースブに謁見しセリムがバヤジトの引渡しを望んでいることを伝える。引渡しの条件としてスレイマンが応じた金額の倍を王が要求すると、護衛に扮し背後にいるセリムの合図を見た師父は承諾する。バヤジトへの恩赦を可能性の芽を摘むため、セリムは断じて弟を帝都に連行させまいとする。バヤジトは王を殺害し脱出する計画を練る。                                                                                     |
|    | 88           | 迷える皇子               | セリムはイラン王との取引に必要な資金を調達するためにグラツィアに呼ぶが全額が揃うまでには時間がかかるという。リュステムの突然の訃報をグラツィアから聞いたセリムはその死因と後任の人事が気にかかる。ミフリマーフは後宮内のかつての母の部屋に移り住む。スレイマンの使者ヒュスレヴはバヤジトとともに直ちに帝都に帰還するつもりでイランに来たものの状況は整っていない。タフマースブはセリムが要求どおりの金貨を用意したことを確認するまでスレイマン側への回答を引き延ばしにかかる。スレイマンはリュステムの後任として序列に従い宰相アリを大宰相に任命する。バヤジトに会ったヒュスレヴはタフマースブとの交渉の事実を認めスレイマンの手紙を渡す。子供の頃から父に愛されなかった記憶と長兄の末路に見る父への不信感から、バヤジトは説得に応じることなくグルジアへの逃亡の準備を急がせる。ミフリマーフは母と夫の亡き後の宮殿内での影響力を保つため、大宰相に就任したアリを利用することを考え離宮に呼び出す。高官の中で唯一人バヤジトを支持するアリが地位を強固なものにするためには皇統とのつながりが必要だとミフリマーフは説く。しかしアリは皇女の支援がなくともひとりで権力闘争に臨む決意を伝え同盟の提案を拒否する。ヌールバーヌーはセリムに隠れてソコルルに書簡を送り、将来セリムの脅威とならないようアマスヤに残されたバヤジトの末息子の処置を委ねる。                                                                                     |
|    | 89           | 王（シャー）の宴         | ソコルルはヌールバーヌーの指示に従いバヤジトの息子メフメトが反乱勢力に利用されないようスレイマンにあることを提案する。タフマースブを襲撃しバヤジト父子を脱出させる計画を実行に移す日が来る。しかし周辺で待機していた兵士らがタフマースブにより追放または殺害され、ほぼ壊滅状態になったとの知らせに皇子は焦燥する。王の襲撃は断念するがその夜、宮殿からの脱出を図ったバヤジトらはすぐさま取り押さえられ王の待つ宴へ導かれる。もてなしを拒むバヤジトをもはや客人としてではなく捕虜として扱うことにした王は、配下に命じその場にいたロクマンら側近と護衛を殺害する。バヤジト父子は地下牢に幽閉されデフネはアマスヤへの帰還を強いられる。タフマースブはスレイマンの要求どおり皇子の側近を排除したこととともに要求額を倍にするとヒュスレヴに伝える。再びセリムの宮殿を訪れたグラツィアは目の前で金貨を見せ約束の全額を用立てたことを伝える。アマスヤに戻ったデフネはメフメトがブルサに連れて行かれたことを知り悲嘆に暮れる。同じ道筋をたどった亡きムスタファの幼子の悲運が頭をよぎる。タフマースブが合意を破棄し要求を上乗せしたとの報告にスレイマンは激怒する。そしてタフマースブが無条件で皇子の引渡しに応じねばイランに進軍し宮殿を攻略することを命ずる。セリムはイラン国境の州に自ら赴き、かつての師父である軍政官にタフマースブに渡す金貨を託す。                                                                                     |
|    | 90           | 無情な仕打ち             | 幽閉されたバヤジトのもとにヒュスレヴの使いを名乗る者が現れると親子はようやく解放される。父の慈悲に一縷の望みをかけバヤジトは帝都に向け出立する。再び王に謁見したヒュスレヴは直ちに皇子を引渡すよう最後通告をするが、その時すでに皇子はいない。バヤジトらを乗せた馬車はヒュスレヴが待っているという場所で止まる。しかしそこでセリムの姿を目にしたバヤジトはこの解放が罠であることに気づき己の死を覚悟する。命乞いをすれば息子らは無事に帝都に送り届けると約束したセリムにバヤジトは従い最後の望みを託す。しかしセリムはその約束を反故にし子供らを取り押さえた処刑人に合図を出す。そしてバヤジトの処刑人にも同じ仕草をすると執行を見ることなくセリムは立ち去る。弟の怨嗟の叫びを背中で受け止める兄の目には涙が溢れている。首に縄を巻きつけられた我が子が一人ひとり崩れ落ちるさまをバヤジトは滲む瞳で見取る。血を分けた兄からの非情な仕打ちを受けたバヤジトの慟哭も間もなく途絶える。デフネはブルサに行き幼いメフメトの命乞いをするが叶わぬことを知ると心中を遂げる。それから5年の歳月が過ぎた今もミフリマーフのセリムへの怒りは収らない。セリムの3人の娘は高官に嫁ぎ、ひとりは大宰相となったソコルルの妻になる。痛風が悪化の一途をたどるスレイマンへの周囲の不安が高まっている。セリムはハンガリー国境付近の紛争解決にソコルルの出陣を提案する。                                                                                       |
|    | 91           | 寂しい祭り               | ギュルフェムの悲劇的な死の秘密をフェルハトは守っている。鎮痛薬により朦朧となったスレイマンに向かってバヤジトの敵を討つべくギュルフェムは短刀を振り上げる。駆けつけたフェルハトによって取り押さえられた際にはずみでギュルフェムは自分の胸を刺したのだった。断食明けの祝祭で皇族が宮殿に集う。ミフリマーフは疎遠になっていたセリムに対してバヤジト殺害を強い口調で非難する。セリムは唯一の後継者である自分への態度を改めねば姉を破滅させると脅す。マニサの軍政官となったセリムの息子ムラトは懐妊した側女サフィエを連れて宮殿に到着する。ミフリマーフがムラトに側女を贈ったことをそのとき初めて知らされたヌールバーヌーは皇女への不快感を露わにする。セリムの最大の競争相手であるムラトを自らの影響下に置くためにミフリマーフが教育した元侍女がサフィエの正体だった。ミフリマーフはスレイマンから気に入られるようにとムラトに献上品を渡す。ムラトは御前会議で献上品である地図を広げ領土を拡大した当代皇帝を賛美し歓心を買う。セリムは自分を差し置いて会議に出席したムラトを叱責する。するとムラトは知恵と経験はスレイマンから享受し父のことは反面教師にすると言い捨てる。サフィエがバヤジトの仇討ちのために送り込まれたことをヌールバーヌーは見抜く。ヌールバーヌーに忠誠心を示すよう迫られたサフィエはセリムに皇子を産むことがその証明だと答える。                                                                                     |
|    | 92           | 最後の遠征               | スレイマンは忍びで出かけた市場で商人が自分を侮辱するのを目の当たりにする。憤慨して商人につかみかかったスレイマンは身分を明かし自分の過去の偉業を突きつける。宮殿に戻ったスレイマンはマトラークチュによるスレイマン帝記の細密画に見入り過去を振り返る。キュタフヤ赴任はスレイマンによる罰であると信じるセリムは宮殿のかつての主バヤジトの幻影に怯える。悲嘆に暮れ、それを紛らすように酒に溺れるセリムにヌールバーヌーは手を焼いている。またヌールバーヌーはサフィエを遠ざけようとムラトに側女を送るが見通しは暗い。ミフリマーフに出遭ったマヒデブランは自分たちを苦しめたすべての厄災のただ一つの元凶はスレイマンなのだと言い放つ。スレイマンは自ら軍を率いてオーストリアに進軍することを決意する。スレイマンは臣民と全世界に再びその名を轟かせ自らの支配と権力の健在ぶりを顕示したいのだ。しかし高齢かつ不例の皇帝の決定に宰相らは戸惑い懸念する。医師は出征に反対し断行するのであれば命を失うと警告する。もう一種類の皇帝記の最後の空白となっているページに今回の遠征での勝利を描き完成させるよう、スレイマンは細密画家に命ずる。親征を断念させるようソコルルから請われミフリマーフは御前に参上する。スレイマンは自分の治世は征服に始まり征服に終わると娘に語り、これが最後の遠征になると断言する。ミフリマーフはもう二度と父に会えないと悟る。                                                                                     |
|    | 93（最終回） | 壮麗なる皇帝スレイマン   | ハンガリーをめぐる火種が拡大し休戦条約が無効になるとスレイマンは神聖ローマ皇帝マクシミリアン2世に対して攻勢をかける。スレイマンはハンガリー遠征における最初の目標として難攻不落の要塞を持つシゲトヴァルの攻略を命ずる。スレイマンが重病を押して親征した知らせを受けたセリムは玉座に就く準備を始める。ヌールバーヌーはいずれ母后の地位を手に入れヒュッレムを超えるとサフィエに話す。その妃を超えヒュッレムの指輪も引き継ぐという野心を語るサフィエにヌールバーヌーは不快感を示す。セリムに対して負けを認めたミフリマーフはトプカプ宮殿を去りエディルネに移り住むことを決意しスンビュルに同行を求める。皇女の誘いを断ったスンビュルはヒュッレムが託した日記を手に誰もいない大部屋にたたずむと在りし日々の出来事が脳裏によみがえる。戦況は熾烈を極め、いったん撤退し明くる春に総攻撃をかける旨の提案がなされる。自らに残された時間が僅かであると知るスレイマンはこれを拒否すると軍勢の前に立ち、日の出までに攻略するよう檄を飛ばす。しかしその直後、天幕の中で突然倒れたスレイマンは悲願の勝利を見届けることなくそのまま息を引き取る。皇帝の死後、シゲトヴァル城は陥落しオスマン帝国は領土の奪還に成功する。キュタフヤのセリムのもとに皇帝崩御の知らせが届く。オスマン帝国の全盛期を築き壮麗帝と呼ばれたスレイマン1世の46年の治世は幕を下ろす。                                                                                         |

## スピンオフ・ドラマ
オスマン帝国史上最も権力を持った女性の世として、2015年から2017年にかけて『新・オスマン帝国外伝〜影の女帝キョセム〜』（原題：Muhteşem Yüzyıl: Kösem（ムフテシェム・ユズユル：キョセム））が2シーズン製作された。
ヒュッレムの子で第11代皇帝セリム2世の子ムラト3世の孫の代の治世時。第14代アフメト1世に妃として迎えられたギリシャ出身のキョセム・スルタン（アナスタシア）が第15代および第16代皇帝を排斥しつつ、自らの皇子2人を第17代ムラト4世と第18代イブラヒム1世としてそれぞれ帝位につけ、主に第13代皇帝の妃サフィエや第18代イブラヒム1世の妃トゥルハンと争いながら権力を持つ母后となり、さらに孫の第19代メフメト4世の代にも実権を握り、オスマン帝国が最大版図を誇った17世紀の時代を生きた歴史的スピンオフ・ドラマ。なお舞台セットや使用楽曲は本編の『オスマン帝国外伝〜愛と欲望のハレム〜』と一部共通となっている。
日本では2021年8月からチャンネル銀河で放送されている。

## ソフト化
本作の日本語版は、シーズン1のみDVDとしてソフト化されて、株式会社ツインから発売されている。
- (c) Tims Productions
- 企画協力：NHKエンタープライズ

### DVD
| シーズン  | SET       | DVD構成              | 収録話                         | 発売日        |
| --------- | --------- | -------------------- | ------------------------------ | ------------- |
| シーズン1 | DVD-SET 1 | Vol.1 - 6（6枚組）   | 第1話 - 第17話（本編約862分）  | 2018年7月25日 |
| シーズン1 | DVD-SET 2 | Vol.7 - 12（6枚組）  | 第18話 - 第34話（本編約907分） | 2018年9月5日  |
| シーズン1 | DVD-SET 3 | Vol.13 - 17（5枚組） | 第35話 - 第48話（本編約916分） | 2018年10月3日 |

## オリジナル・サウンドトラック
本作のオリジナル・サウンドトラック・アルバムは、次の2点があり、Apple MusicやAmazon Musicなどの音楽配信サービスで聴くことができる。作曲者は、Fahir Atakoğlu, Aytekin Ataş & Soner Akalın。
1. Muhteşem Yüzyıl Vol.1 (Orijinal Dizi Müzikleri)（2013年）[100]
2. Muhteşem Yüzyıl, Vol.2 (Orijinal Dizi Müzikleri)（2014年）[101]

| No. | 曲名（トルコ語）        | 曲名（英語）                            | 説明                                 |
| 1   | Muhteşem Yüzyıl Jenerik | (The Magnificent Century Opening Theme) | オープニング・テーマ                 |
| 2   | Dönmek                  | (Return)                                | イブラヒムがバイオリンを弾くときの曲 |
| 3   | İktidar Oyunu           | (Power Games)                           |                                      |
| 4   | Ceng-i Ali              | (The Supreme War)                       |                                      |
| 5   | Savaş                   | (The War)                               |                                      |
| 6   | Luli                    | (Hurrem’s Lullaby)                      | 「ヒュッレムのララバイ（子守唄）」   |
| 7   | Saltanat Dedikleri      | (What They Call The Sultanate)          |                                      |
| 8   | Hatice'nin Aşkı         | (Hatice’s Love)                         | 「ハティジェの愛」                   |
| 9   | Bismişah                |                                         |                                      |
| 10  | Aynı Göğün Altında      | (Under The Same Sky)                    |                                      |
| 11  | Mahidevran              |                                         | マヒデブランのテーマ                 |
| 12  | Mohaç                   | (Janissary Song 1)                      | モハーチの戦いでの兵士の歌           |
| 13  | Parga'dan Beri          | (Ever Since Parga)                      |                                      |
| 14  | Sarayda Entrika         | (Intrigue In The Palace)                |                                      |
| 15  | Evvel Zaman             | (Once Upon A Time)                      |                                      |
| 16  | Akıncının Aşkı          | (Love Of Akinci)                        |                                      |
| 17  | Aşk-ı Derûn             | (Deepest Love)                          |                                      |
| 18  | Nenni Desem Uyurm'ola   | (Hatice’s Lullaby)                      |                                      |
| 19  | İhanet                  | (Betrayal)                              |                                      |
| 20  | Yirmialtı Saat          | (Twenty Six Hours)                      |                                      |
| 21  | Hasbahçenin Gülü        | (Rose Of Hasbahce)                      |                                      |
| 22  | Hanedanın Düşüşü        | (The Fall Of The Dynasty)               |                                      |
| 23  | Ayin                    | (Ritual)                                |                                      |
| 24  | Zahir Bâtın             | (Janissary Song 2)                      |                                      |
| 25  | Pirlere Niyaz Ederiz    | (Kalender Shah’s Song)                  |                                      |
| 26  | Masumiyet               | (Innocence)                             |                                      |
| 27  | Üç Kıtada               | (In Three Continents)                   |                                      |
| 28  | Badê Saba               | (The Dawn Wind)                         |                                      |
| 29  | Ağıt                    | (Lament)                                |                                      |
| 30  | Demir Yumruk            | (Iron Fist)                             |                                      |
| 31  | Suud                    |                                         |                                      |
| 32  | Deliler                 | (The Crazies)                           |                                      |
| 33  | Hain Pusu               | (Ambush Of Traitors)                    |                                      |

| No. | 曲名（トルコ語） | 曲名（英語） | 説明 |
| 1   |                  |              |      |
| 2   |                  |              |      |
| 3   |                  |              |      |
| 4   |                  |              |      |
| 5   |                  |              |      |
| 6   |                  |              |      |
| 7   |                  |              |      |
| 8   |                  |              |      |
| 9   |                  |              |      |
| 10  |                  |              |      |
| 11  |                  |              |      |
| 12  |                  |              |      |
| 13  |                  |              |      |
| 14  |                  |              |      |
| 15  |                  |              |      |
| 16  |                  |              |      |
| 17  |                  |              |      |
| 18  |                  |              |      |
| 19  |                  |              |      |
| 20  |                  |              |      |
| 21  |                  |              |      |
| 22  |                  |              |      |
| 23  |                  |              |      |
| 24  |                  |              |      |
| 25  |                  |              |      |
| 26  |                  |              |      |
| 27  |                  |              |      |
| 28  |                  |              |      |
| 29  |                  |              |      |
| 30  |                  |              |      |

## 関連年表
劇中で明示されている年月日（西暦）など、関連する年表を西暦で示す。
| 西暦年       | おもな出来事（ドラマの時代より前の史実） |
| ------------ | --- |
| 1493         | この年、後の大宰相イブラヒム（パルガル・イブラヒム・パシャ）が生まれる。生地については、ギリシャのパルガのほか、アルバニア、イタリアなど諸説がある。 |
| 1494         | この年、後に皇帝となるスレイマン皇子が生まれる。 |
| 1496         | （関連史実） 史実ではこの年、後のスレイマンの妃フュラネ（Fülane） が生まれる（本ドラマには登場しない）。 |
| 1497         | この頃、後にスレイマンの妃ギュルフェム（Gülfem） となるロサリンダ（Rosalinda）が生まれる。 |
| 1500         | この頃、後にスレイマンの妃マヒデヴラン（Mahidevran）、別名ギュルバハル（Gülbahar）となるマルフルブ・バハライ（Malhurub baharay）が生まれる。 |
| 1502? -1506? | この頃、後にスレイマンの妃ヒュッレム（Hürrem） となるロシア人女性アレクサンドラ・リソフスカ（Alexandra Lisowska）が生まれる。生年については、1502年、1504年、1506年、など諸説がある。 |
| 1505         | ○この頃、後のイブラヒムが、オスマン帝国によって故郷のパルガから強制徴用（デヴシルメ）で連れ去られる（S1 第1話の回想）。 |
| 1512         | （関連史実） 史実では、スレイマンとフュラネの間にマフムート皇子（Şehzade Mahmud）が生まれる。 |
| 1515         | スレイマン(21)とマヒデヴラン(15)の間にムスタファ皇子（Şehzade Mustafa） が生まれる。 |
| 1516         | （関連史実） 史実では、スレイマンとフュラネの間にファトマ皇女（Fatma ）が生まれる。 |
| 1517         | （関連史実） 史実では、スレイマンとマヒデヴランの間にアフメト皇子（Şehzade Ahmed ）が生まれるが、すぐに夭折する。 |
| 1519         | 史実では、スレイマンとギュルフェムの間にムラト皇子（Şehsade Murat ）が生まれる。 |
| 西暦年       | おもな出来事 （シーズン1） |
| 1520         | ○先帝が崩御し、皇太子スレイマン（26歳）がオスマン帝国の第10代皇帝に即位する（第1話）。 ○9月、ルテニアからクリミアに拉致されていたキリスト教徒の娘アレクサンドラ（後のヒュッレム）らが、皇帝の奴隷としてトプカプ宮殿に送られる（第1話）。 ○この年、シリアの県軍政官ガザーリの反乱が勃発する（第3話）。 |
| 1521         | ○史実では、この年、民衆を虐げたなどとして、海軍提督ジャフェル・アーが処刑される（第2話）。 ○史実では、この年、ガザーリの反乱を、宰相フェルハト率いる軍勢が鎮圧する（第5話）。 ○5月18日、皇帝スレイマンが軍勢を率いてハンガリー遠征に出陣する（第8話）。 ○8月29日、皇帝スレイマンの軍勢が、ベオグラード城塞を陥落させる（第11話）。 ○10月19日、皇帝スレイマンが軍勢とともに帝都に帰還する（第11話）。 ○スレイマン(27)とヒュッレム(15-19?)の間にメフメト皇子（Şehzade Mehmed ）が出生（第14話）。 （関連史実） 史実では、この年、マフムート皇子(享年9)とムラト皇子(享年2)が夭折する。                     |
| 1522         | ○6月18日、皇帝スレイマンがロードス島遠征 に向けて帝都から出陣する（第19話）。 ○6月-12月、ロードス包囲戦（第19話-第21話）。 ○スレイマン(28)とヒュッレム(16-20?)の間にミフリマーフ皇女（Mihrimah ）が生まれる（第21話）。 （関連史実） 史実では、この頃、スレイマンとヒュッレム（あるいはマヒデヴラン）の間にアブドゥッラー皇子（Şehzade Abdullah ）が生まれる。わずか2～3歳で夭折したため、本ドラマには登場しない。 |
| 1523         | ○史実では、この年、大宰相ピリー・メフメト・パシャが辞職し、宮廷奴隷で小姓頭のイブラヒムが異例の抜擢で大宰相に任じられる（第23話） |
| 1524         | ○スレイマン(30)とヒュッレム(18-22?)の間にセリム皇子（Şehzade Selim、後のセリム2世 ）が生まれる。 ○史実では、この年、エジプト統治を任されていたアフメト・パシャが反乱を起こし、オスマン帝国からの独立を宣言するが、短期間で鎮圧される |
| 1525         | ○この頃、スレイマン(31)とヒュッレム(19-23?)の間にバヤジット皇子（Şehzade Bayezid ）が生まれる。 （関連史実） 史実では、スレイマンとマヒデヴランの間にラジイェ皇女（Raziye ）が生まれる。 |
| 西暦年       | おもな出来事 （シーズン2 / シーズン3） |
| 1526         | ○この年、スレイマンの第二次ハンガリー遠征。スレイマンの軍勢とハンガリーのラヨシュ2世との間でモハーチの戦いが戦われる（S2）。 |
| 1527         | ○この年、ベネチア元首の子アルヴィーゼ・グリッティが、大宰相イブラヒムおよび皇帝スレイマンと初めて会見する |
| 1528         | |
| 1529         | ○この年、スレイマンの軍勢と神聖ローマ帝国・オーストリア大公国との間で第一次ウィーン包囲が戦われる（S2）。 |
| 1531         | ○この頃、スレイマン(37)とヒュッレム(25-29?)の間にジハンギル皇子（Şehzade Cihangir ）が生まれる（劇中では、1532年3月生まれとしている）（S2 第44話）。 |
| 1532         | |
| 1533         | ○史実では、この年、対サファヴィー朝遠征の先発として、大宰相イブラヒム・パシャがイランへ出発（S3）。 ○この年末、バルバロス・ハイレッディンがオスマン帝国に帰順する（S3）。 |
| 1534         | ○史実では、この年、スレイマンの母后ハフサが薨去する（S2）。この年以降に、後ろ盾を失ったマヒデヴランが後宮から追われ、息子ムスタファ皇子が知事を務めるマニサに送られる（S3）。 ○この年、大宰相イブラヒムがタブリーズとバグダードを征服、スレイマン自身も両都市に入城する（S3） ○この年、バルバロス・ハイレッディンが海軍提督に任じられ、チュニスを占領する（S3）。 ○この年、カール5世を共通の敵とするオスマン帝国とフランスが正式な使節のやり取りを始める ○スレイマン(40)が寵妃ヒュッレム(28-32?)を奴隷身分から解放し、オスマン皇帝としては異例なことにイスラム法に基づいた正式の結婚をする（劇中は S2） |
| 1535         | |
| 1536         | ○この年、大宰相イブラヒム・パシャが、フランス大使ジャン・ド・ラ・フォレと、フランス商人の特権を保証する条約を結んだとされる（S3） |
| 1537         | |
|              | |

## 関連用語解説

### ドラマの舞台

スレイマン時代の後、17世紀初頭のオスマン帝国の版図（1609年）。州（エヤレト）ごとに区分されている。

#### オスマン帝国
1299年から1922年までの間に存在した大帝国。
劇中では主に1521年のスレイマン即位、1566年のスレイマン崩御の約45年間を描く。
モハーチの戦いでハンガリーを征服し、第一次ウィーン包囲でキリスト教ヨーロッパ世界に大打撃を与え、さらにプレヴェザの海戦で地中海の制海権も獲得し、スレイマン時代に最盛期を迎える。
スレイマン1世率いるオスマン帝国は、ヨーロッパ世界に「オスマンの衝撃」と呼ばれた。

#### ハンガリー王国
ラヨシュ2世率いる国。
劇中では、史実と同じくスレイマン1世の攻撃によってベオグラードを喪失、さらに1524年のモハーチの戦いによってラヨシュ2世自身も戦死し、ハンガリーは1699年までオーストリアとオスマンによる二分割統治が行われるようになる。

#### サファヴィー朝ペルシア帝国
東方に存在した帝国。
スレイマン時代の後期におけるオスマン帝国の最大のライバル国。スレイマン自身が3回にわたって遠征を行い、オスマン帝国と度々衝突した。
史実では、スレイマンはサファヴィー朝に3回遠征を行い、現在のトルコ、イラン間の国境が確立した。

#### クリミア・ハン国
劇中では主に「クリミア」と呼ばれる。
オスマン帝国の従属国で、スレイマンの母后ハフサの祖国である。ヒュッレムを誘拐したのは、このクリミア・ハン国である。

#### 神聖ローマ帝国
スレイマンの最大のライバルとなる、カール5世が率いる国。しかしその実態はドイツ諸侯が集まっただけの連邦国家に過ぎない。

### 宮廷の組織と人々
皇帝
小姓
小姓頭（ハス・オダ・バシュ）
宦官
側女と皇帝妃

### 隆盛期オスマン帝国の支配と軍人・官僚たち
オスマン帝国は元来は「ガーズィー」と呼ばれる遊牧民主体の戦士集団の連合国家であったが、やがてオスマン家が古くからのトルコ系軍人や有力者らを抑え、君主としての専制支配を確立した。異教徒であるキリスト教徒の男子を強制徴用してイスラムに改宗させて教育し、軍人・官僚とした（デヴシルメ制度）。カプクルと呼ばれるこれらの軍人・官僚は、皇帝直属の常備軍（イェニチェリ）を構成し、彼らに絶対的な忠誠を誓わせることによって、オスマン家の皇帝権力が成り立っていた。
オスマン帝国は、行政区分として州軍政官（ベイレルベイ）が統治する 州（エヤーレト）に分けられ、各州はさらに県軍政官（サンジャクベイ）が統治する県（サンジャク）に分けられていた。戦争が起こると、スィパーヒーと呼ばれるトルコ系の在郷騎士たちは県軍政官の配下として戦地へ赴き、州軍政官が各州の全スィパーヒーを統括した。スレイマンの時代の頃（16世紀）には、県軍政官・州軍政官のほとんどが異教徒からの改宗者であるカプクルで占められるようになった。
大宰相
宰相
州軍政官（ベイレルベイ）
ベイレルベイ （オスマン語：بكلربكی、トルコ語： beylerbey ）は、オスマン帝国の軍司令官、
軍管区長官。ドラマの日本語字幕では 州軍政官 と訳されている。軍組織としては、その配下に#県軍政官を従える。建国当初は遊牧民主体の騎兵を束ねる軍司令官に過ぎなかった。14-15世紀以降は、州を監督する軍管区長官として、地方行政の根幹をなす最高の官職となり、御前会議に列席して宰相や大宰相に昇進するための前職の一つとして位置づけられるようになっていった。
ドラマでは、皇女シャーの夫ルトフィーがルメリ州軍政官で、またリュステムがディヤルバクル州軍政官に昇進する。
県軍政官（サンジャクベイ）

### 宗教関係者の組織や官職
イスラムの長老（シェイヒュルイスラーム）
軍法官（カザスケル）
カザスケル （オスマン語：قاضي عسكر「軍人の法官」、トルコ語： Kazasker ）は、オスマン帝国における#法官（カーディー）の最高位。ドラマの日本語字幕では、軍法官 と訳されている。14世紀に創設されて、全カーディーを統括する役割を担った。帝国の領土が拡大した16世紀後半に、バルカン領土を管轄するルメリ・カザスケリ（ドラマの日本語字幕では ルメリ軍法官）とアナトリア領土を管轄するアナドル・カザスケリ（アナドル軍法官）に増員され、ルメリ軍法官が上位とされた。御前会議にも列席して、イスラム法の専門家として、国政に参与した。イスラム法学者の官職組織（イルミエ）の中では#イスラムの長老に次ぐ高位に位置づけられた。
ドラマでは、エブッスードがルメリ軍法官に昇進した。
法官（カーディー）
カーディー （オスマン語：قاضي、トルコ語： Kadı ）は、イスラム社会における裁判官で、主要な都市などに配置された。ドラマの日本語字幕では、法官 と訳されている。オスマン帝国では、その職階に応じて、日給や事務手数料が定められ、徴税などの地方行政にも携わった。
ドラマでは、帝都の法官として、エブッスードが登場し、マニサでも法官が登場している。

### 称号・敬称など
ヒュンカールム（陛下）
オスマン帝国の皇帝を指す敬称として、ヒュンカール （オスマン語：خنکار、トルコ語： Hünkâr ）などが用いられる。皇帝当人に呼びかけるときは、ヒュンカールム（Hünkârım）またはヒュンキャールムと言う。この呼称は、このドラマの中でも用いられており、英訳すると my sovereign （我が君）であり、Your Imperial Majesty（皇帝陛下）に相当する。
パシャ
パシャ （オスマン語：پاشا、トルコ語： paşa ）は、オスマン帝国の高官を指す称号。ドラマの中では、大宰相となったイブラヒムは、イブラヒム・パシャまたは単にパシャと呼ばれる。
アー
アー （オスマン語：آغا 、トルコ語： ağa ）は、オスマン帝国の軍人や官僚などを指す称号。ドラマの中では、宦官であるスンビュル、ギュル、キラズ、料理長であるシェケル、主馬頭であったときのリュステムらがこの敬称を付けて呼ばれている。
ハートゥン
ハートゥン （オスマン語：خاتون 、トルコ語： hatun ）は、オスマン帝国では、高貴な身分の女性（貴婦人）や夫人などの敬称として用いられた。ドラマの中では、皇帝妃だが皇帝の子を失ったギュルフェム、皇族付きなど高位の女官たち（ダイェ、ギュルシャー、アフィフェ）、夫人らがこの敬称を付けて呼ばれている。
カルファ
カルファ （オスマン語：قلفه 、トルコ語： kalfa ）は、オスマン帝国の女官の身分・敬称の一つ。このドラマの日本語字幕では「女官長」と表記されているが、史実では「女官見習い」のような意味を持ち、ウスタ（親方） の下位で、ジラク の上位に当たる。ドラマの中では、ニギャールやファーリエが女官長としてカルファと呼ばれている。

### 登場人物の記事
- オスマン帝国の人物
  - スレイマン1世
  - ロクセラーナ（皇妃ヒュッレム・スルタン）・・・ロクセラーナとは「ロシア女」の意味で、ヨーロッパではこの名で知られている。
  - パルガル・イブラヒム・パシャ（大宰相）
- オスマン帝国外の人物
  - クレメンス7世 (ローマ教皇)
  - フィリップ・ヴィリエ・ド・リラダン（ロドス島の聖ヨハネ騎士団長）
  - ラヨシュ2世（ハンガリー王）
  - サポヤイ・ヤーノシュ（ラヨシュ戦死後に、オスマン帝国の後押しでハンガリー王となる）
  - フェルディナント （当時のオーストリア大公）
  - カール5世 (神聖ローマ皇帝) （神聖ローマ帝国の皇帝、スペイン帝国の君主）

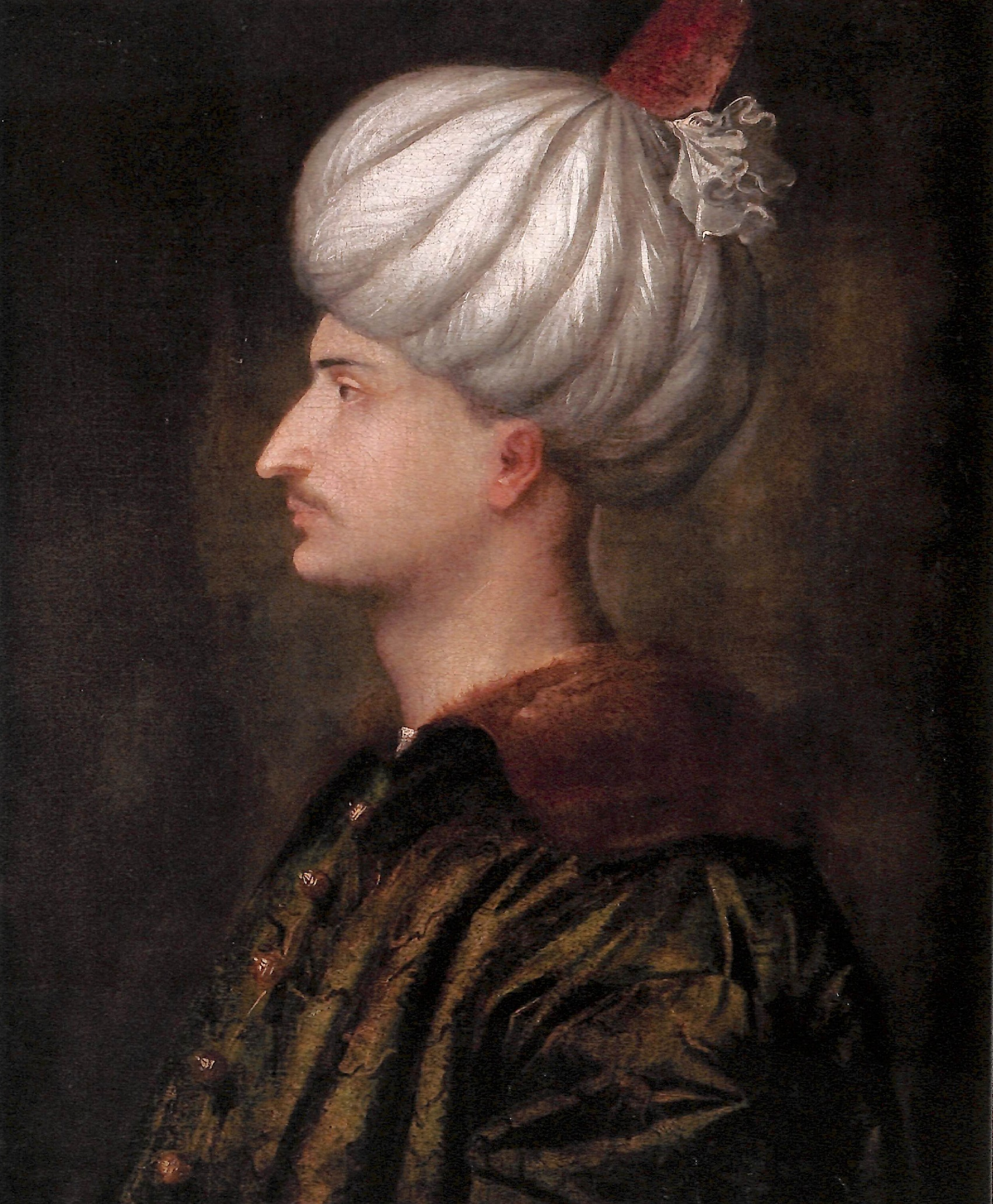
皇帝スレイマン1世（青年期）
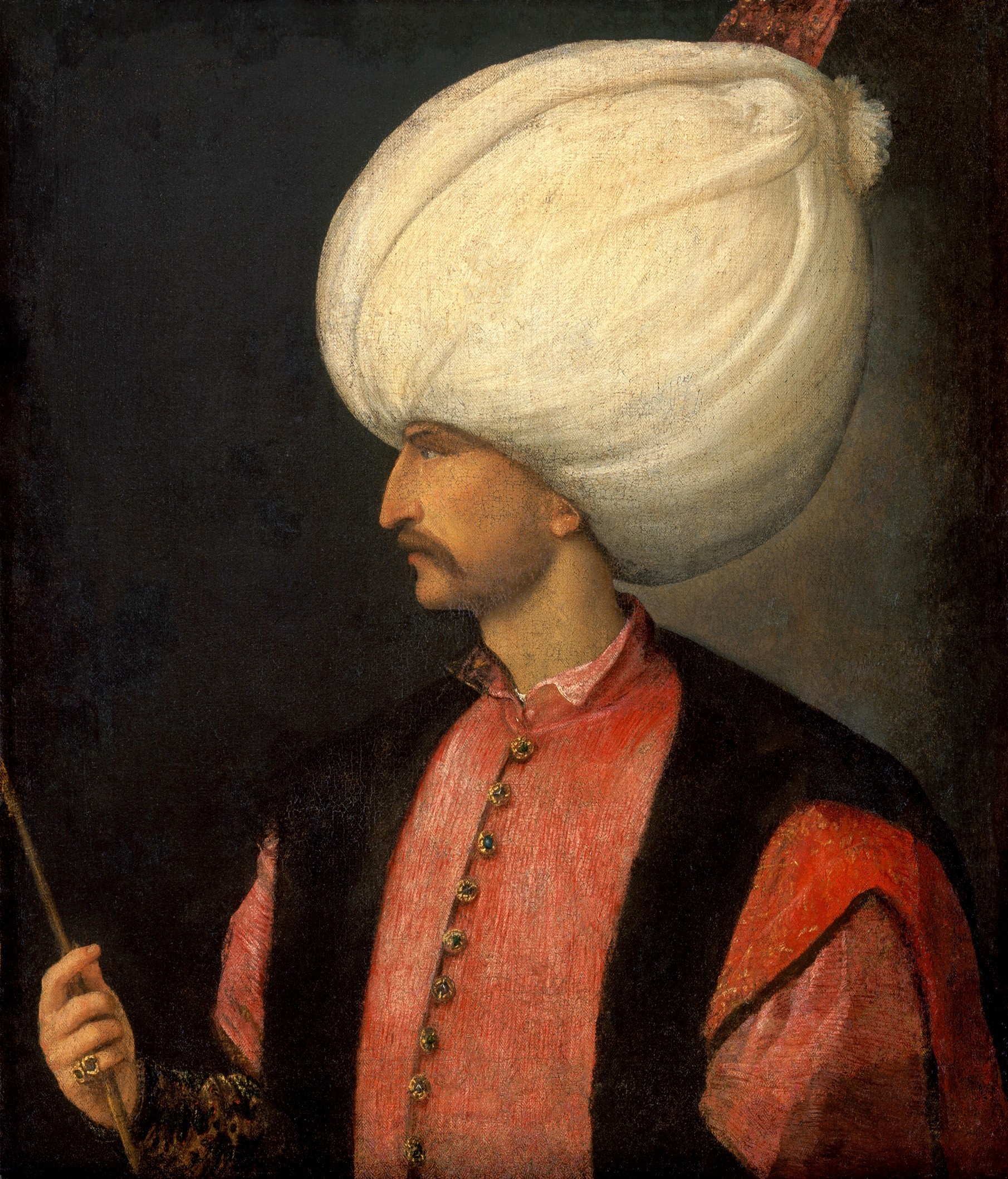
皇帝スレイマン1世（壮年期）
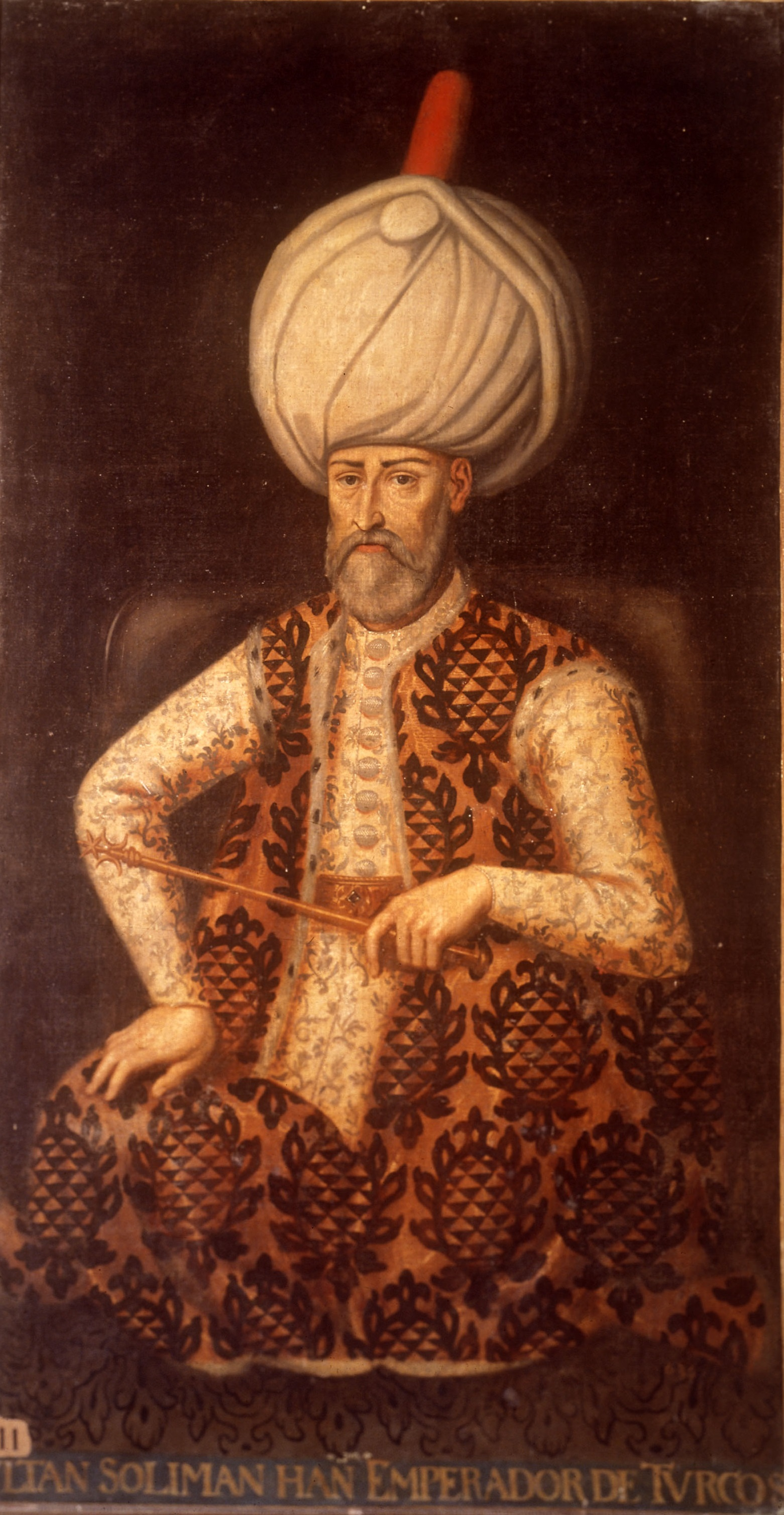
皇帝スレイマン1世（老年期）
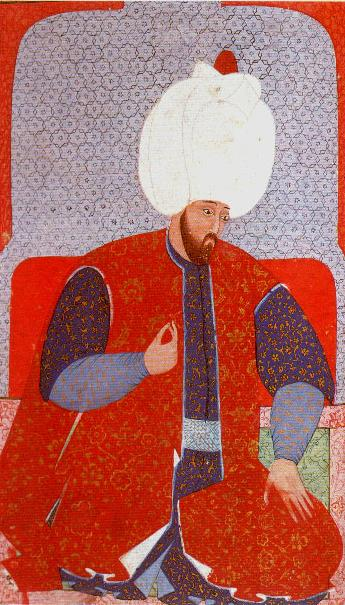
皇帝スレイマン1世
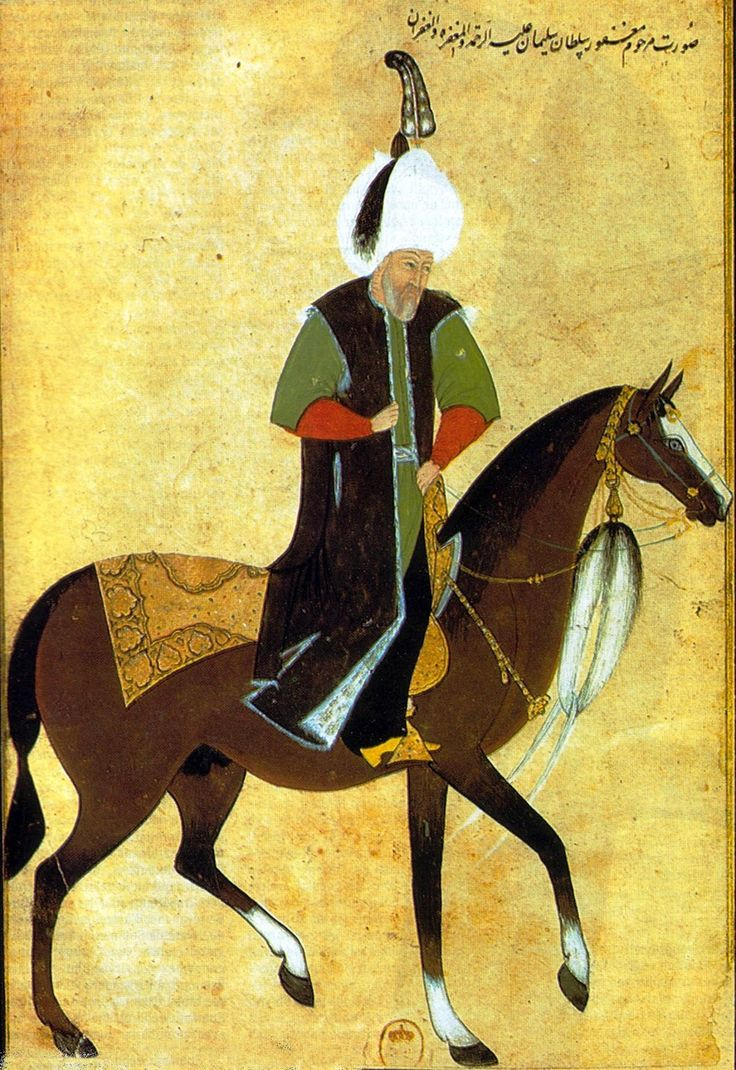
皇帝スレイマン1世（老年期）の乗馬姿
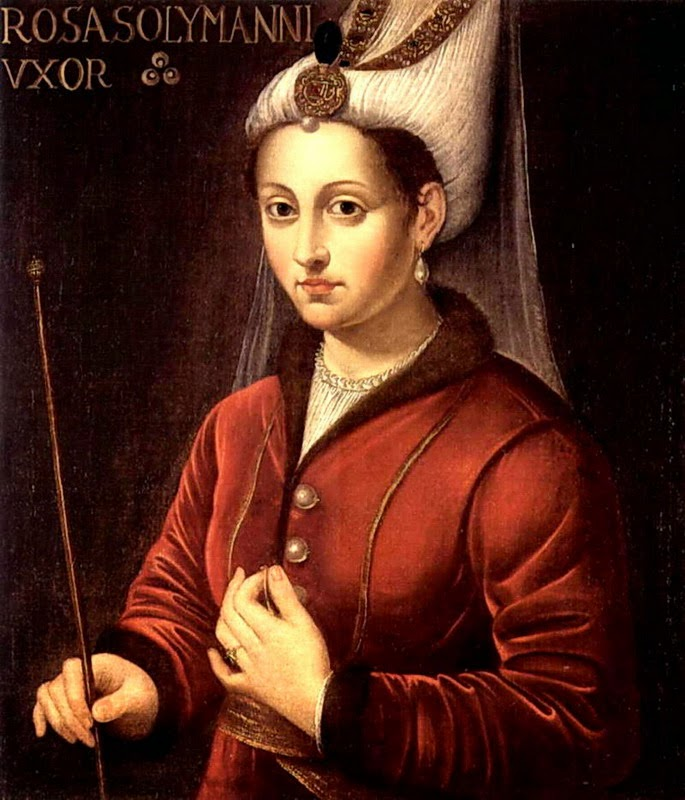
皇妃ヒュッレム・スルタン（ロクセラーナ）
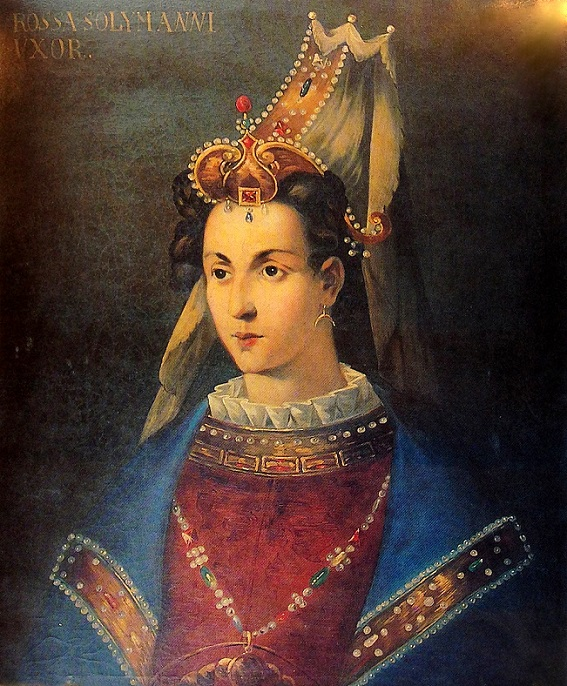
皇妃ヒュッレム・スルタン
皇妃ヒュッレム・スルタン（ティツィアーノ画）
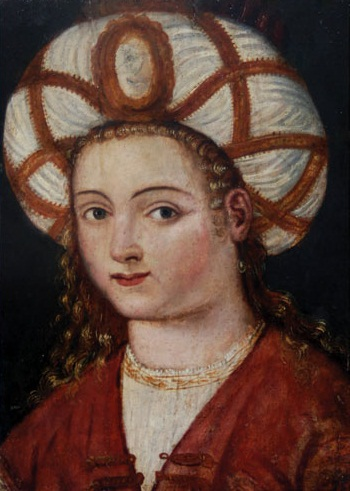
皇妃ヒュッレム・スルタン
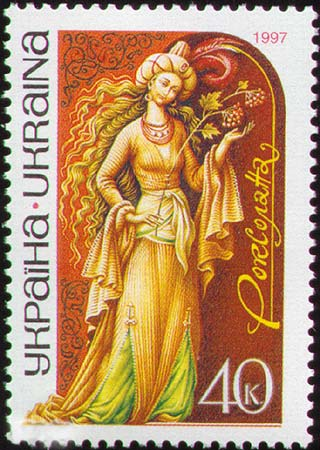
皇妃ヒュッレムを描いたウクライナの切手
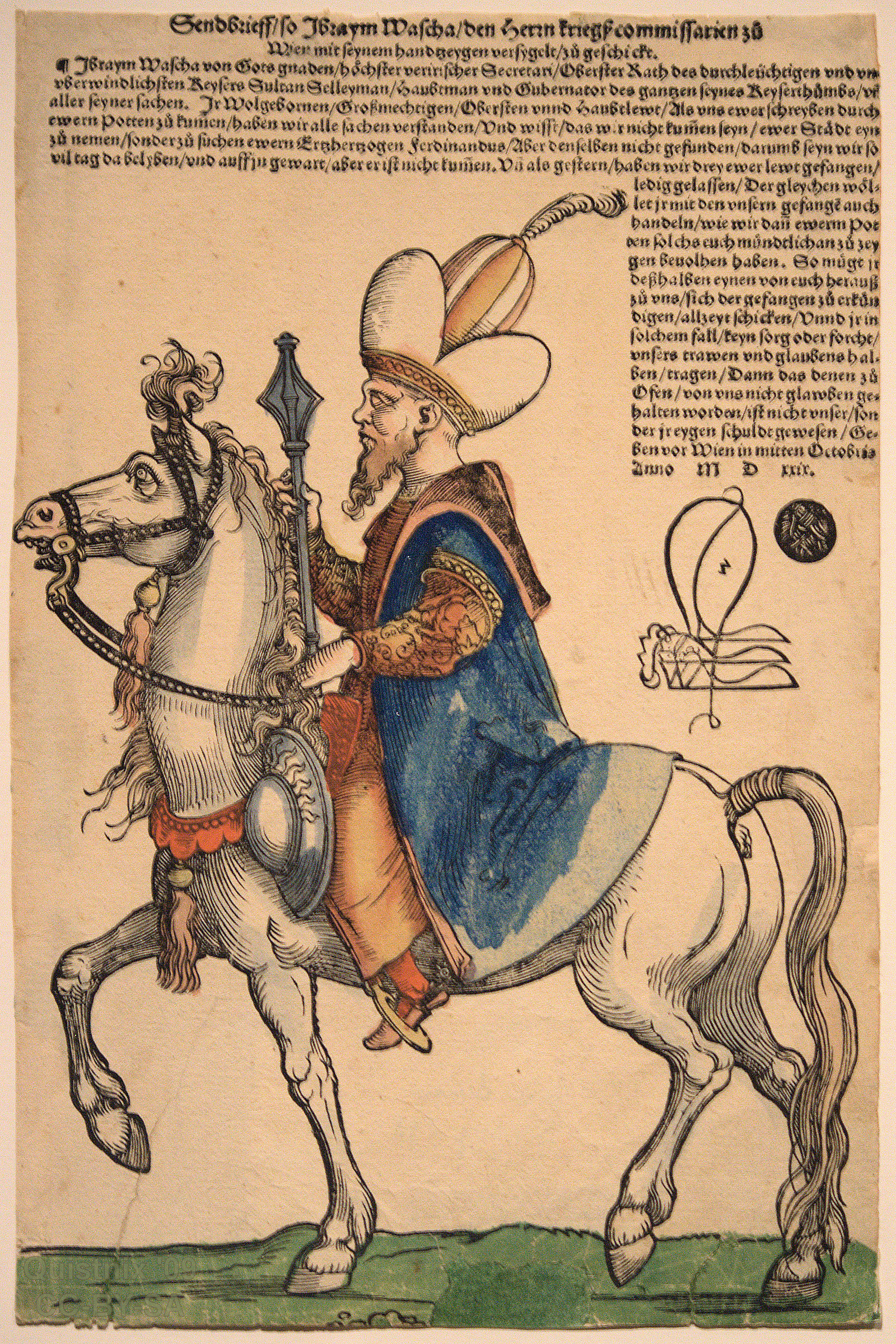
大宰相イブラヒムの乗馬姿
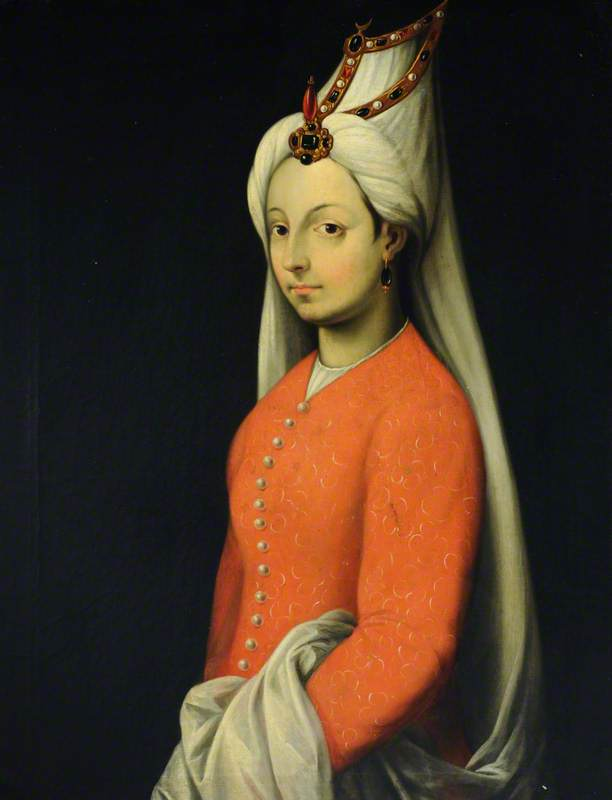
スレイマンとヒュッレムの娘ミフリマーフ
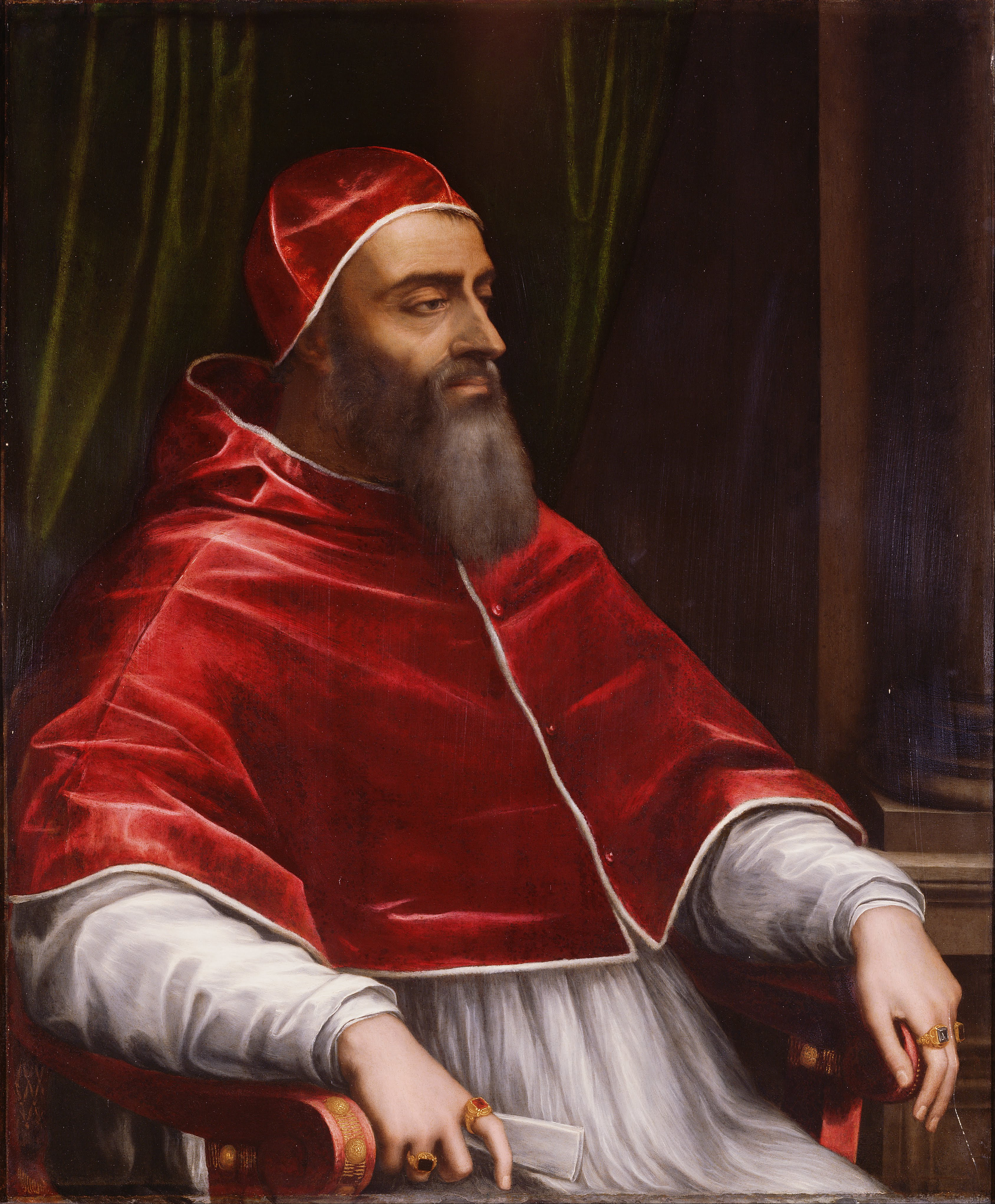
ローマ教皇クレメンス7世
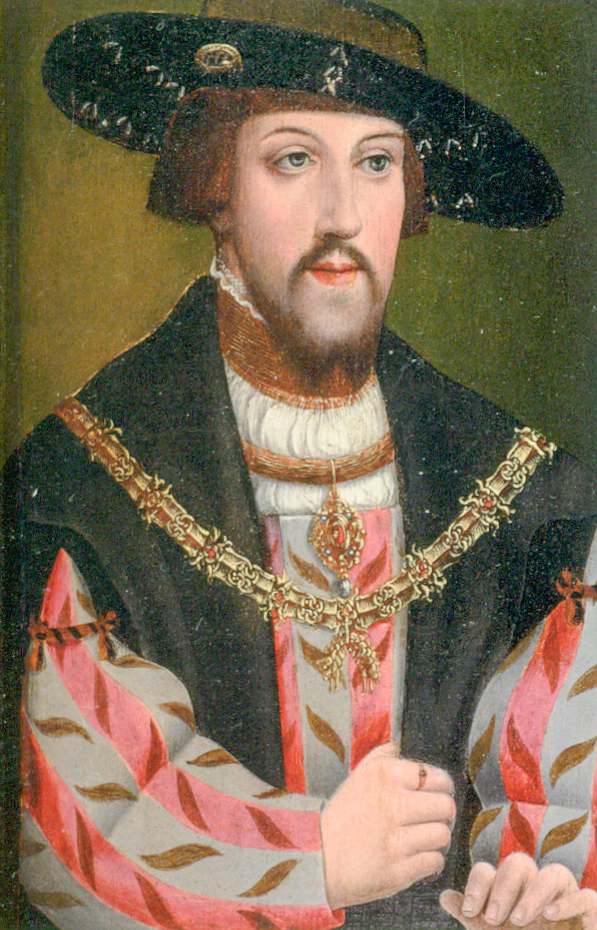
ハンガリー王ラヨシュ2世
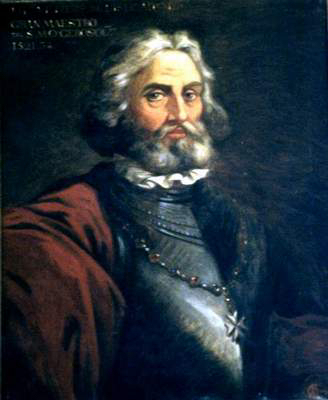
ロードス島の騎士団長フィリップ・ヴィリエ・ド・リラダン
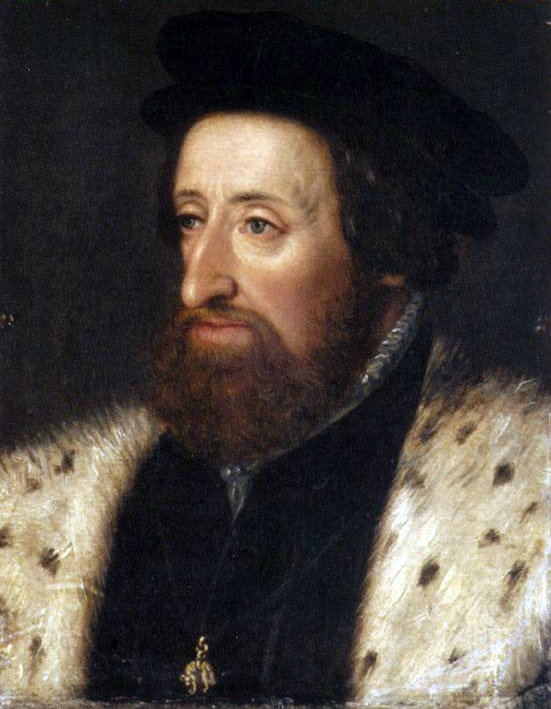
オーストリア大公フェルディナント1世 (神聖ローマ皇帝)
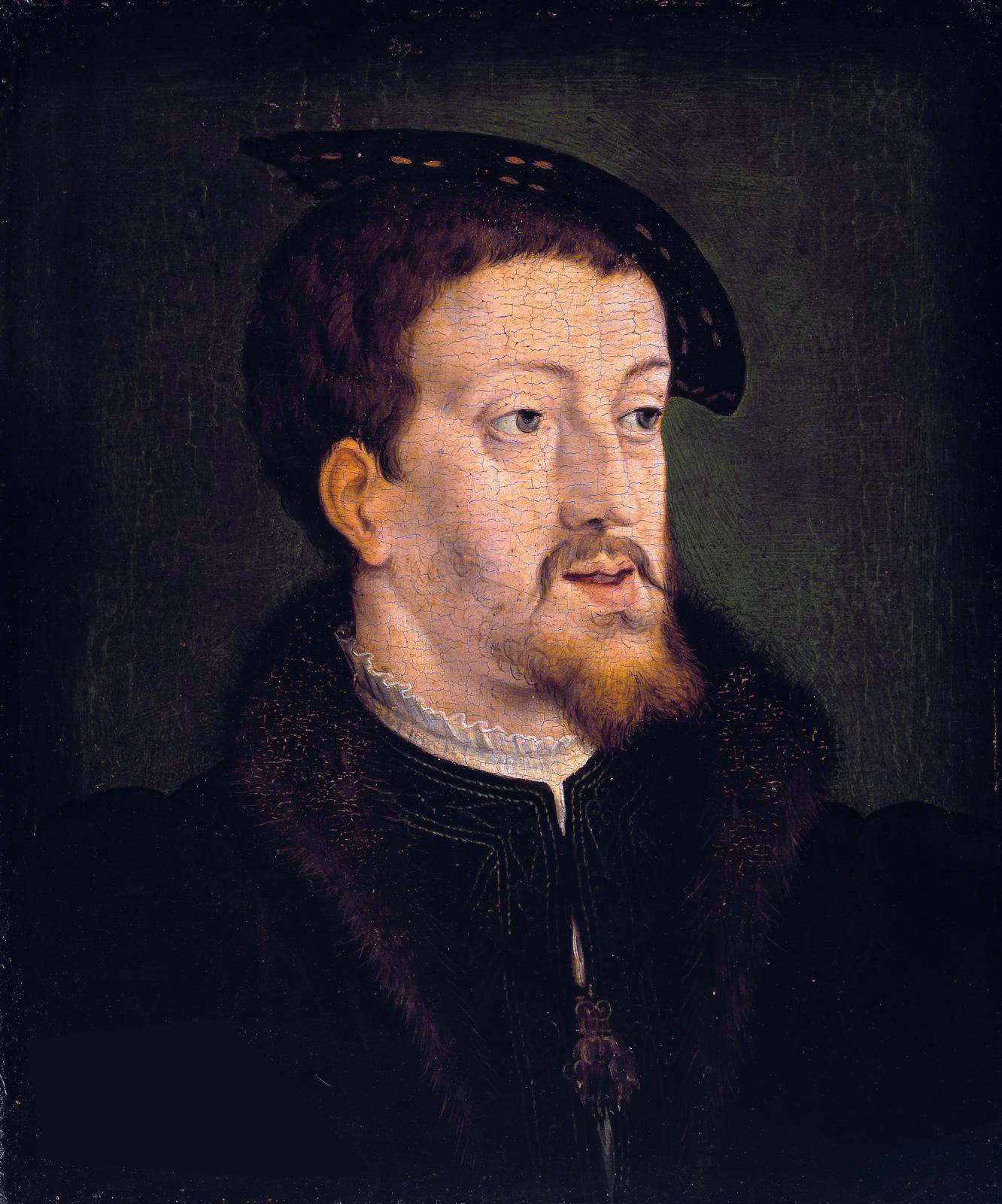
神聖ローマ皇帝カール5世（1530年頃）
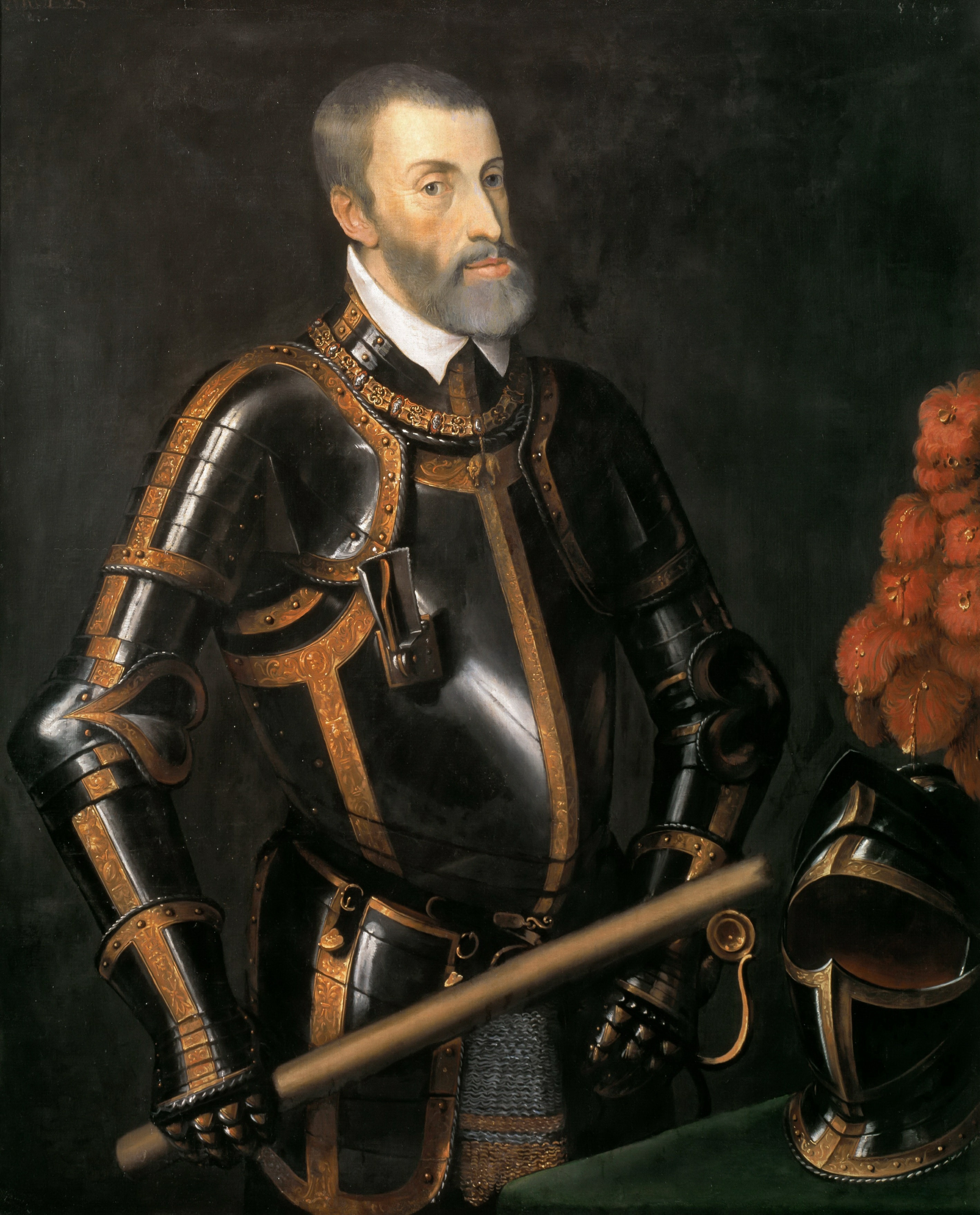
カール5世（1550年代）

### 関連する建造物

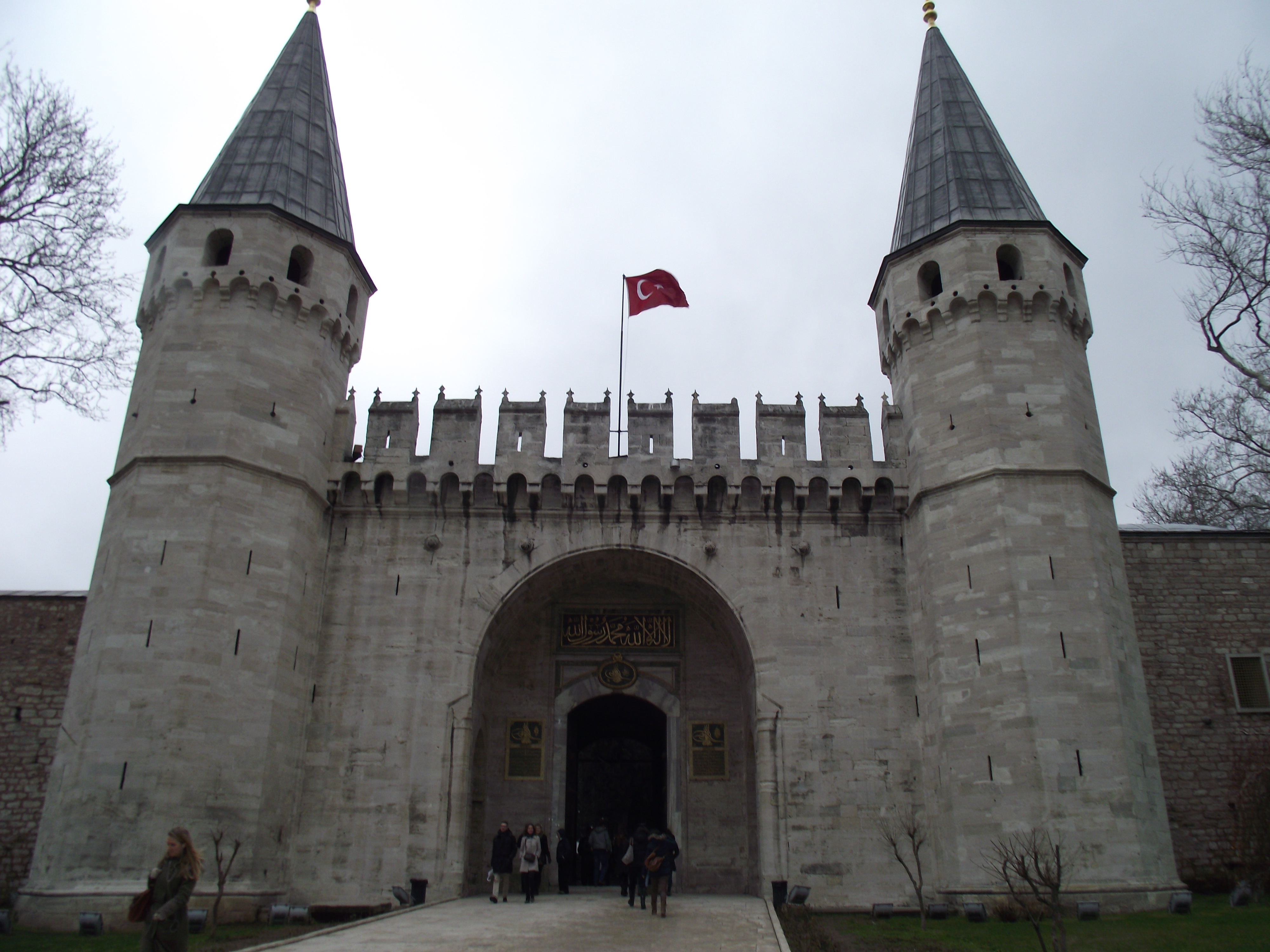
トプカプ宮殿の挨拶の門。オープニングなどでしばしば映し出される。
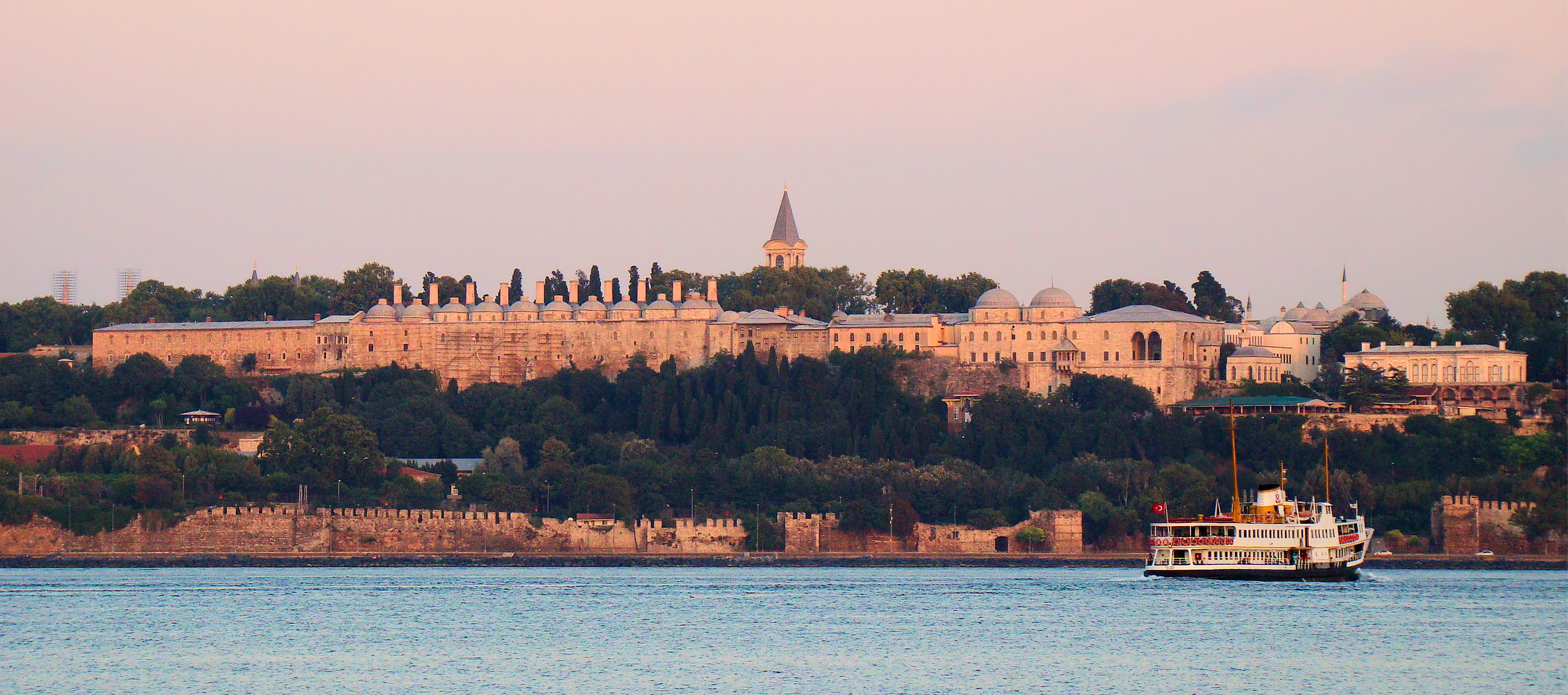
トプカプ宮殿をボスポラス海峡から眺める。
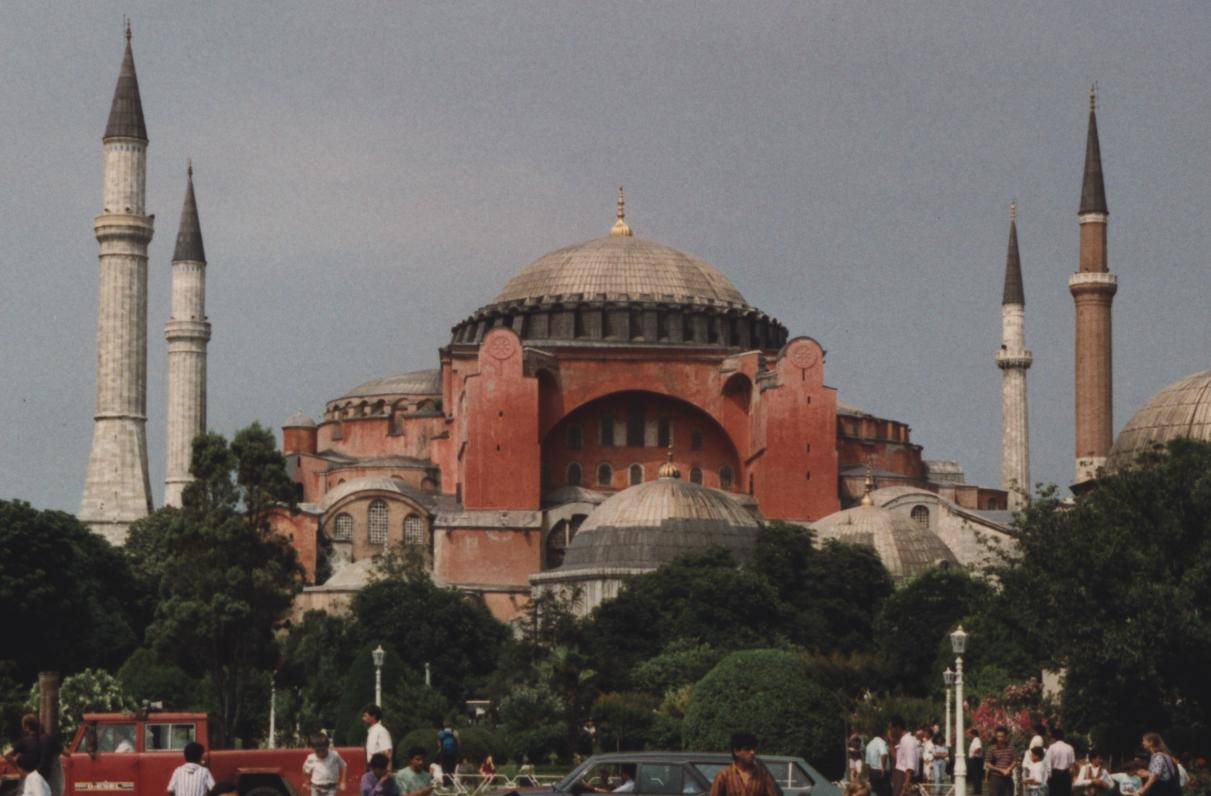
アヤソフィア礼拝堂。劇中でしばしば映し出される。

### 関連作品
- 夢の雫、黄金の鳥籠 ：篠原千絵による日本の少女漫画（2018年4月時点で、単行本11巻が発行、雑誌連載中。）
皇帝スレイマンの妃ヒュッレムがヒロイン。ヒュッレムと小姓頭イブラヒム、皇女ハディージェ（ハティジェ）とアルヴィーゼ・グリッティがそれぞれ禁断の恋仲になる点などが「オスマン帝国外伝」と大きく異なる（「オスマン帝国外伝」では、イブラヒムとハティジェが禁断の恋仲になり、ヒュッレムとイブラヒムは対立関係になる）。
「オスマン帝国外伝」シーズン2の放映中に、篠原千絵からチャンネル銀河にコメントが寄せられた[154]。

オスマン帝国を舞台とする作品
- オスマン帝国: 皇帝たちの夜明け ：Netflixオリジナルのトルコドラマ。